# Festival national des arts et de la culture
Le festival national des arts et de la culture est un festival camerounais institué le 8 avril 1991 par décret présidentiel après le succès du Festival des arts et de la culture (FESTAC) organisé en 1988. 

## 1e édition du FENAC
Faisant suite au succès du Festival des arts et de la culture organisé à Douala en 1988, le Fenac est institué le 8 avril 1991 comme un événement biennal pour célébrer les talents culturels et artistiques du Cameroun. Cet évènement connaît des difficultés et devient une manifestation saisonnière. En 1994, le Fenac se tient à Douala sous l’impulsion du premier ministre de la Culture Joseph-Marie Bipoun-Woum.

## 8e édition du FENAC
Après 8 années d'absence due aux contraintes financières, la 8e édition s'est tenue du 7 au 8 novembre 2016 sous le thème de "Culture et émergence du Cameroun".

#### Littoral

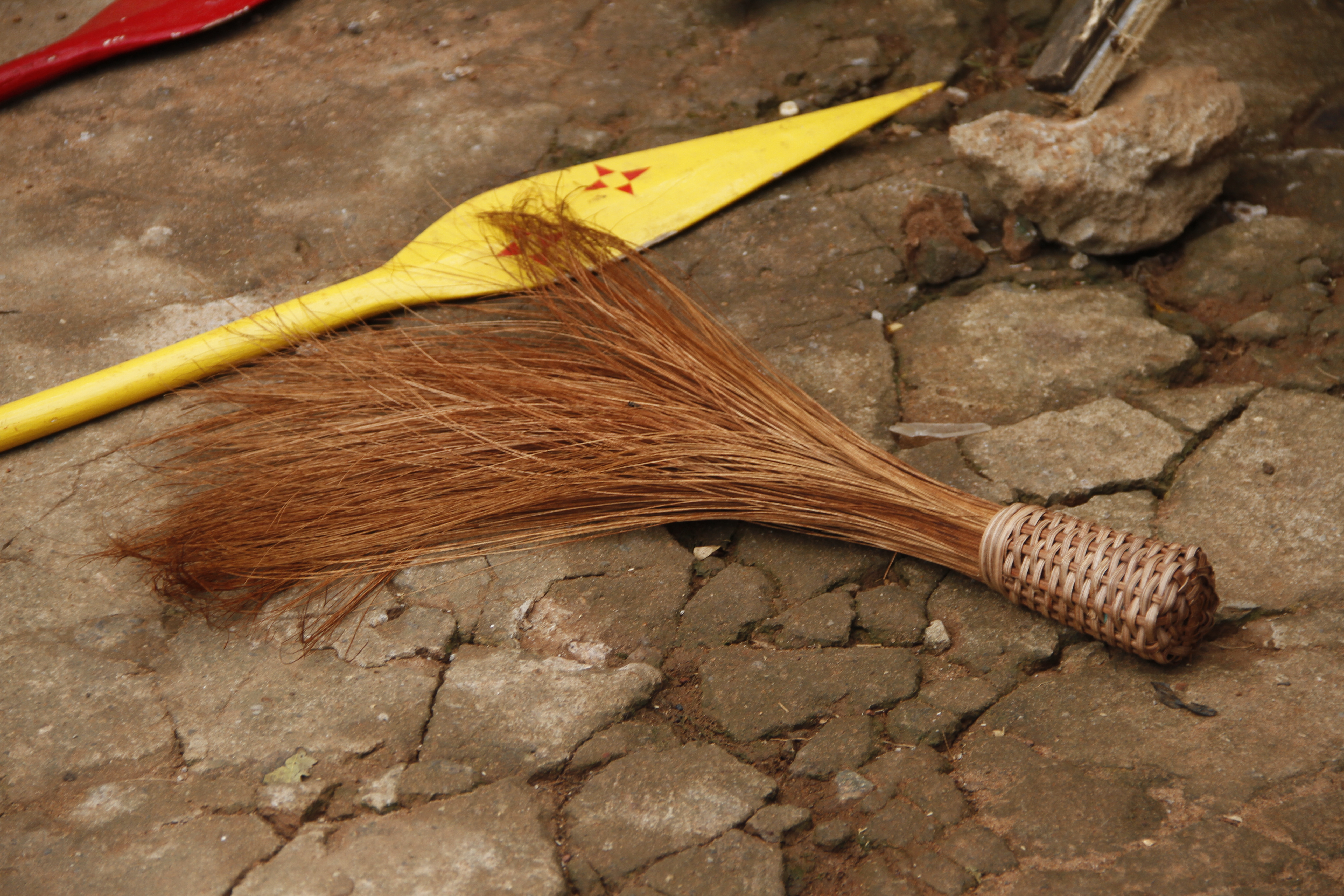

#### Centre

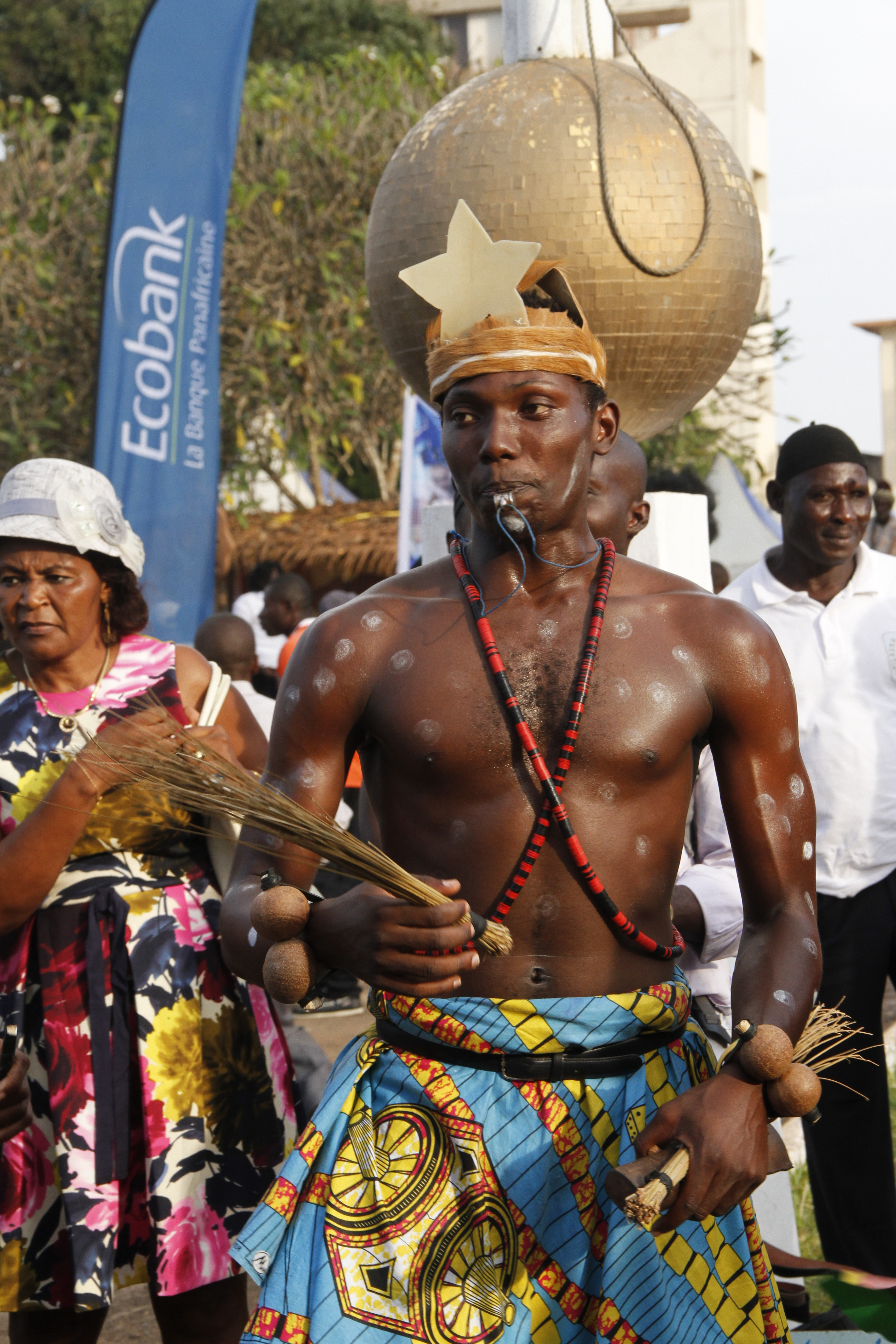
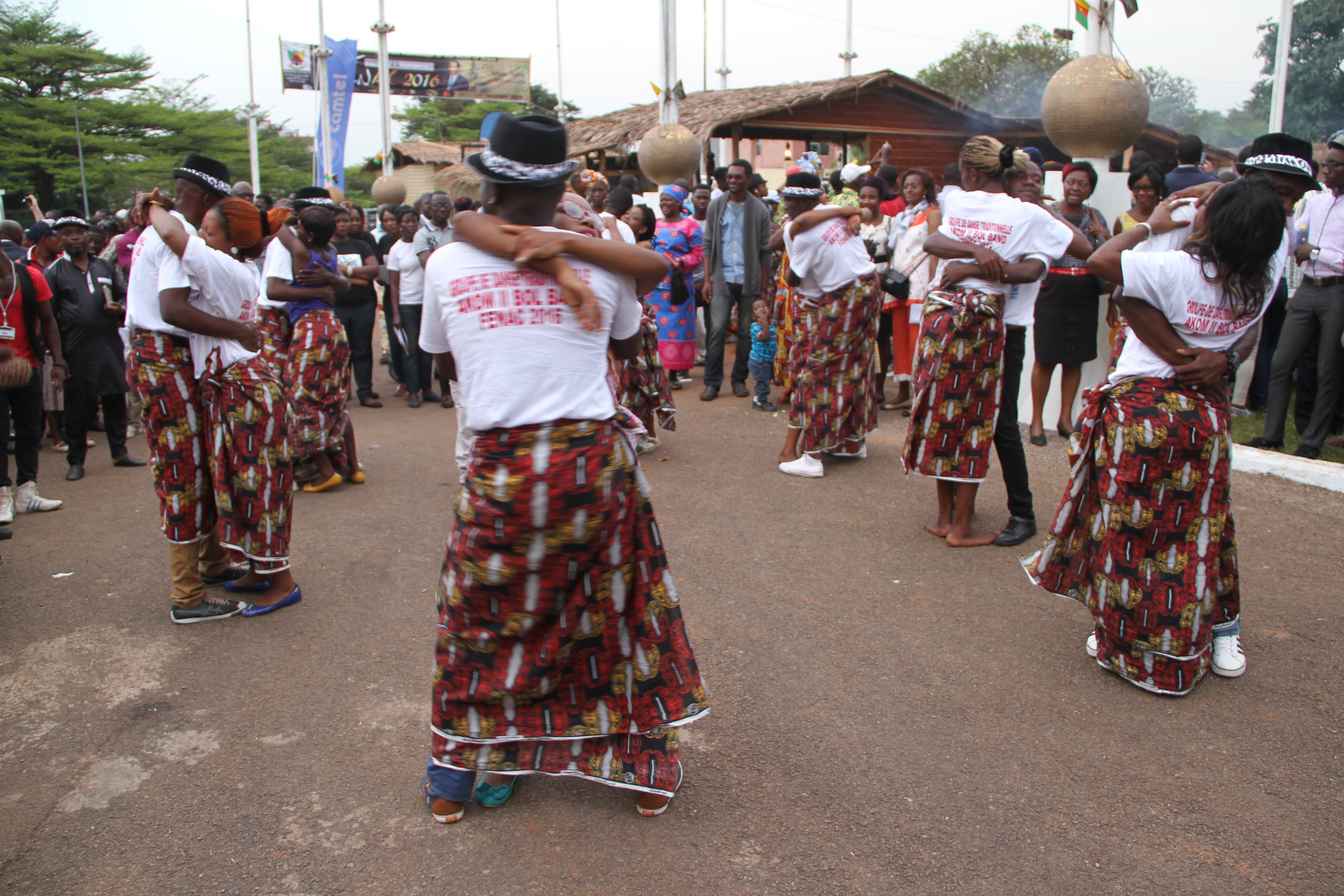
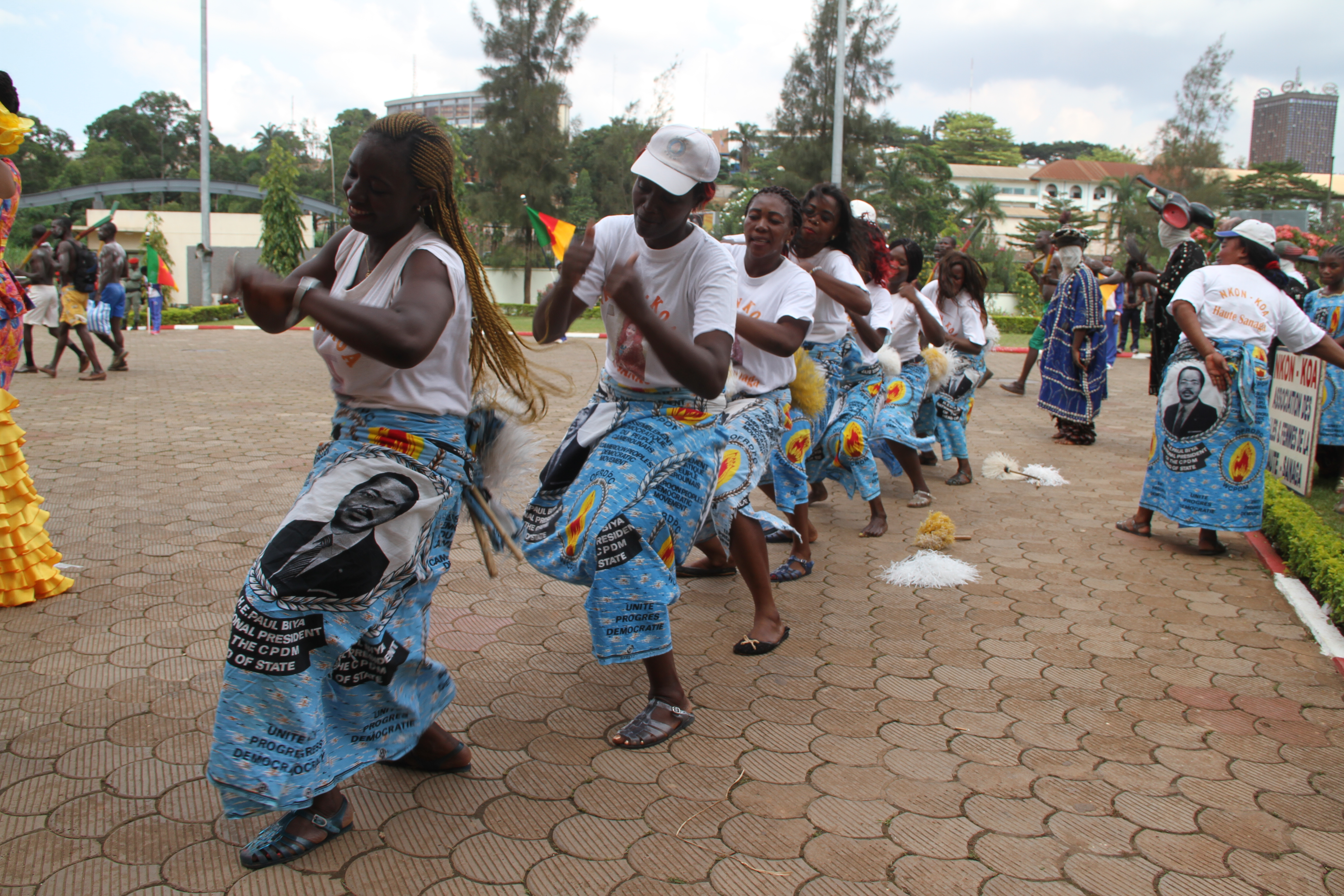

#### Sud-Ouest

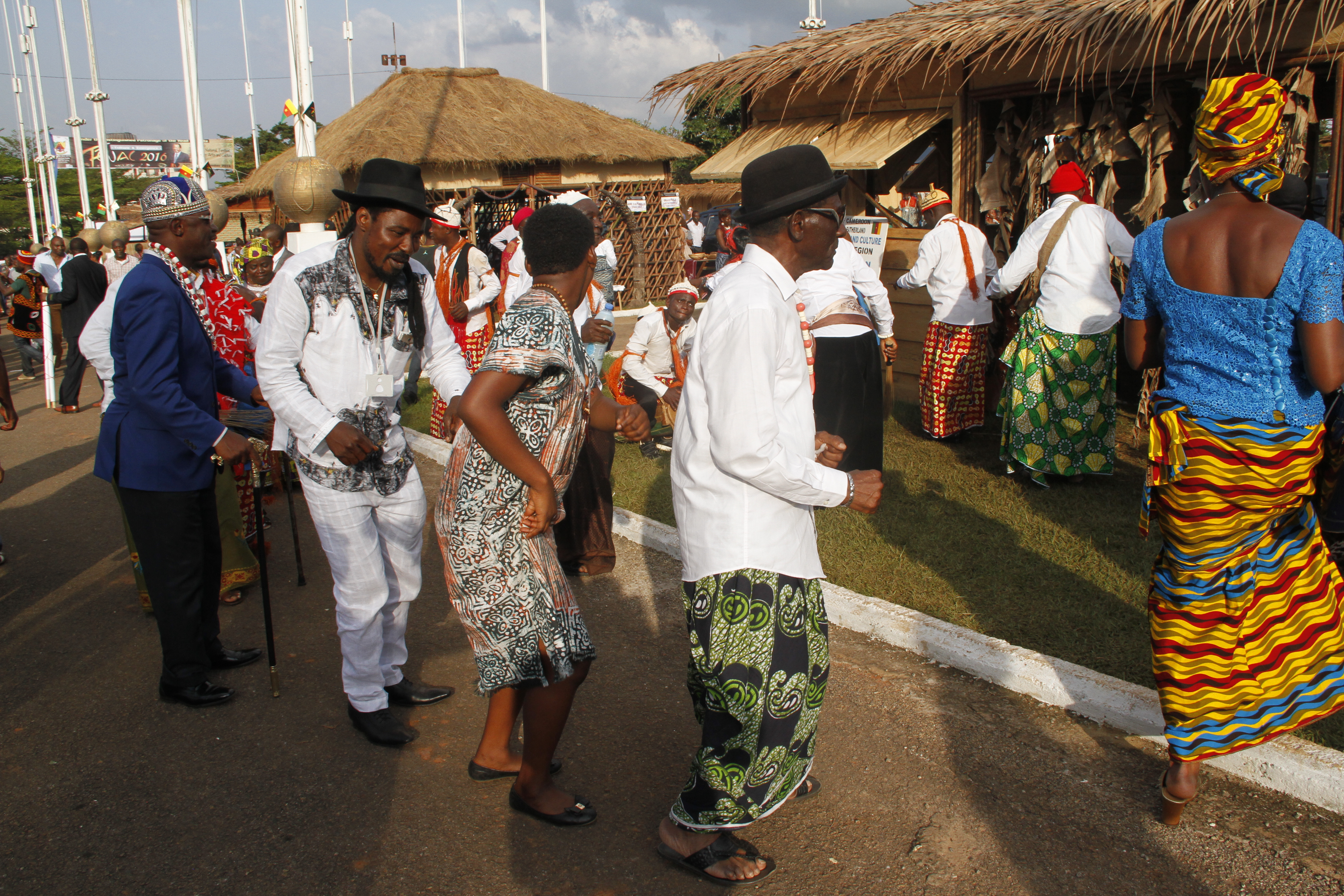
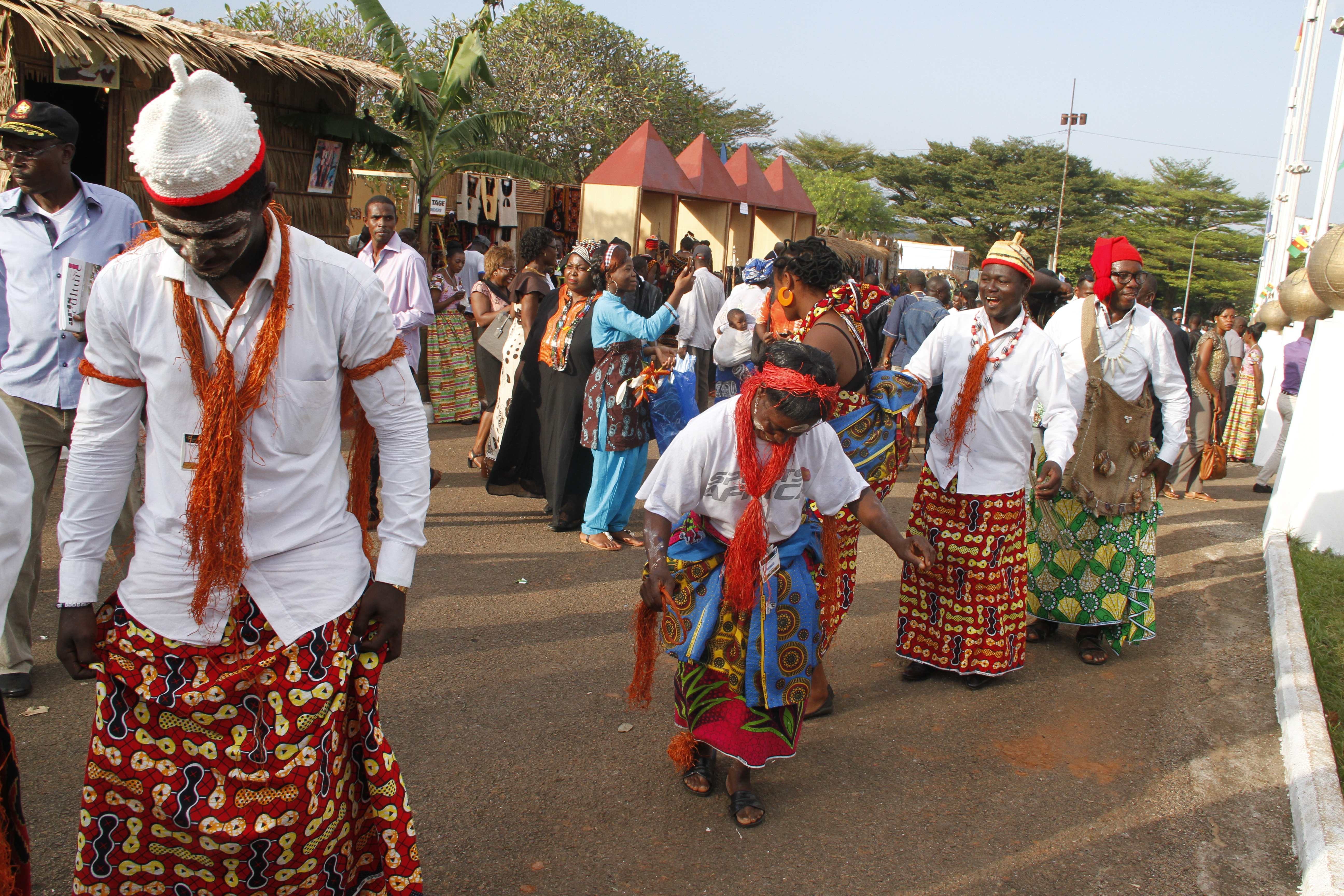
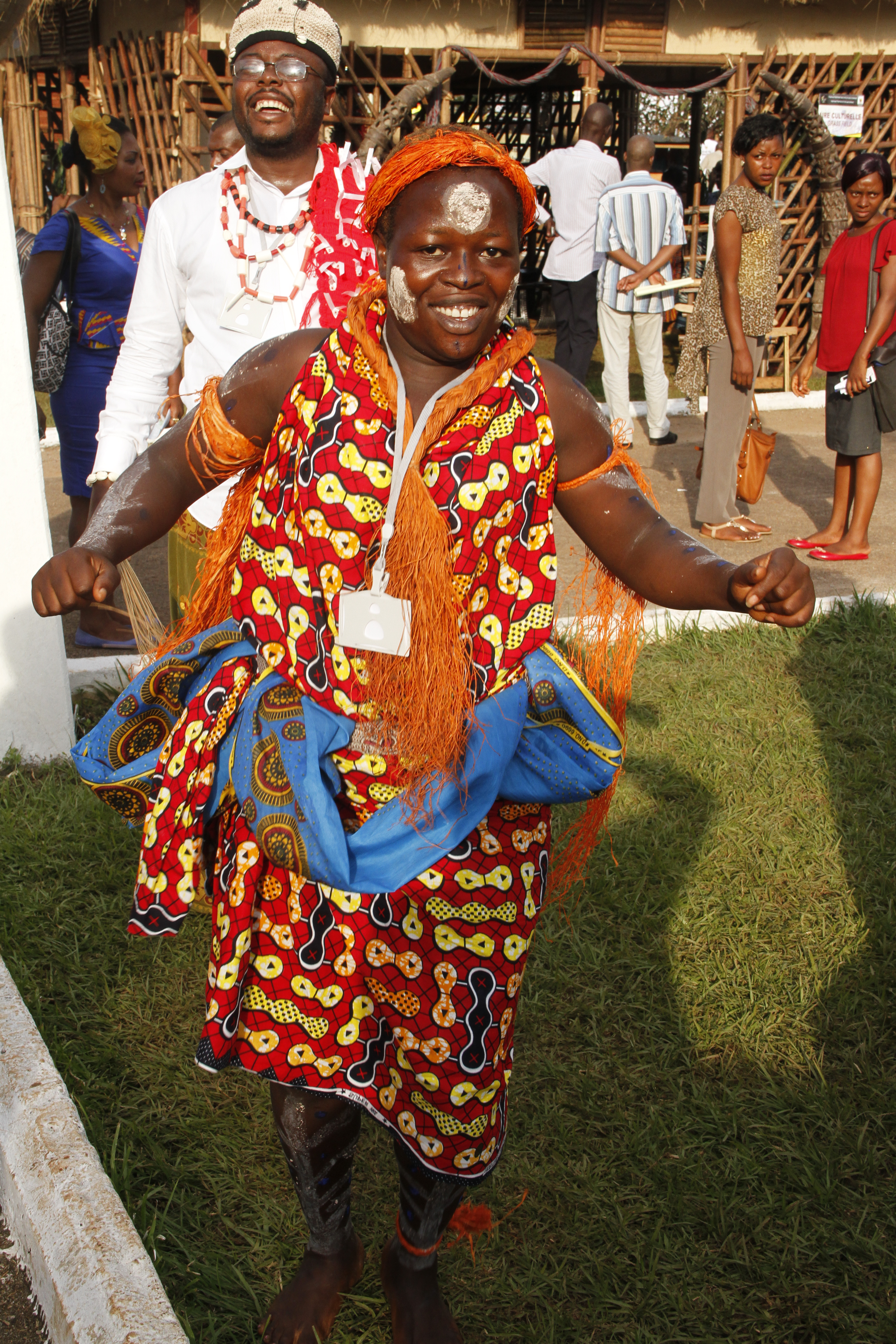
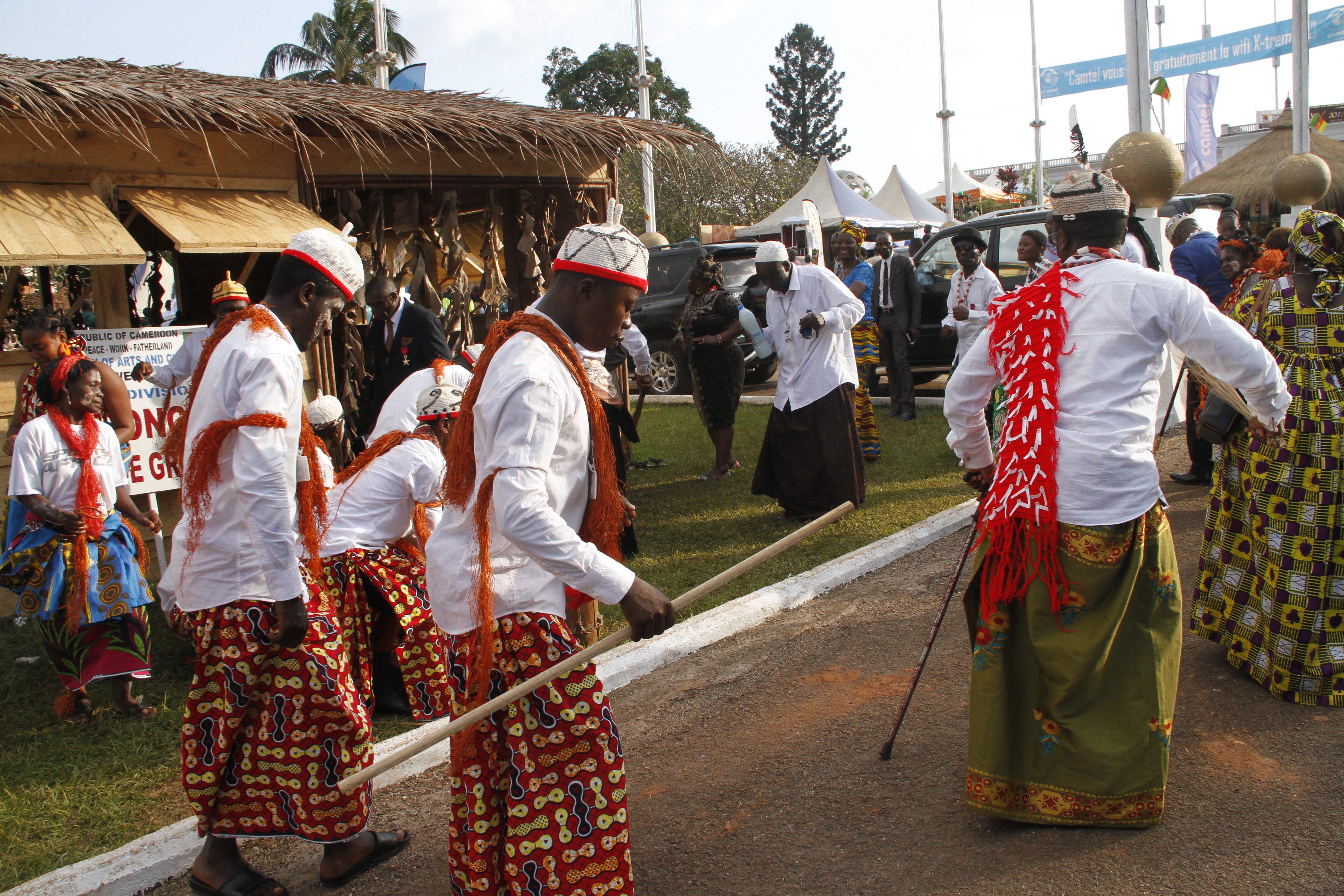
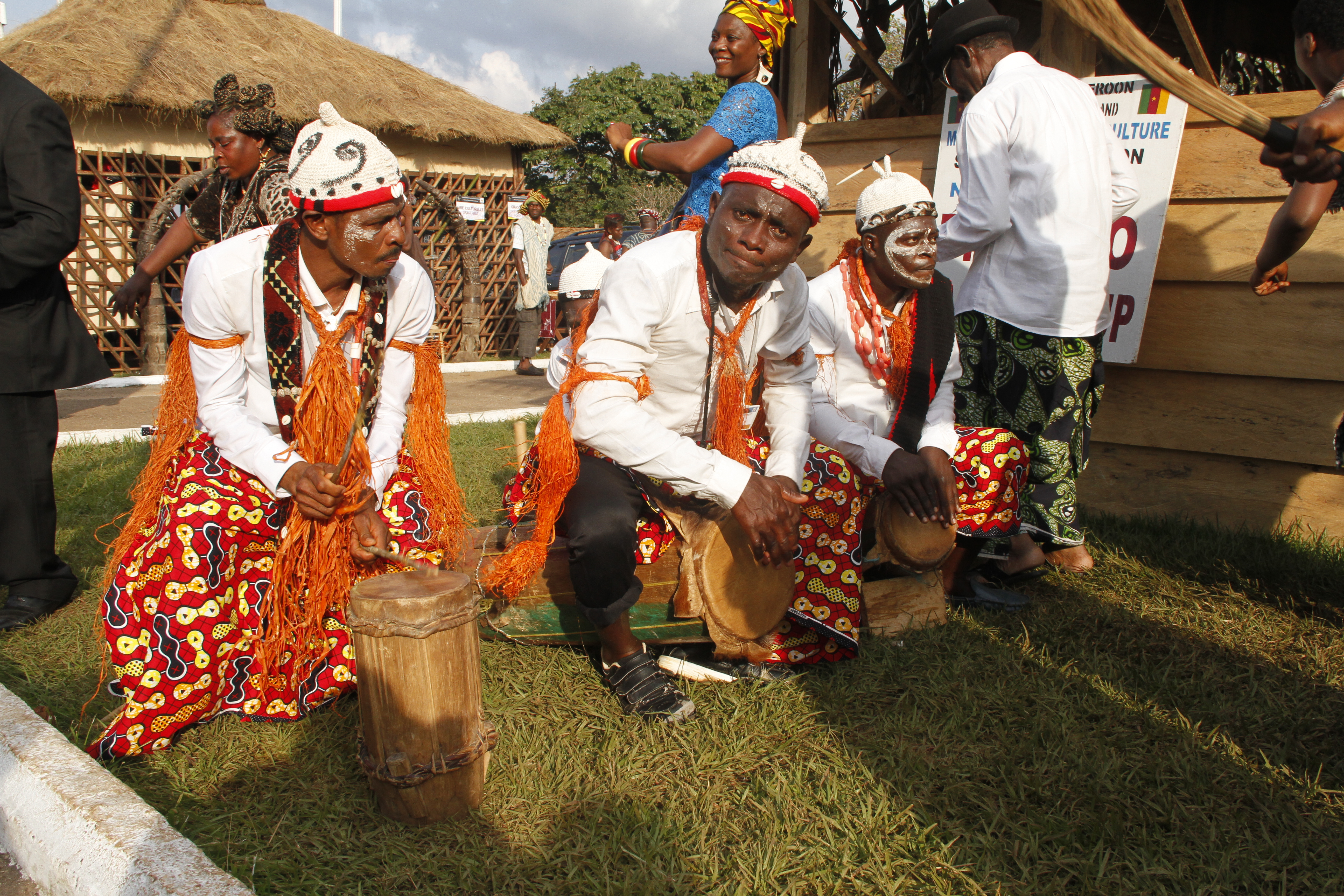
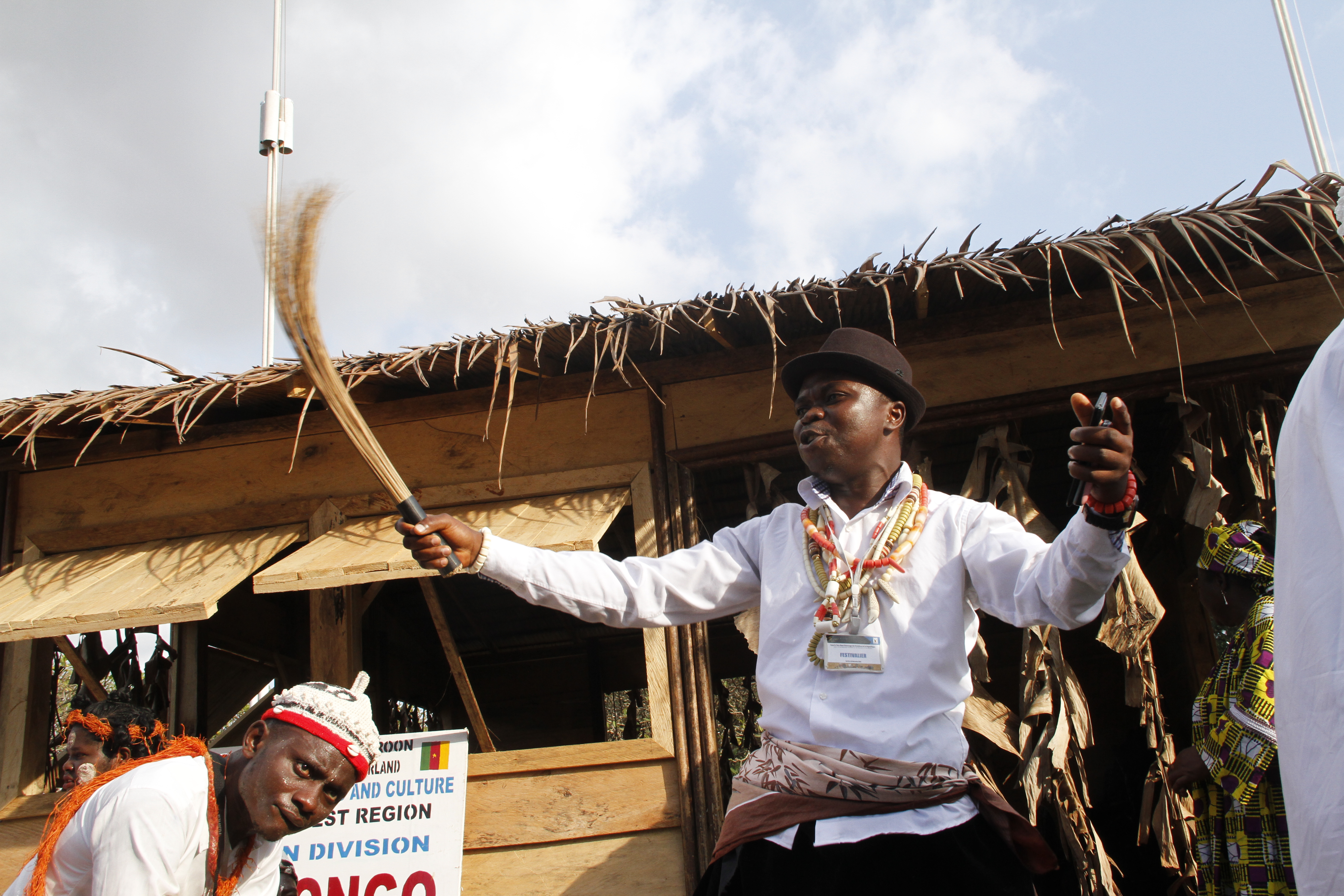

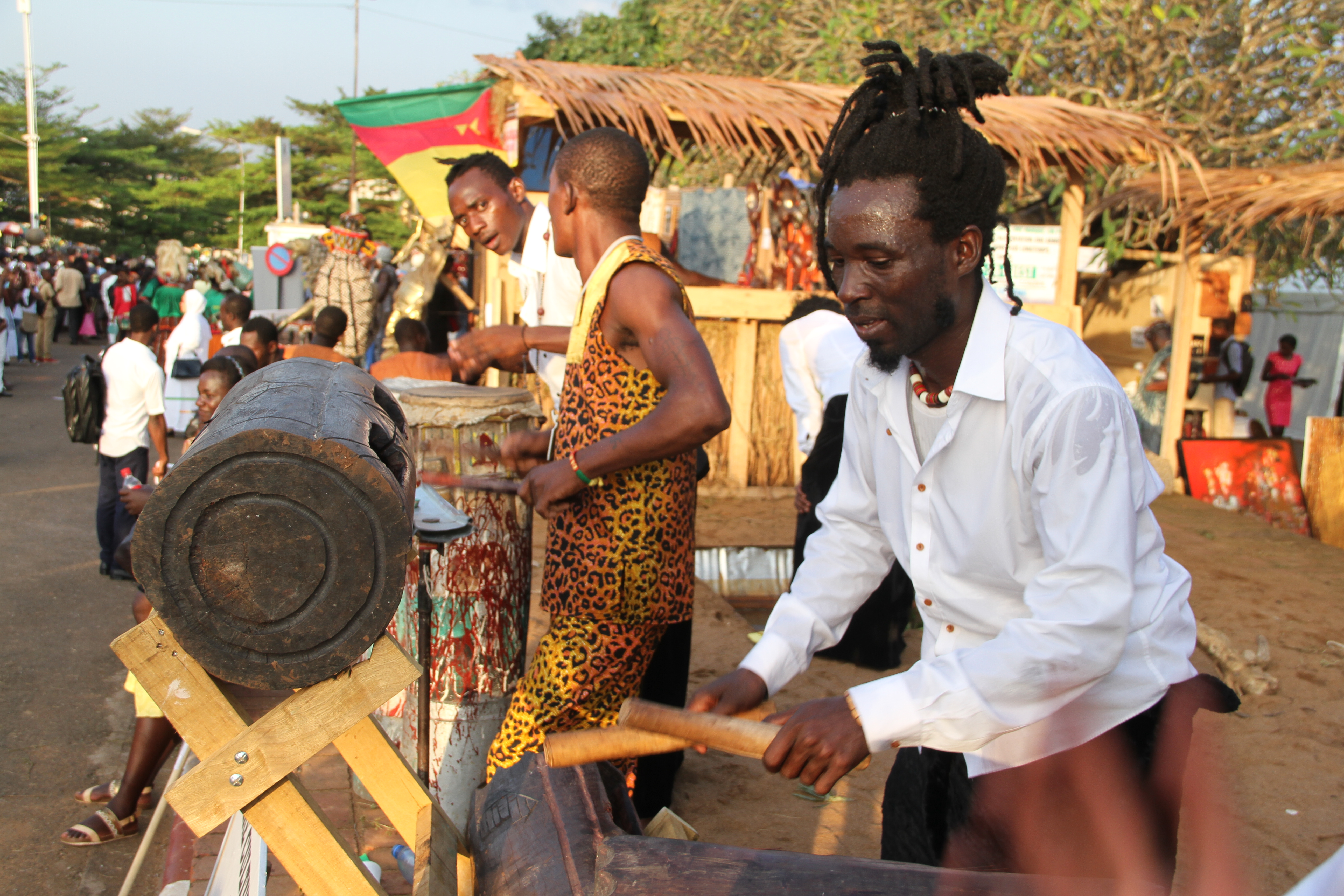
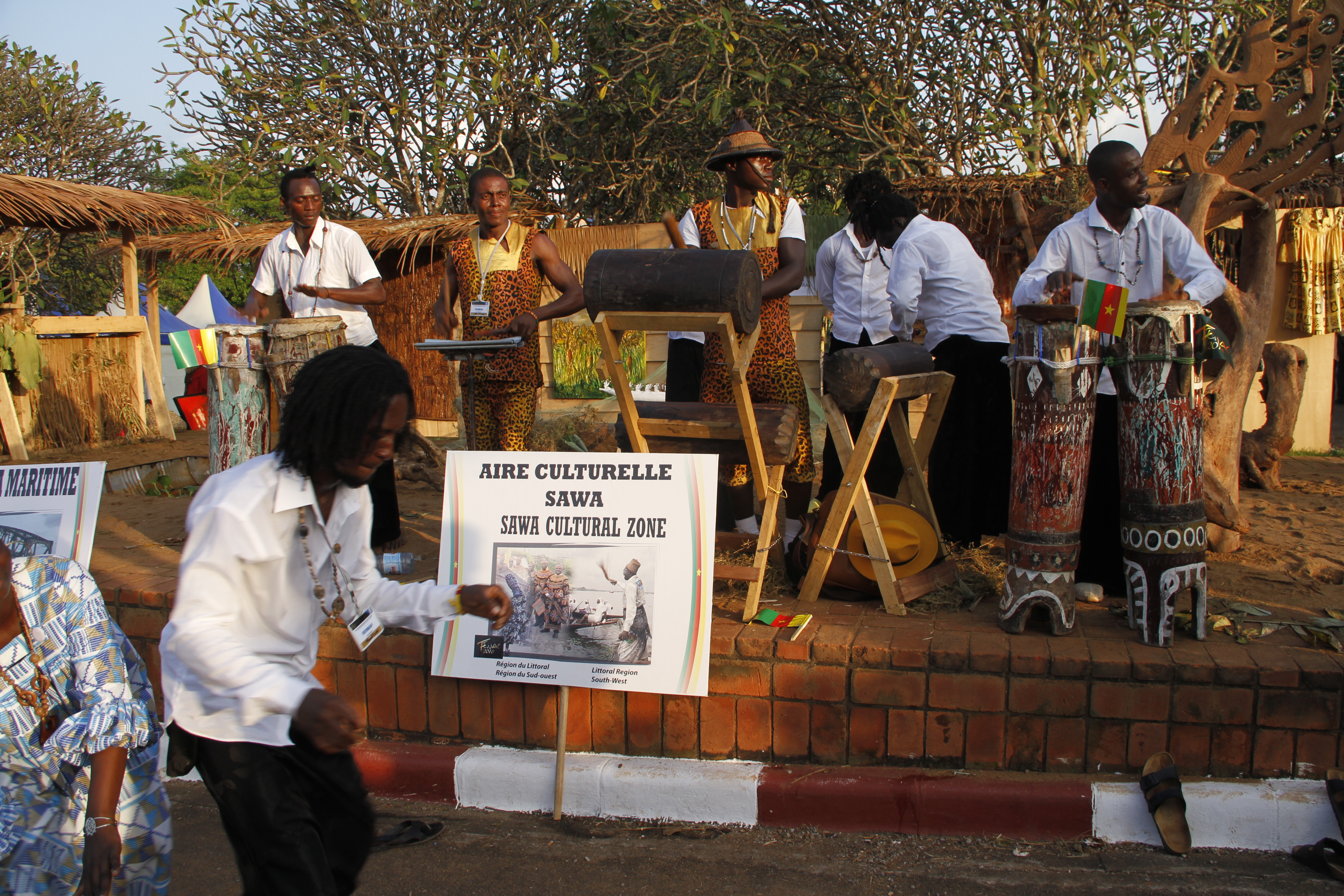
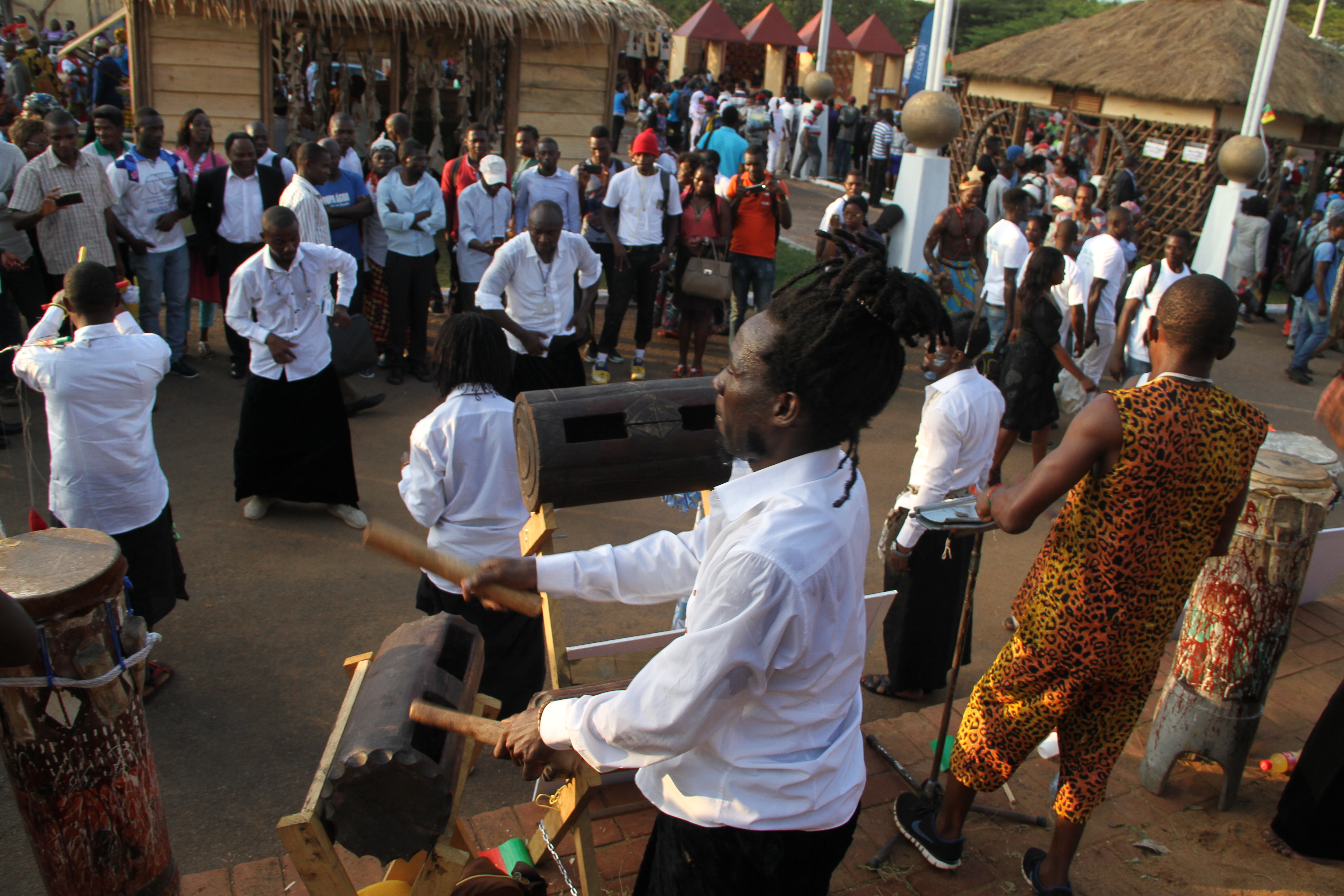
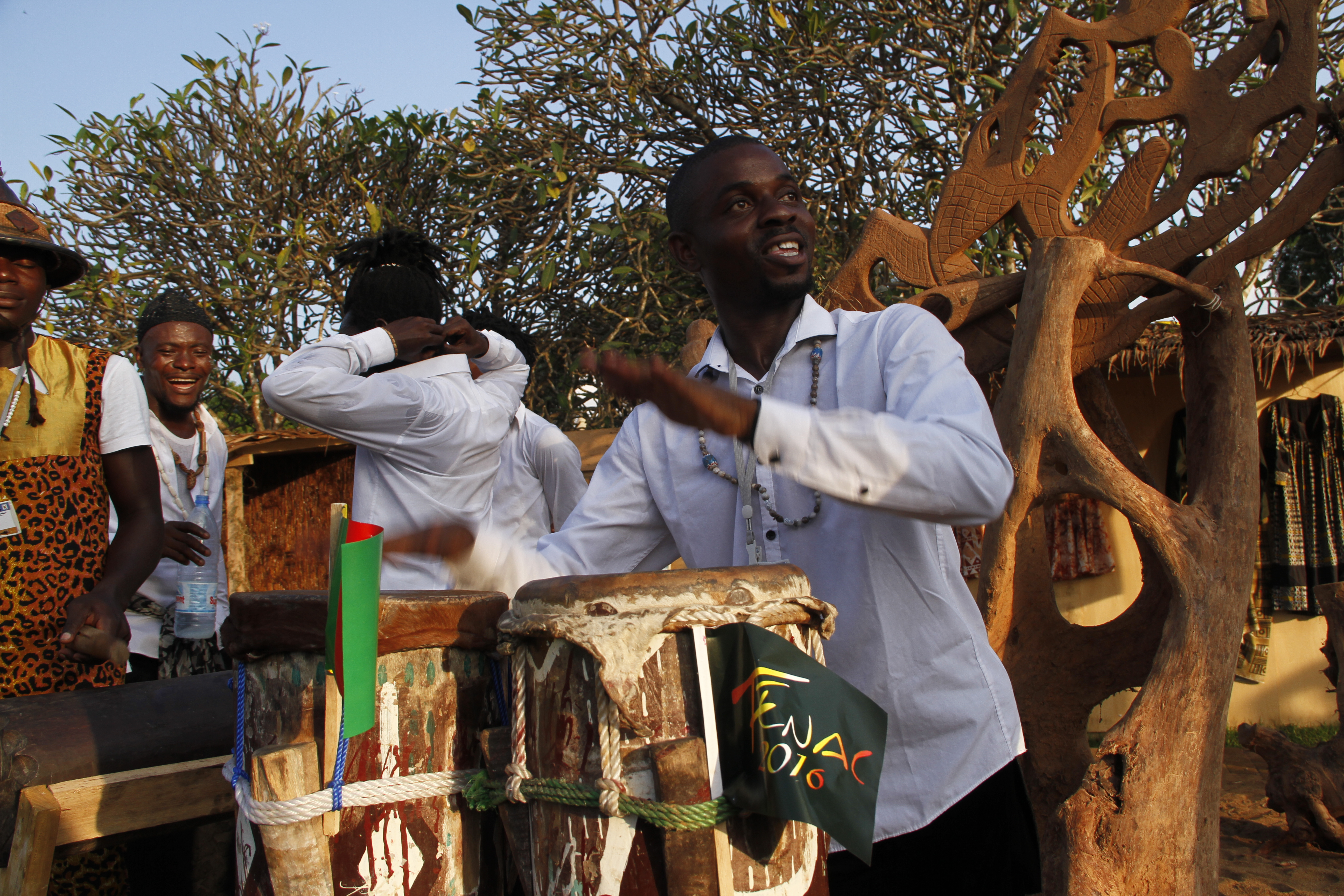
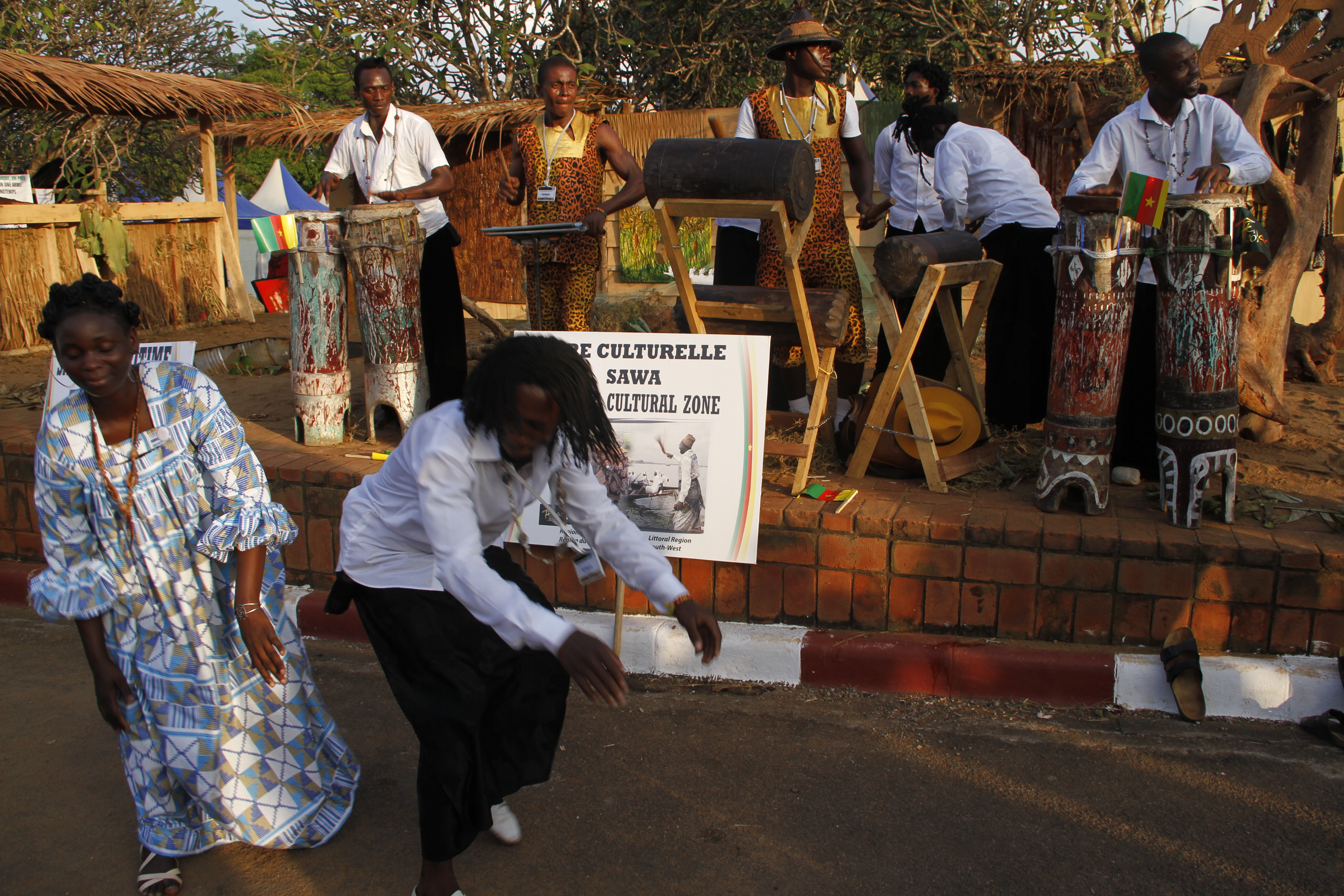
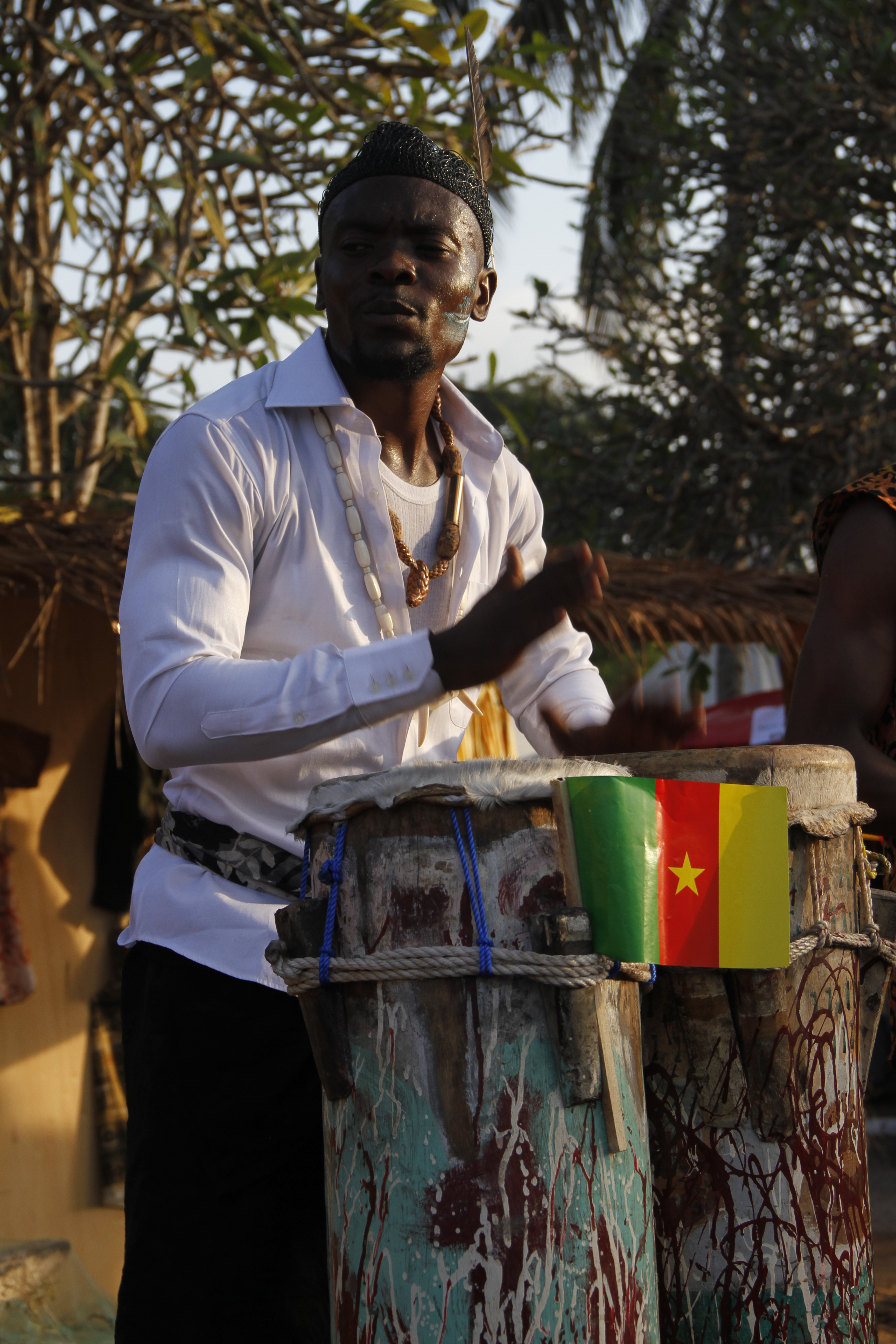
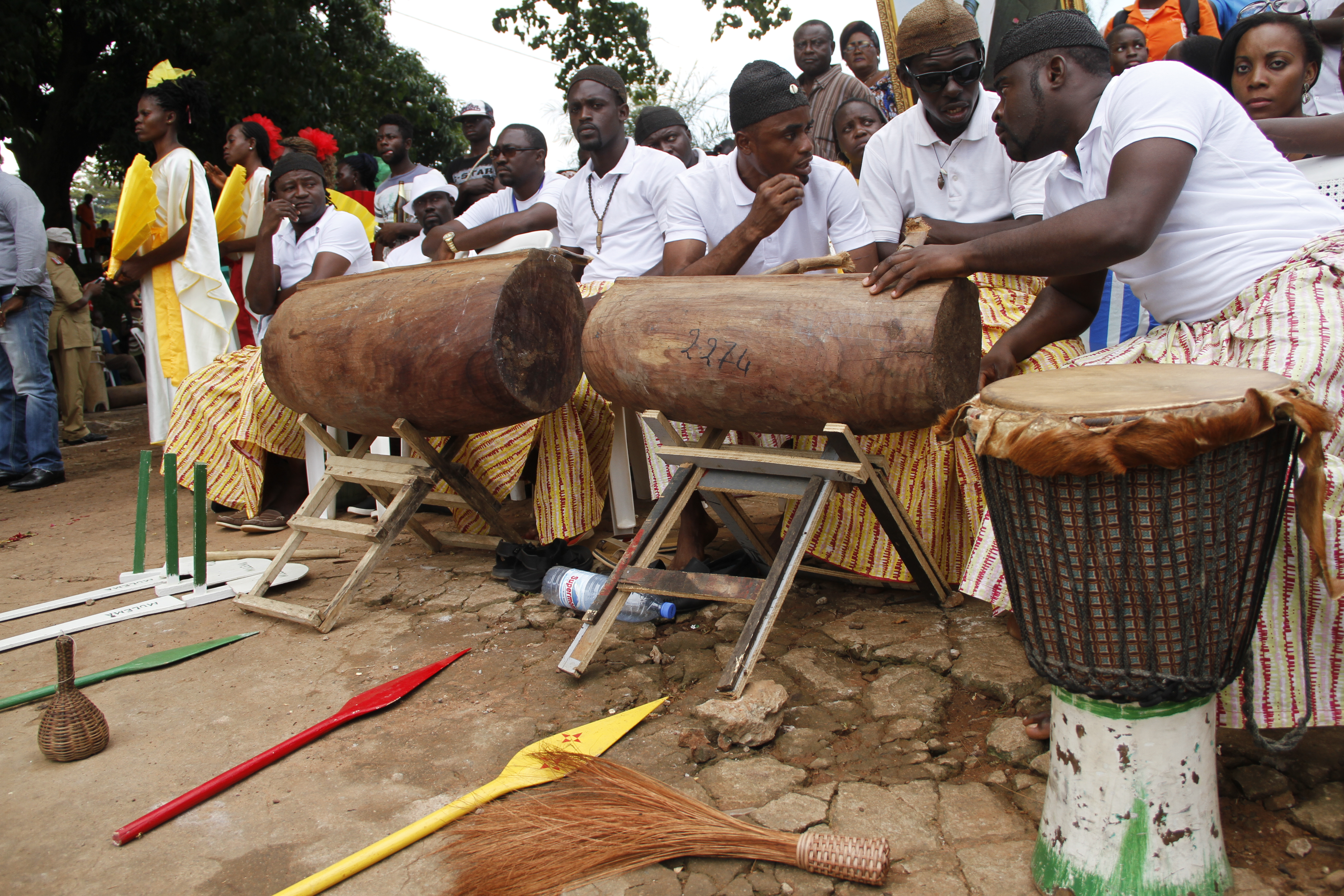
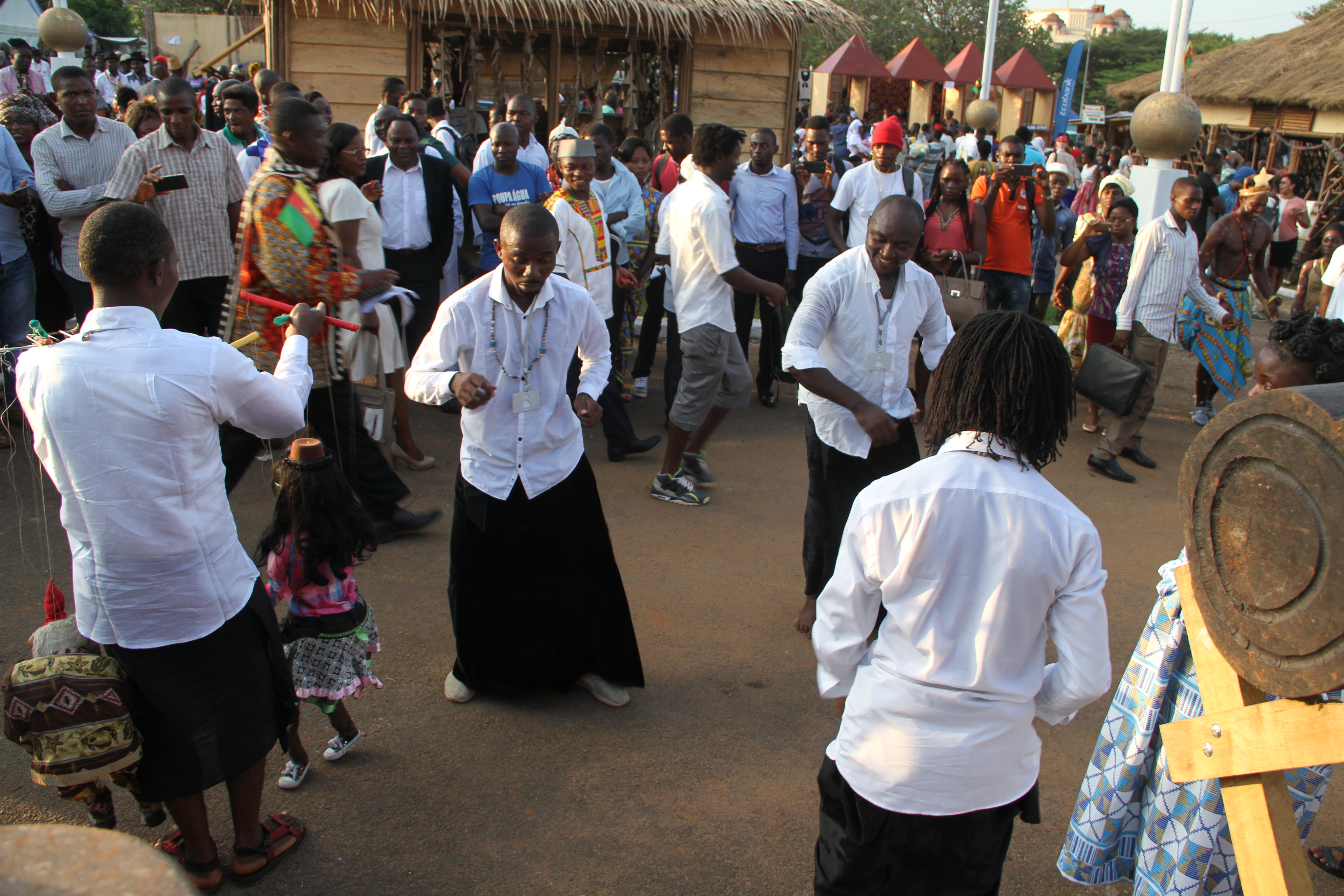

## Galérie

### Danses Traditionnelles

#### Nord

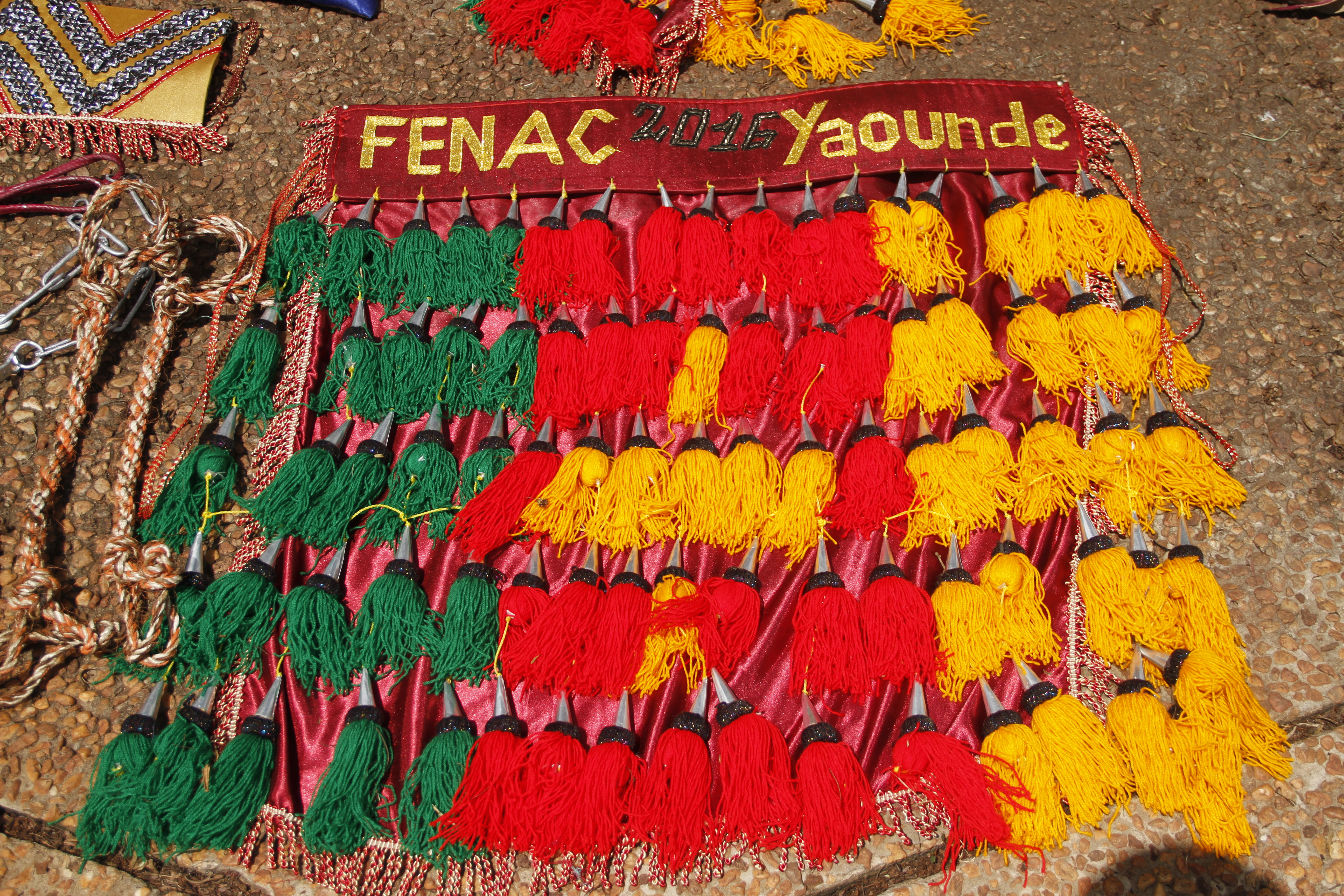
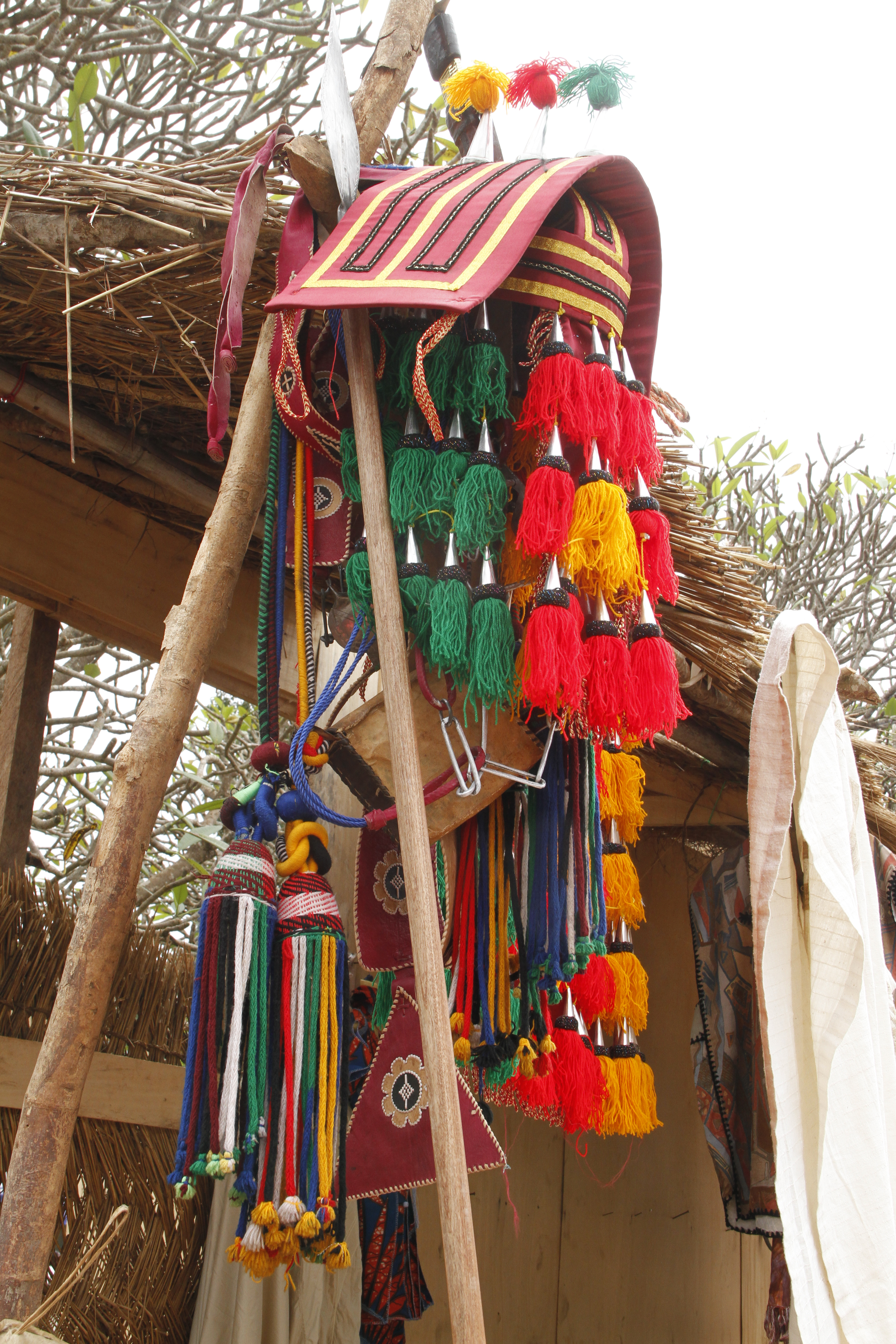
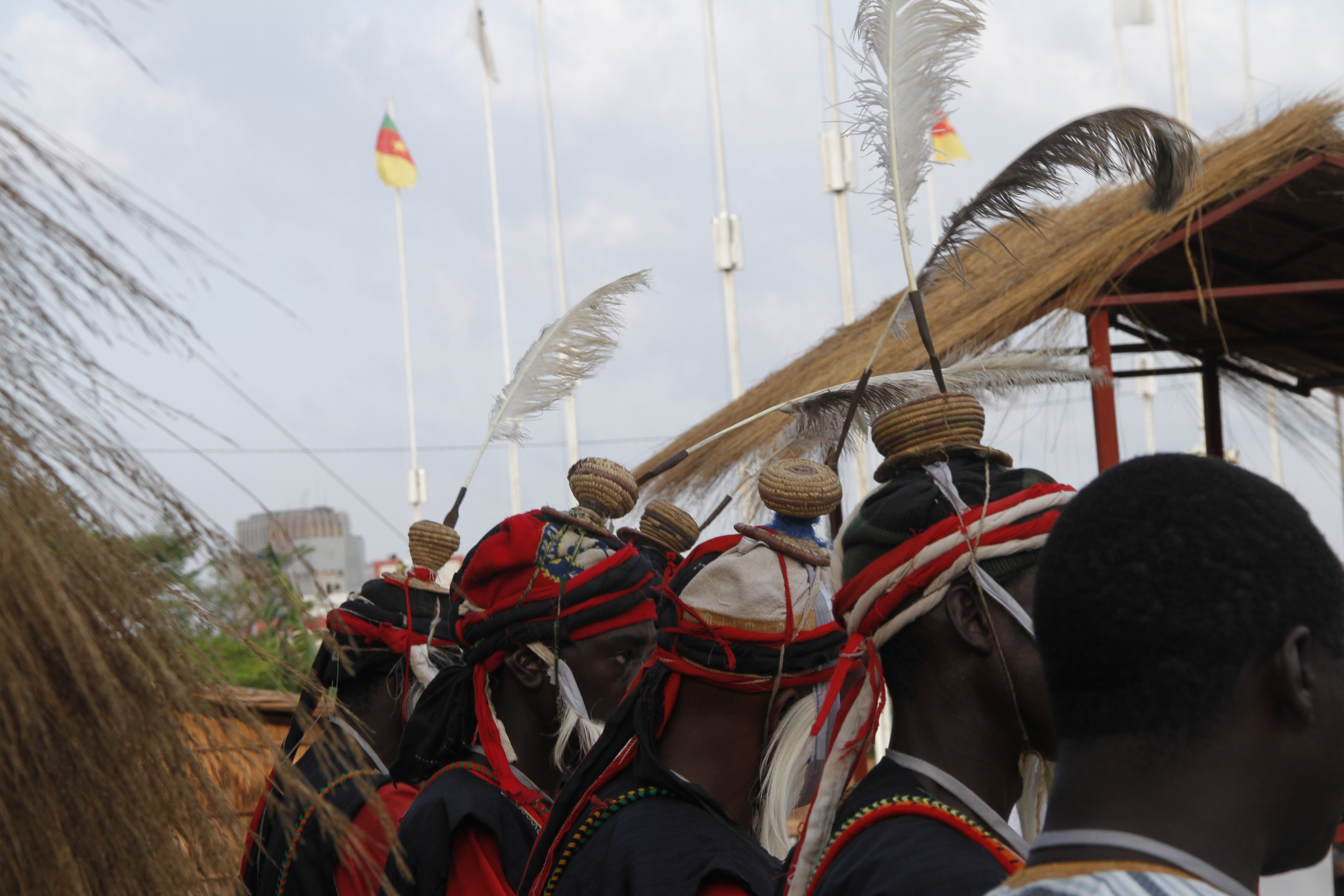
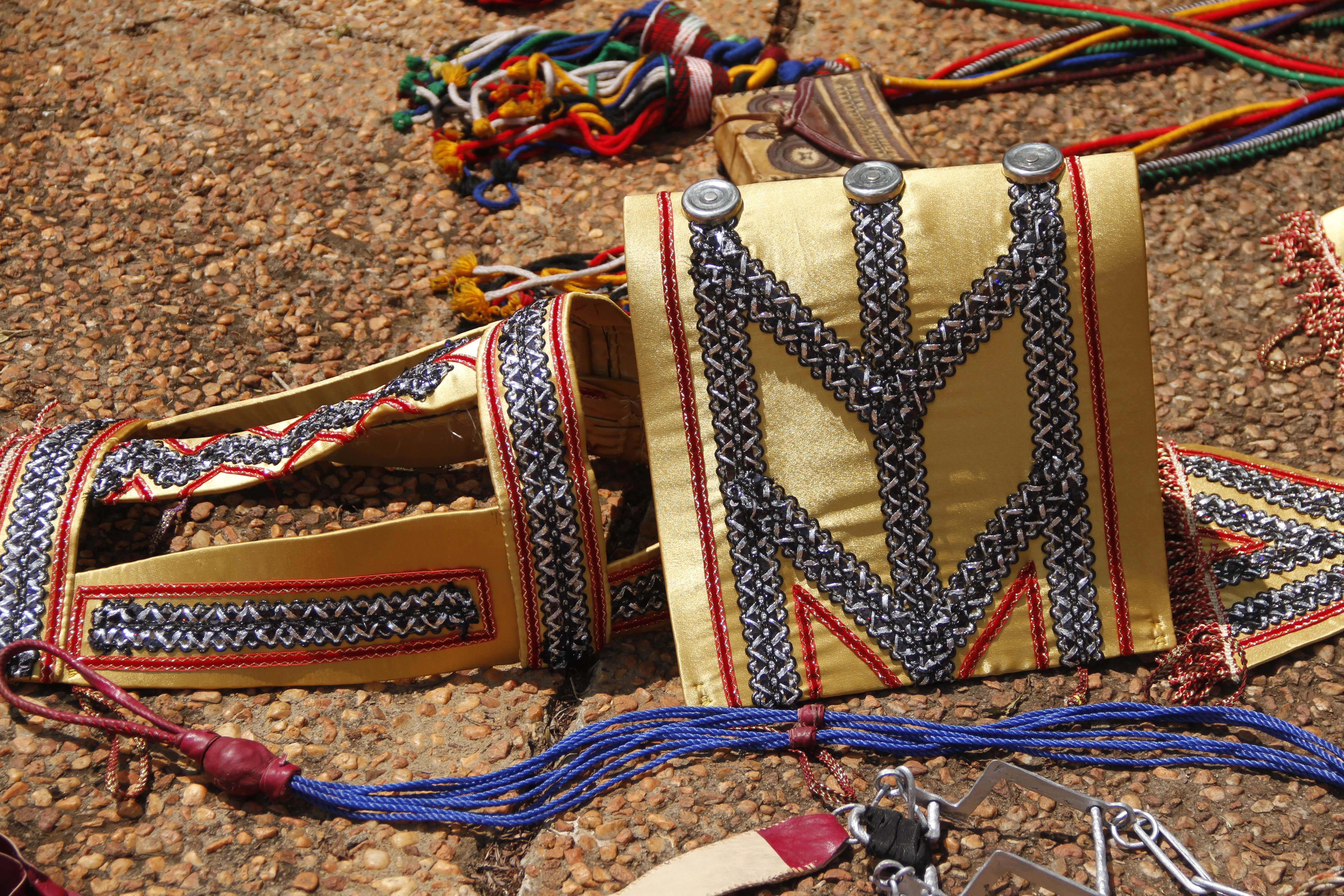
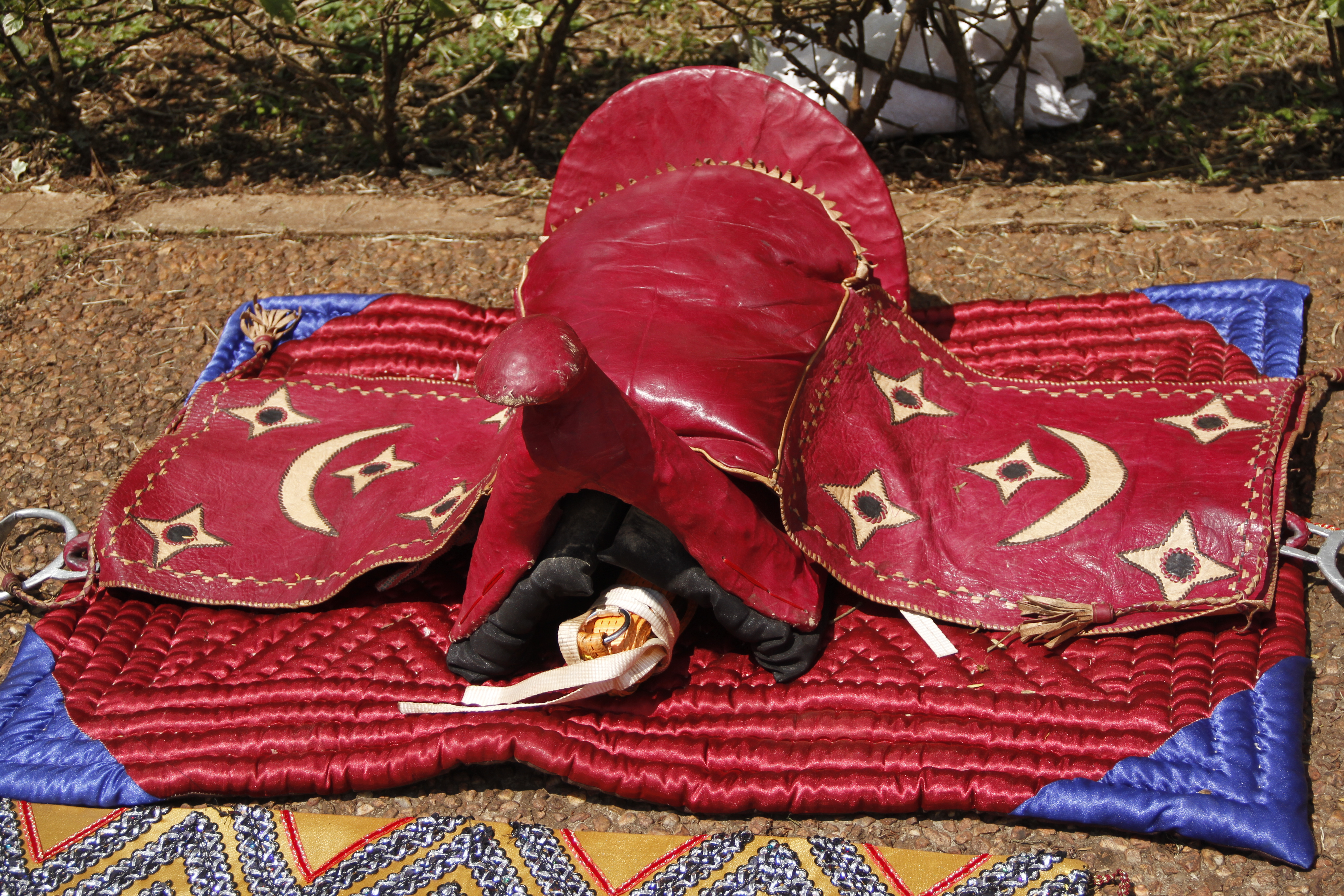
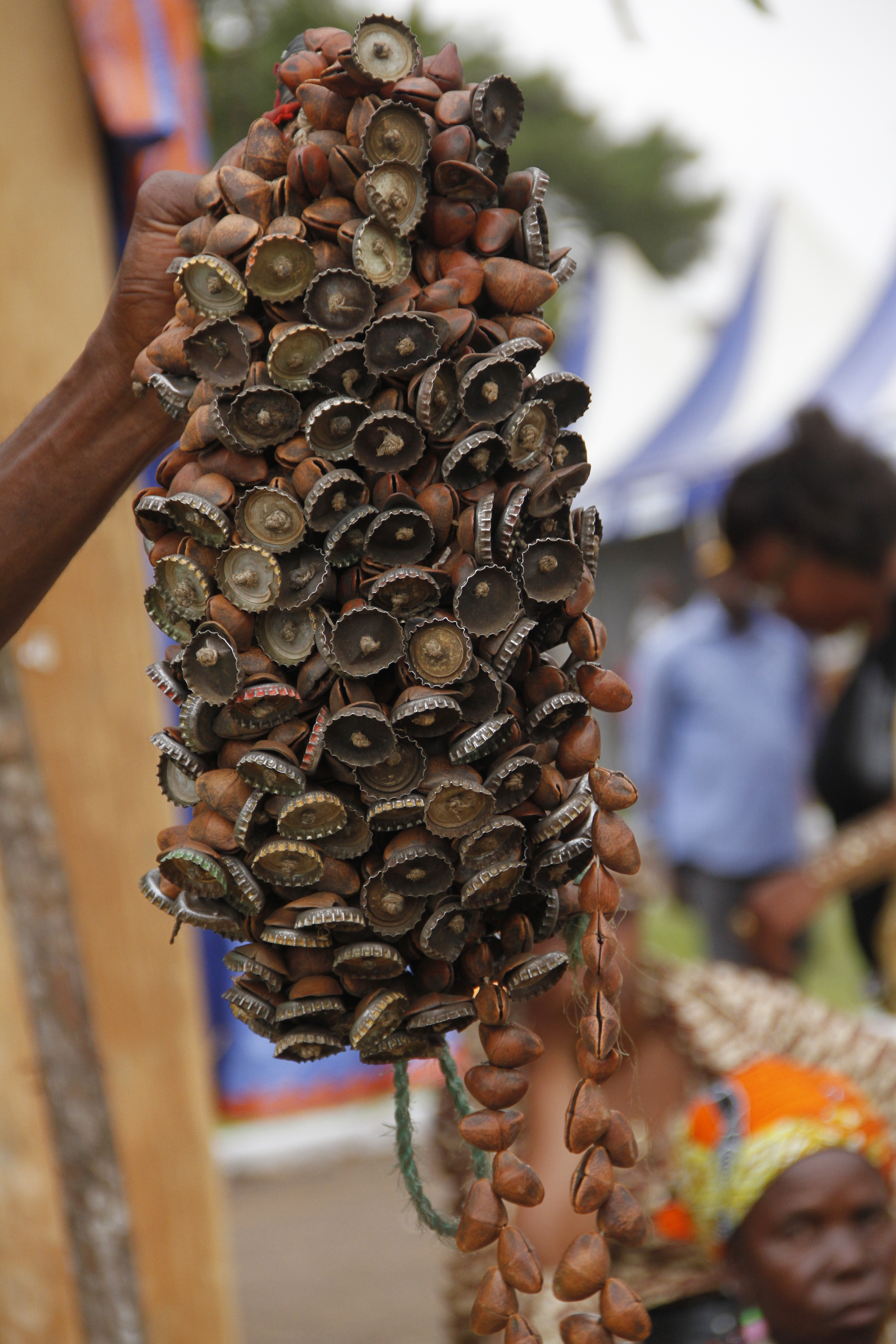
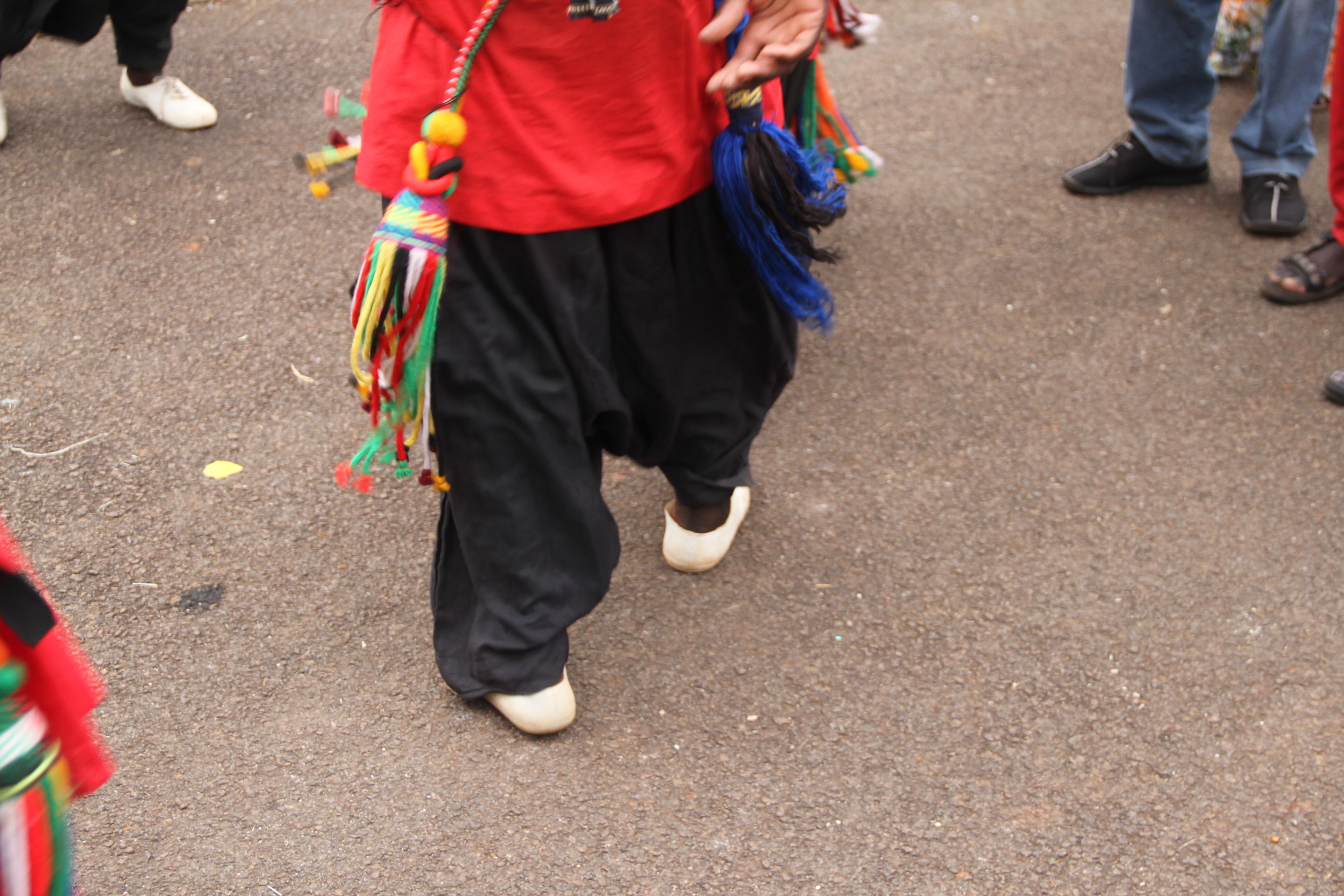
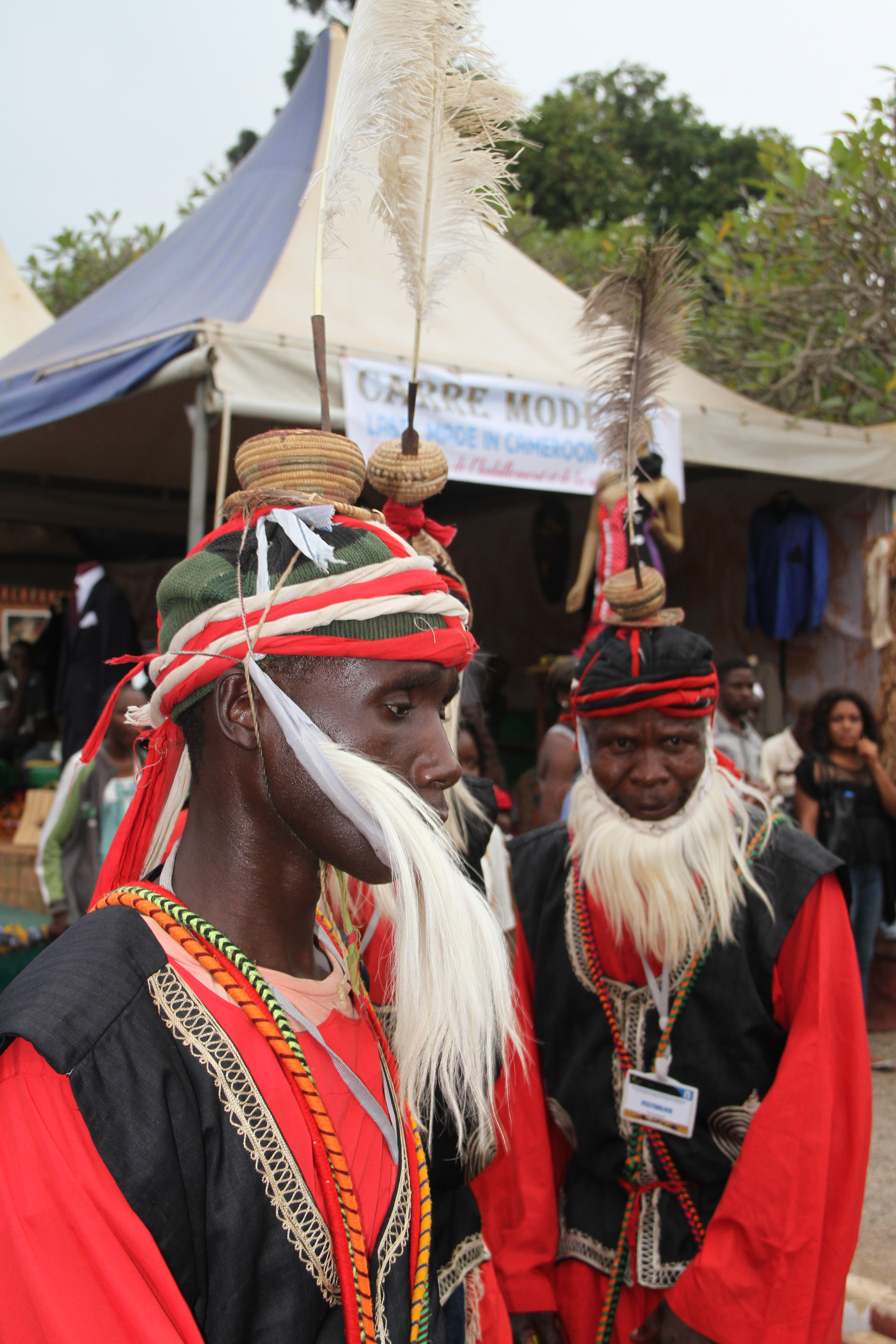
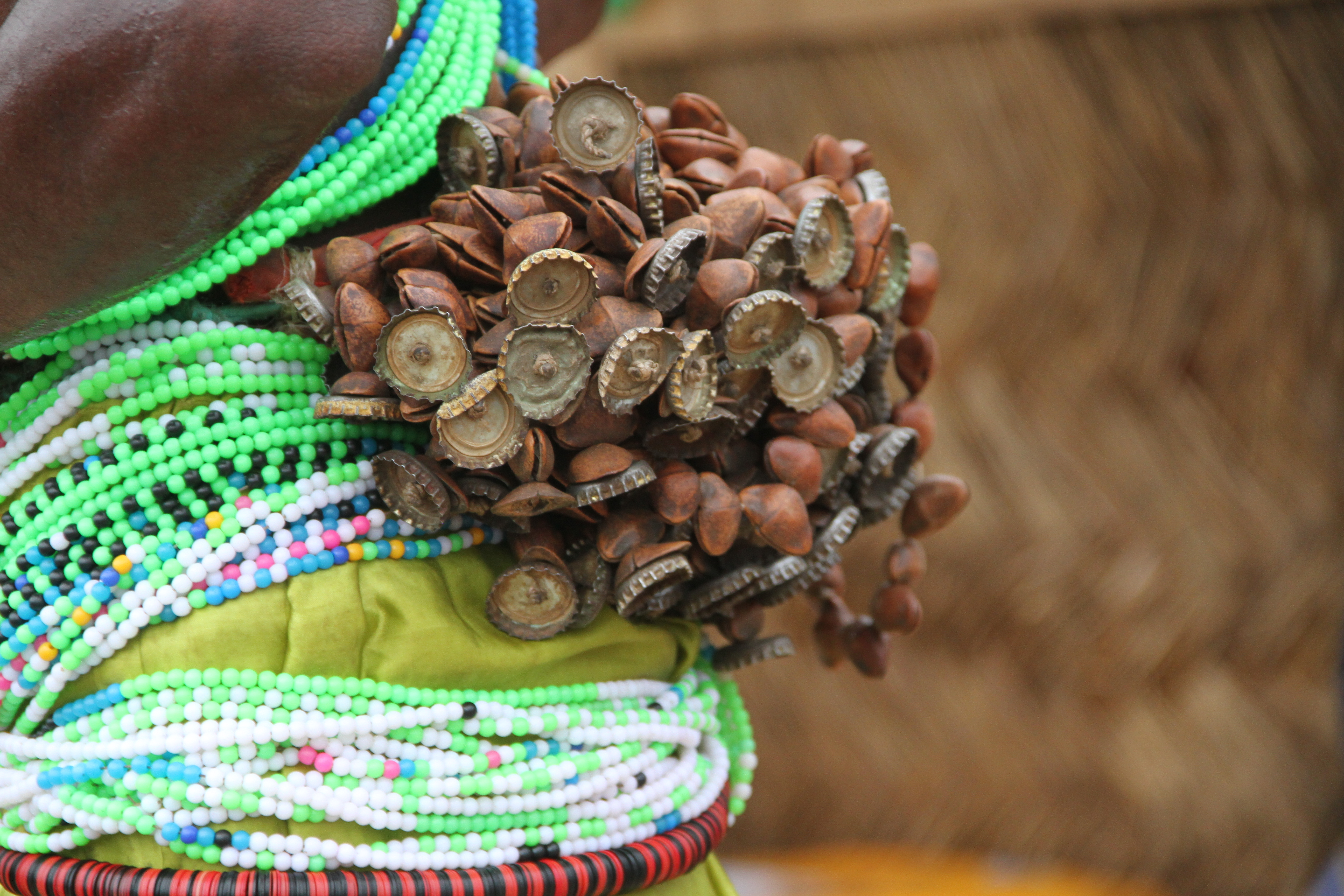
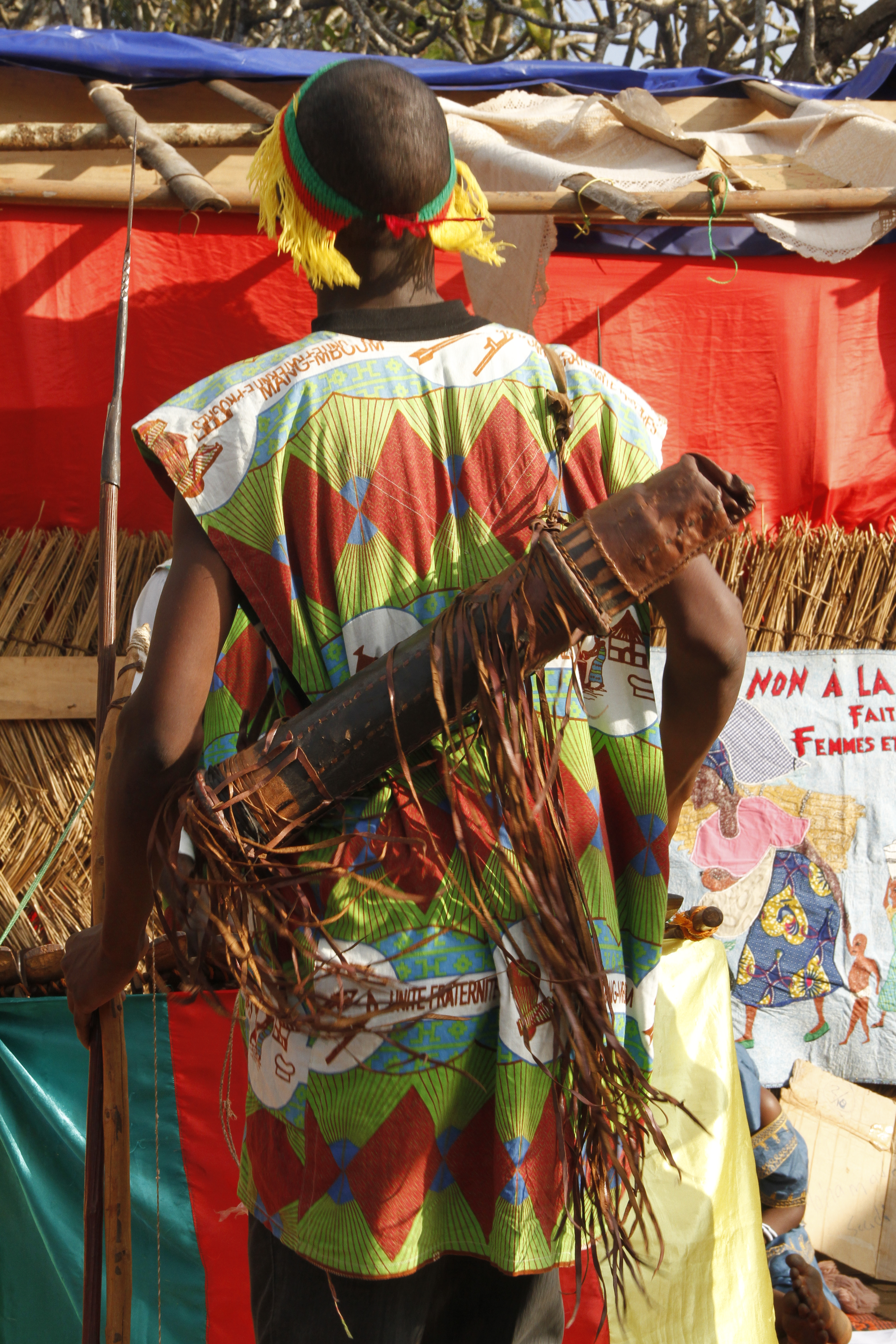
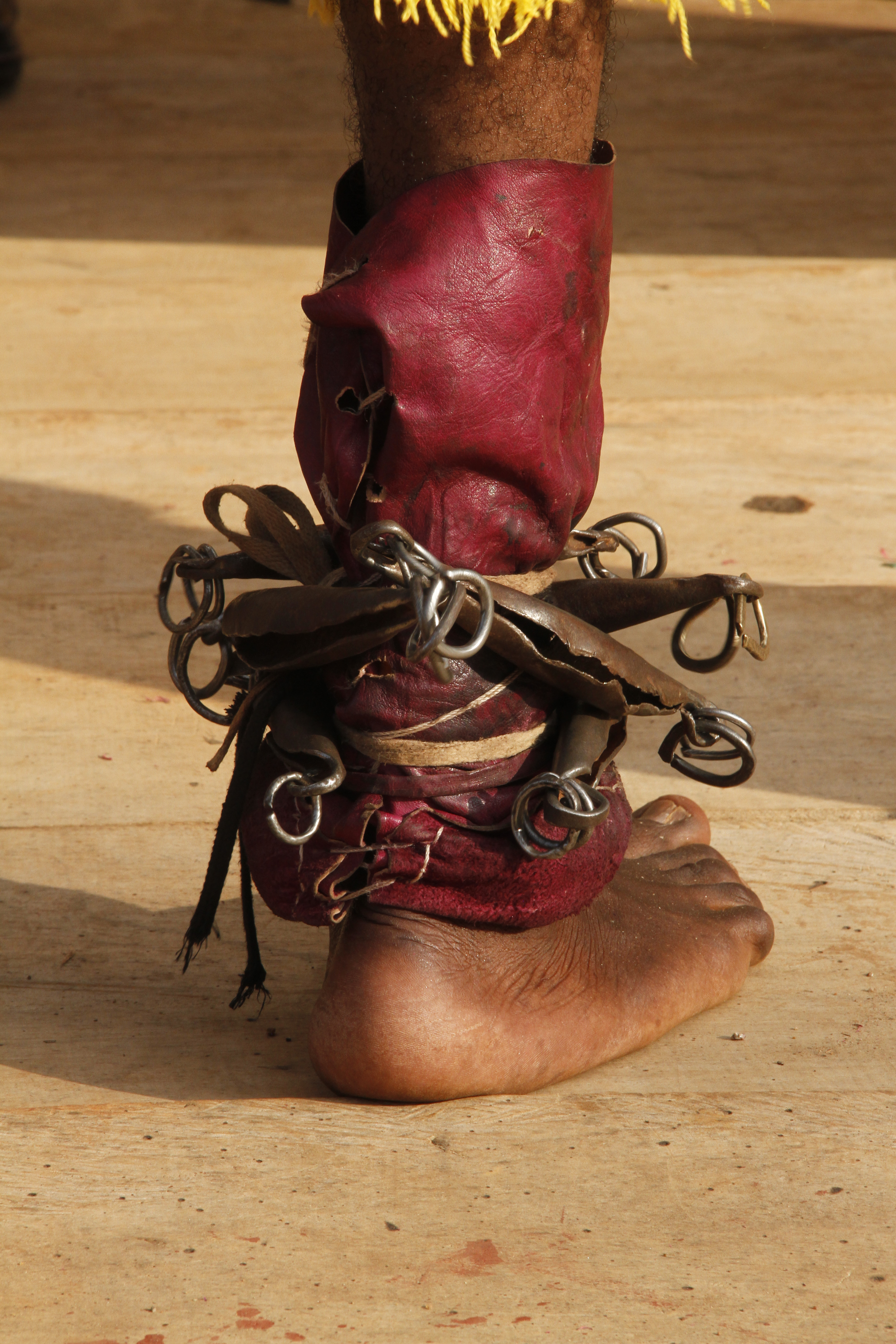
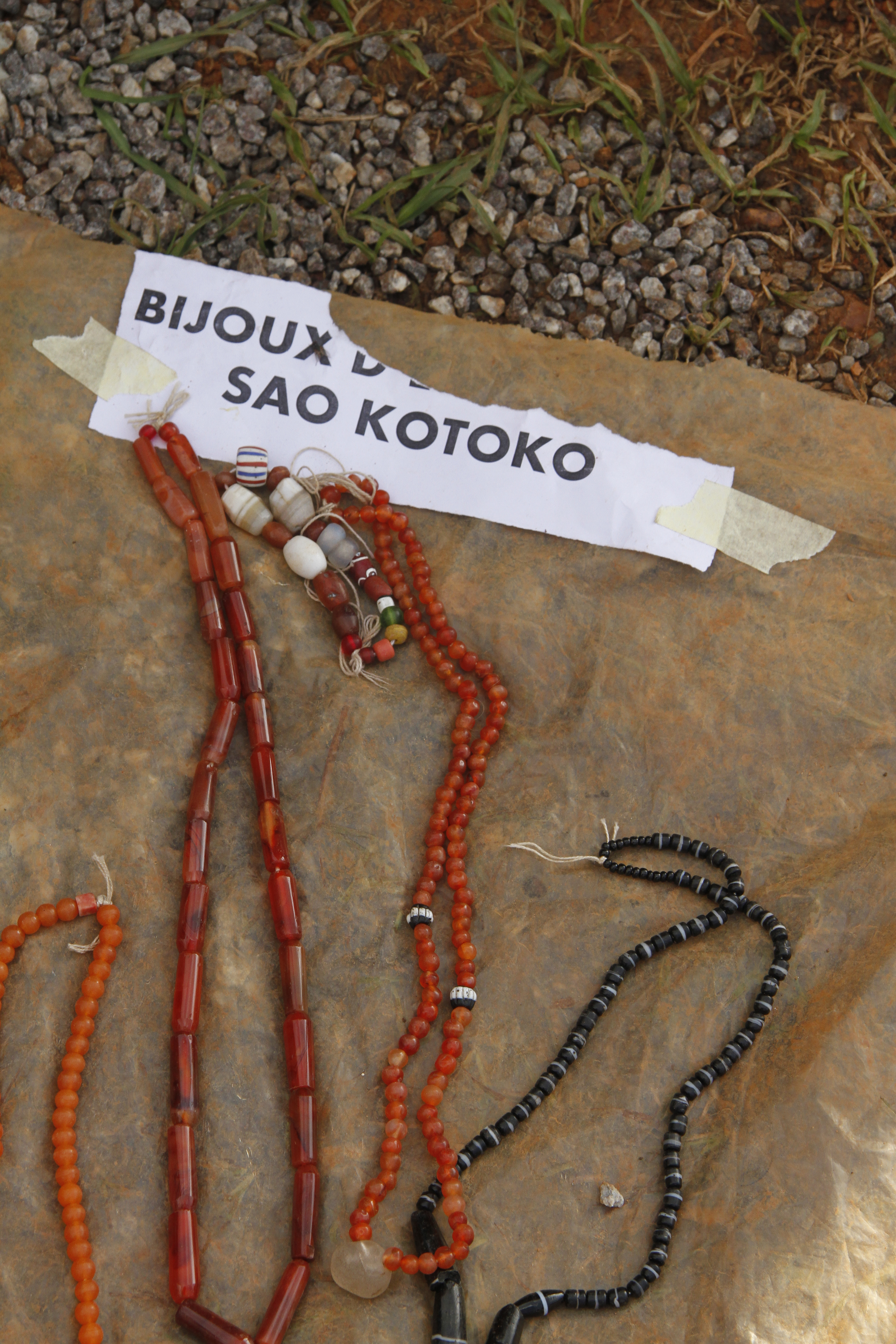
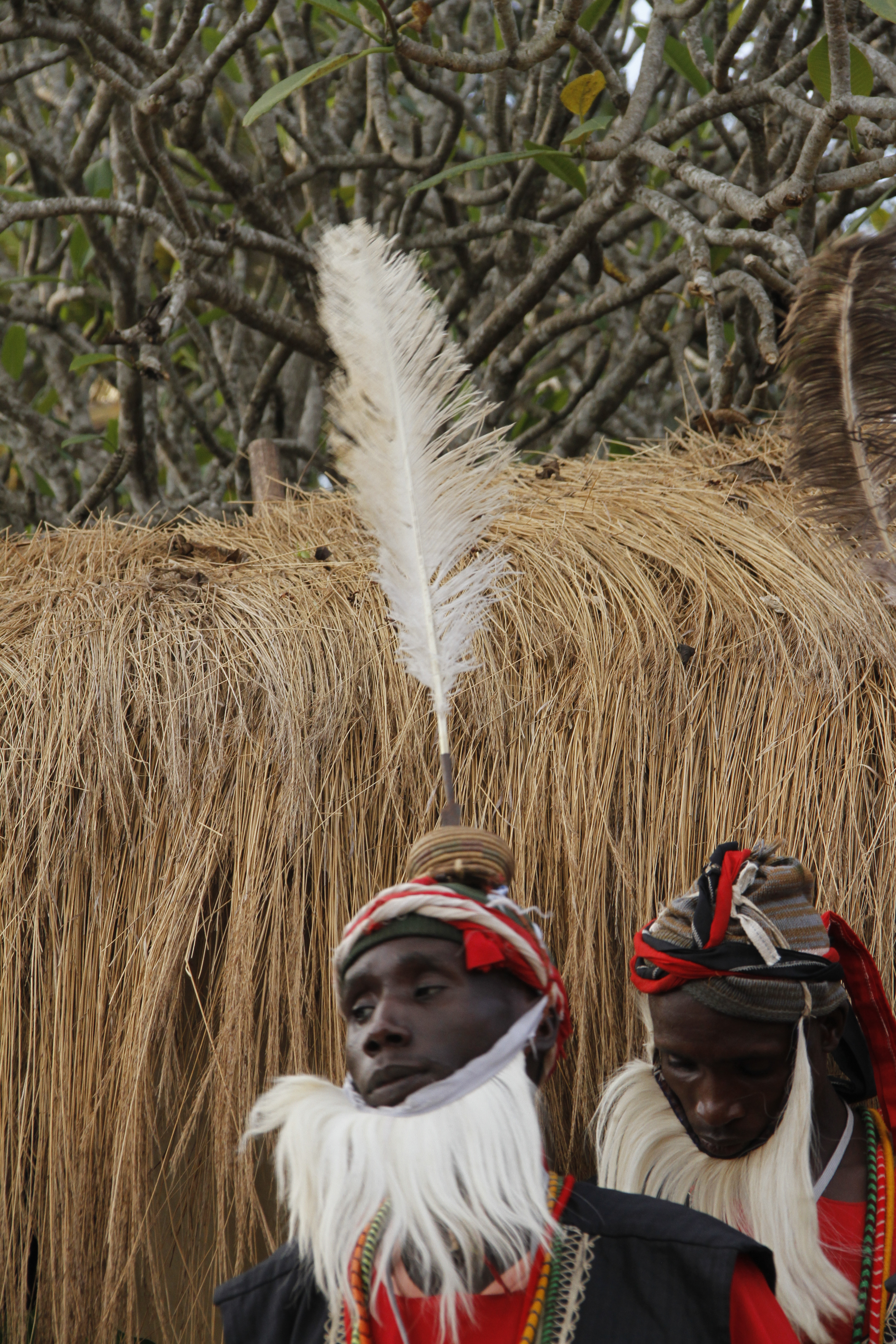

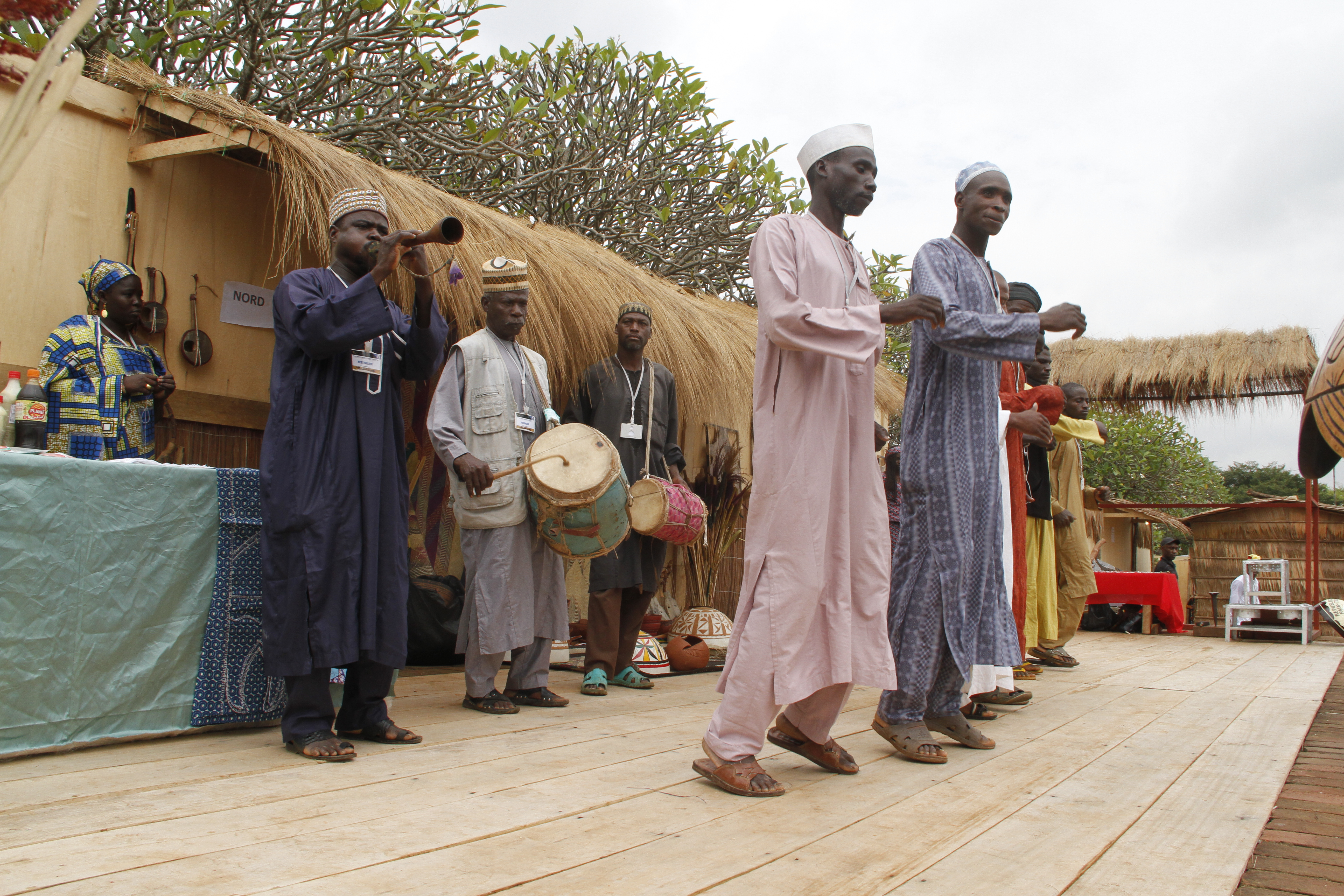
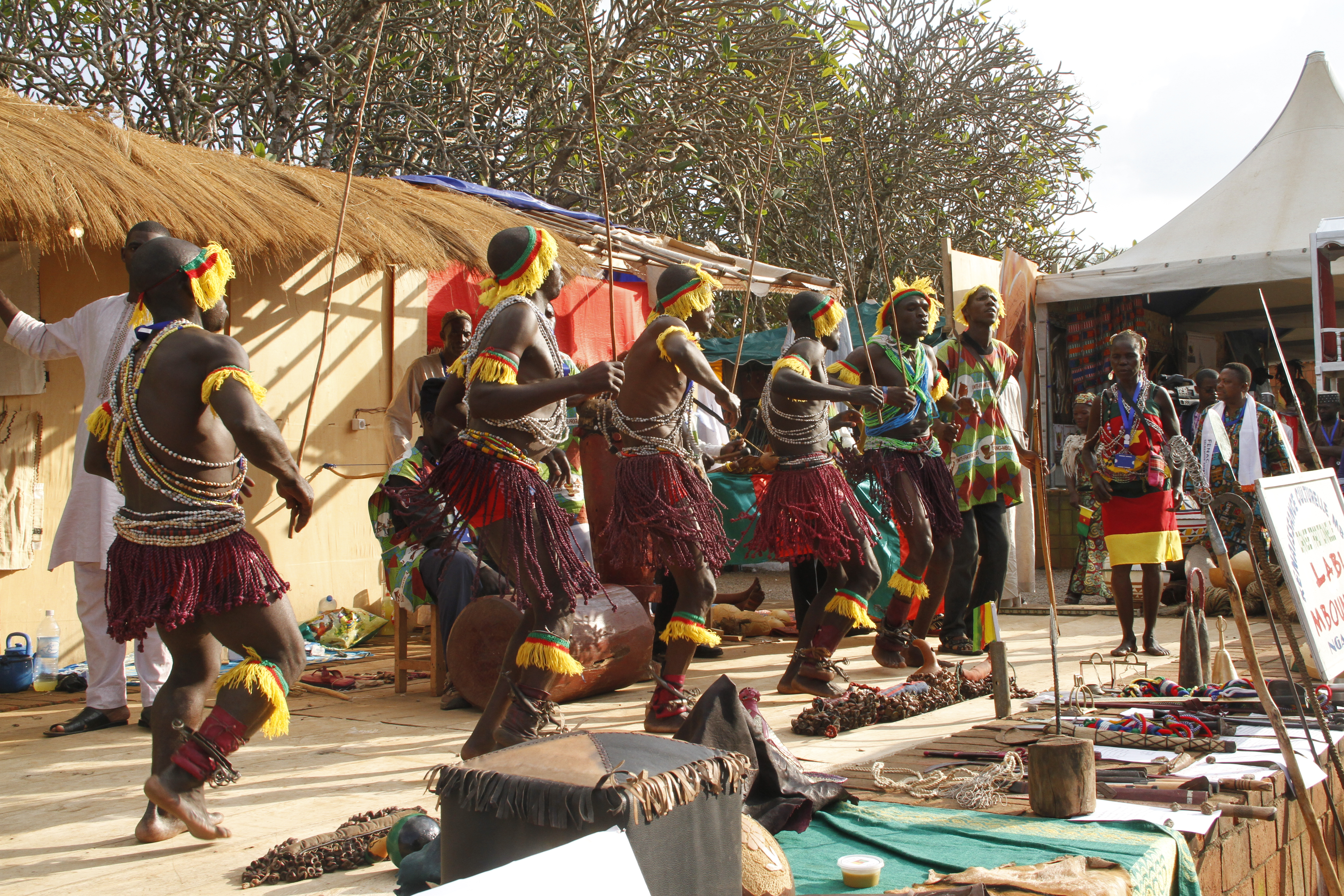
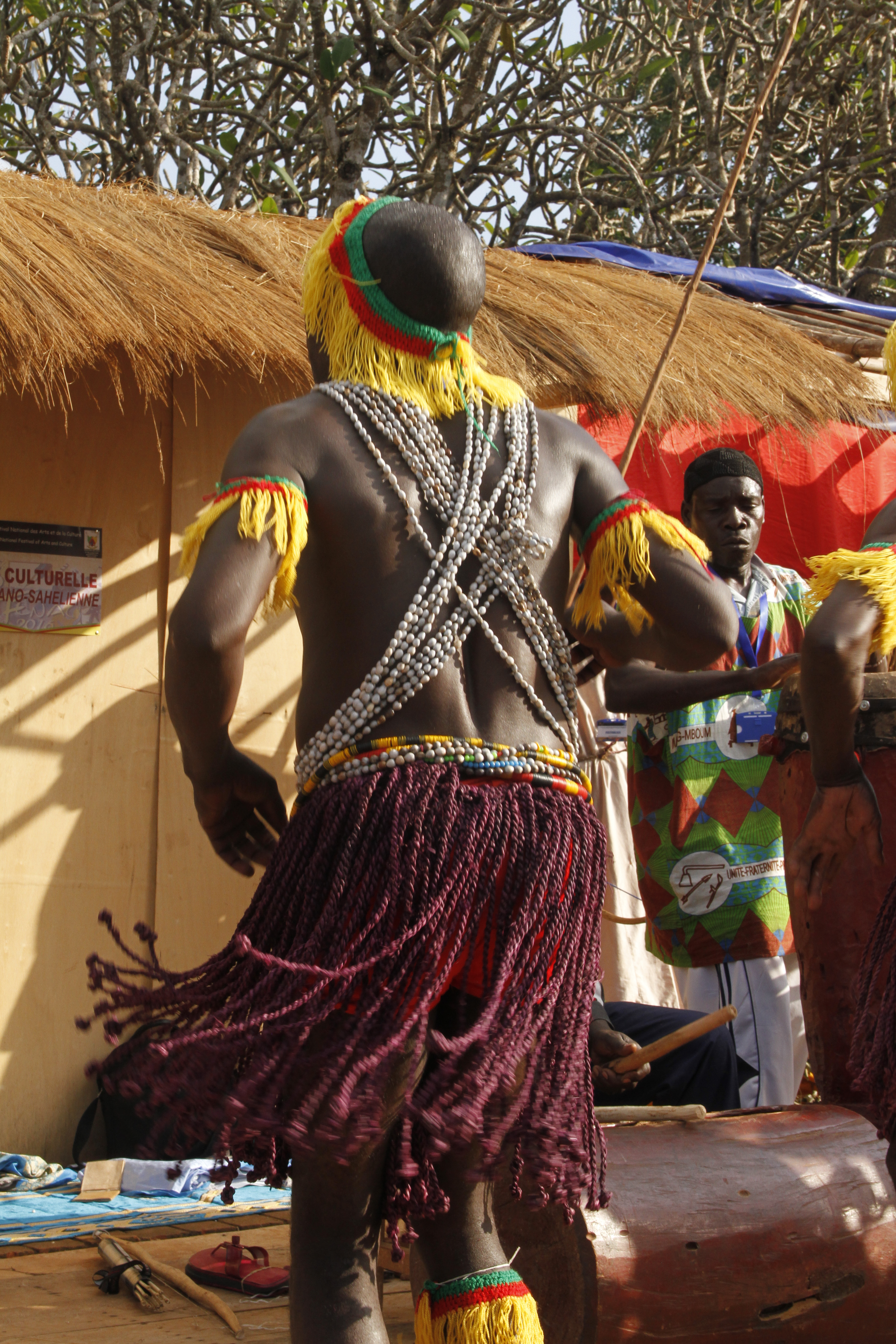
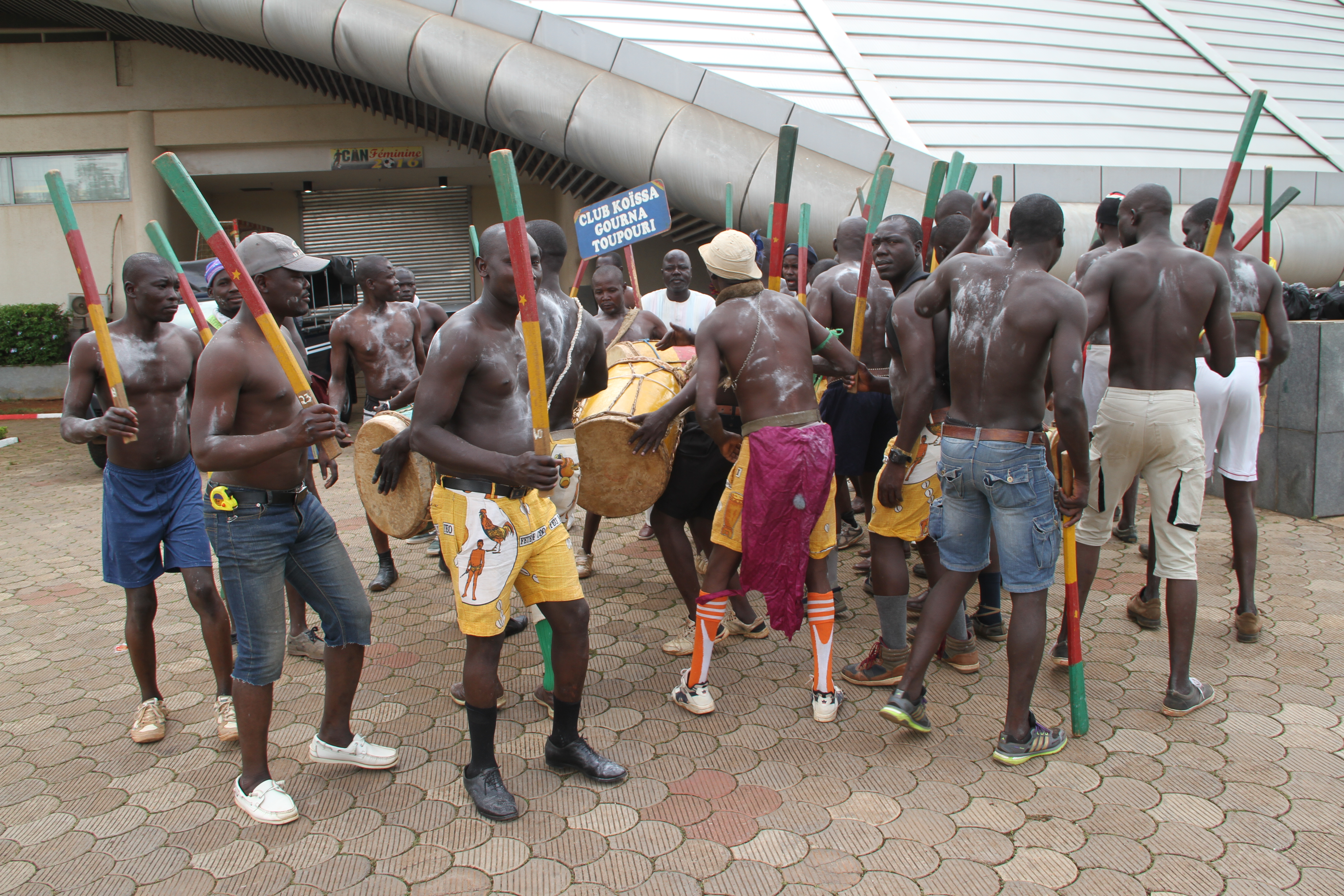
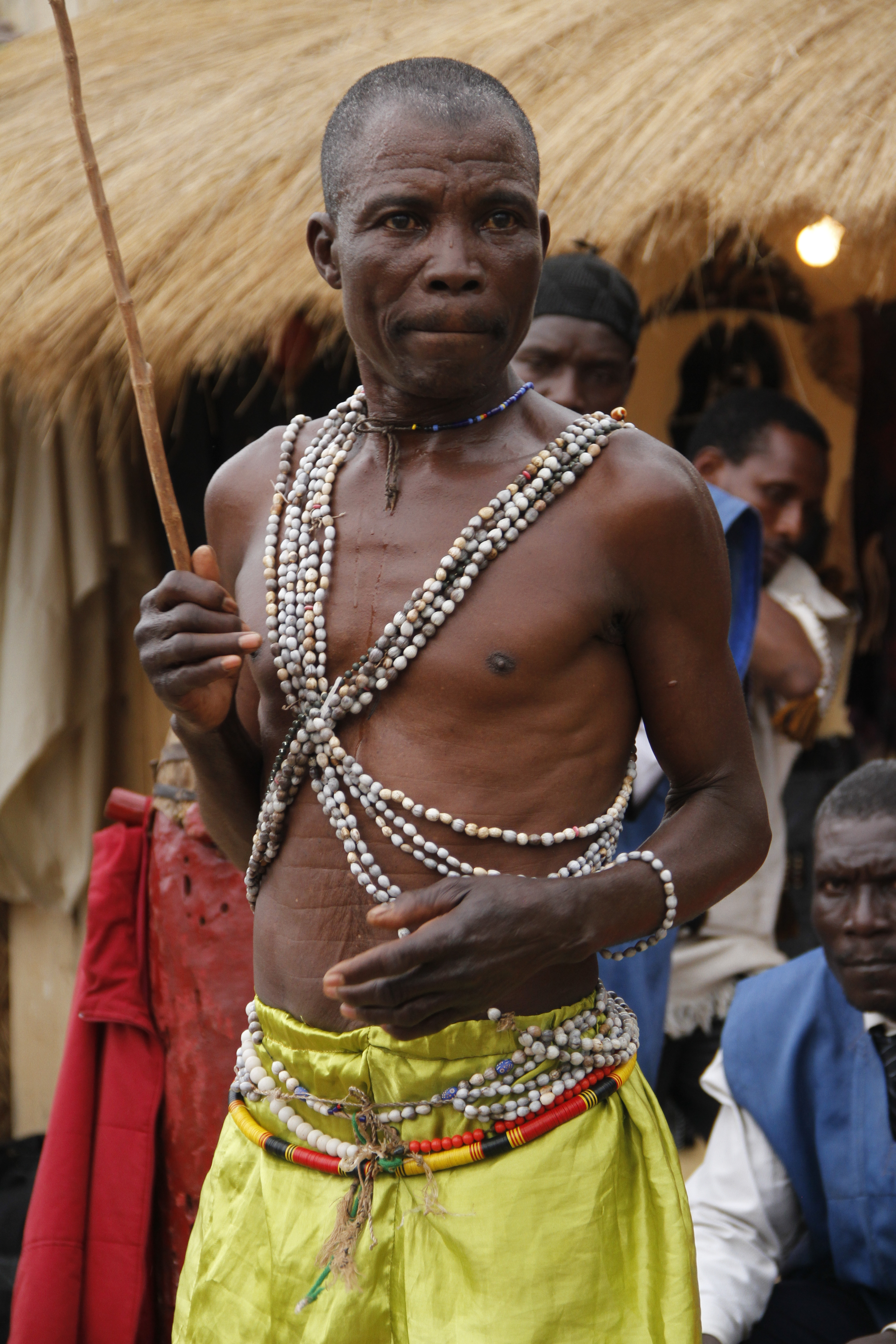
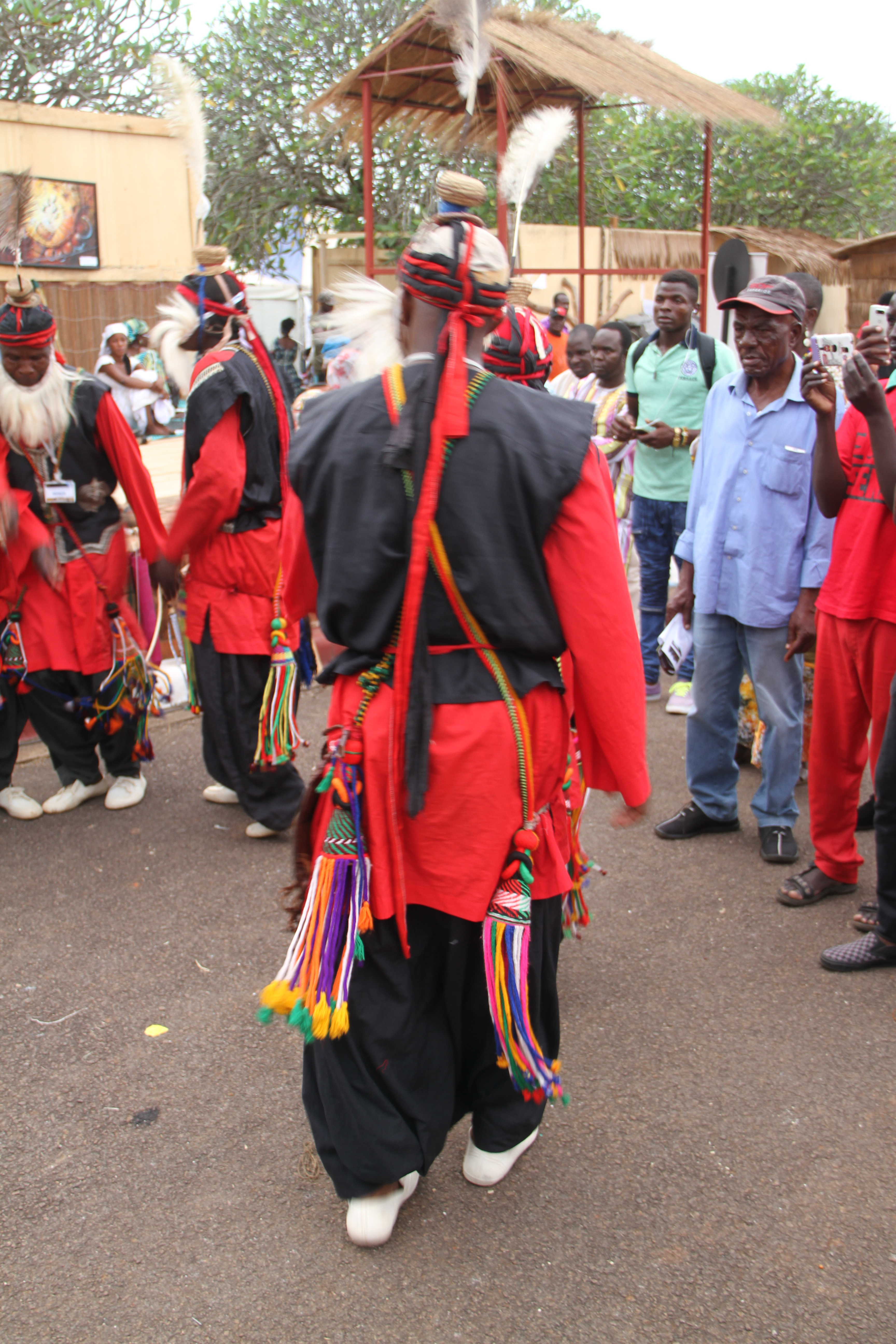
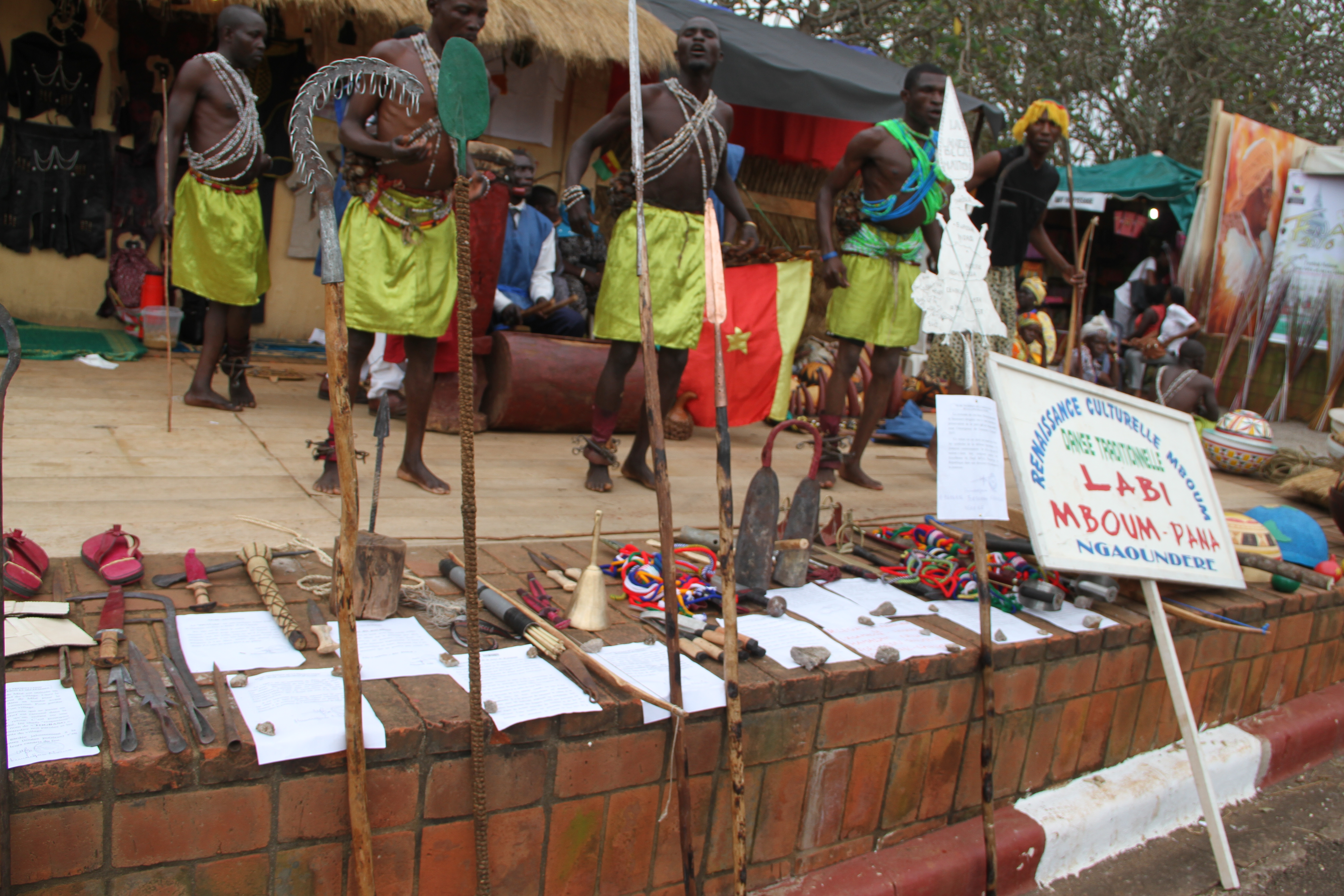
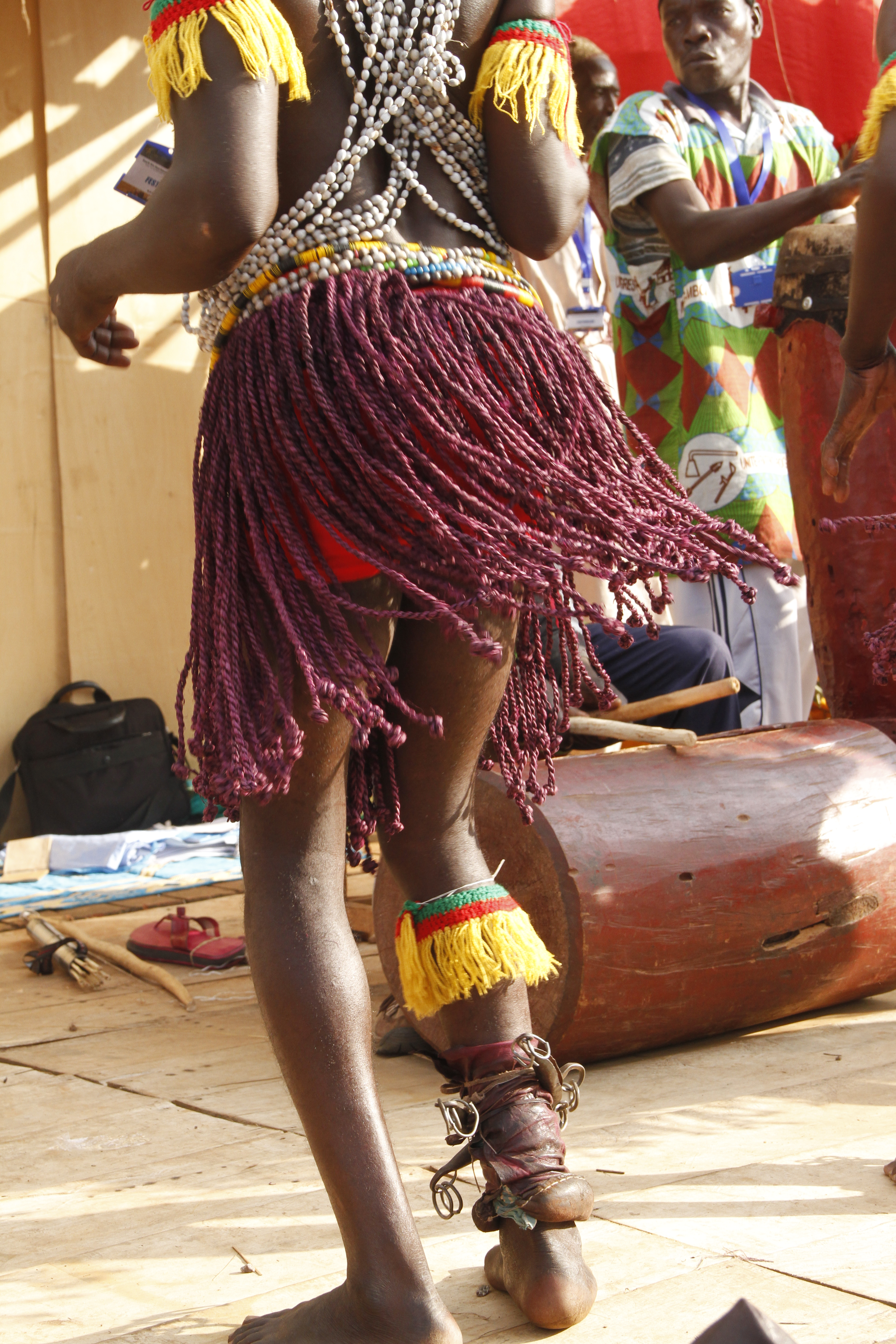
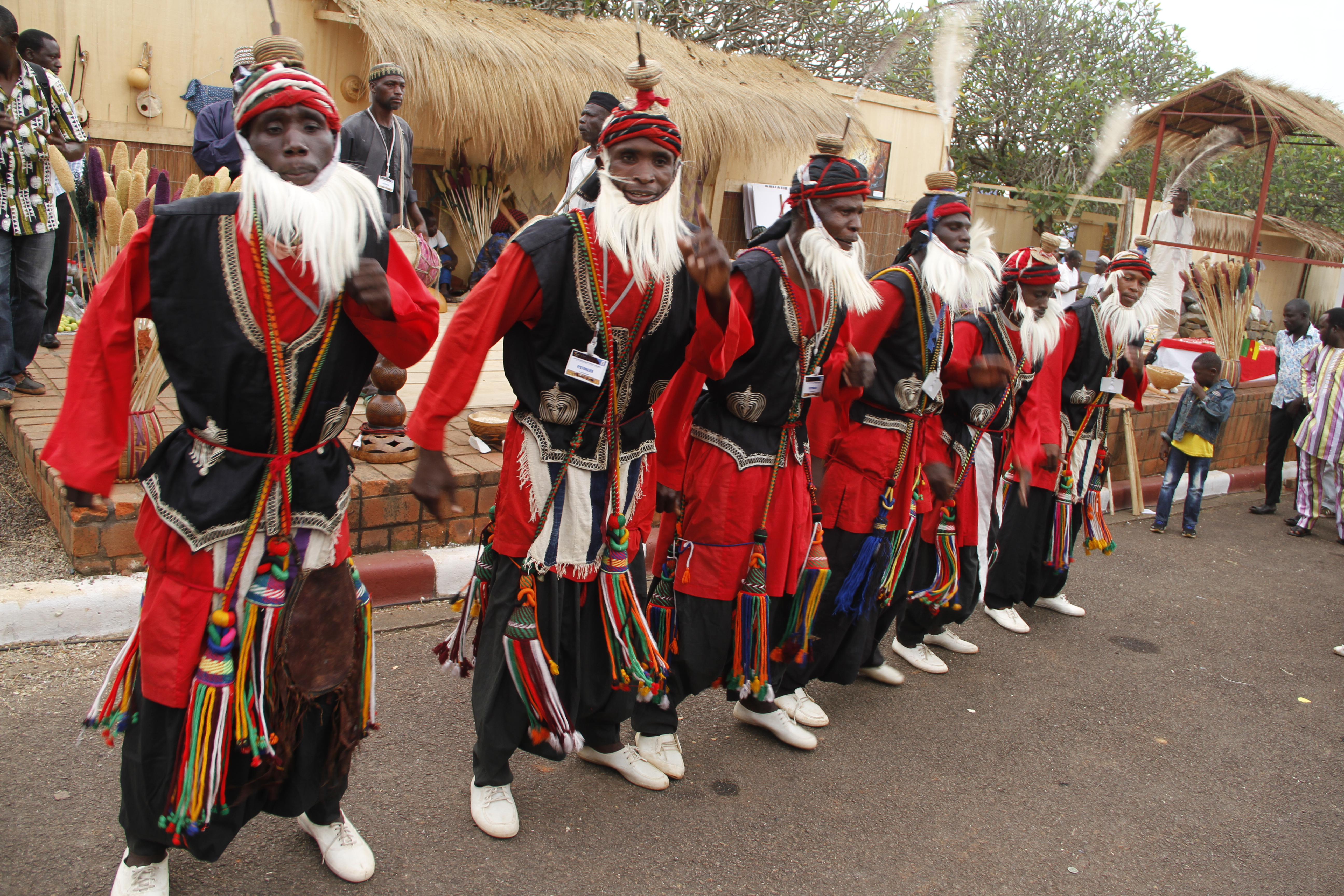
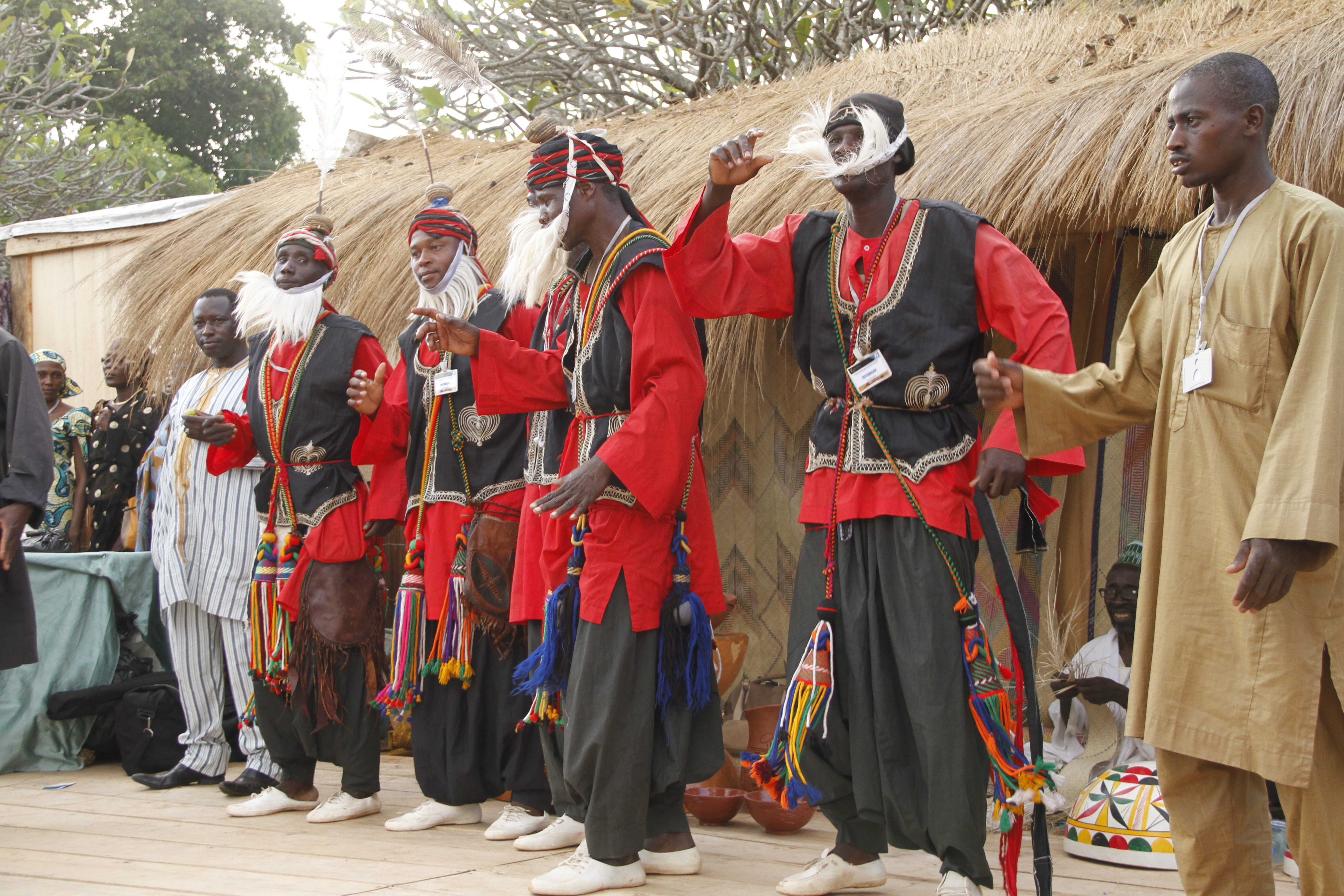
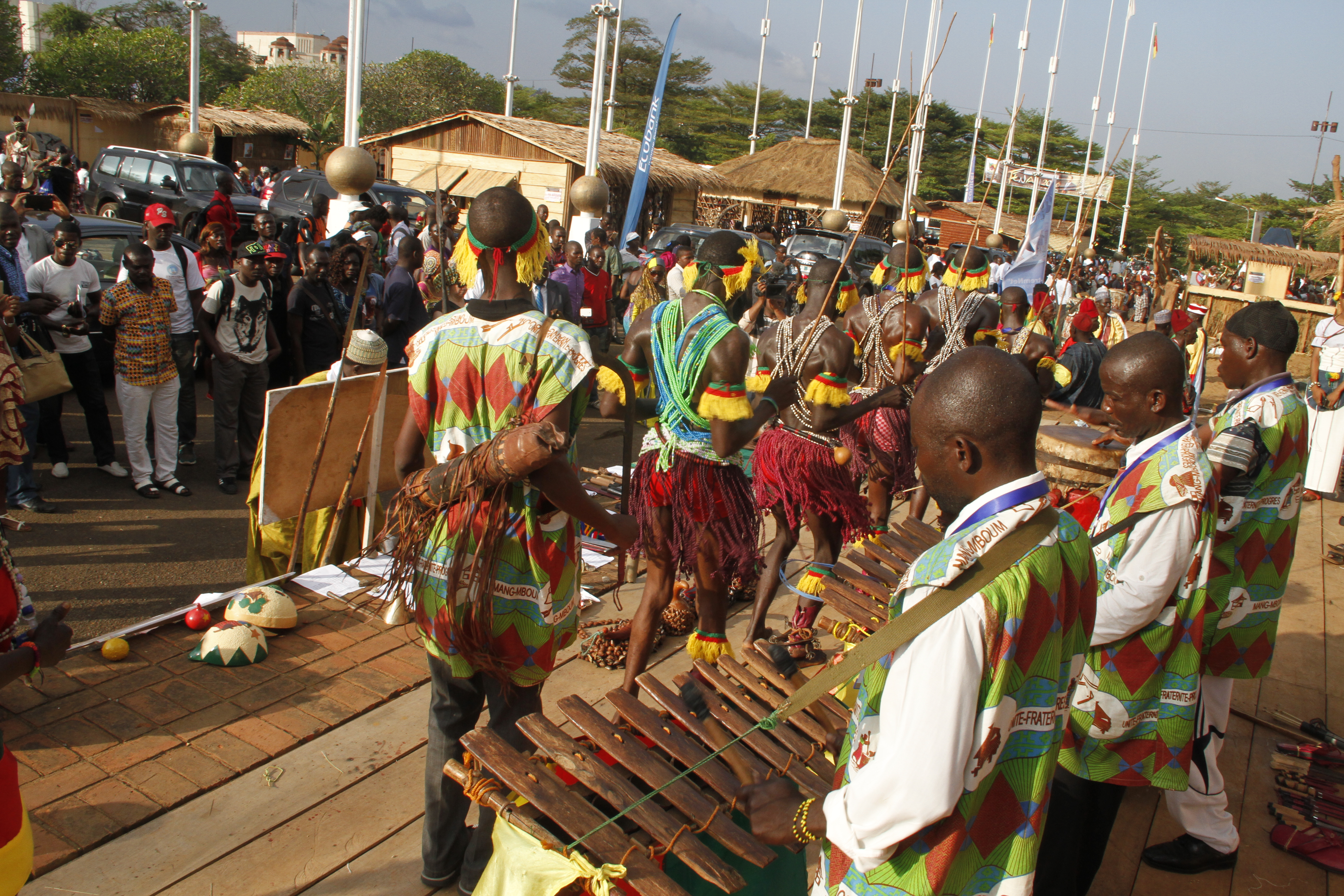
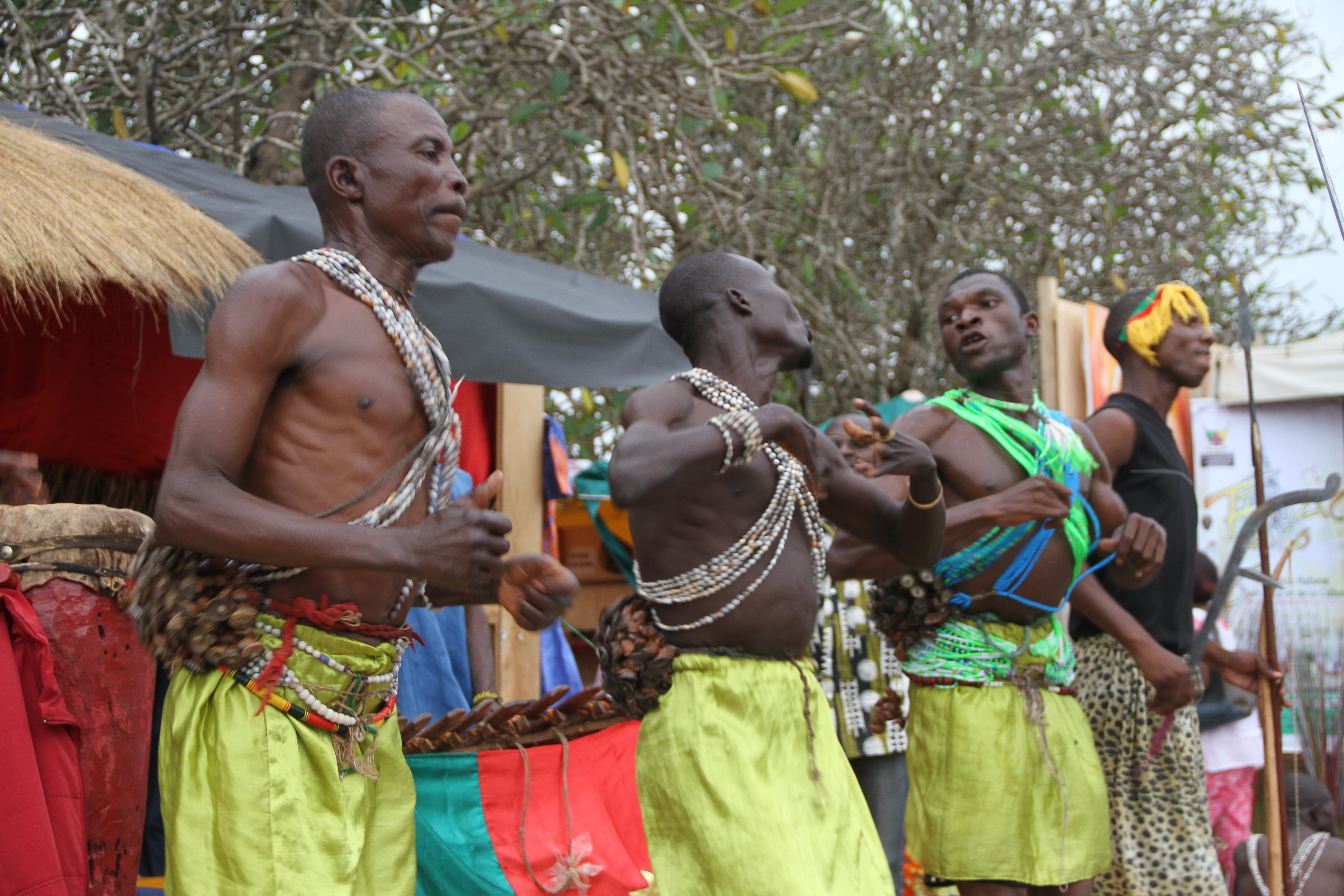
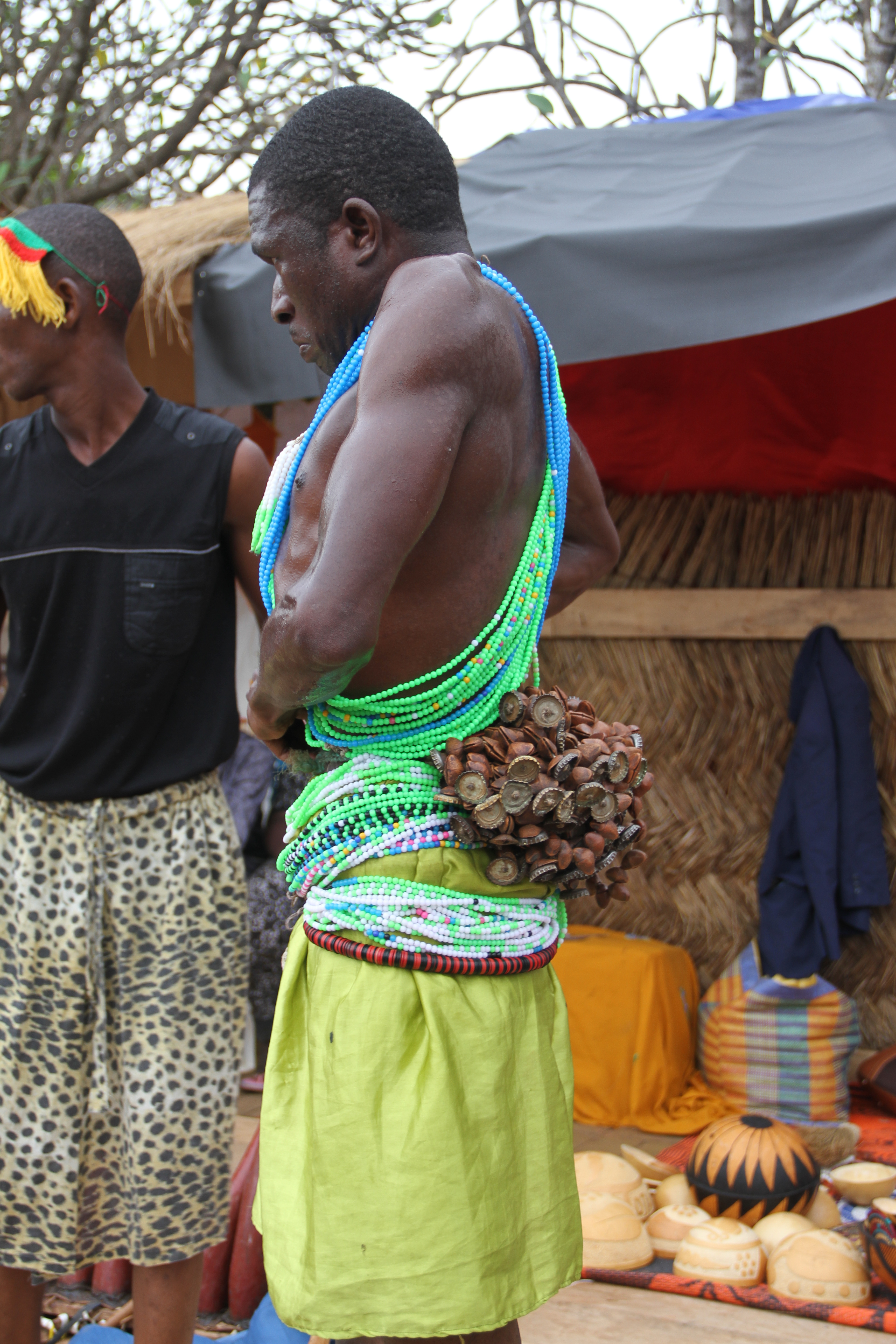
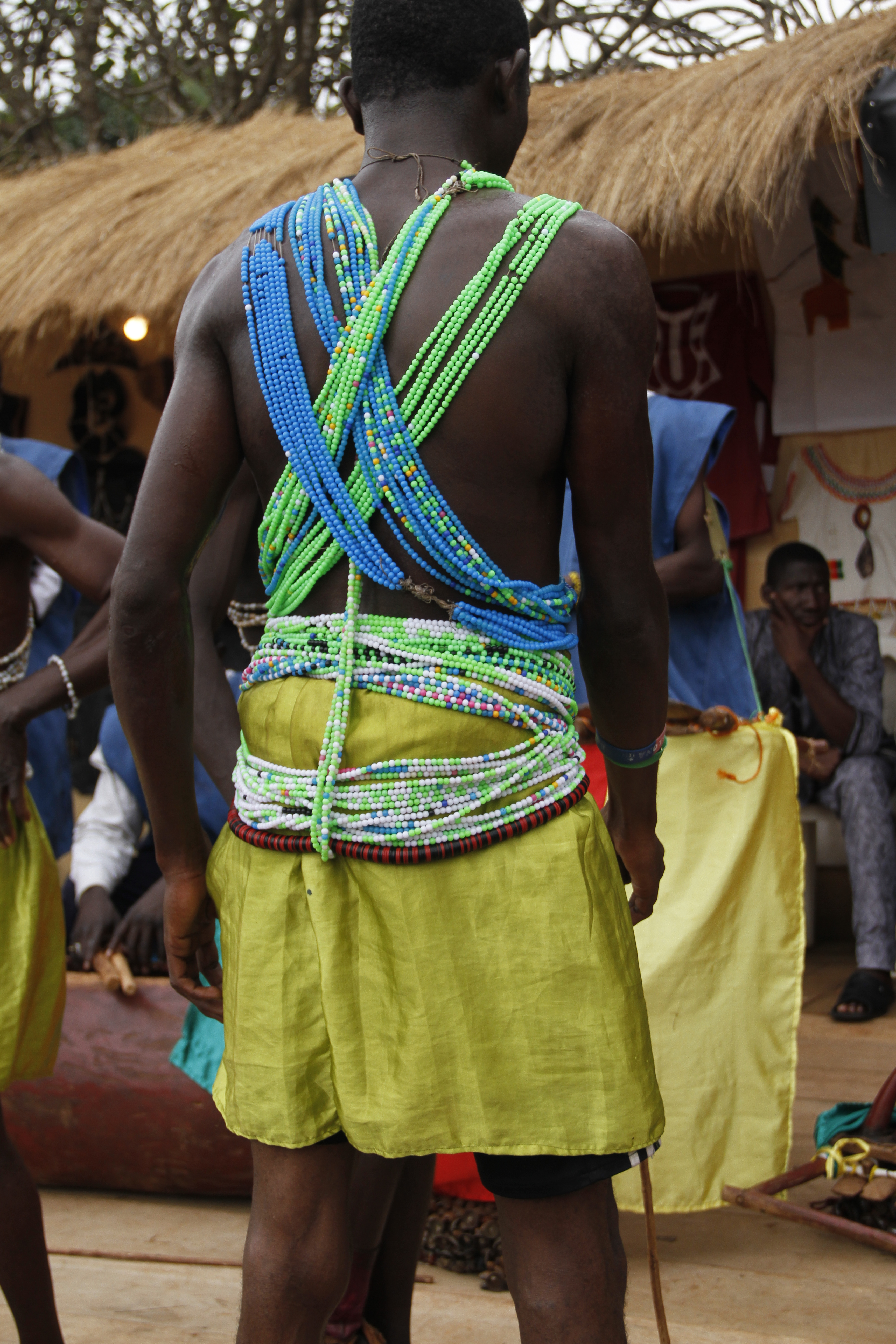
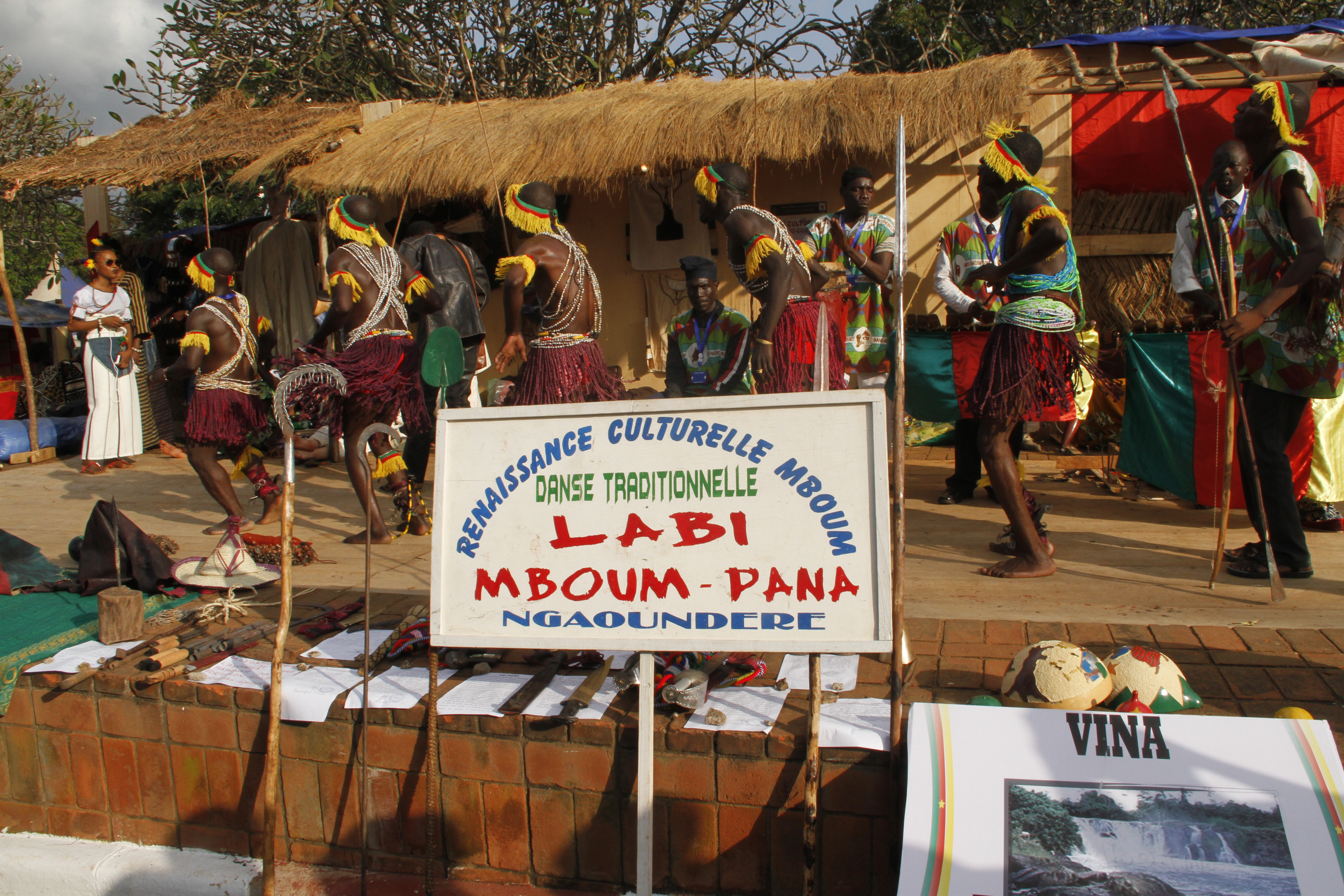
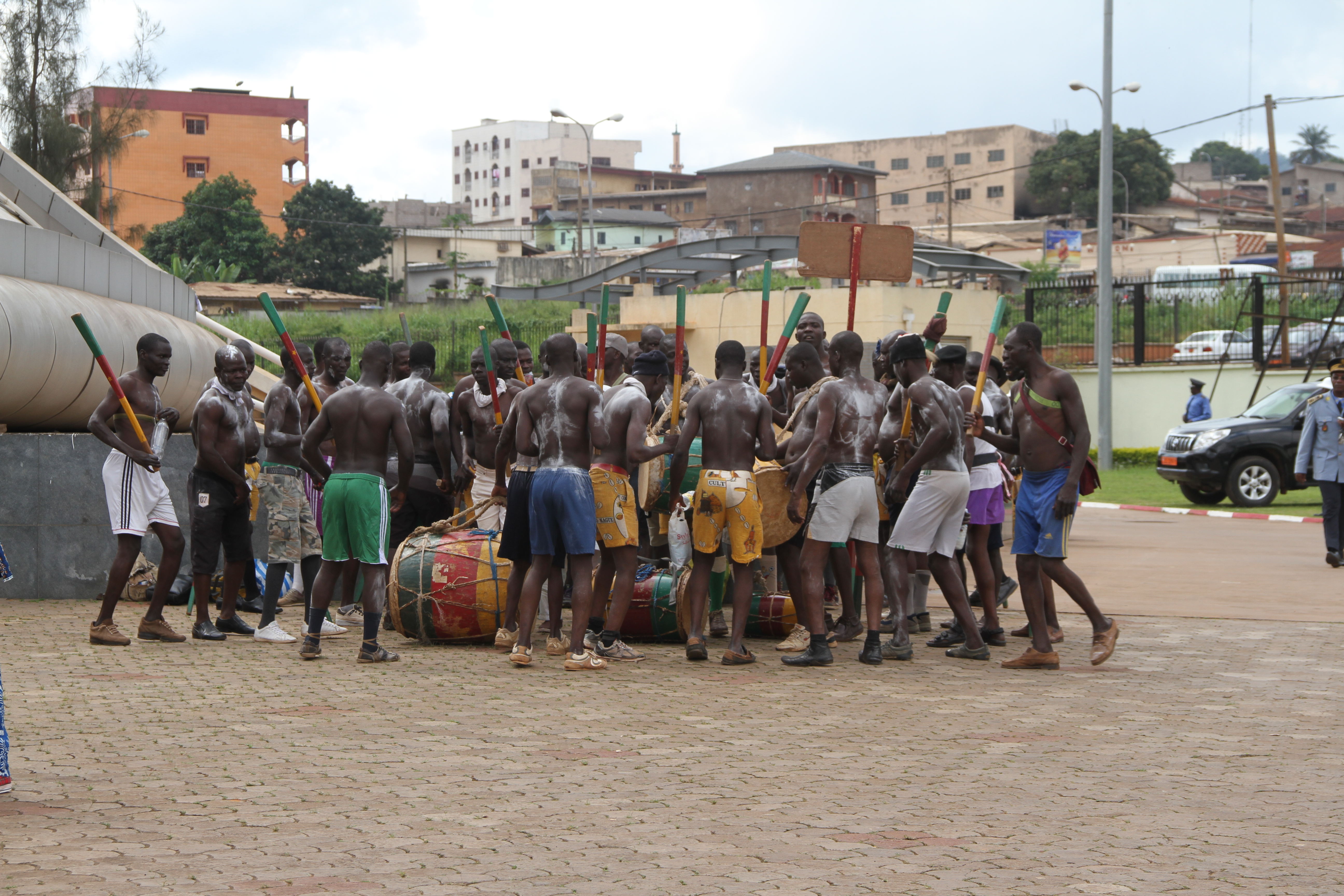
Danse Toupouri
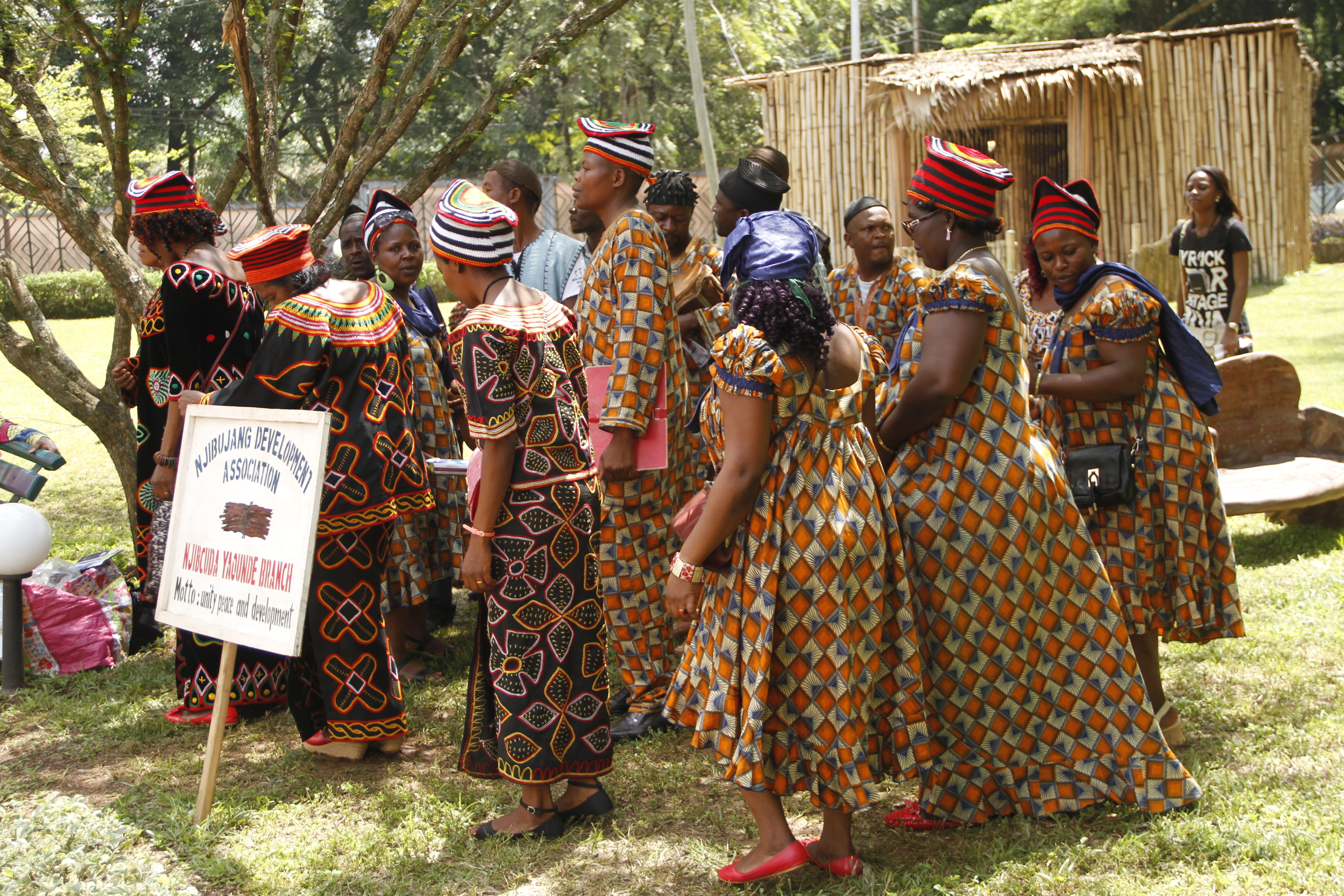
Groupe de Danse
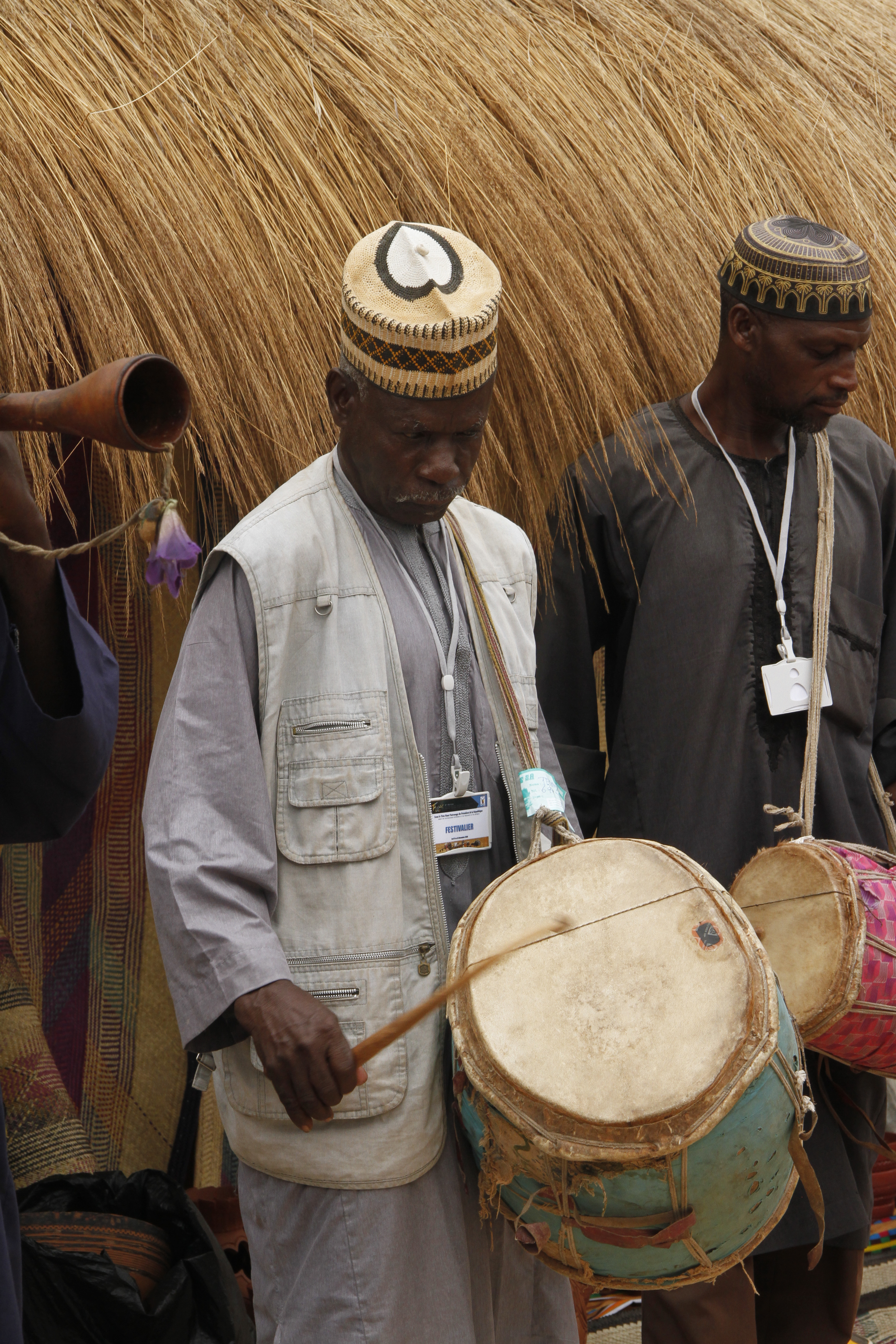
Joueur de Tam-tam

#### Nord-Ouest

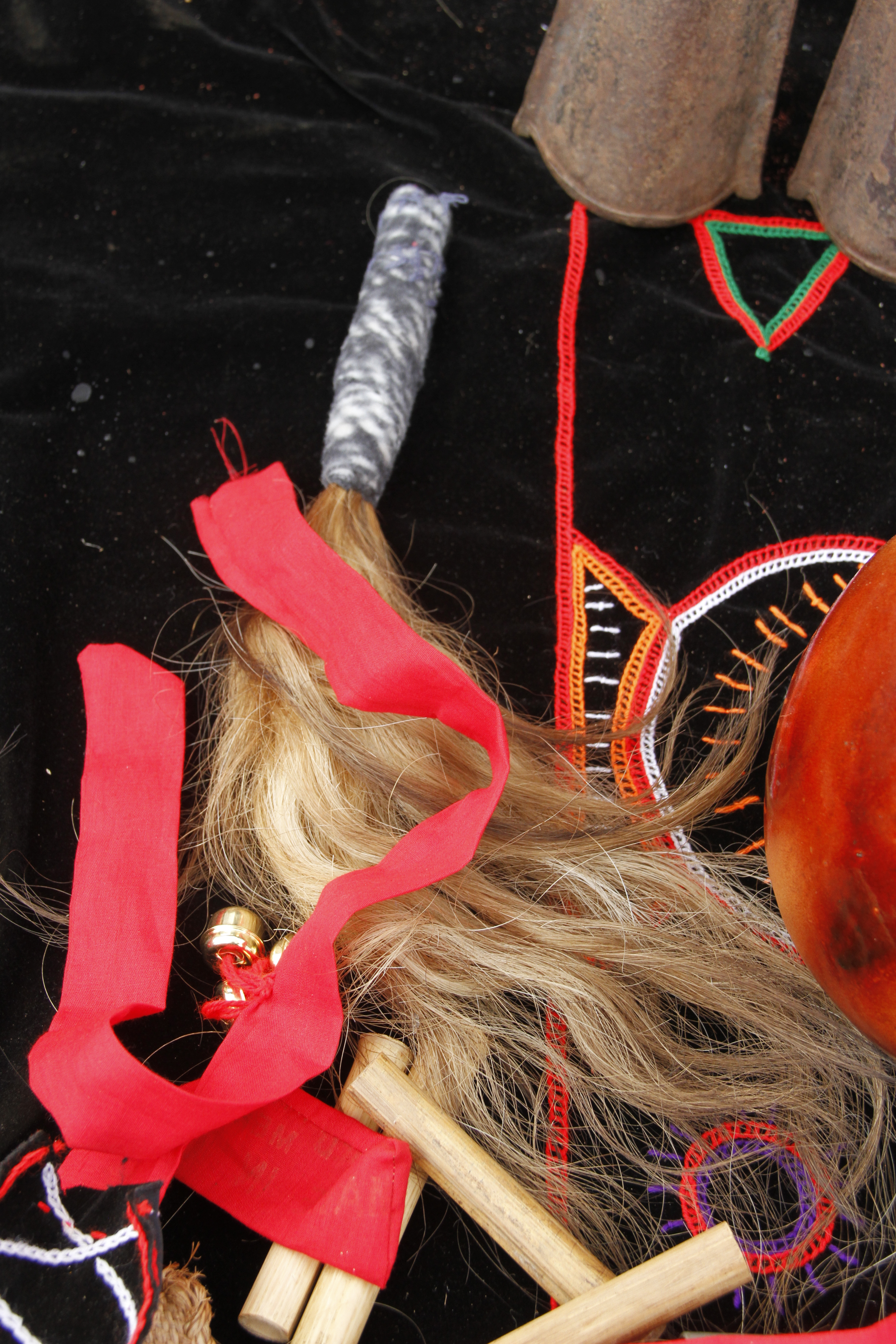
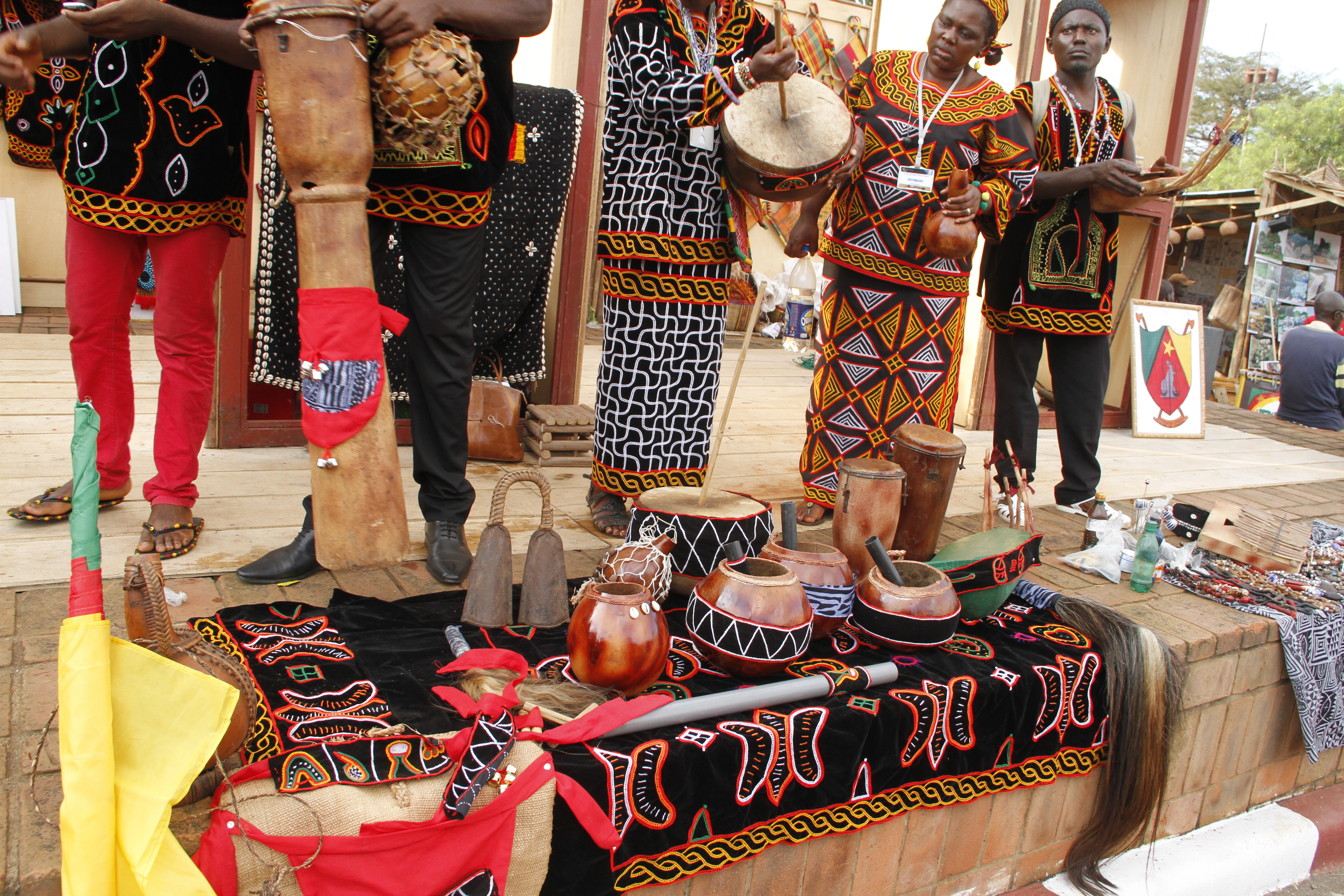
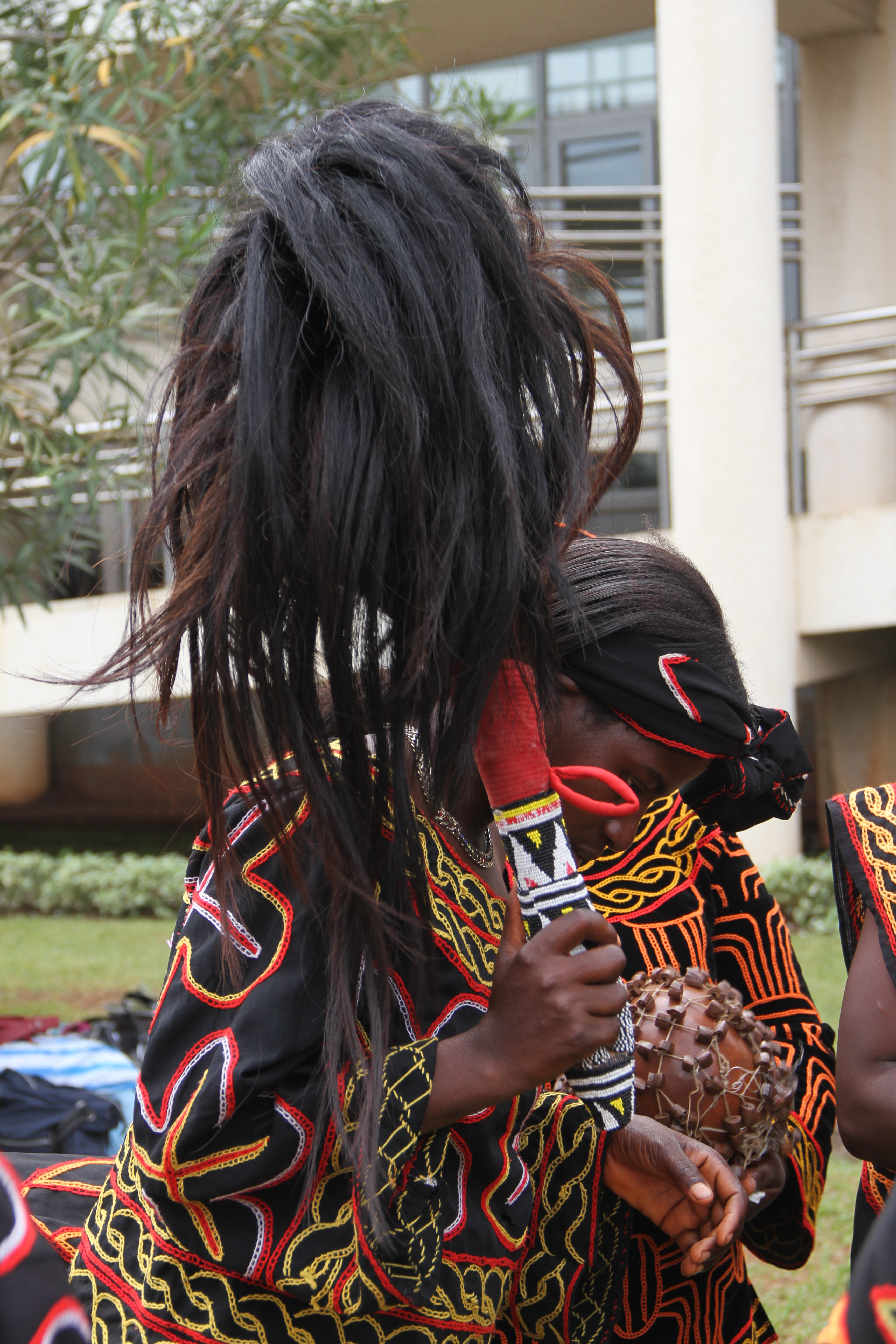
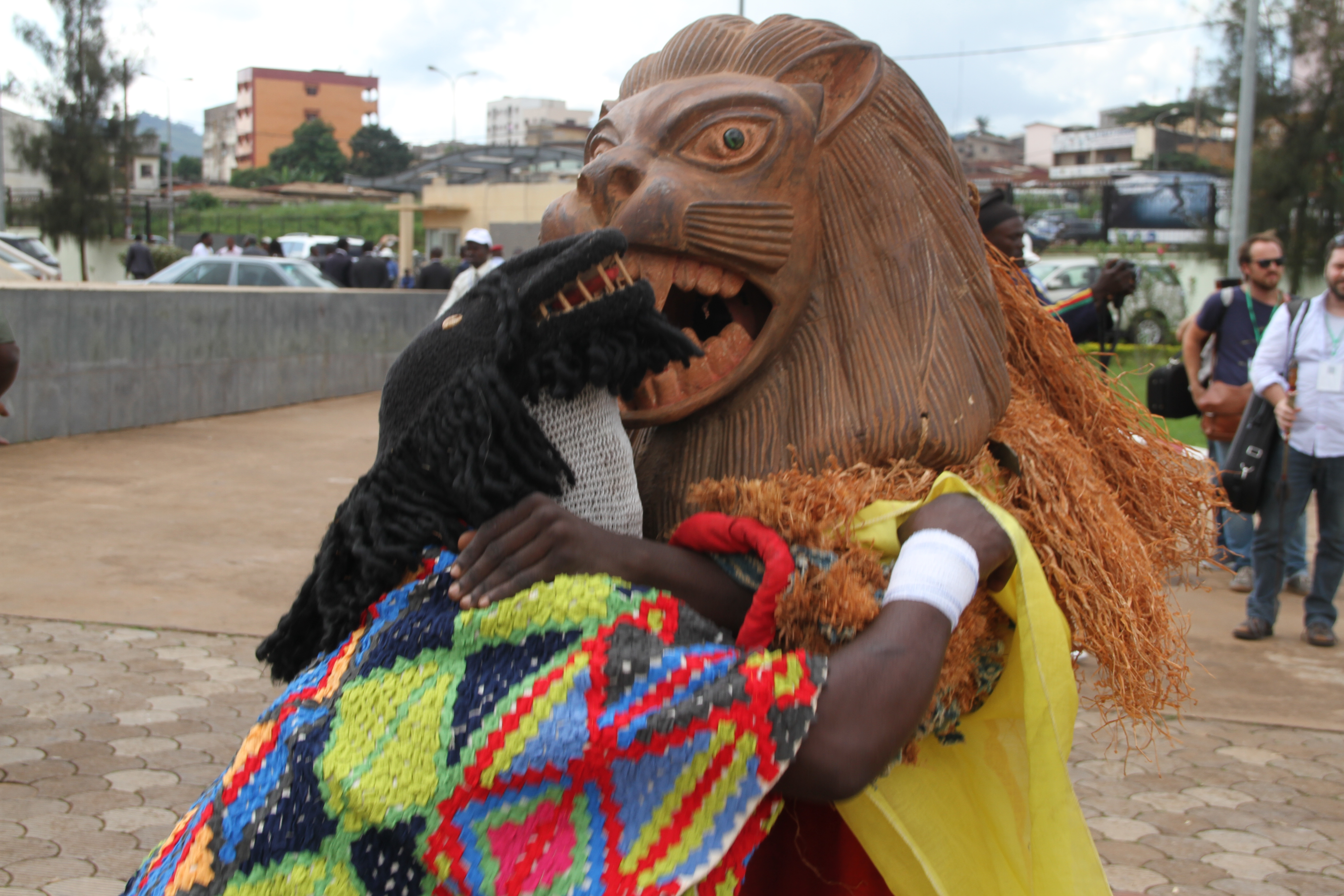
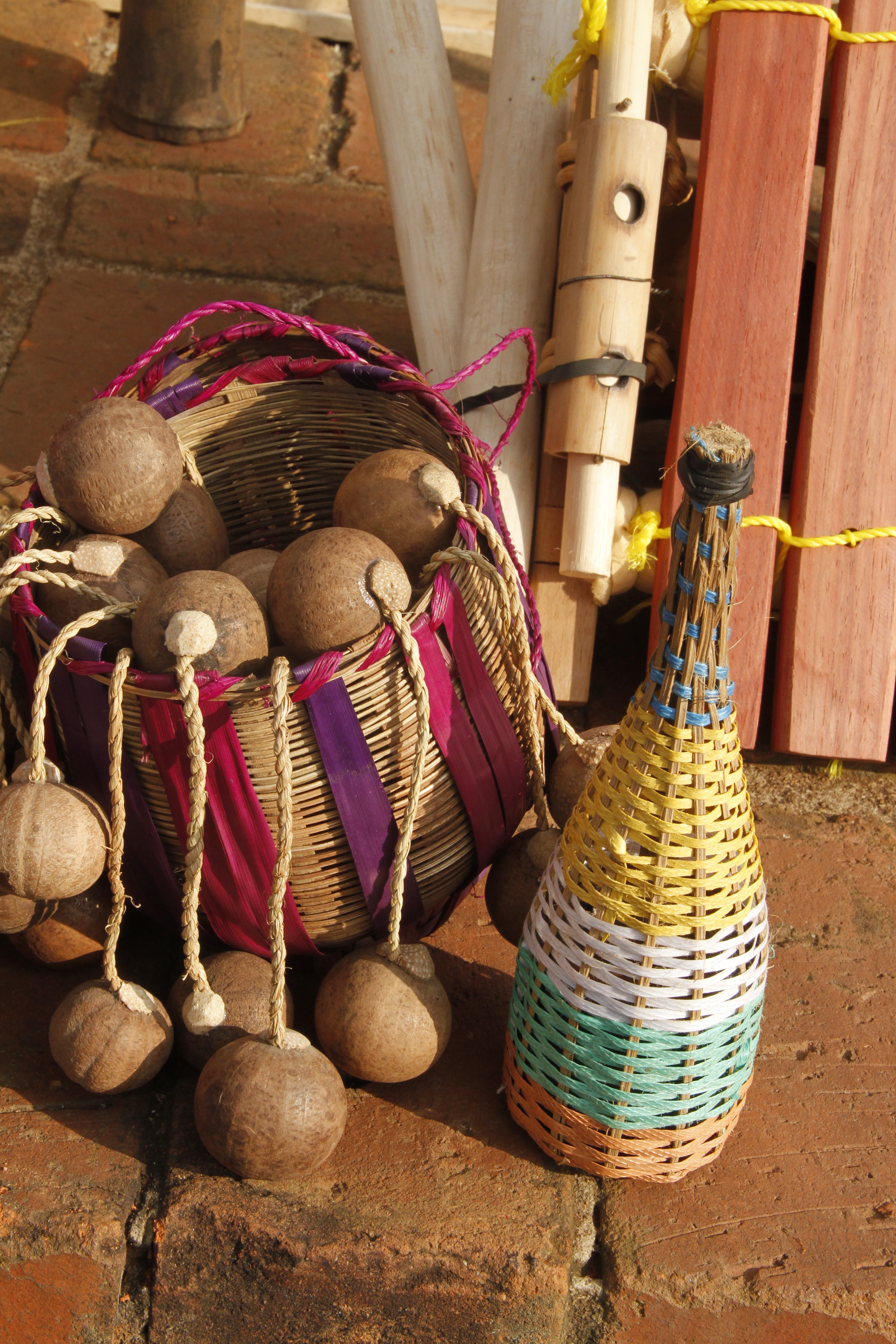

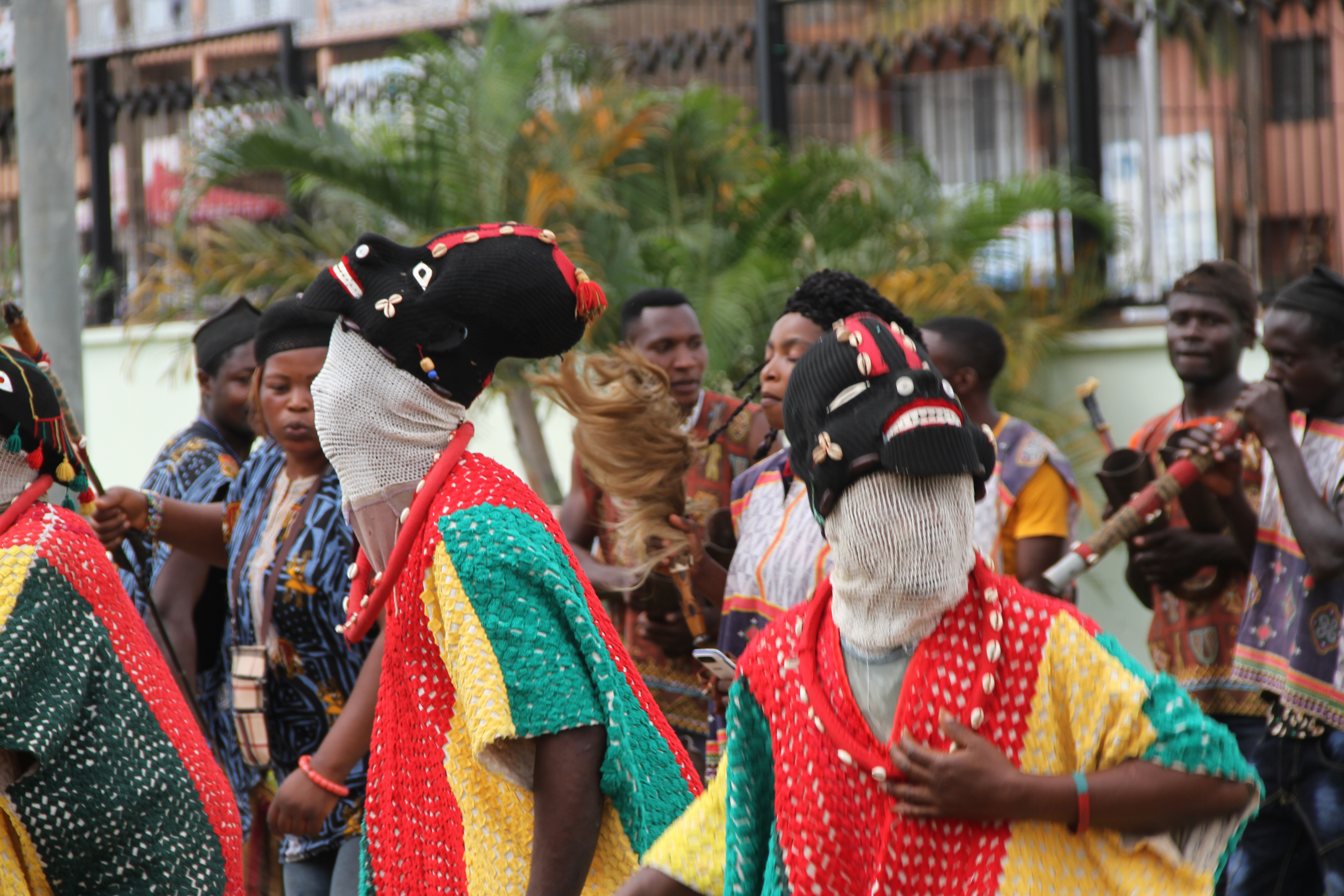
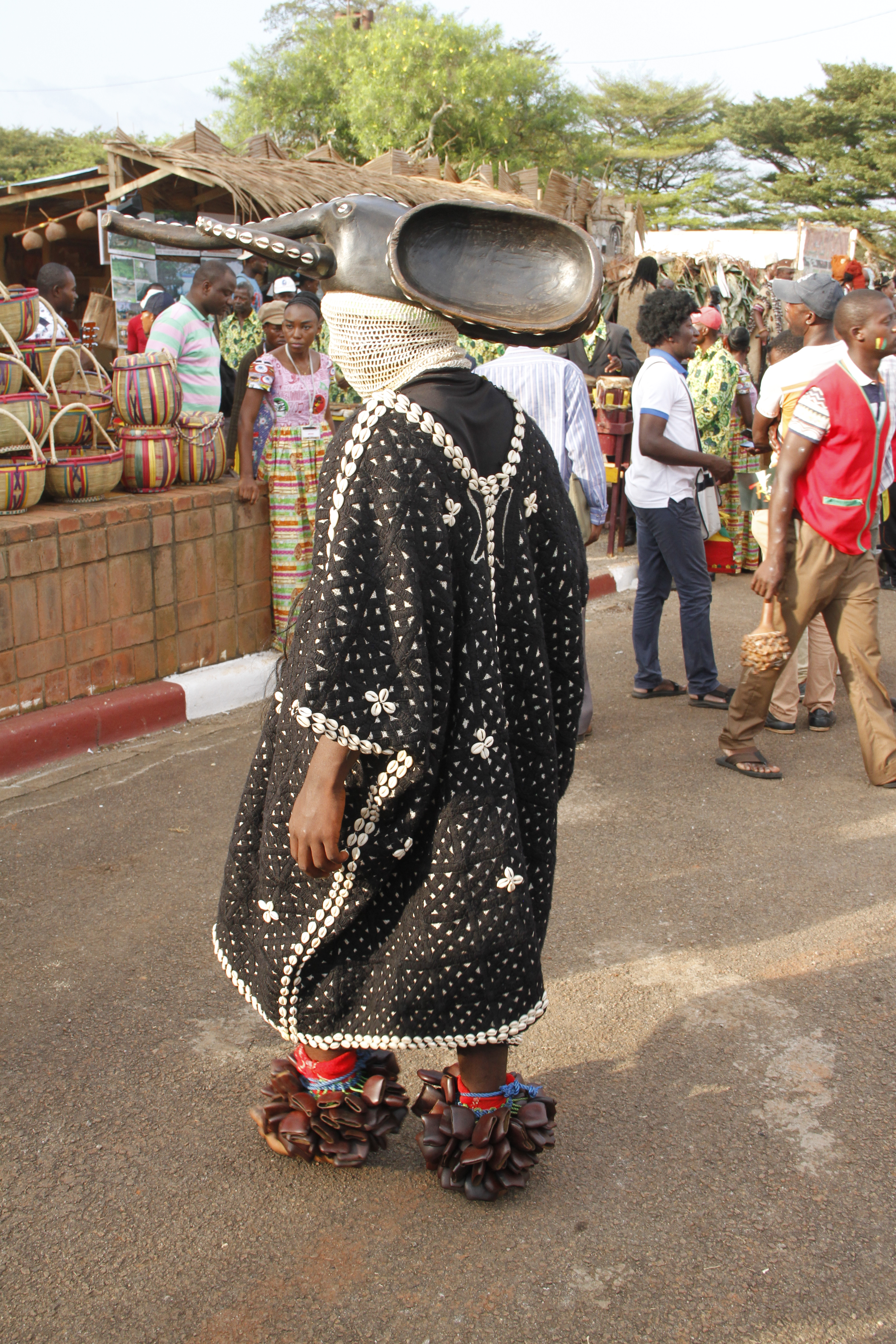
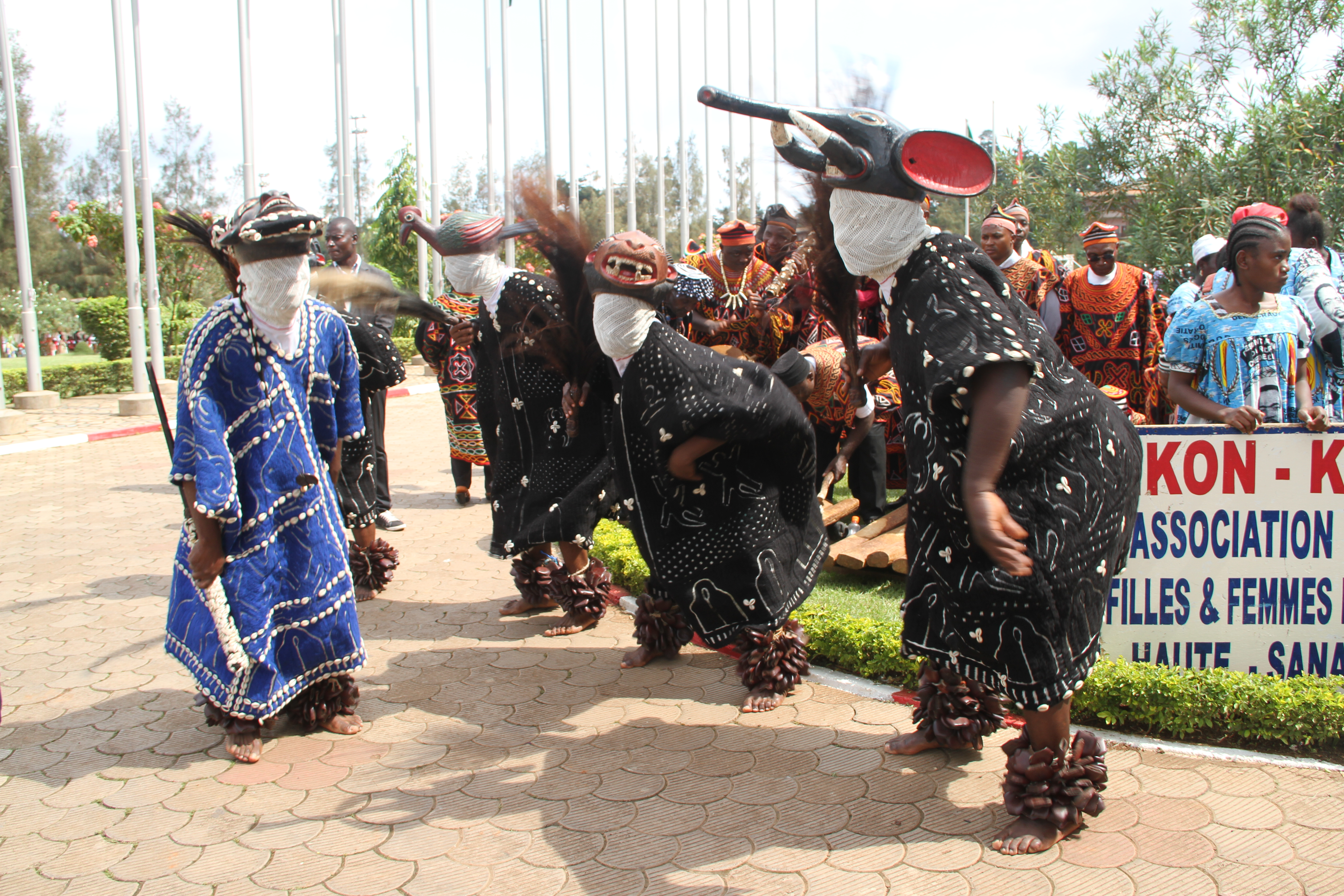
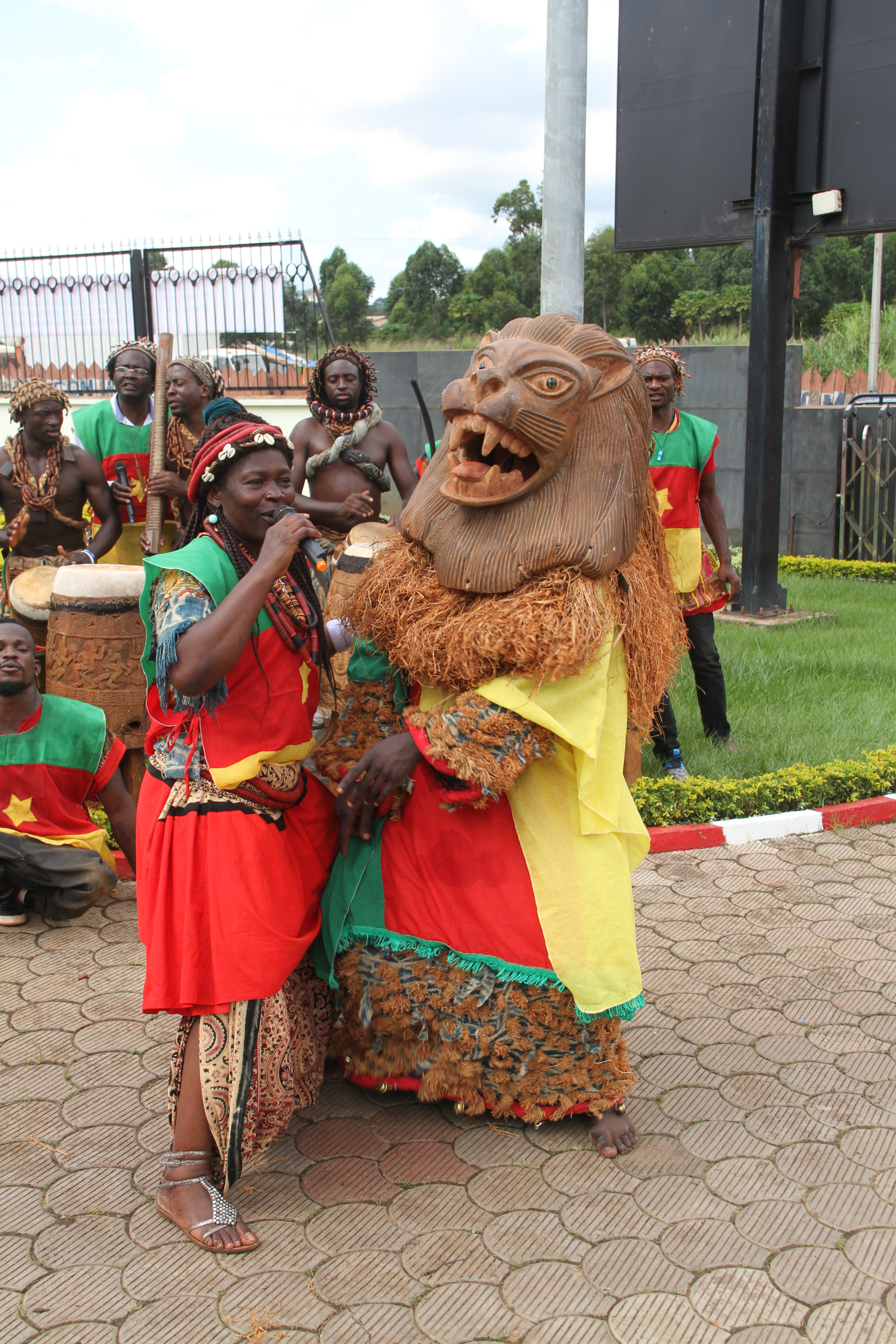
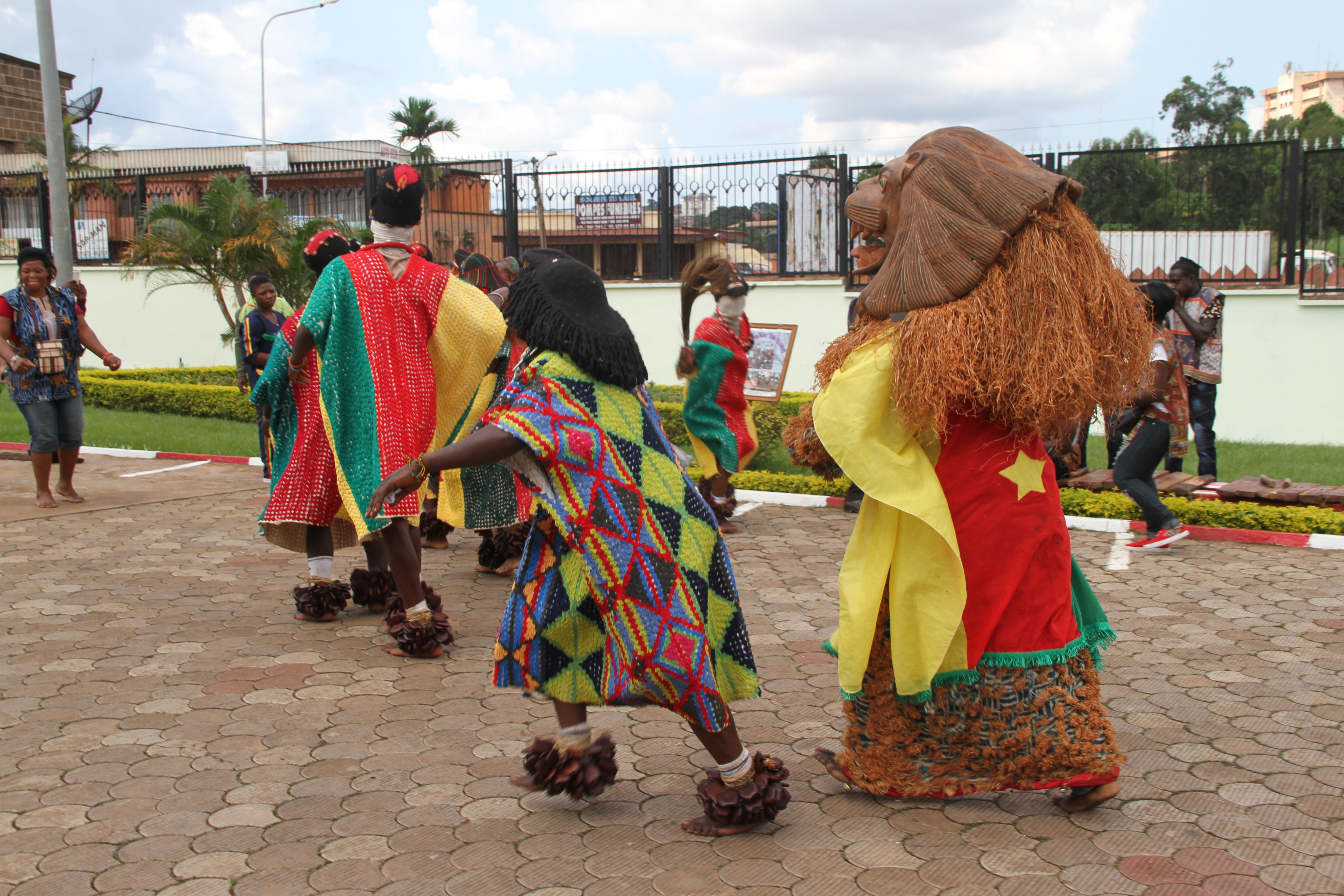
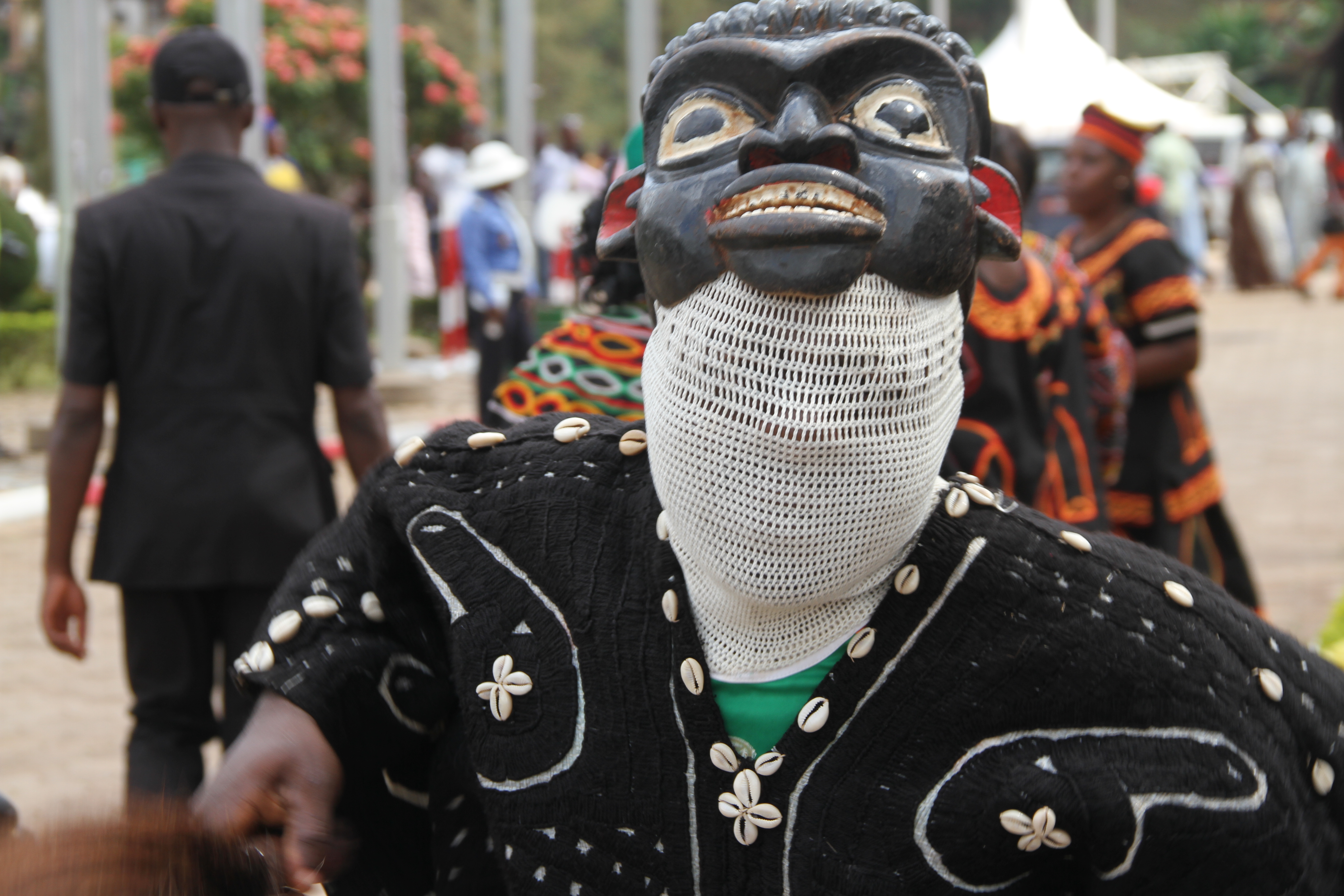
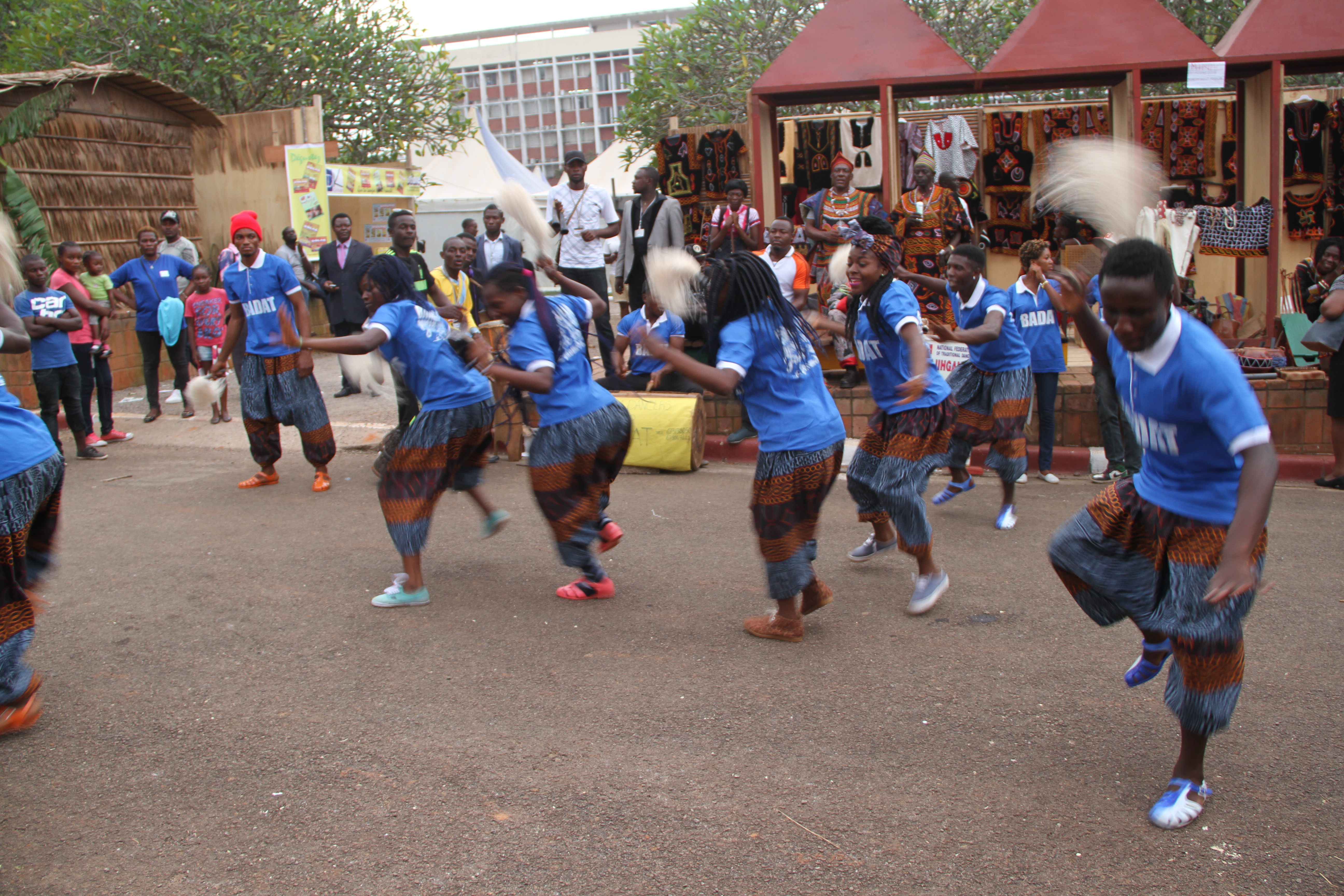
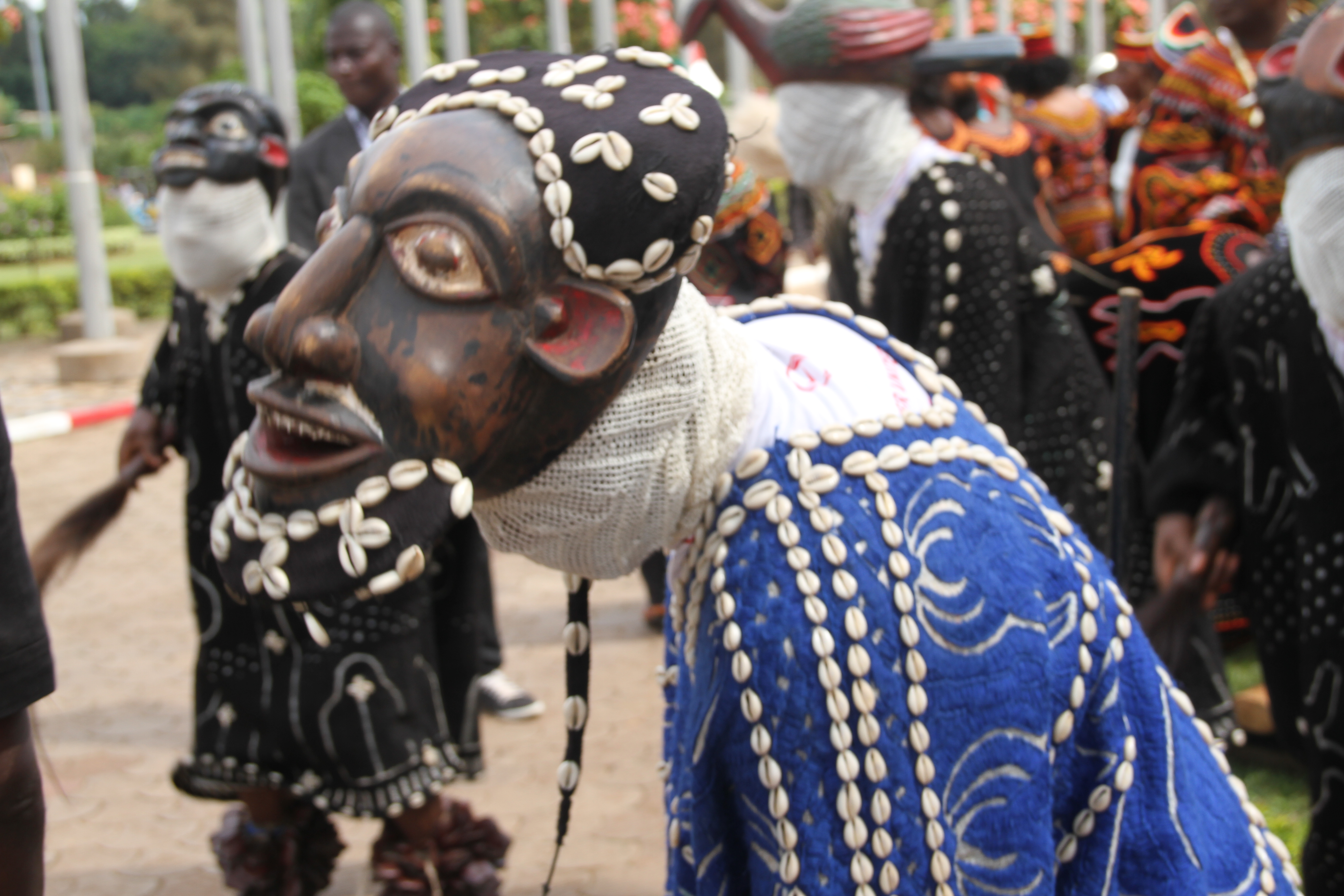
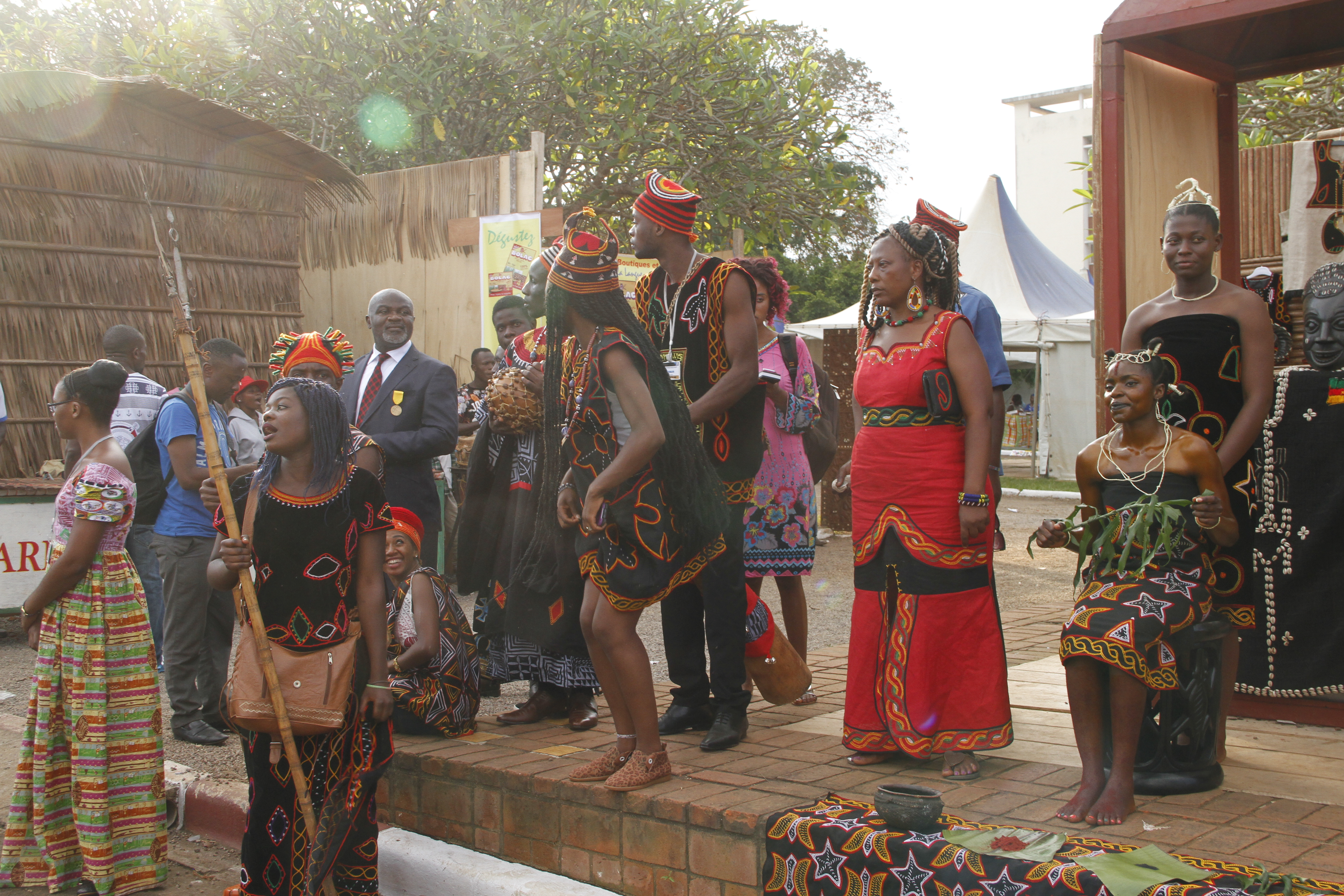
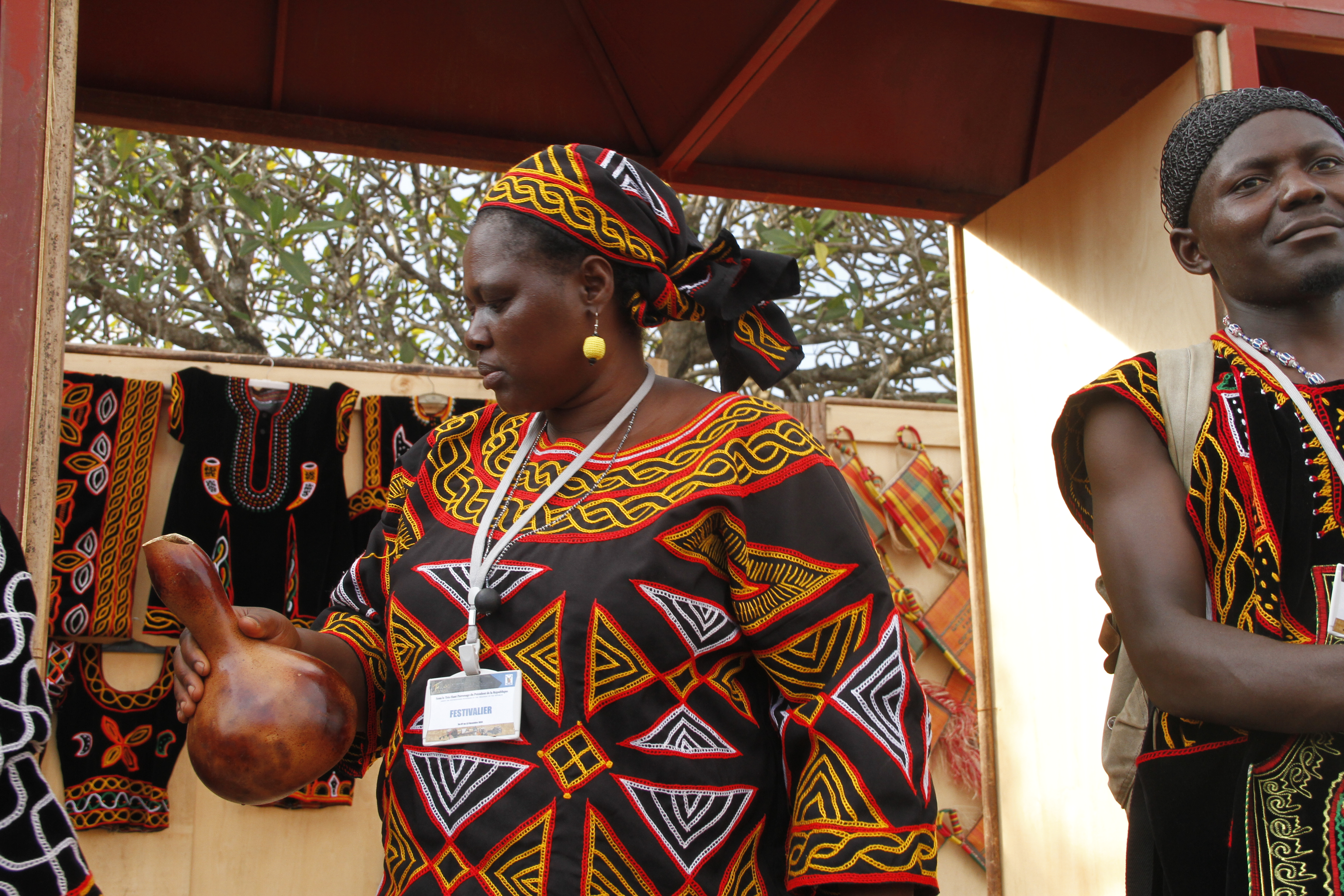
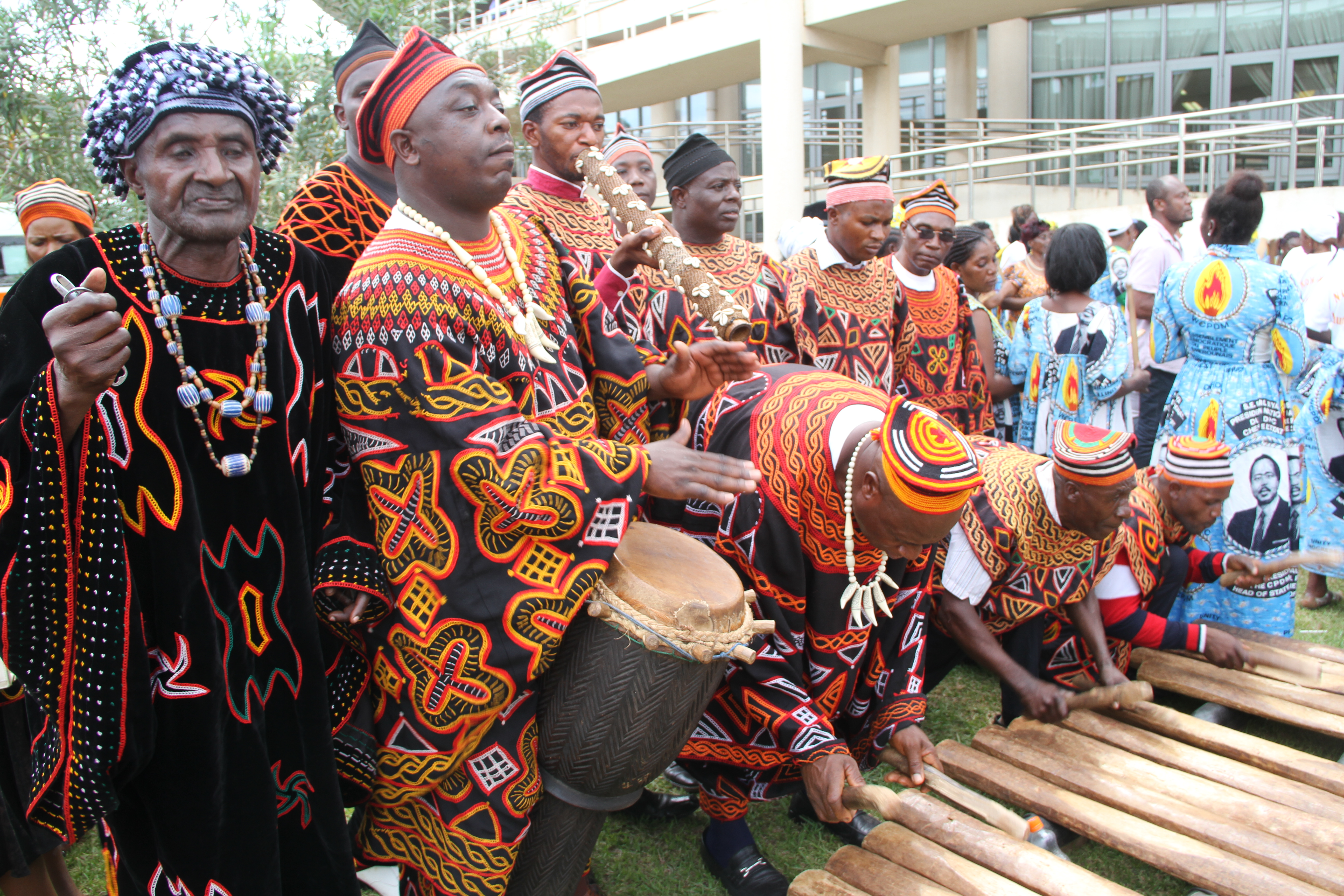
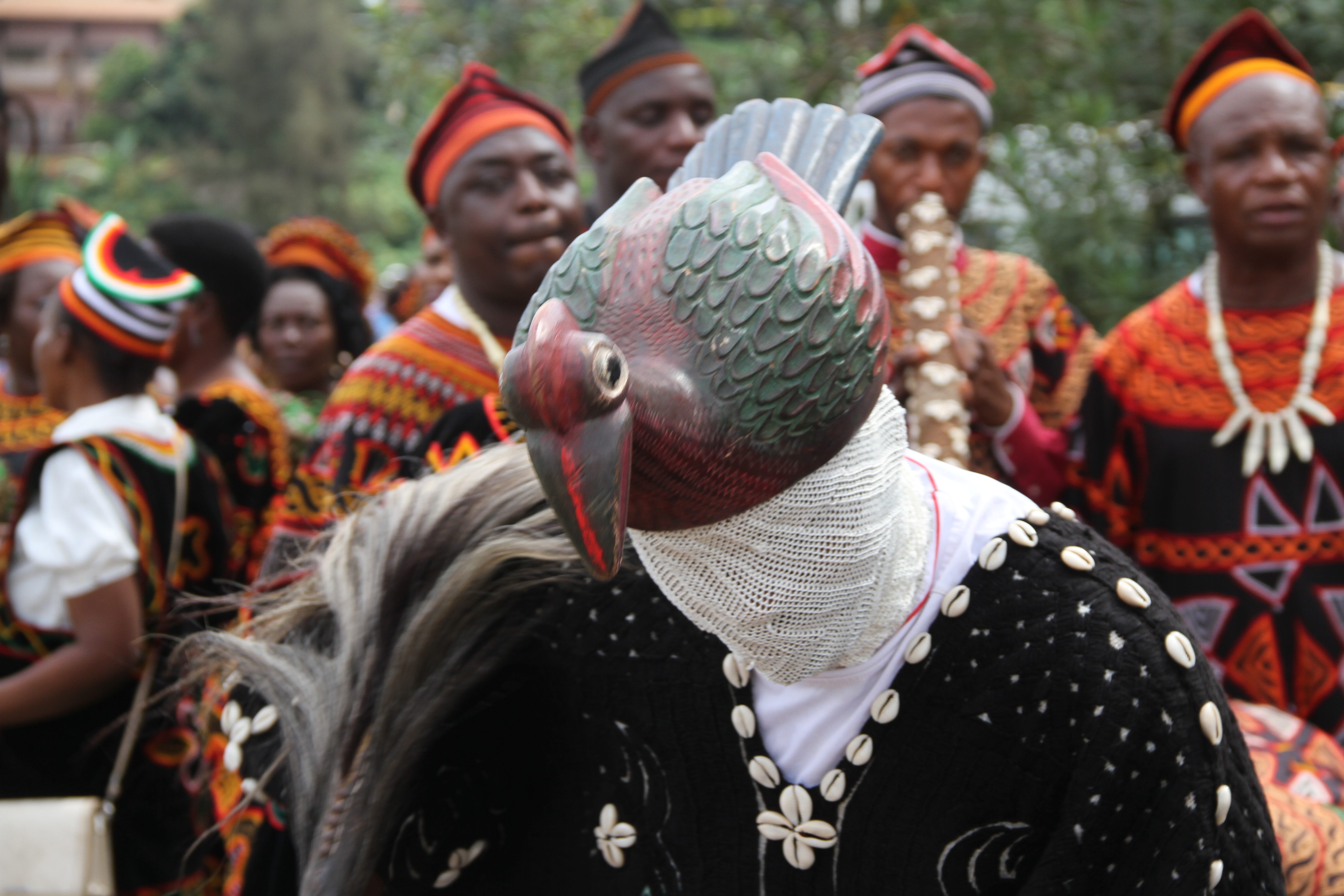
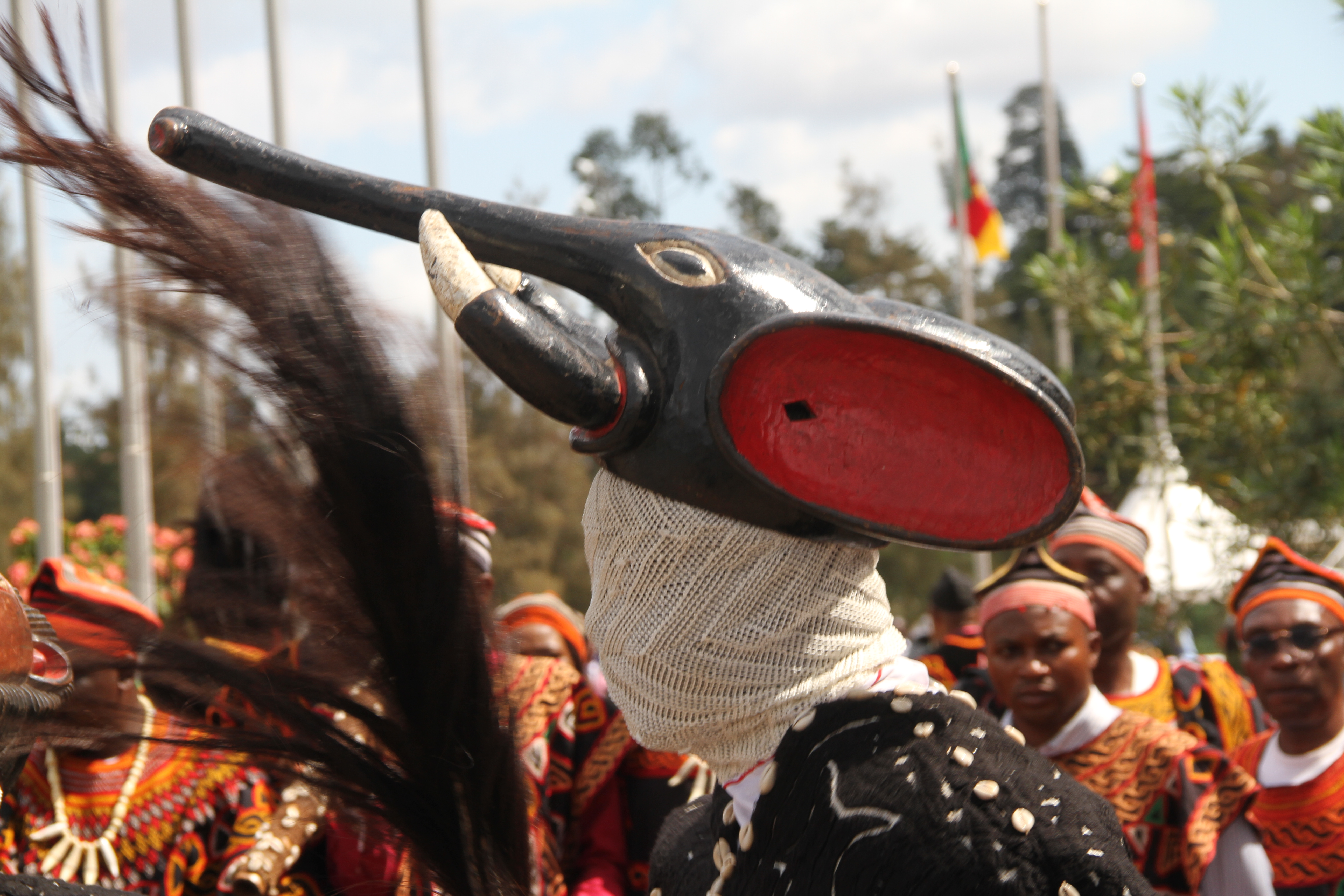
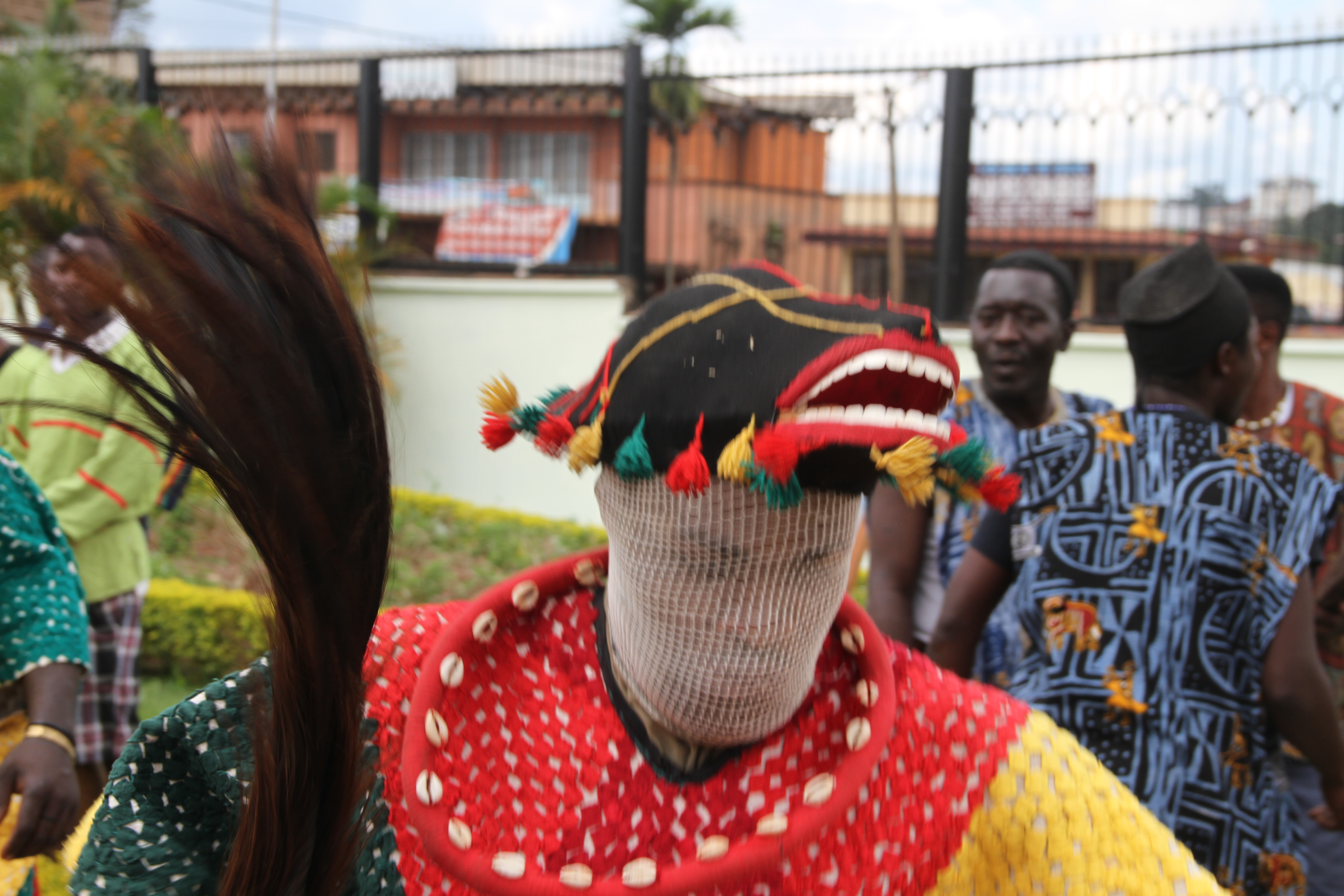
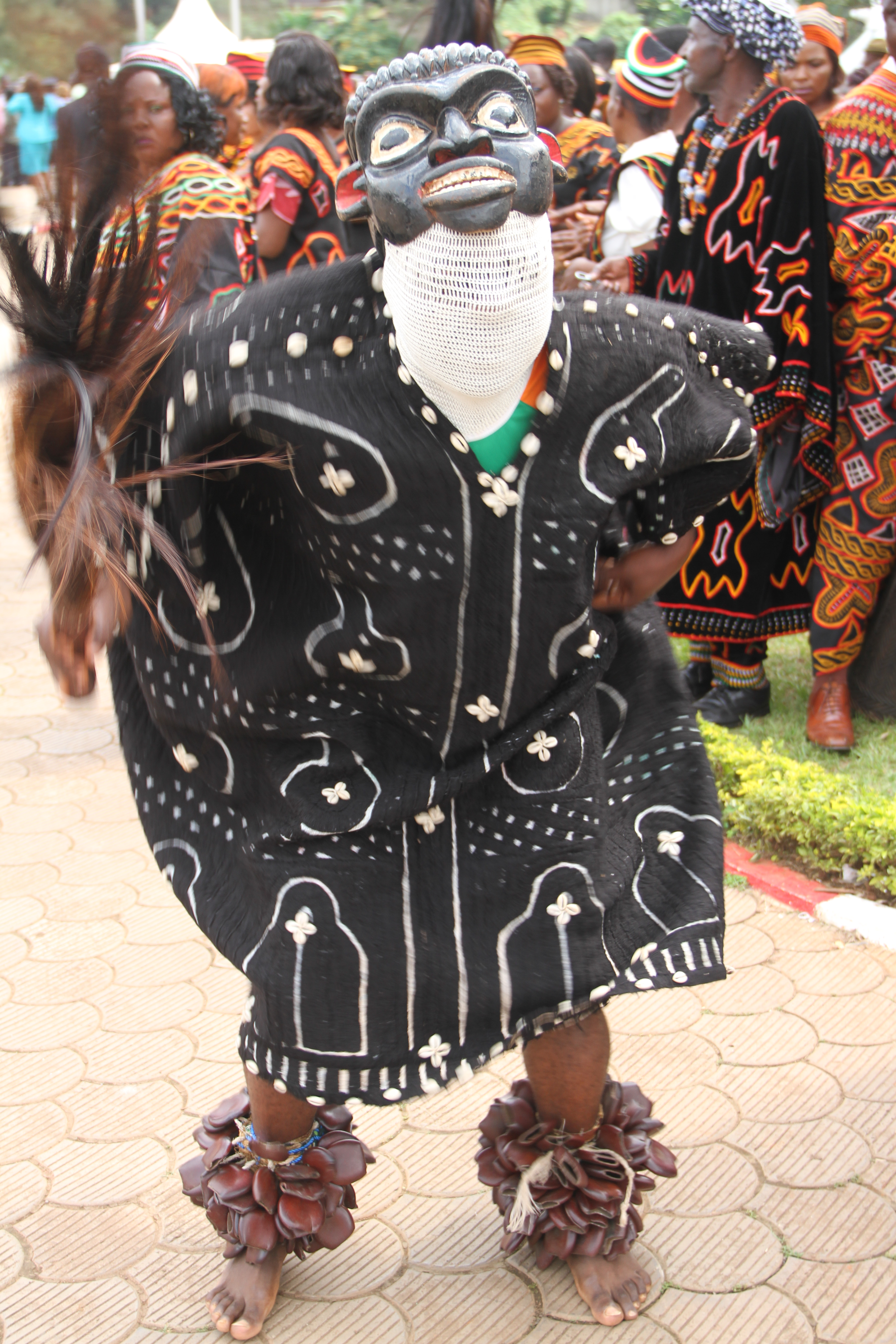
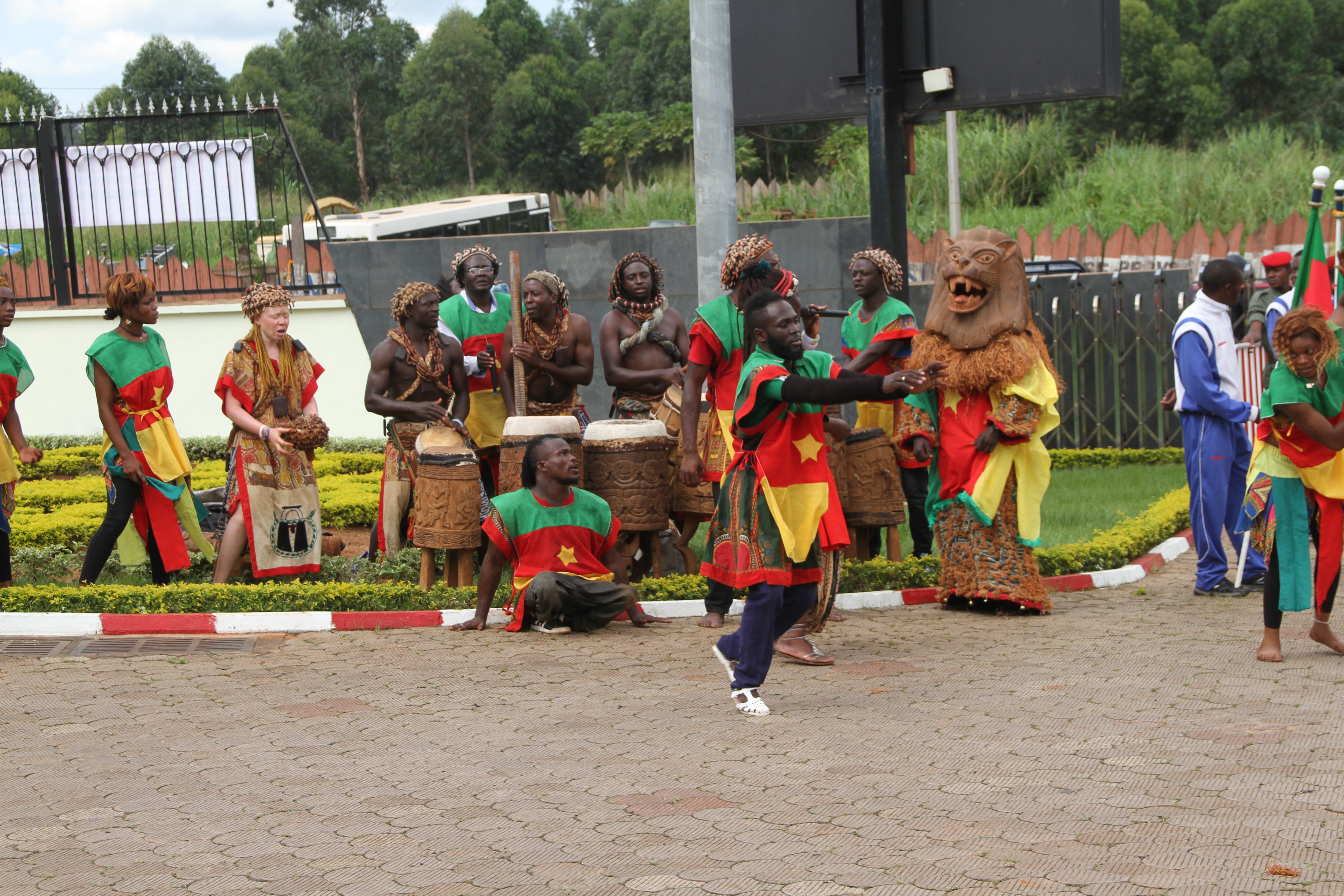
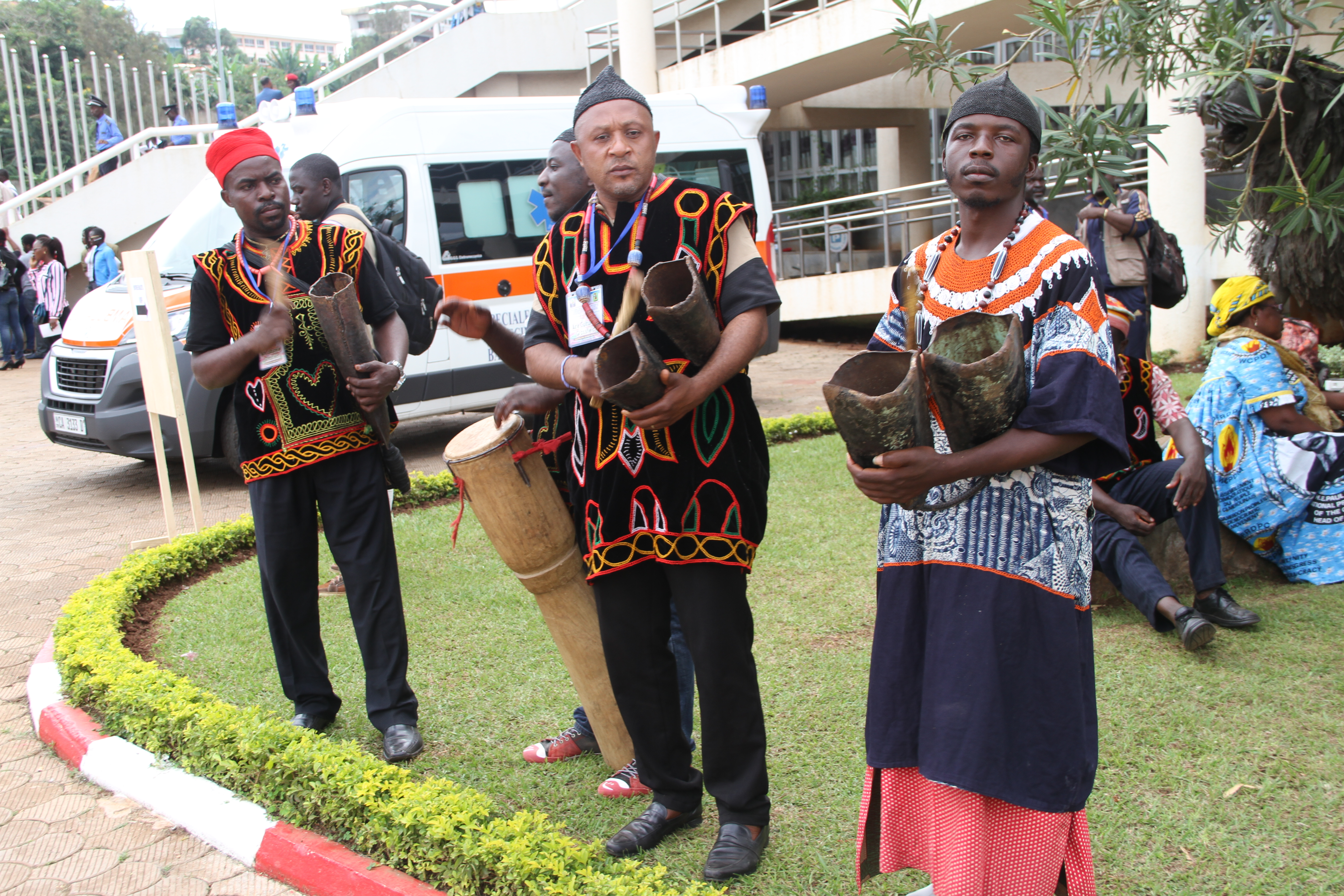
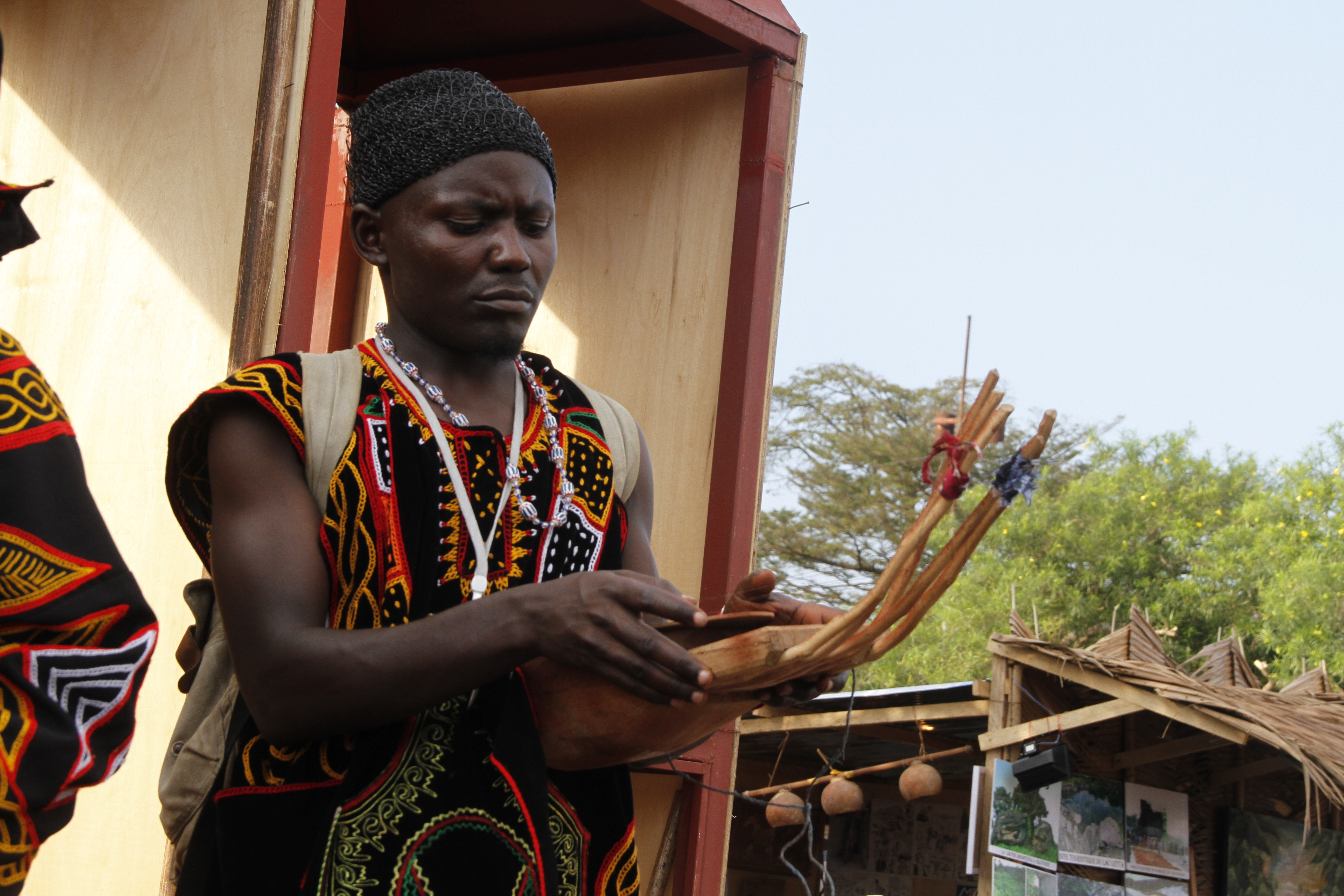
Joueur de guitare

#### Est

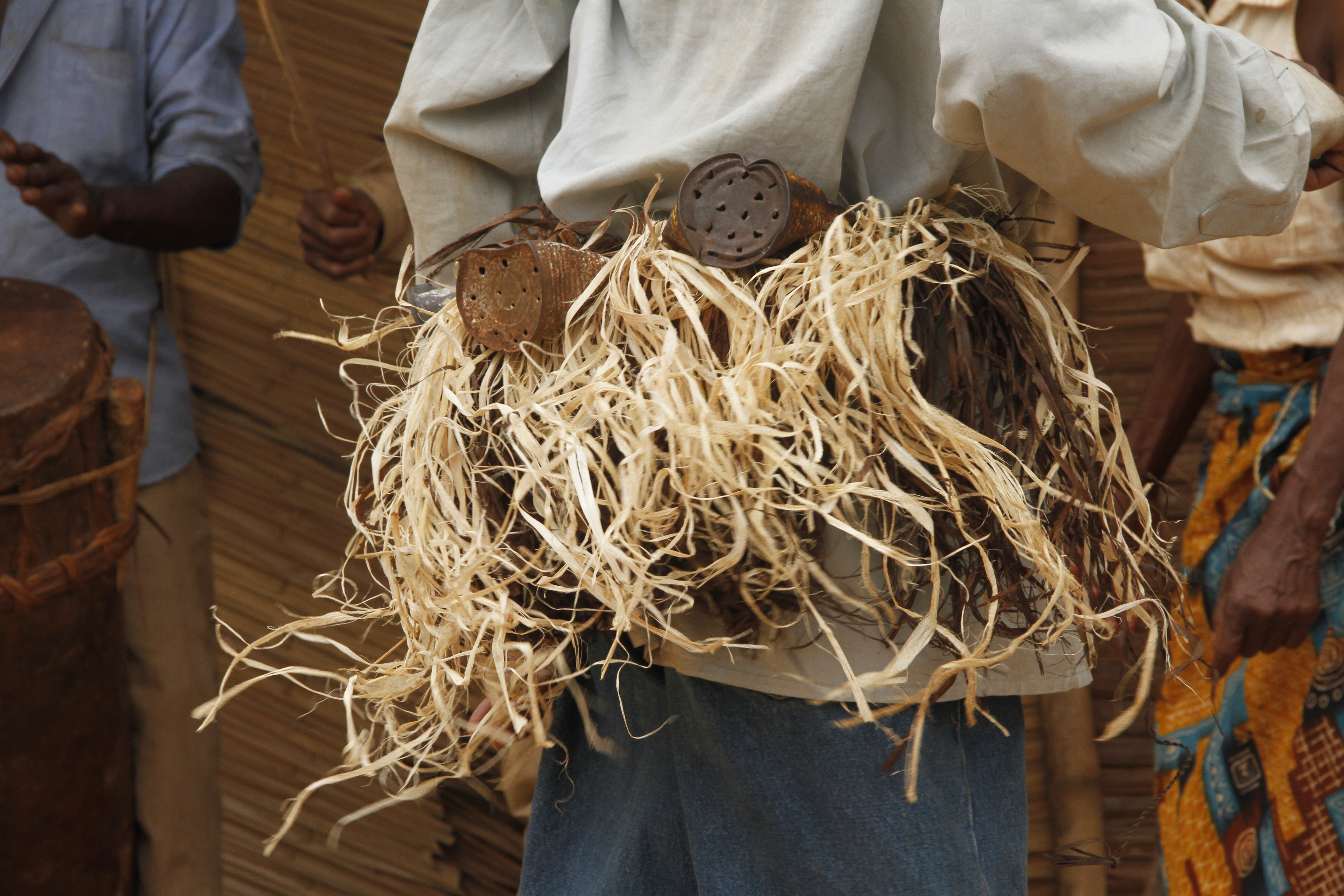
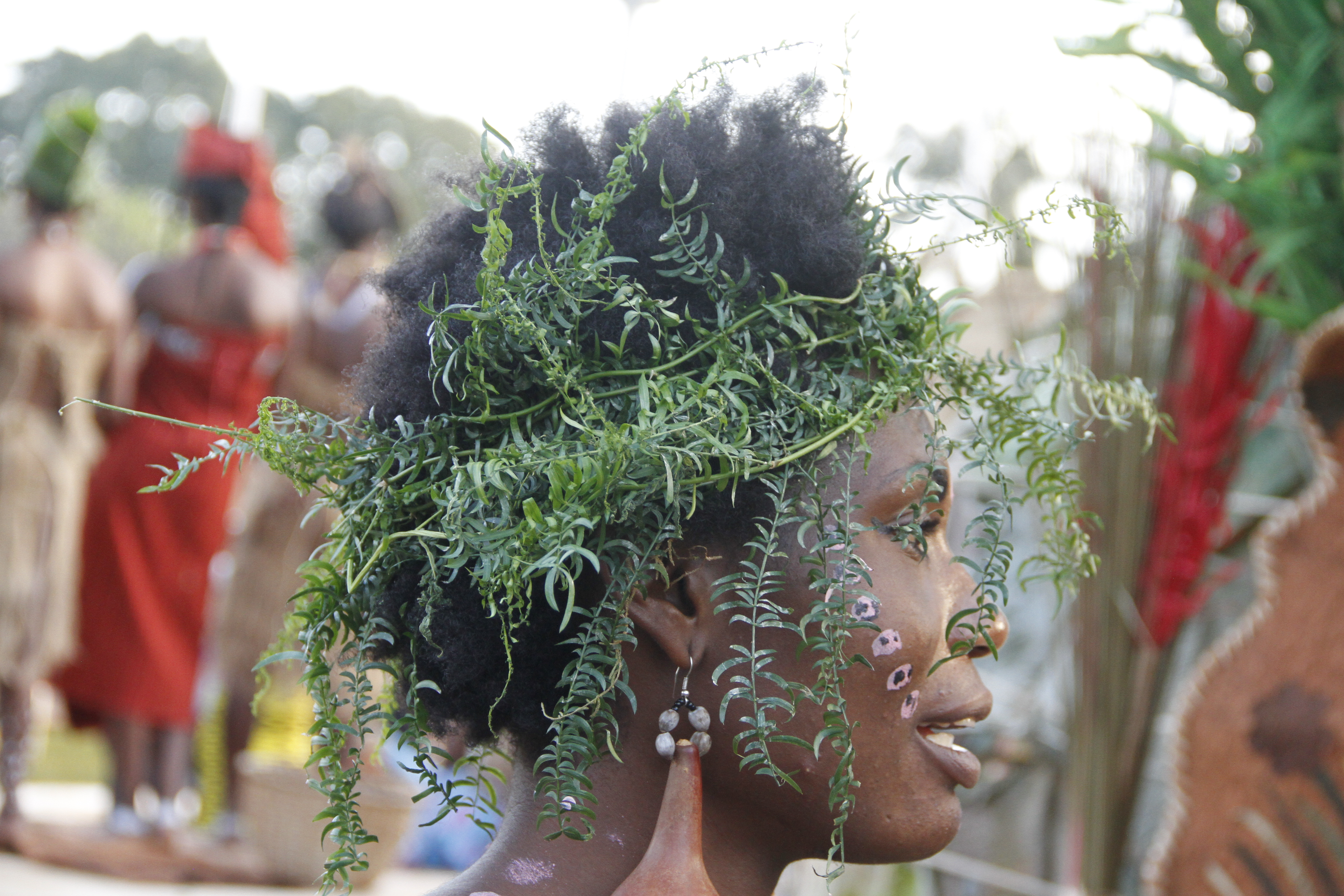
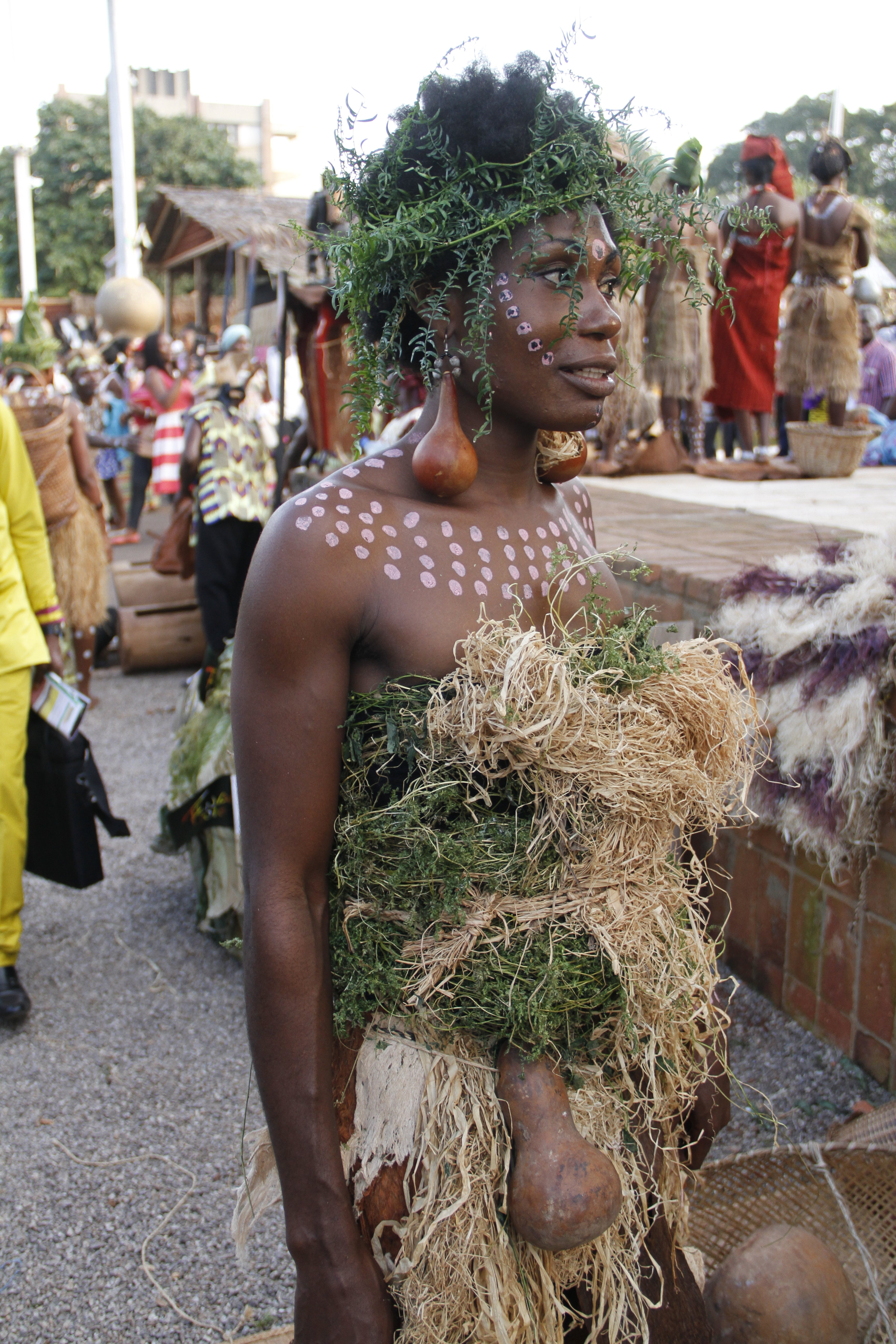

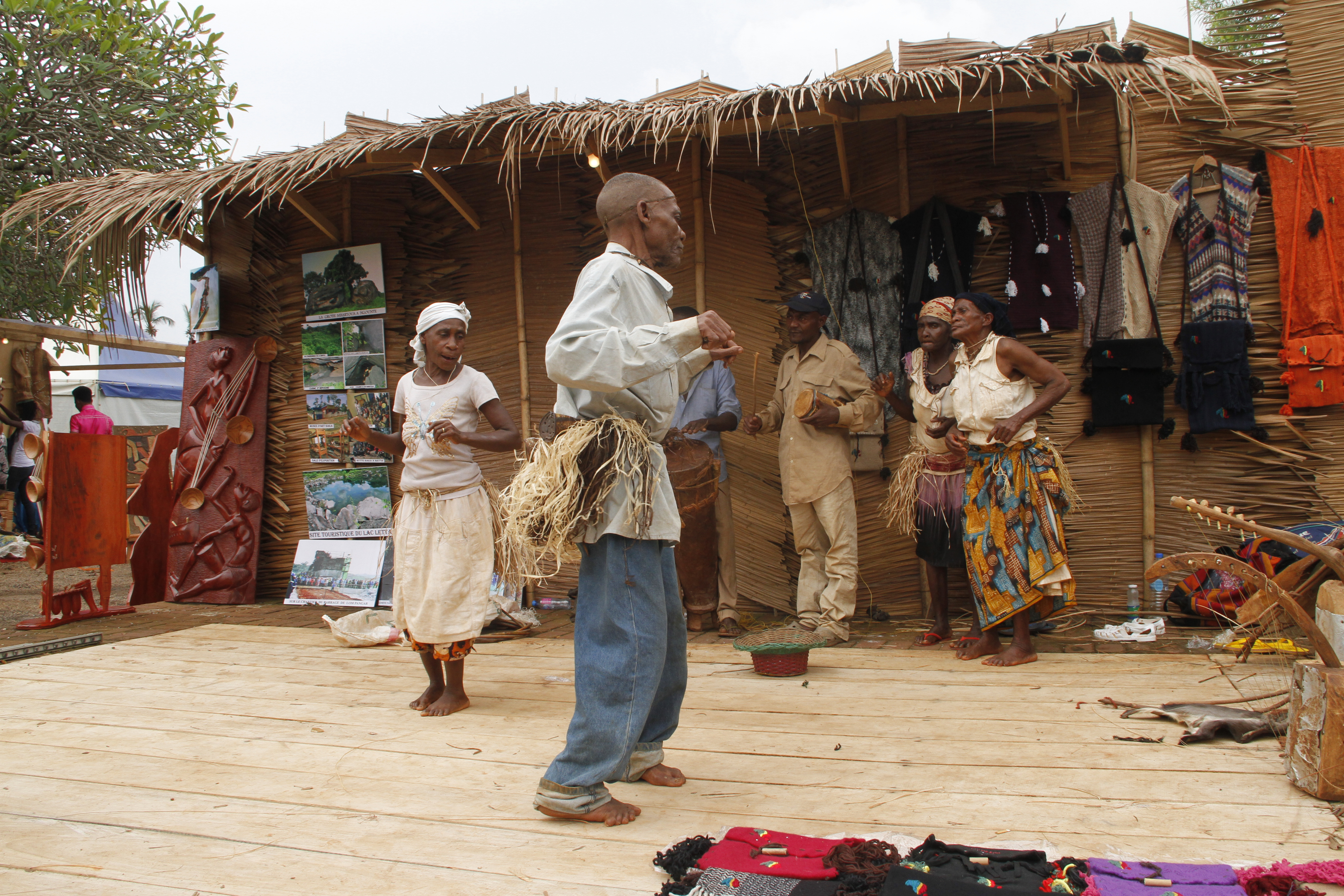
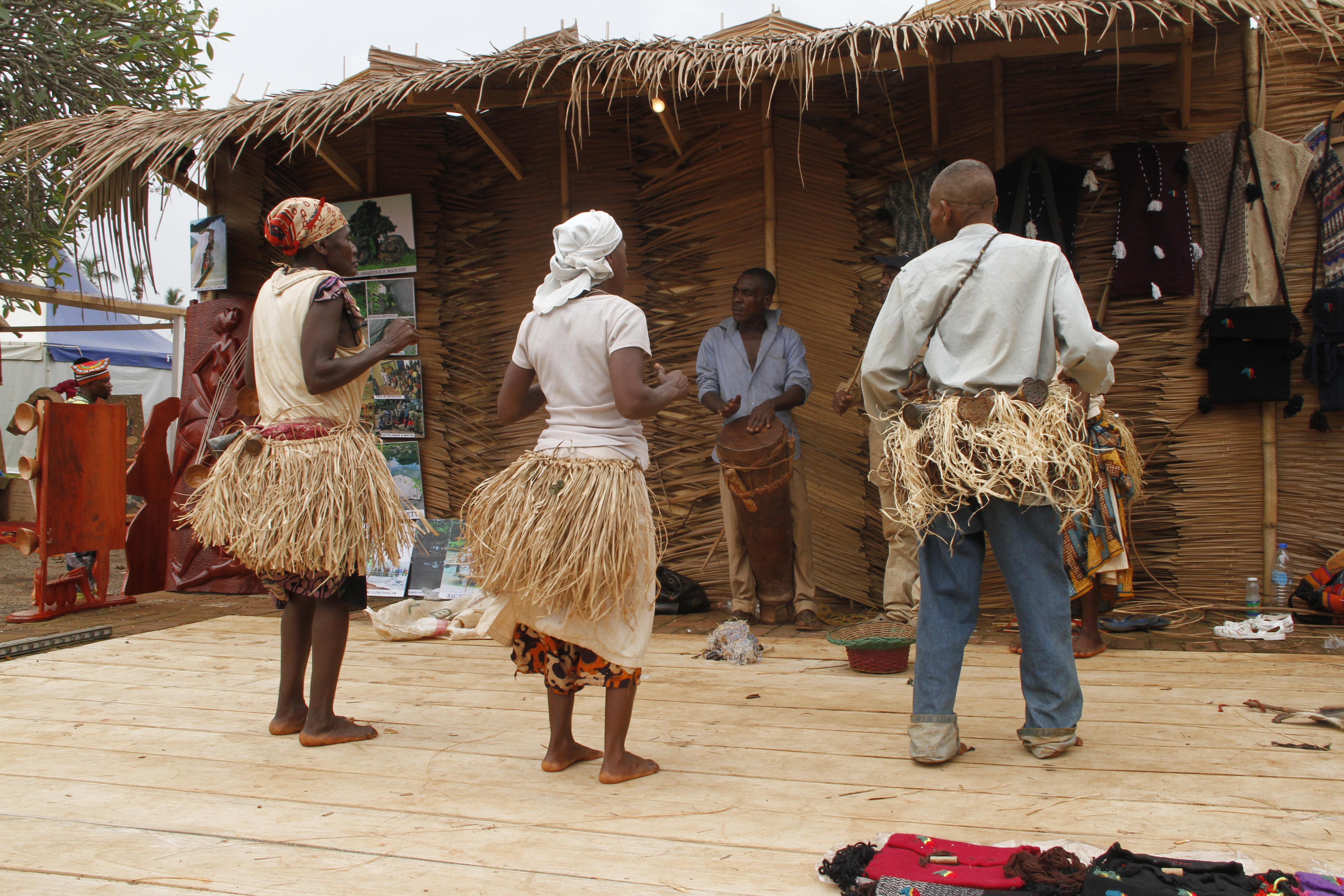
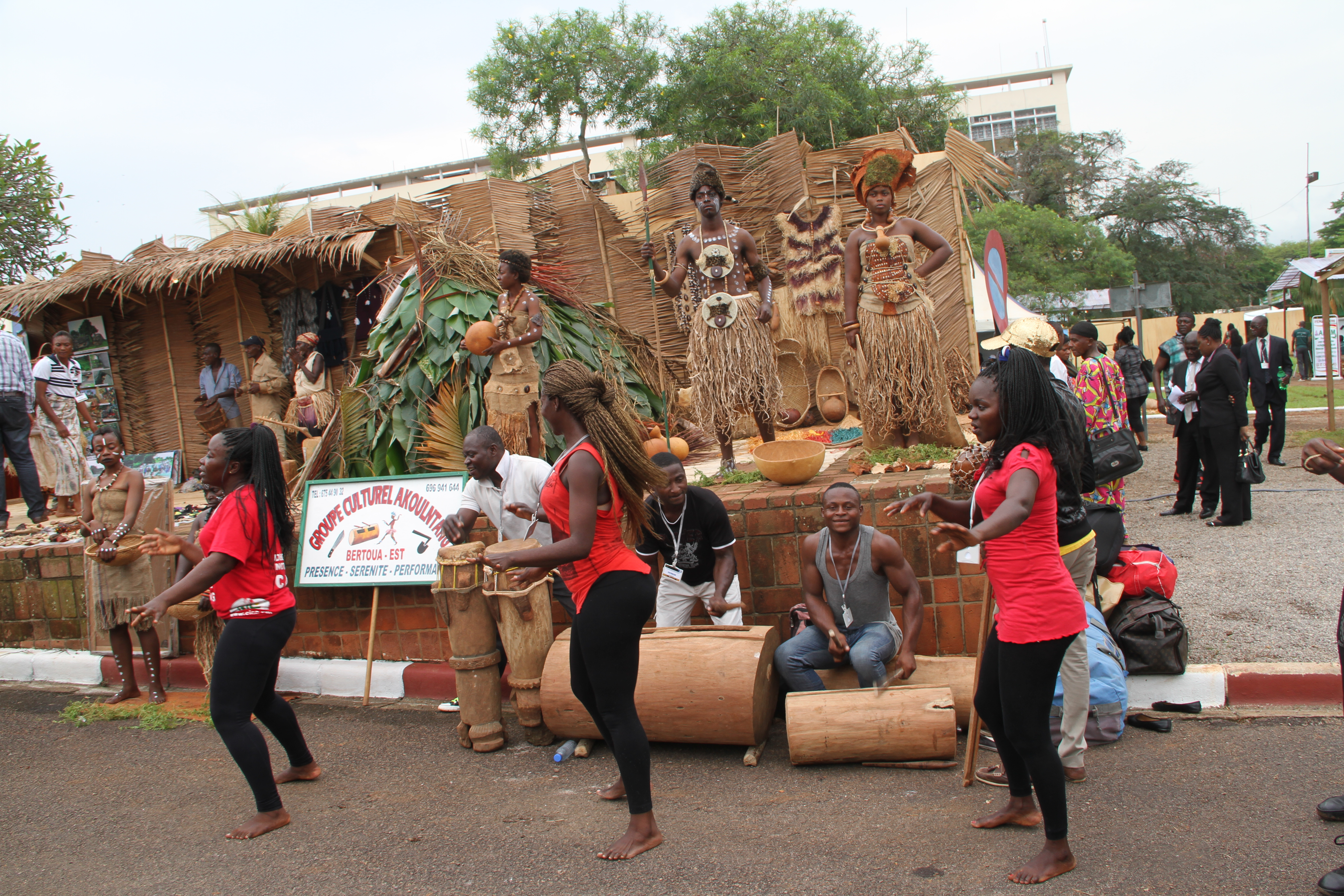

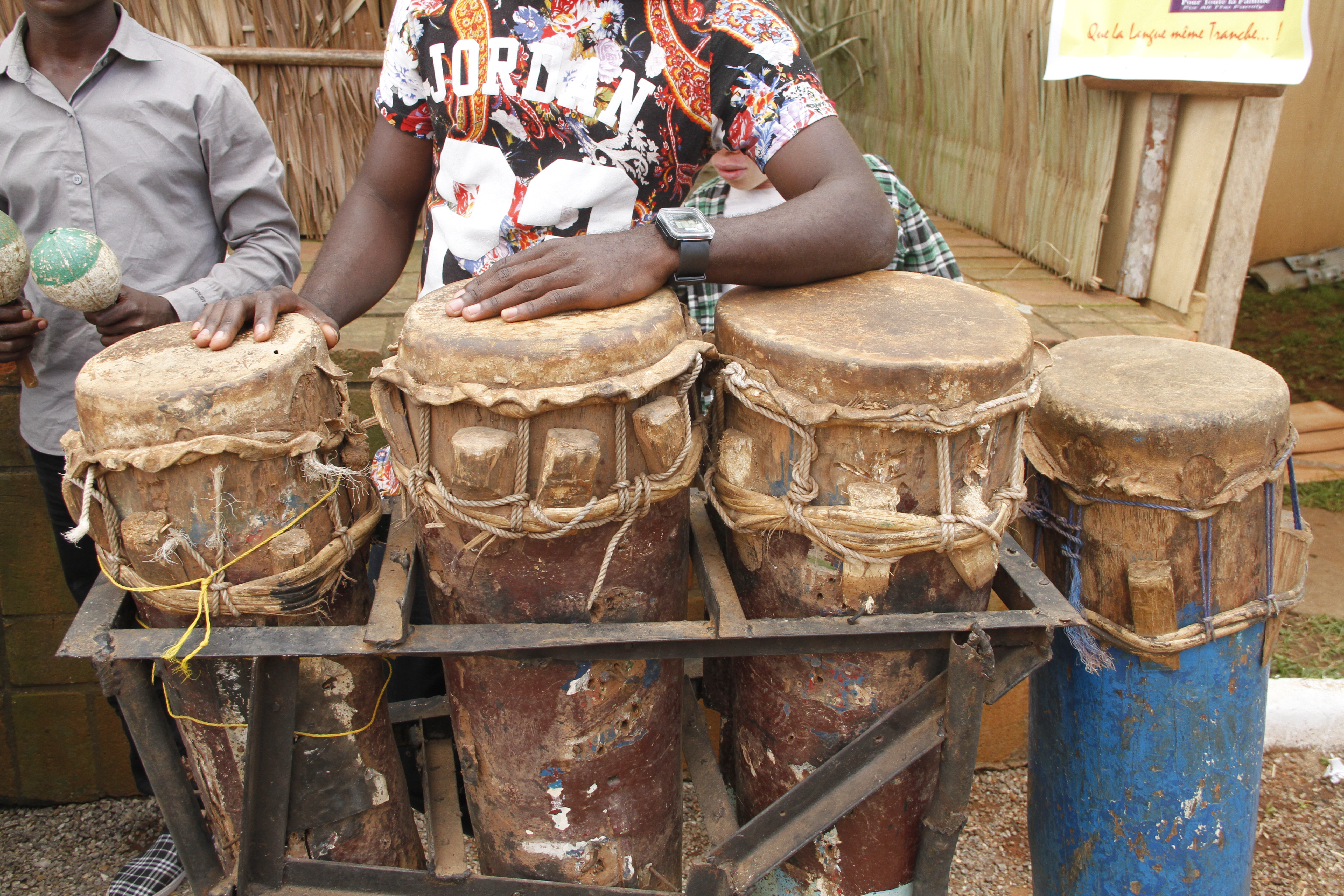
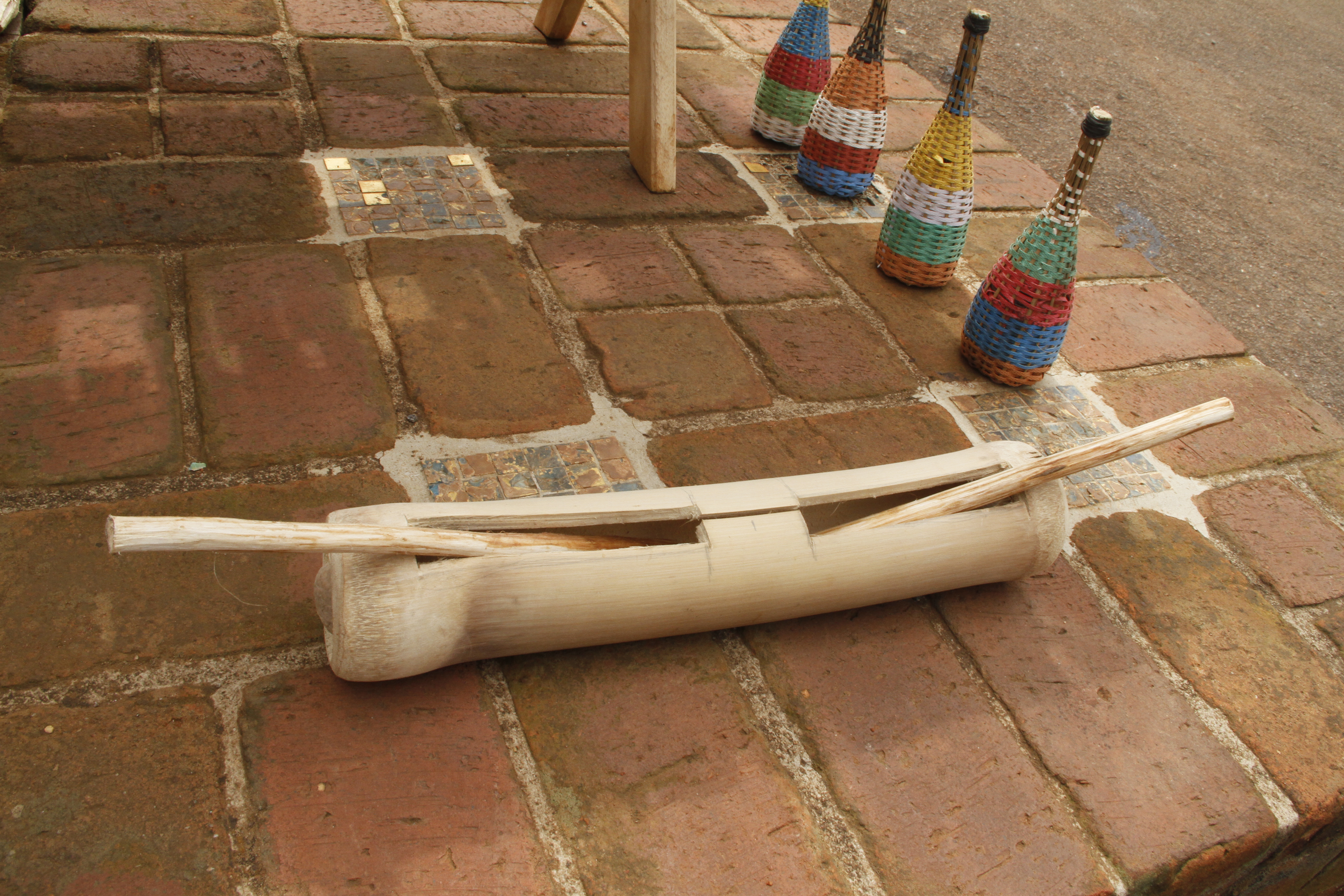

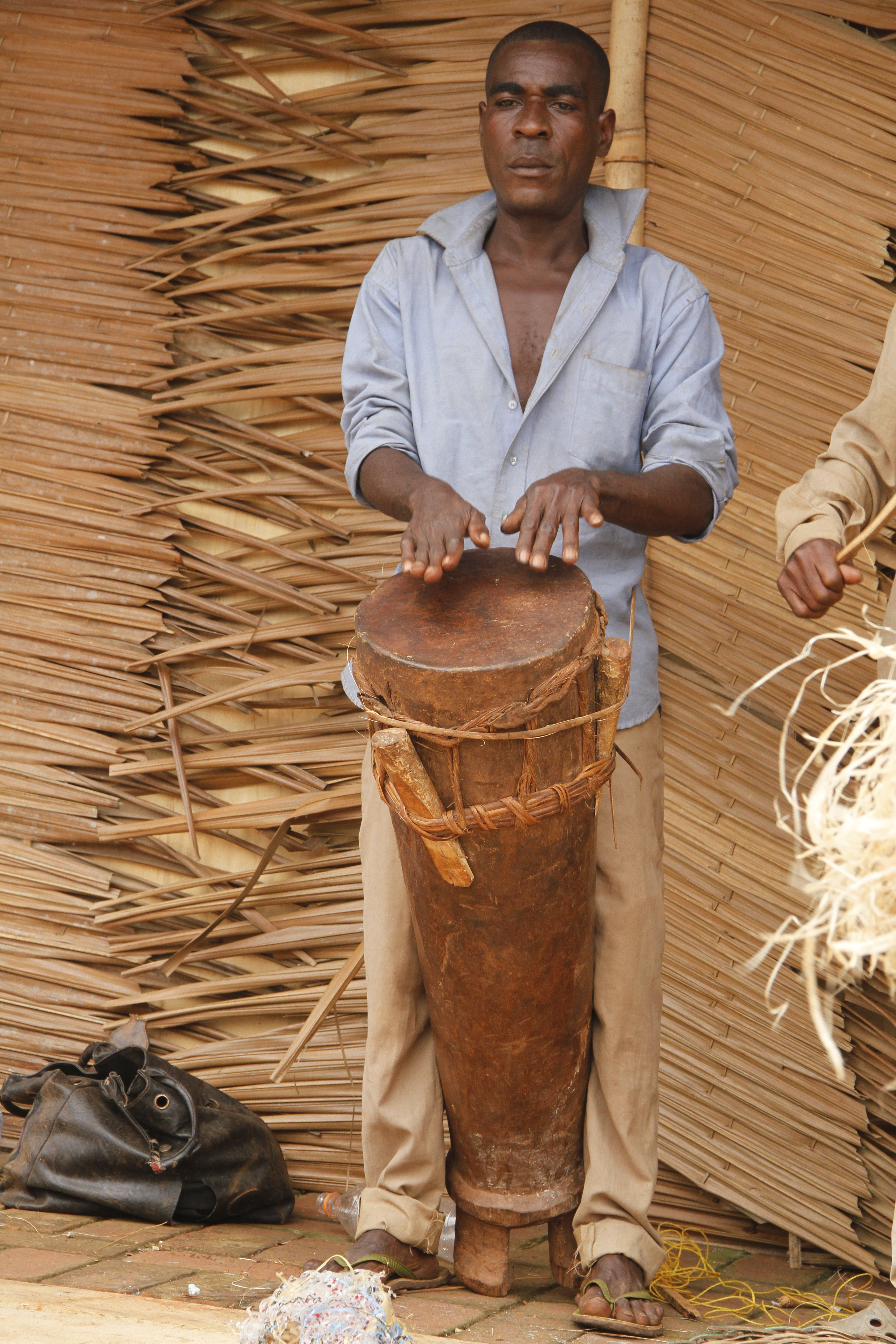
Joueur de Tam-tam

#### Ouest

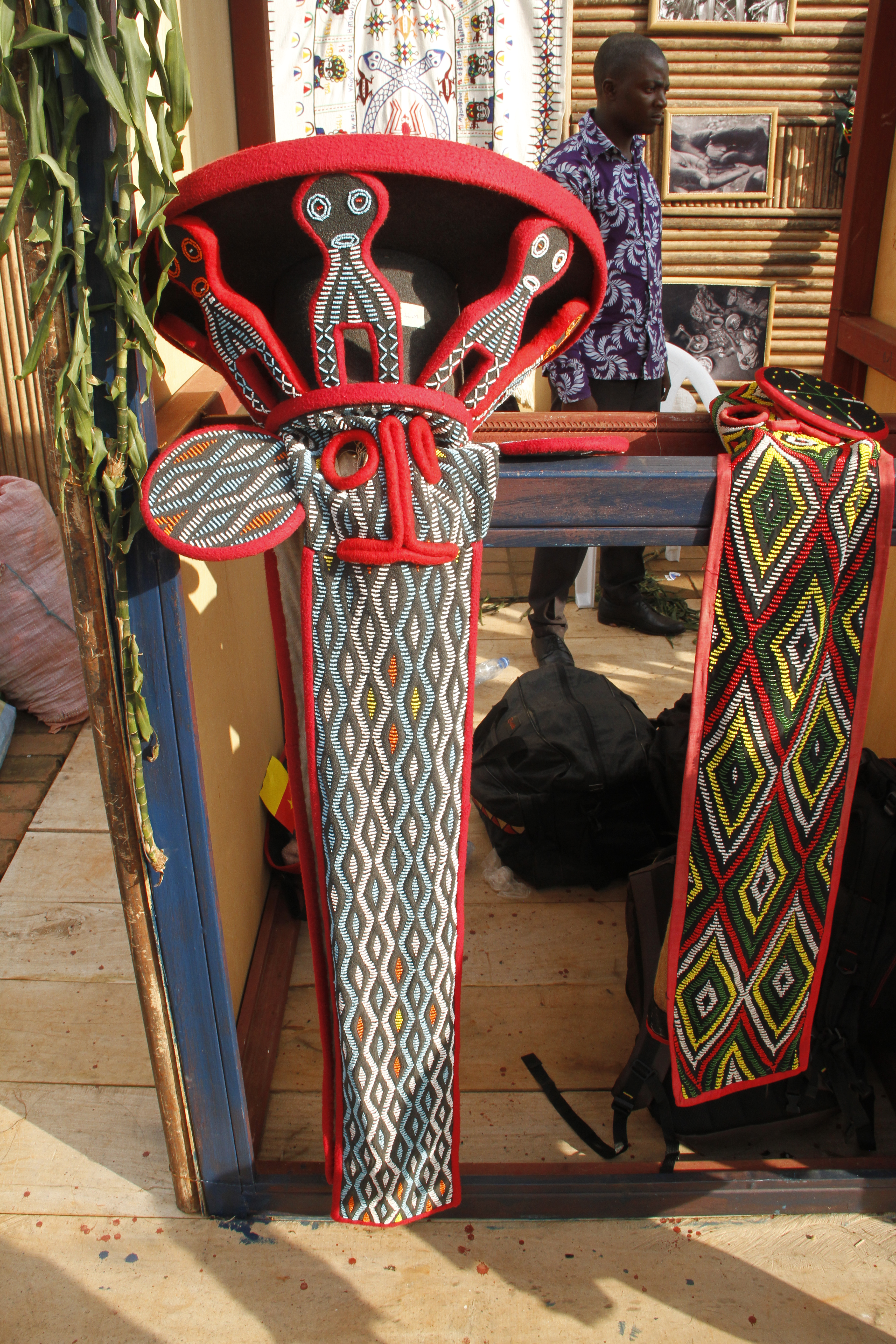

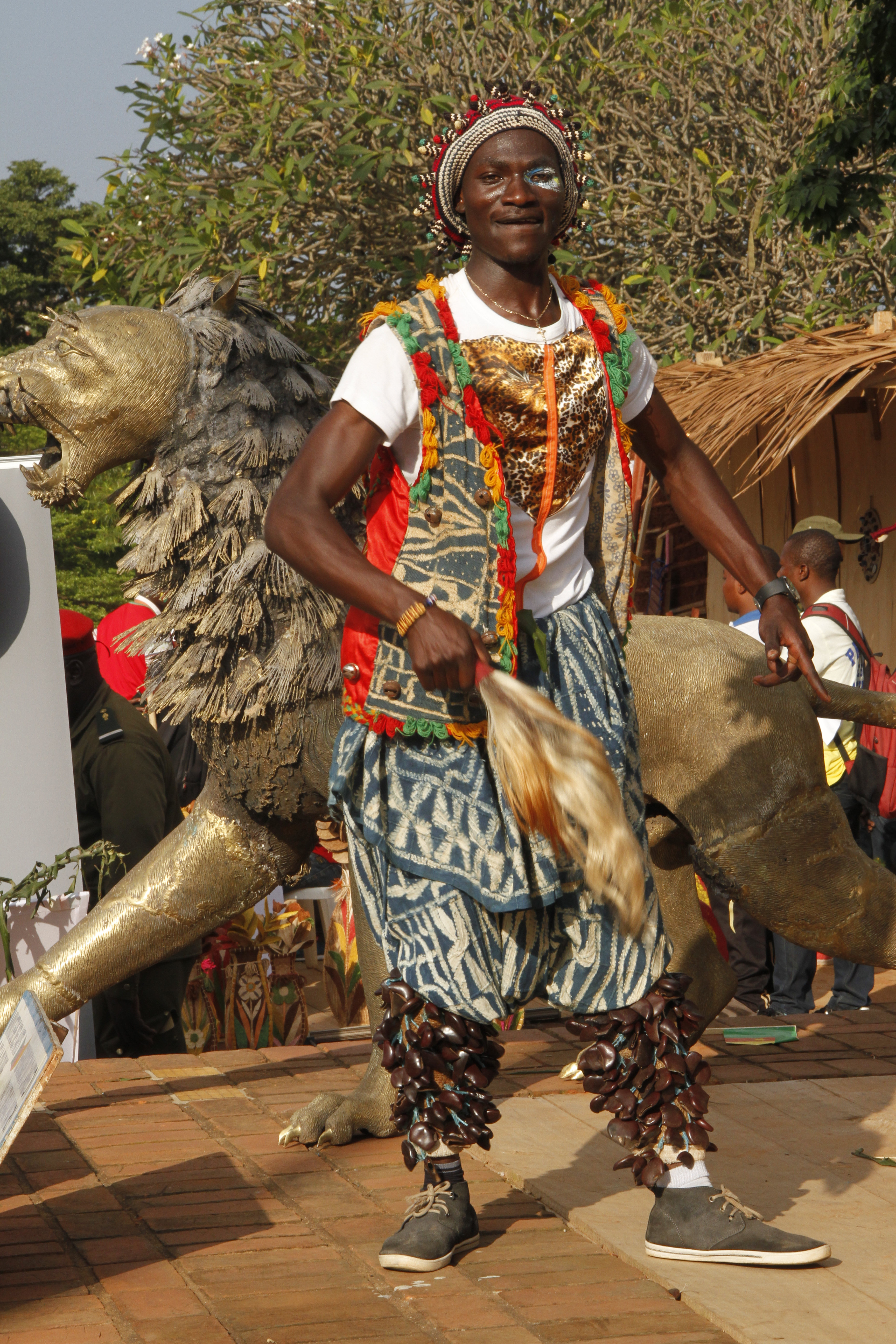
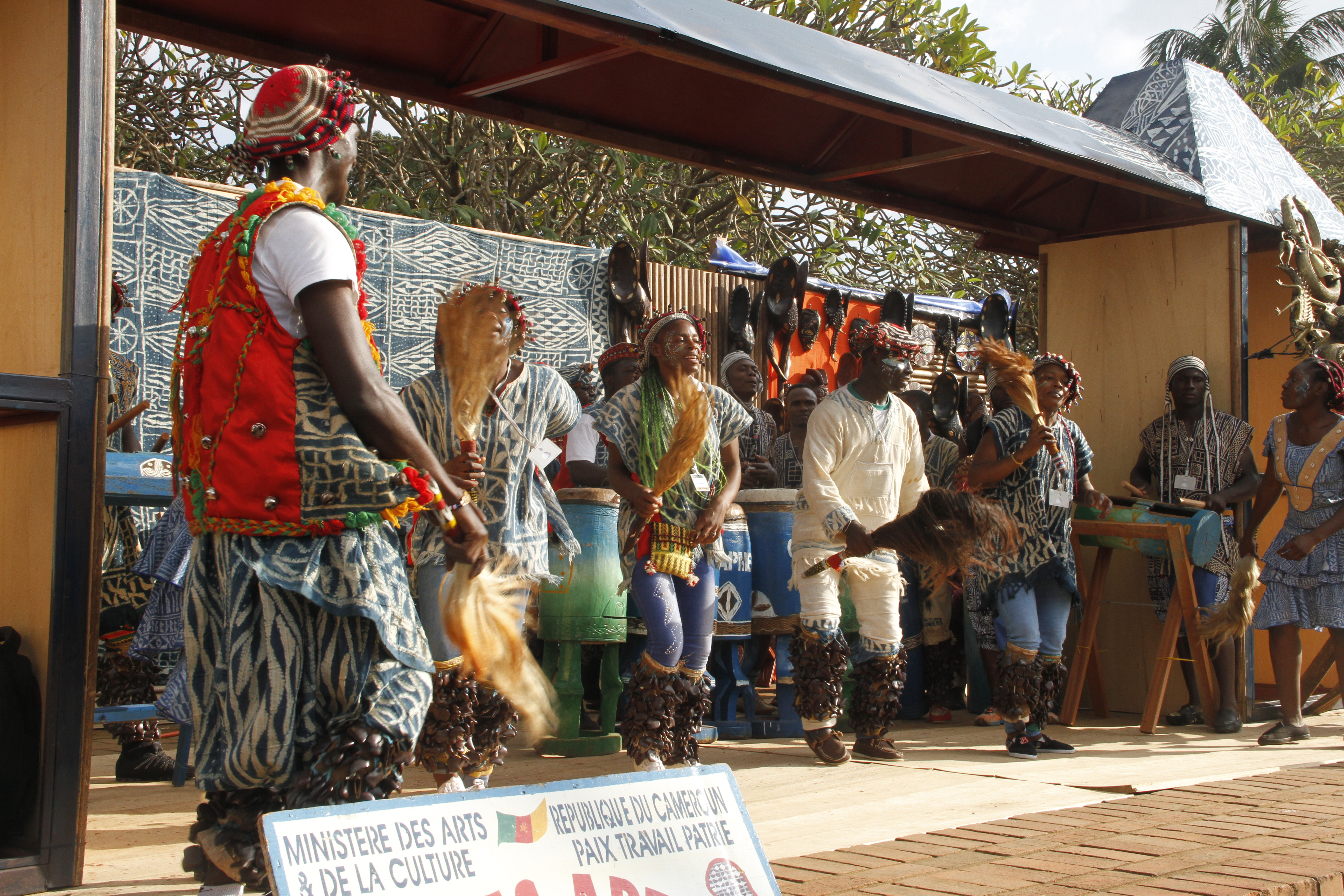
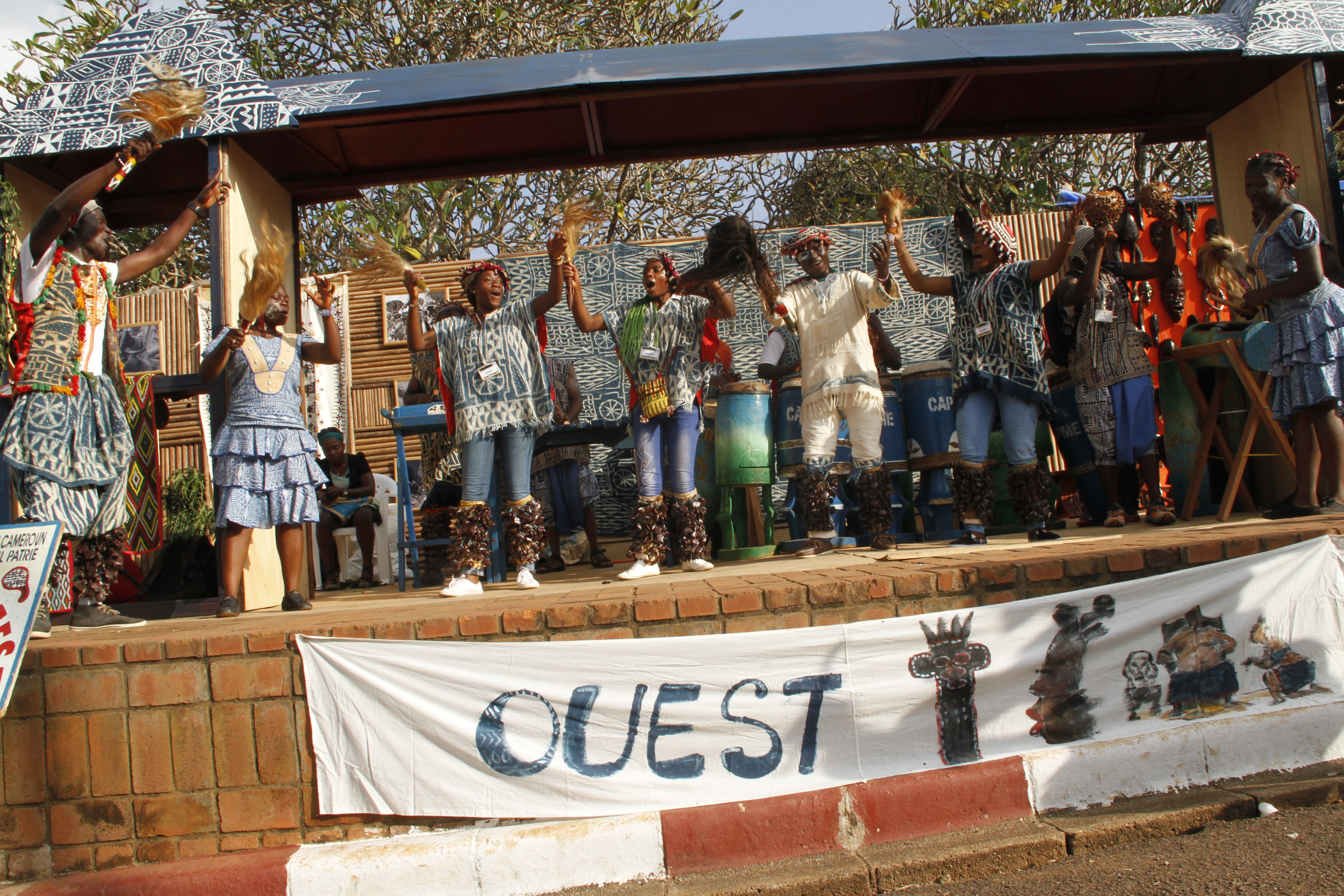
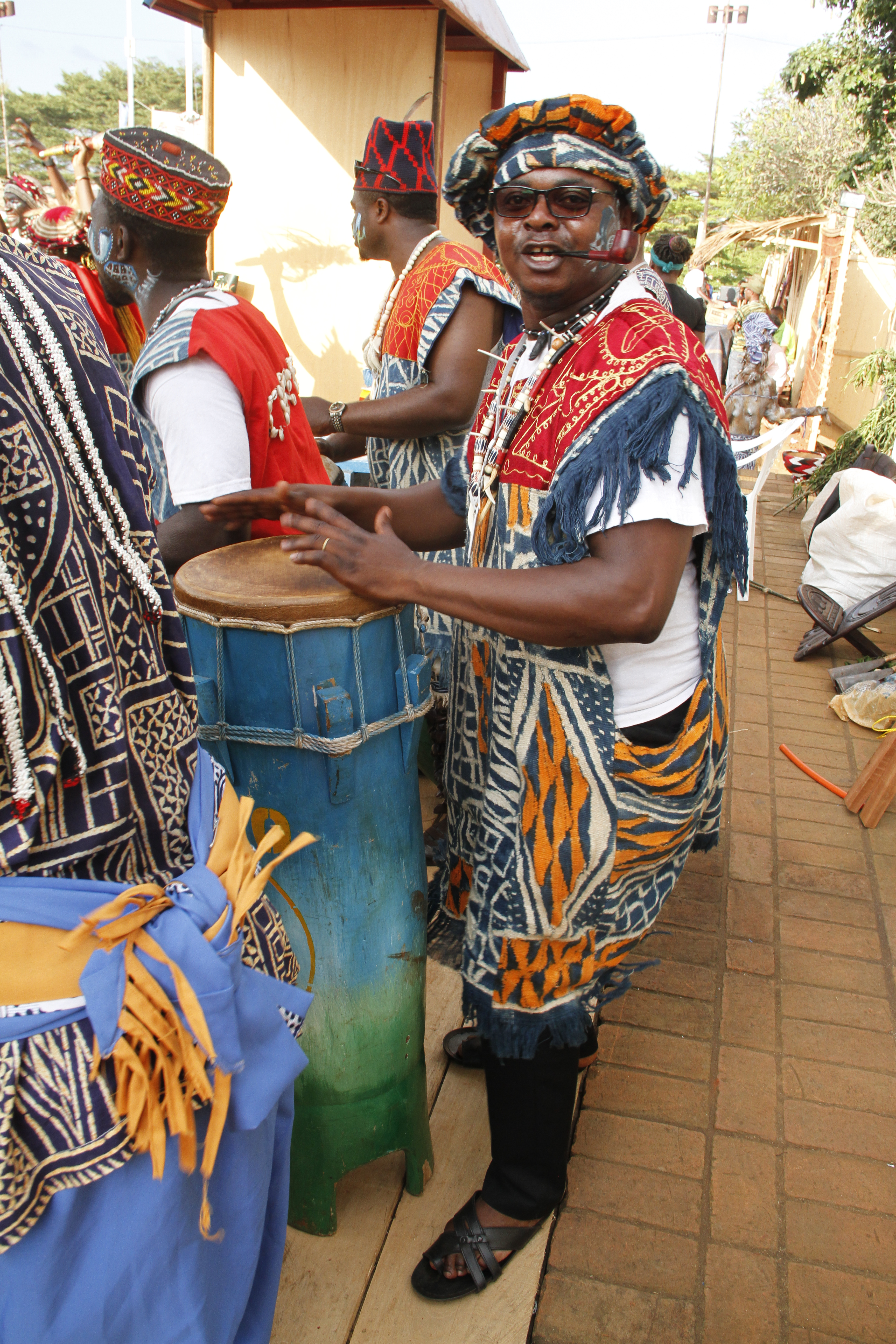
Joueur de Tam-Tam
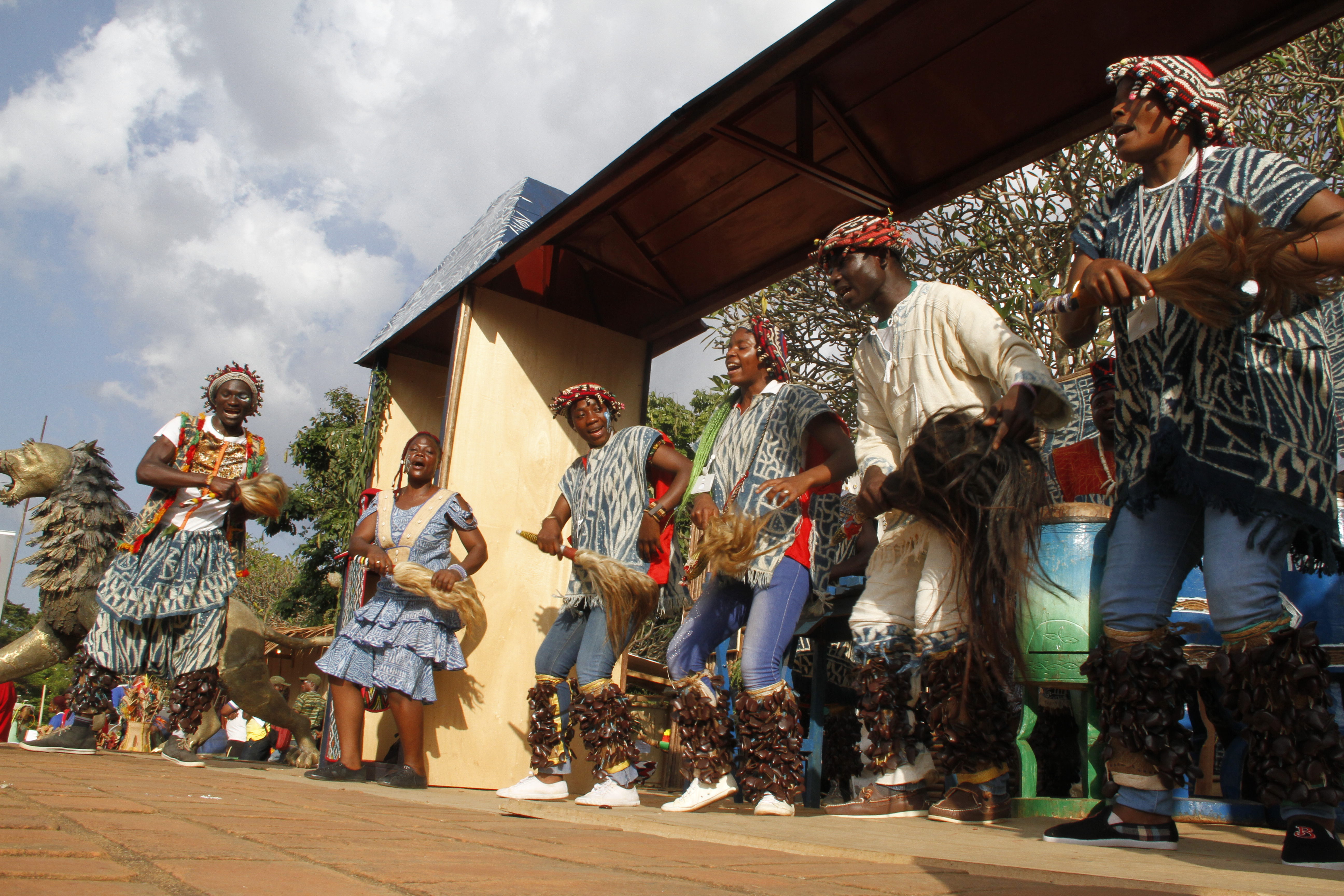
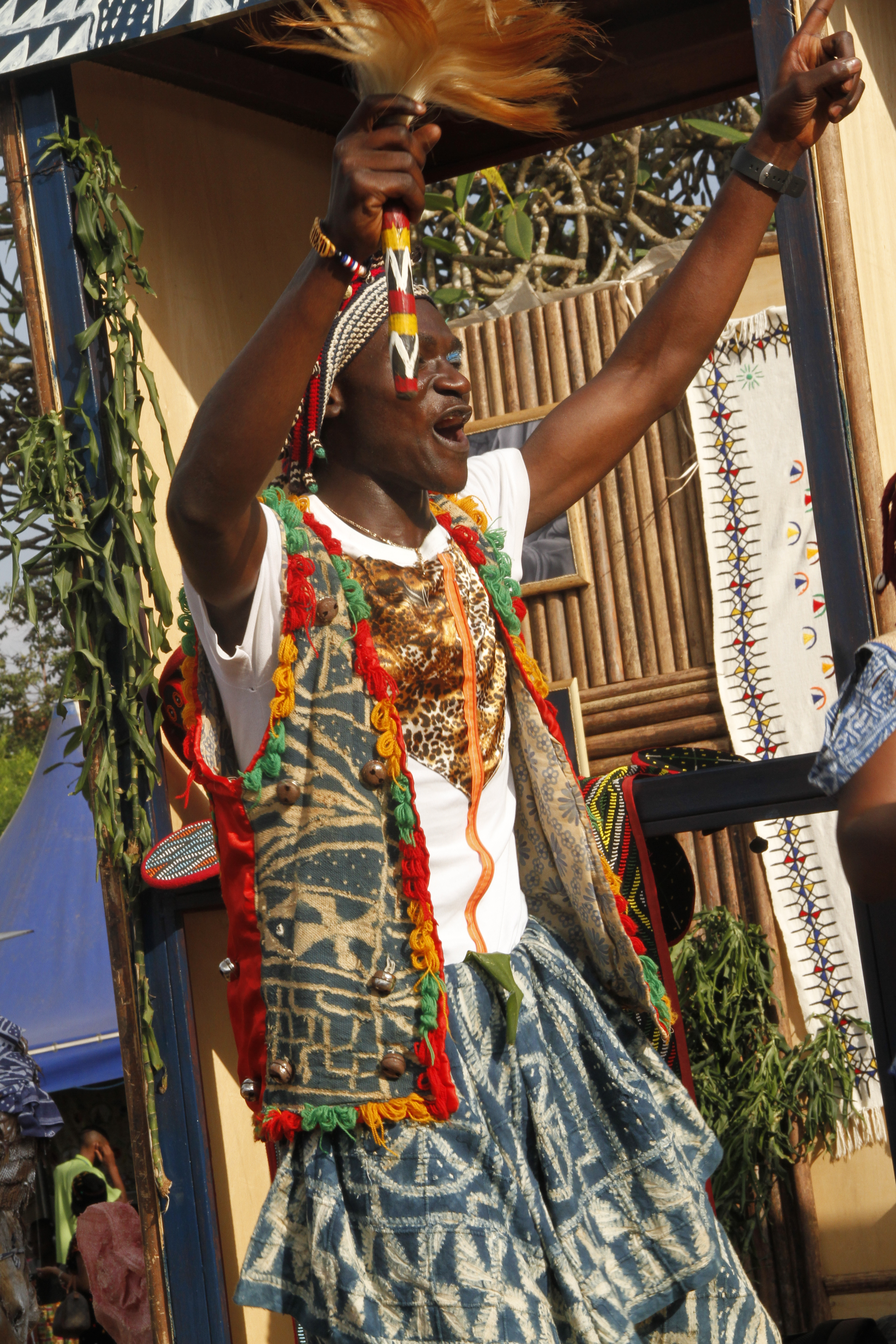
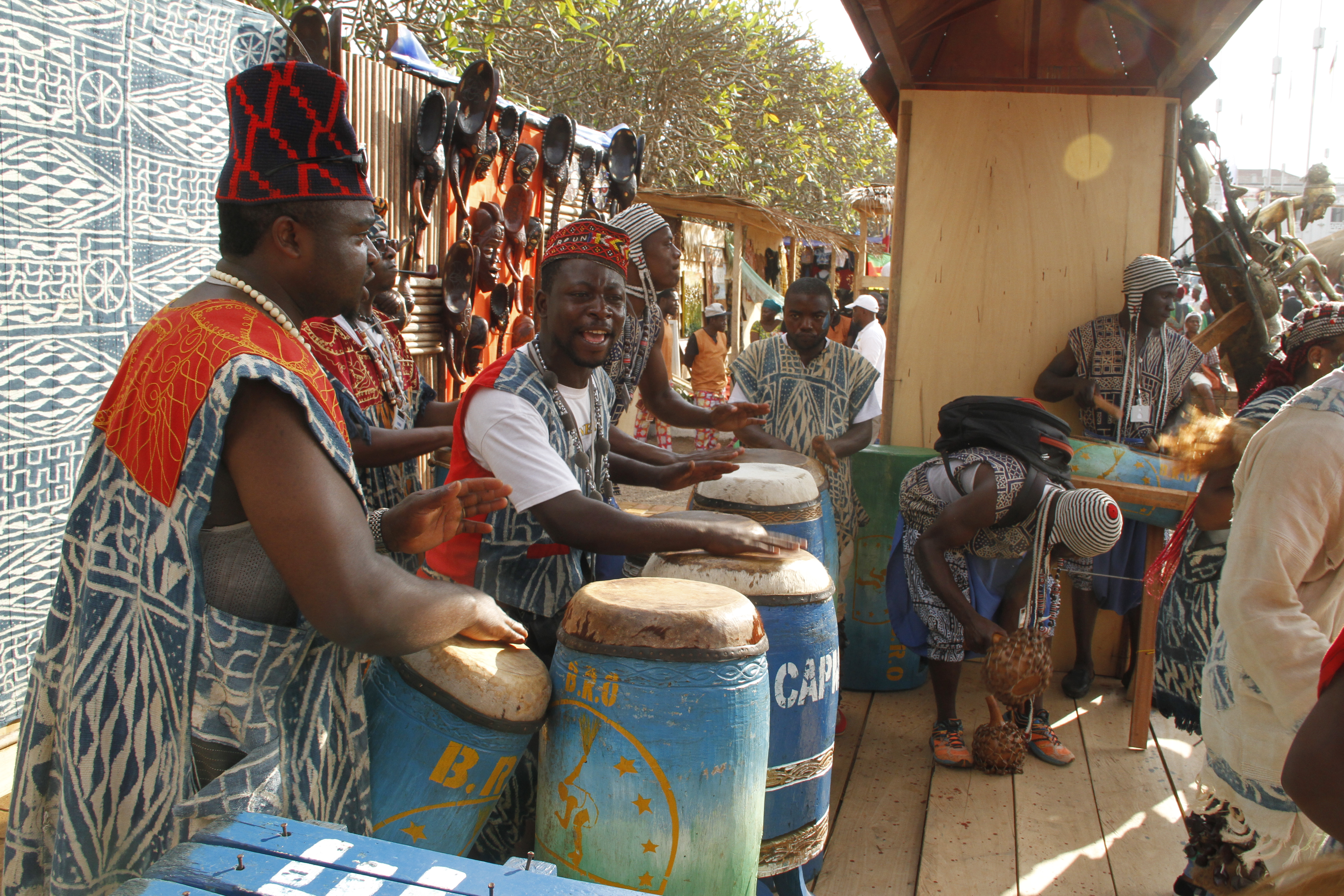
Groupe de joueurs de Tam-tam

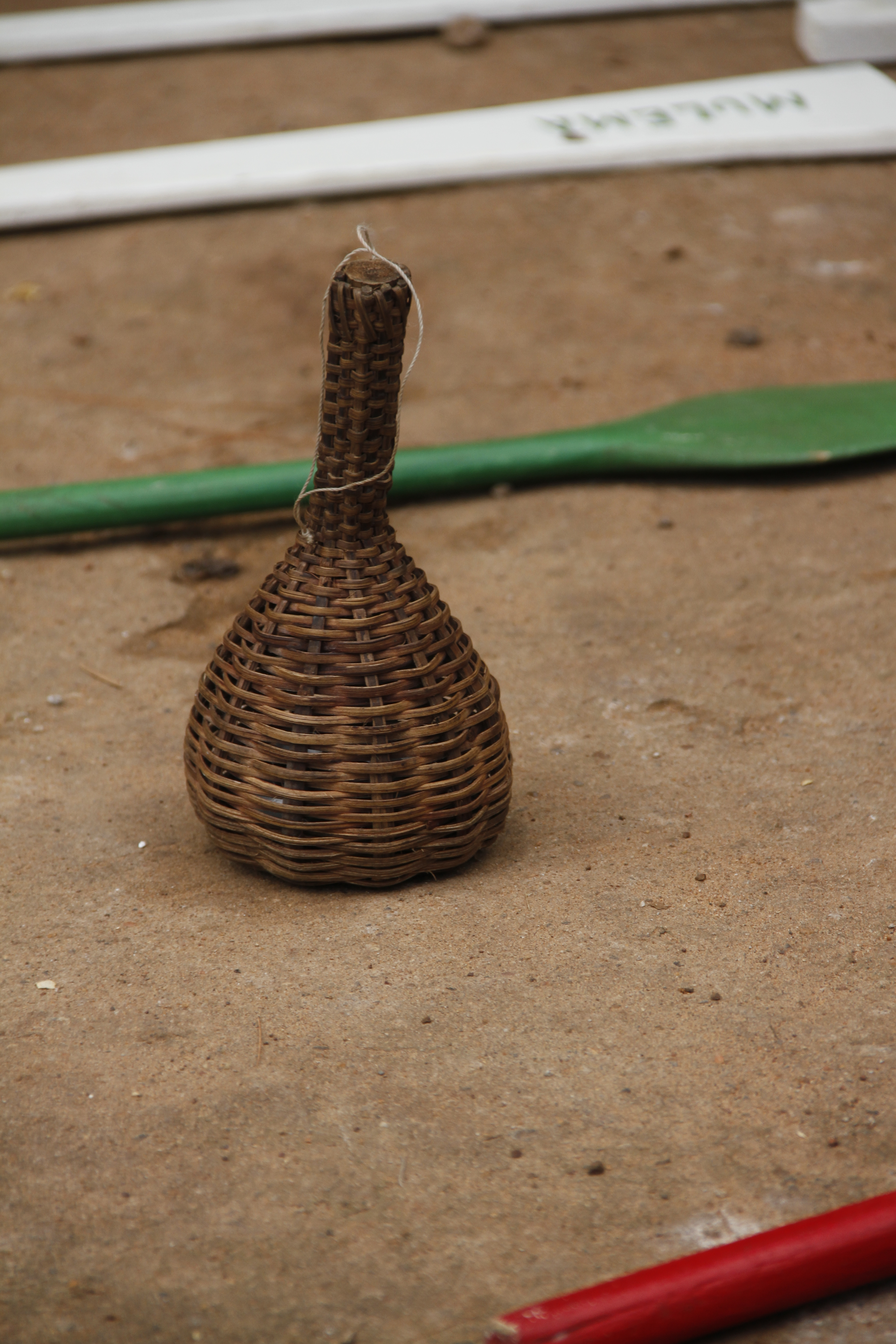
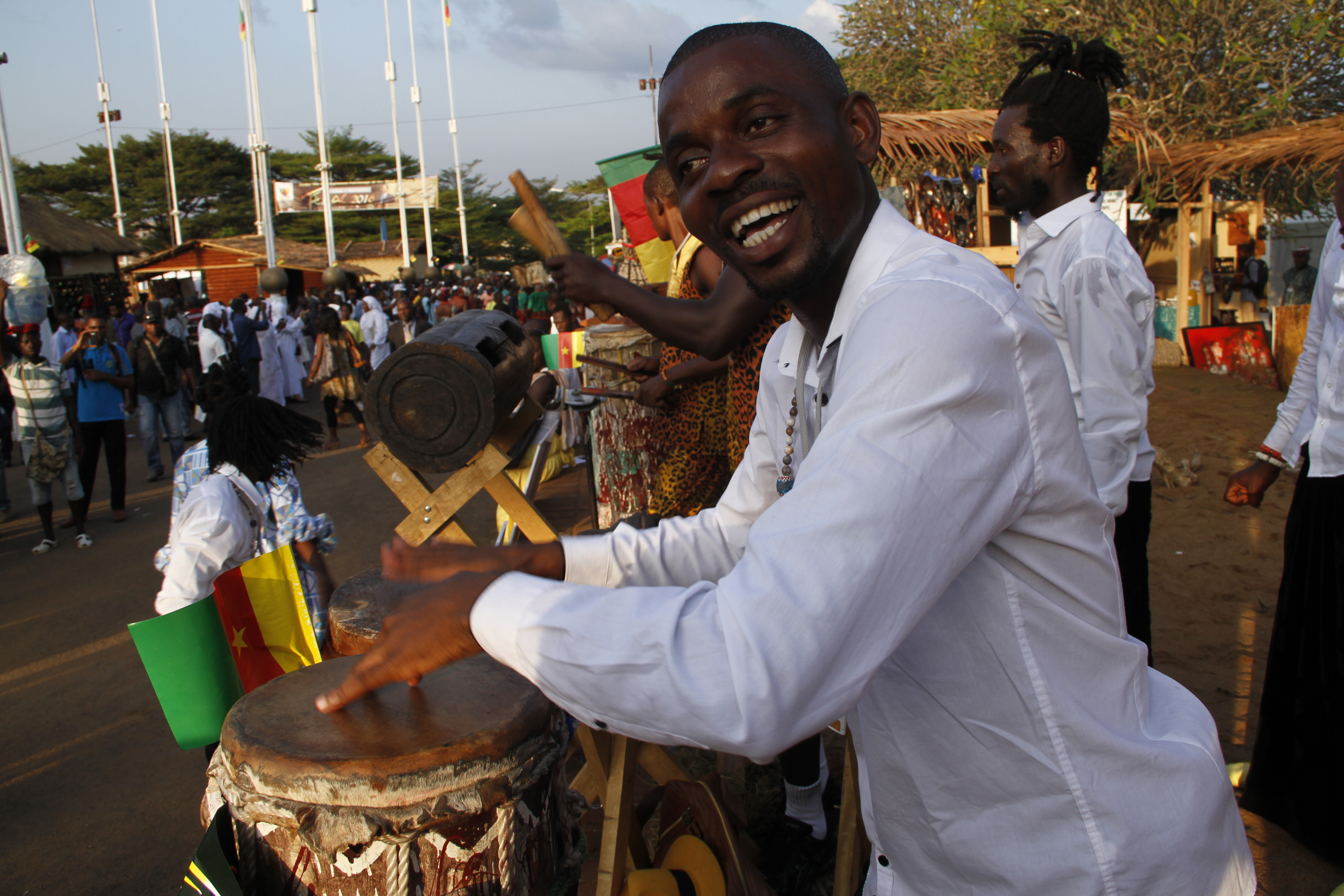
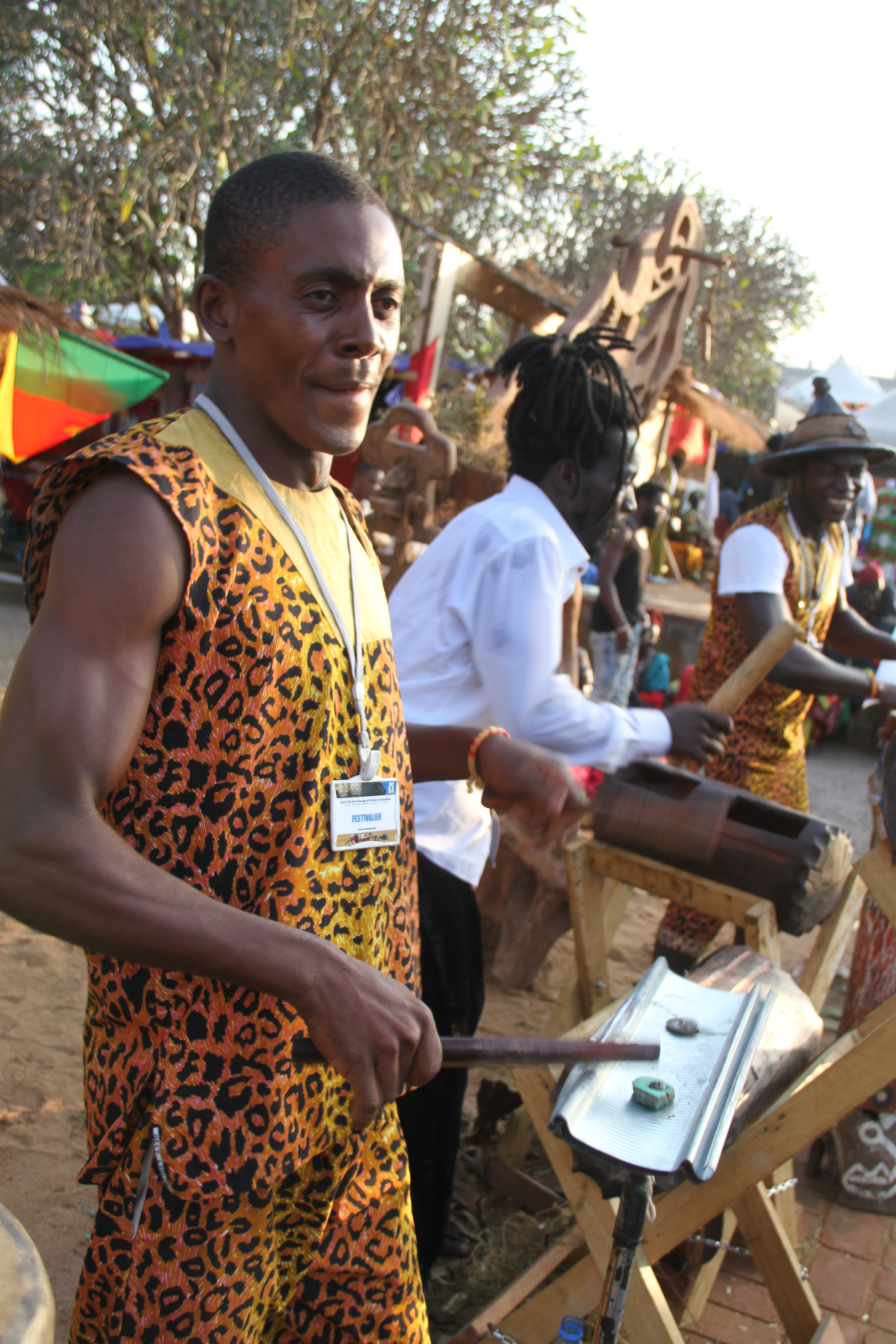

### Instruments de musique Traditionnels

#### Sud

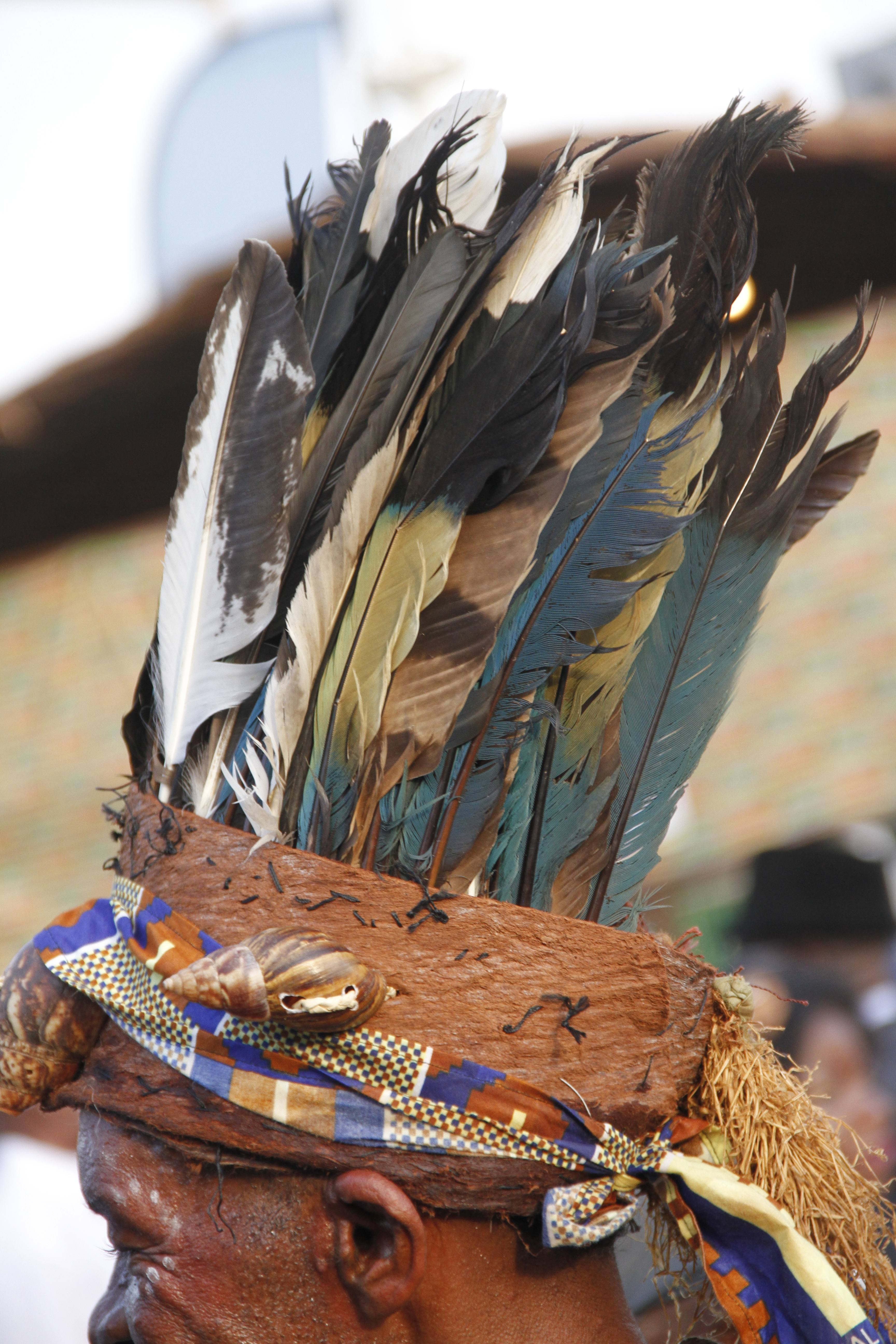
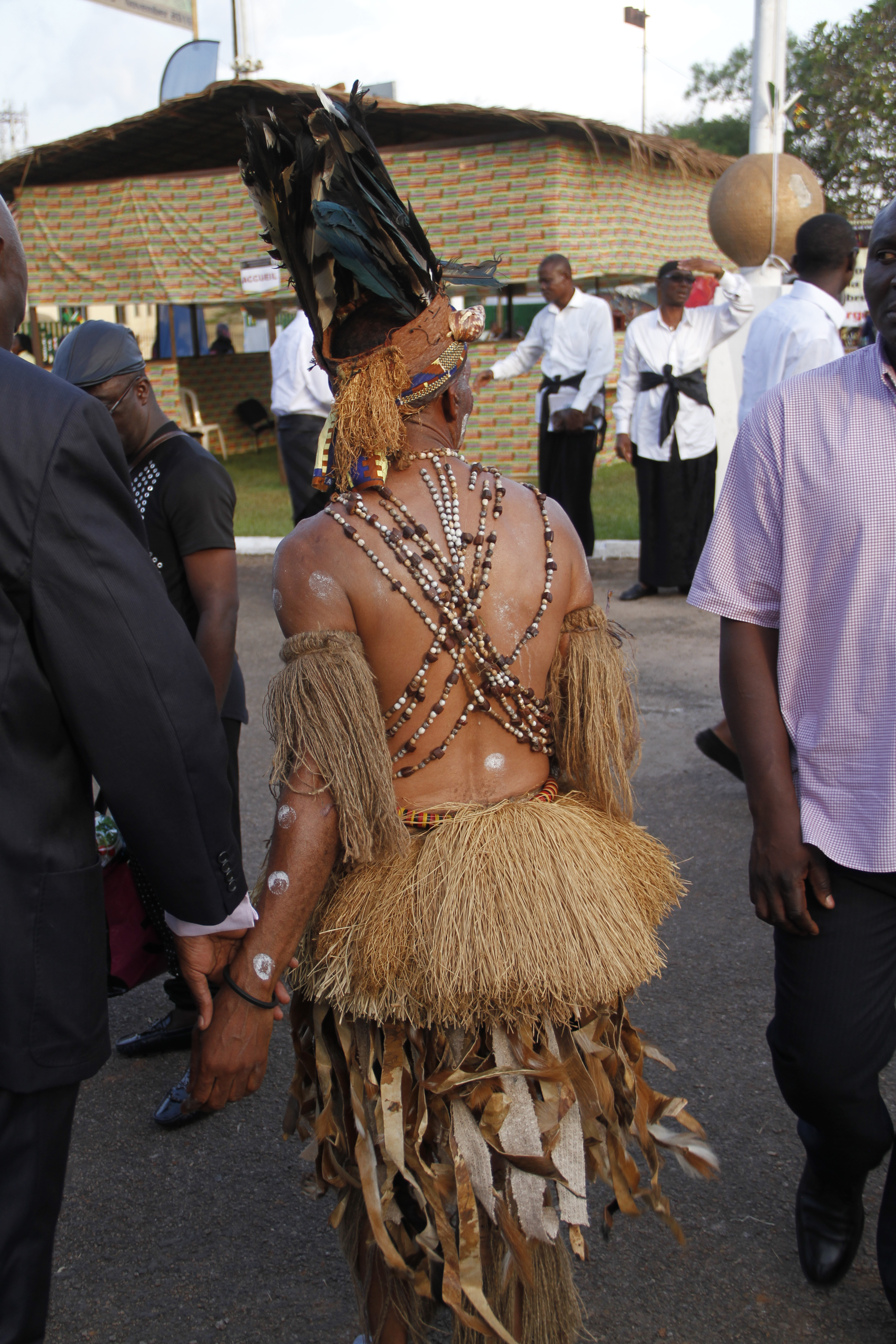
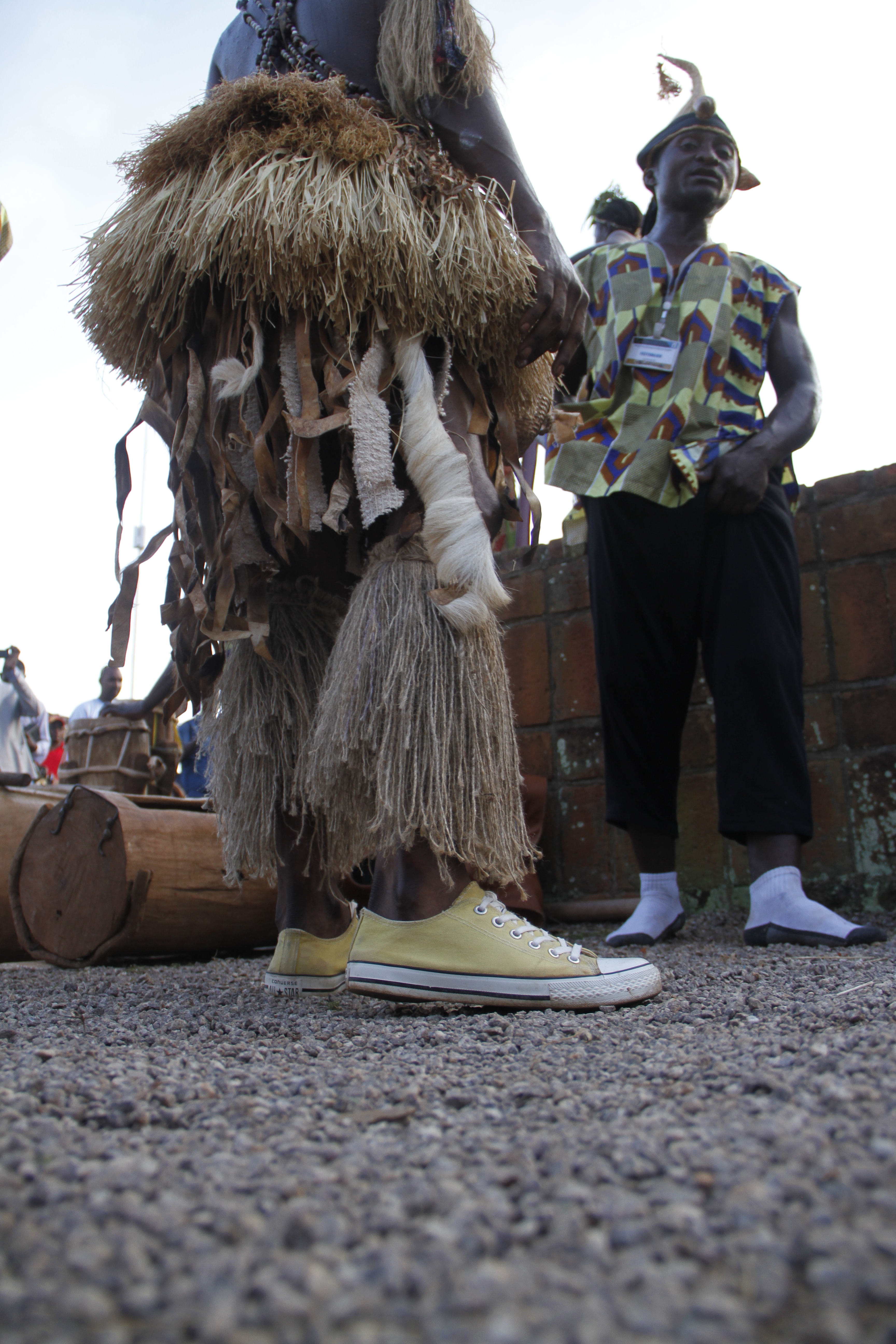
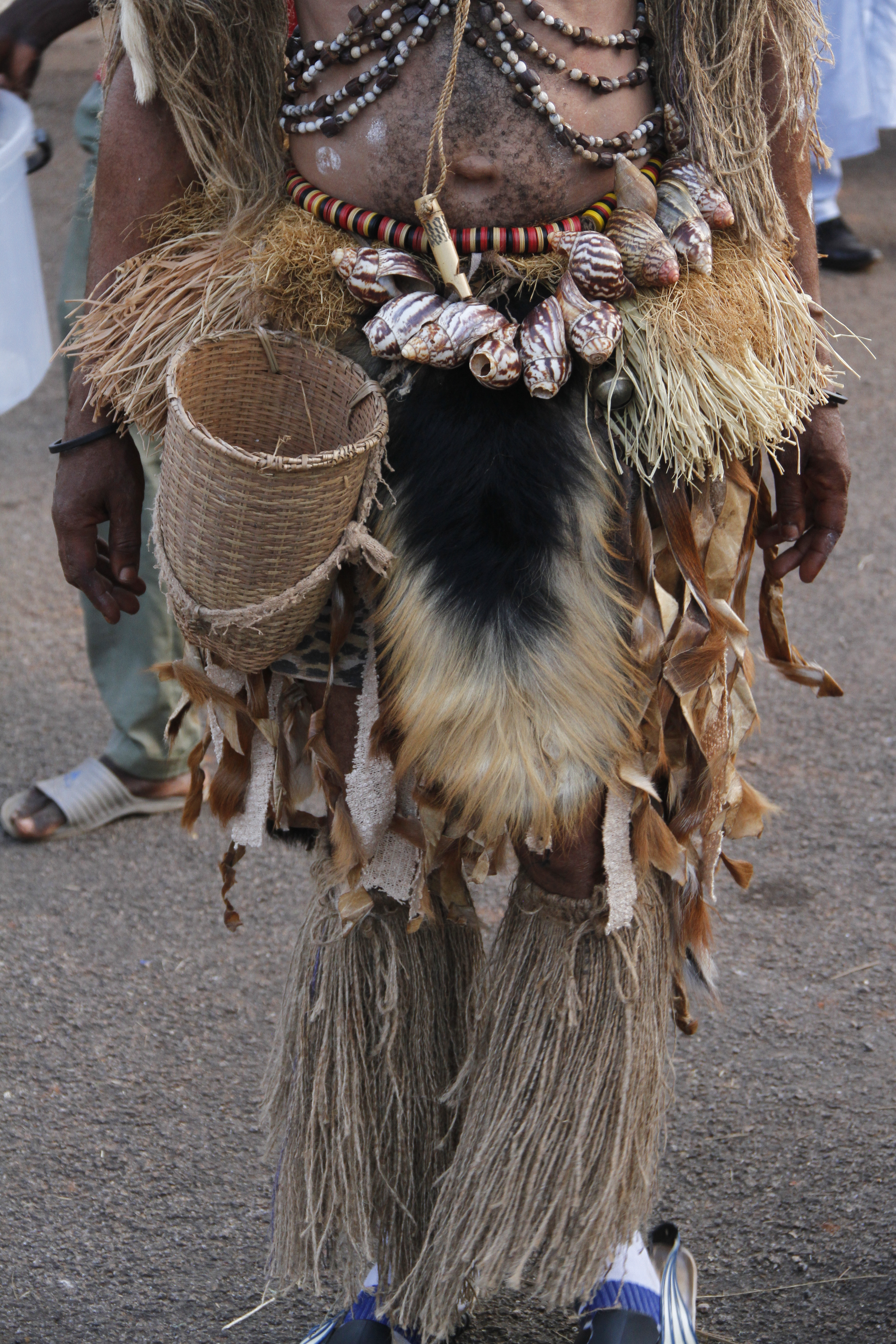
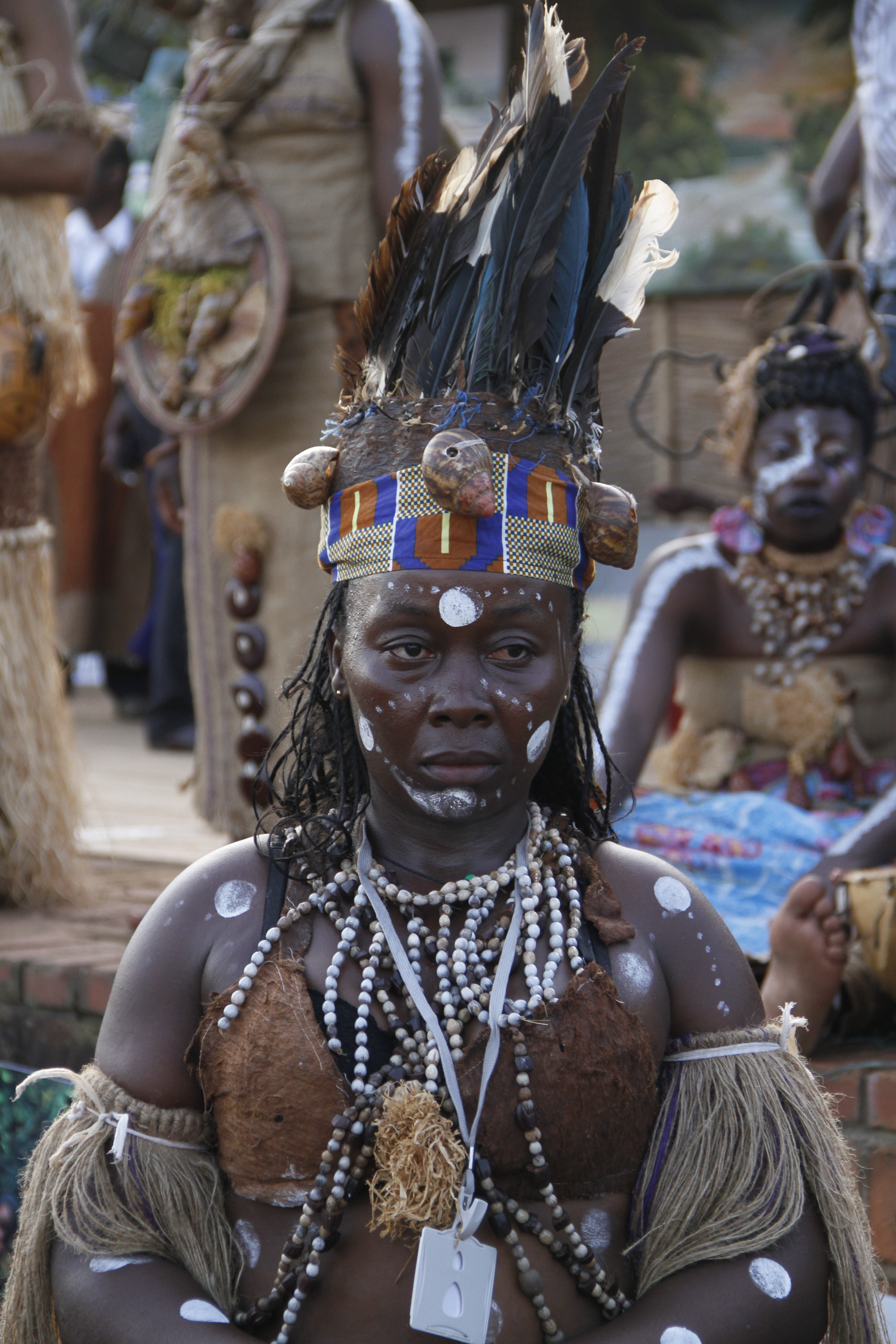
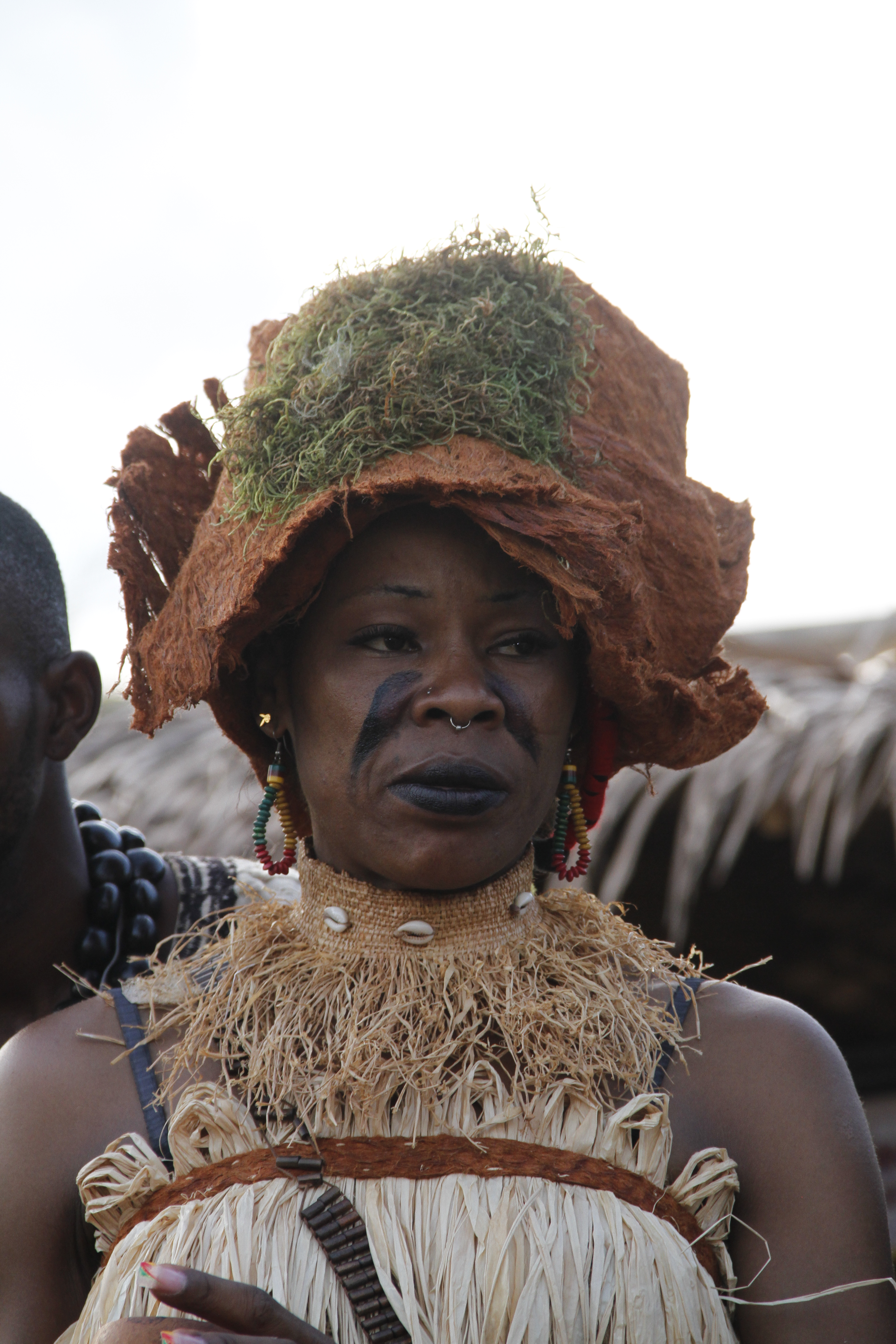
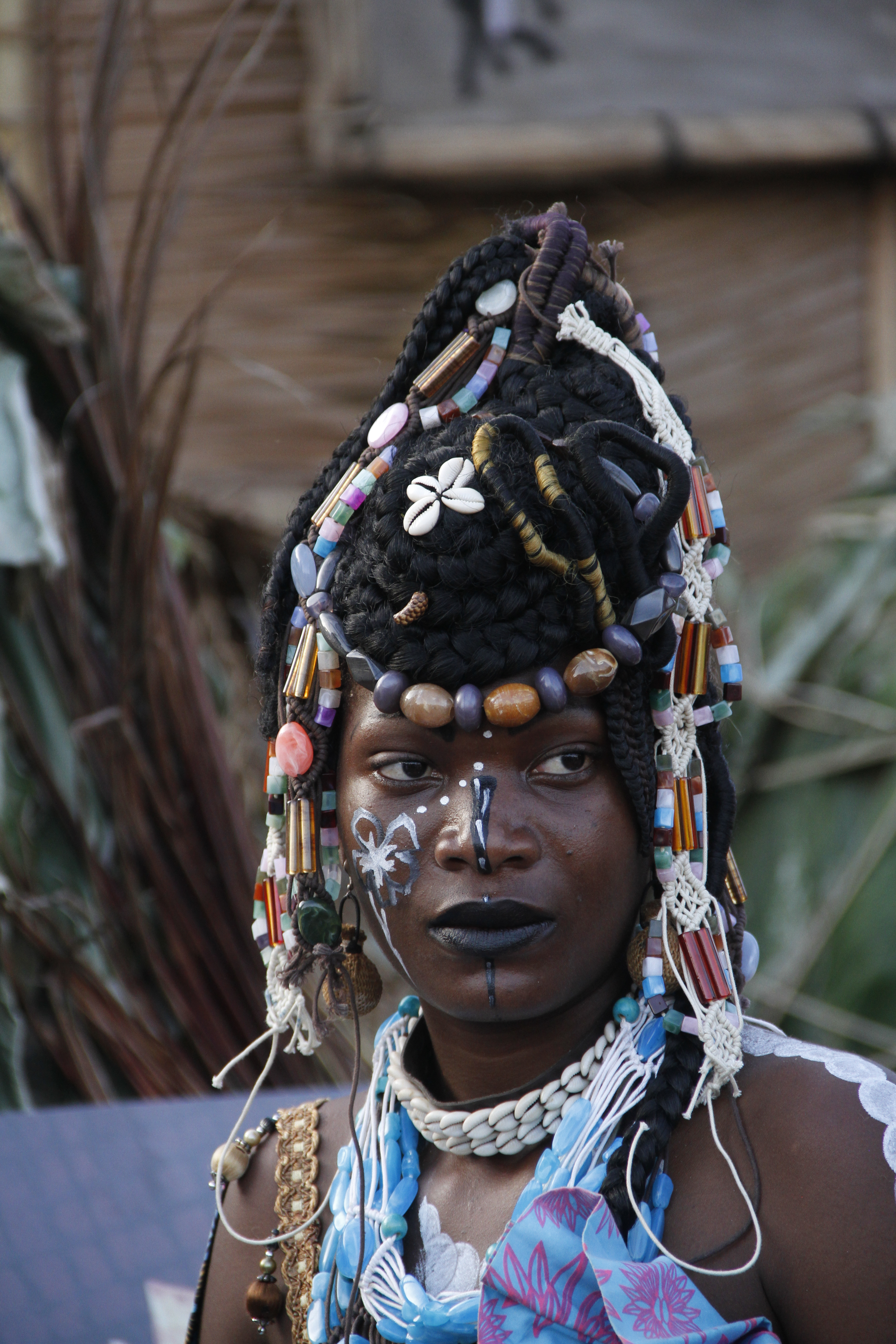
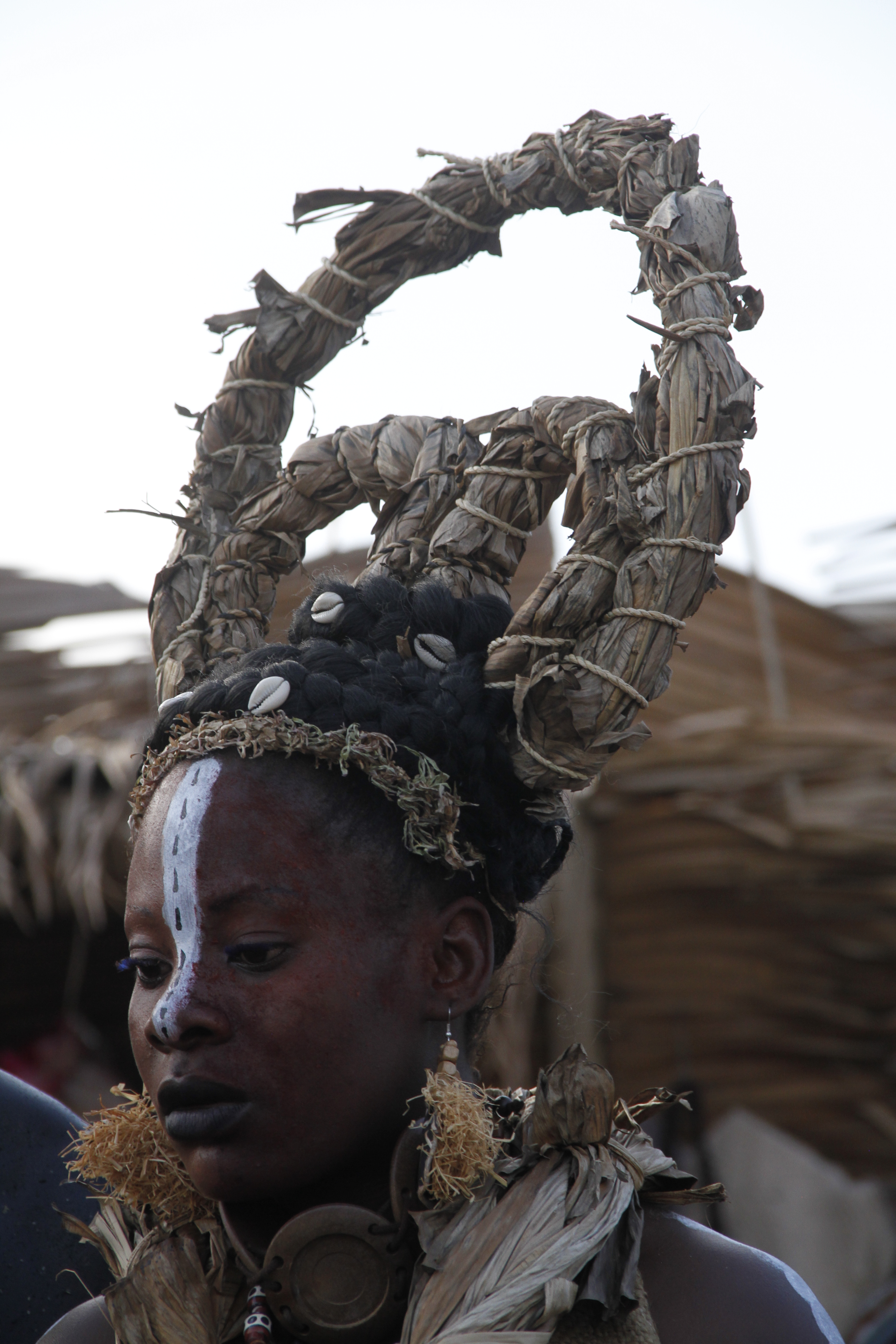
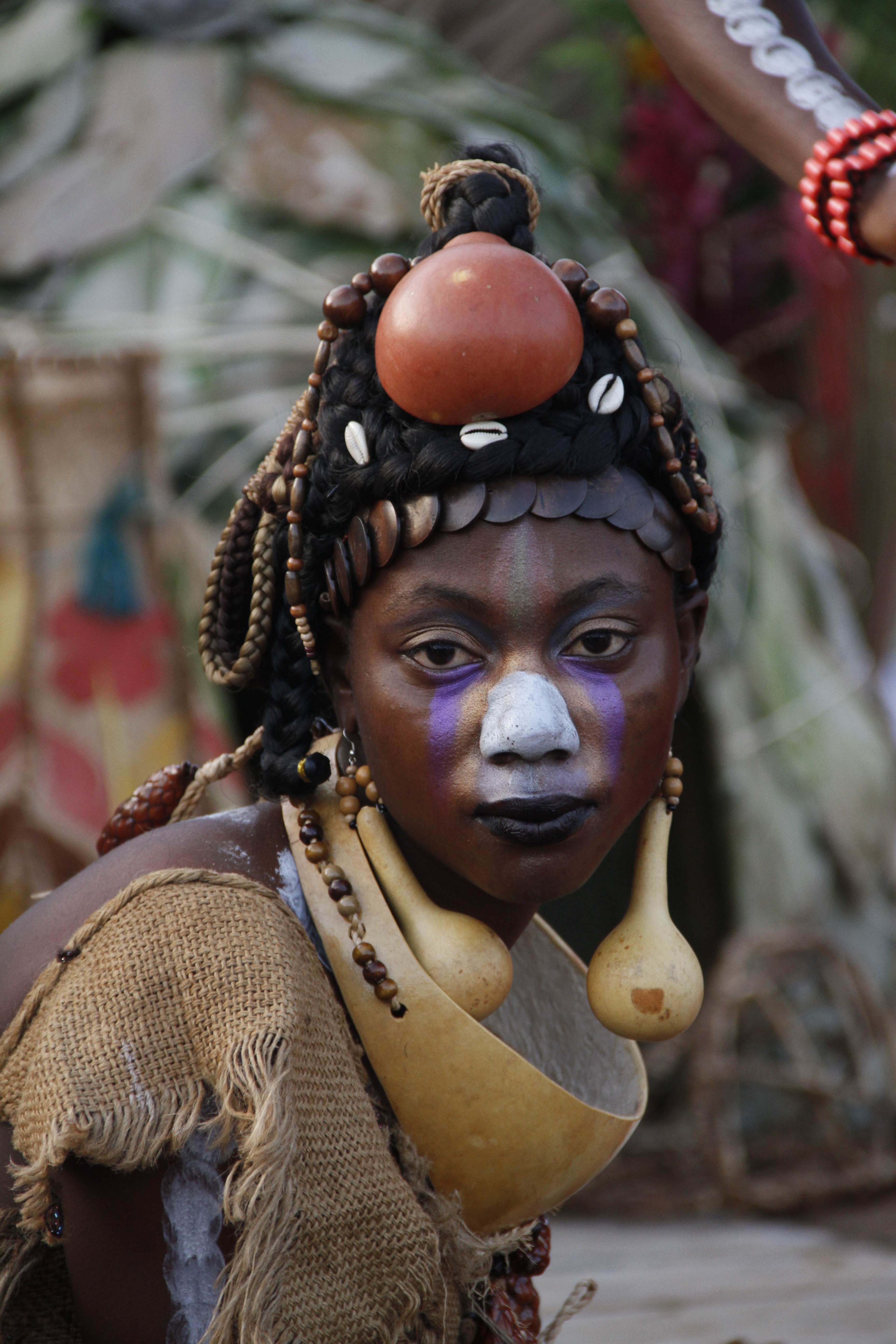
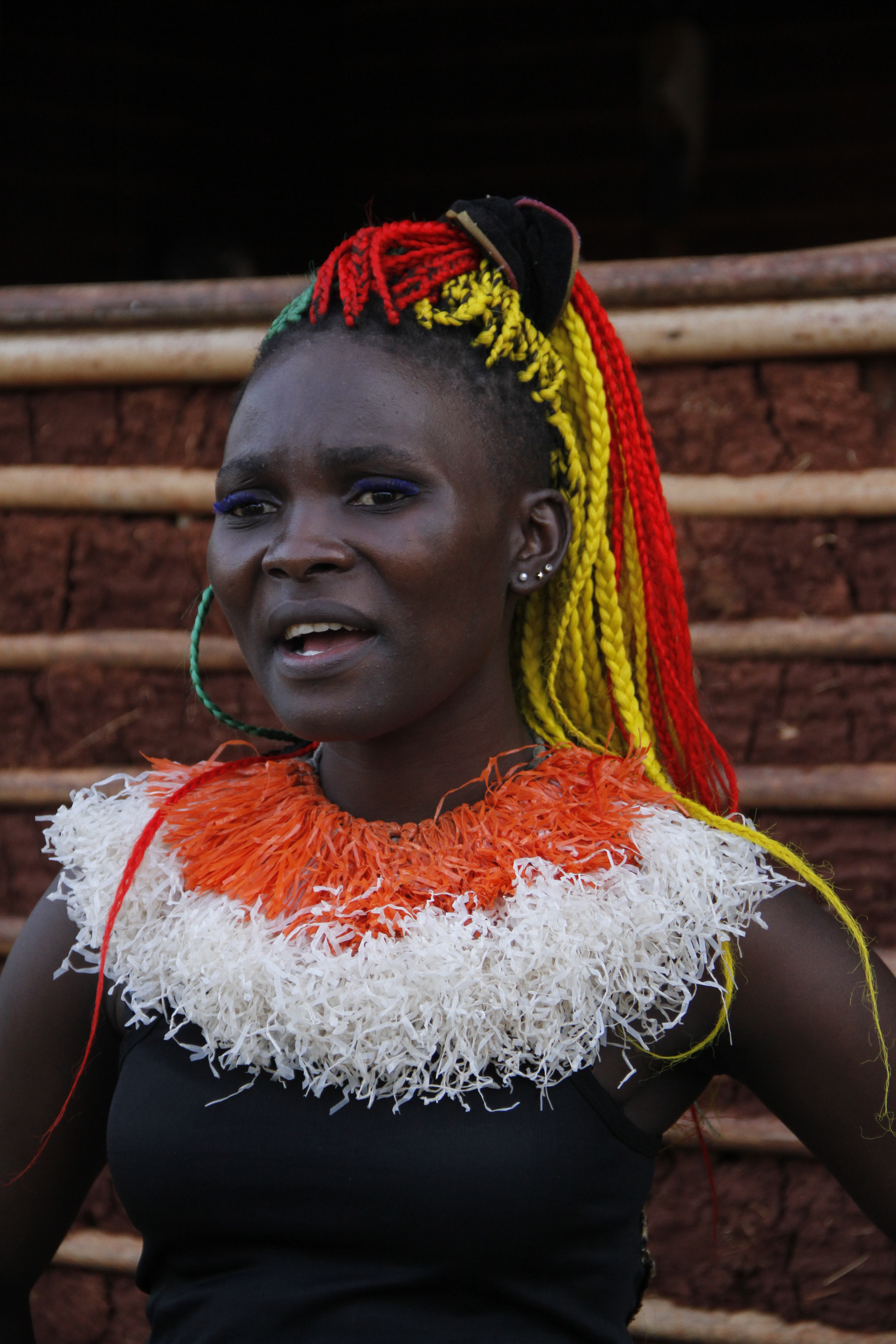
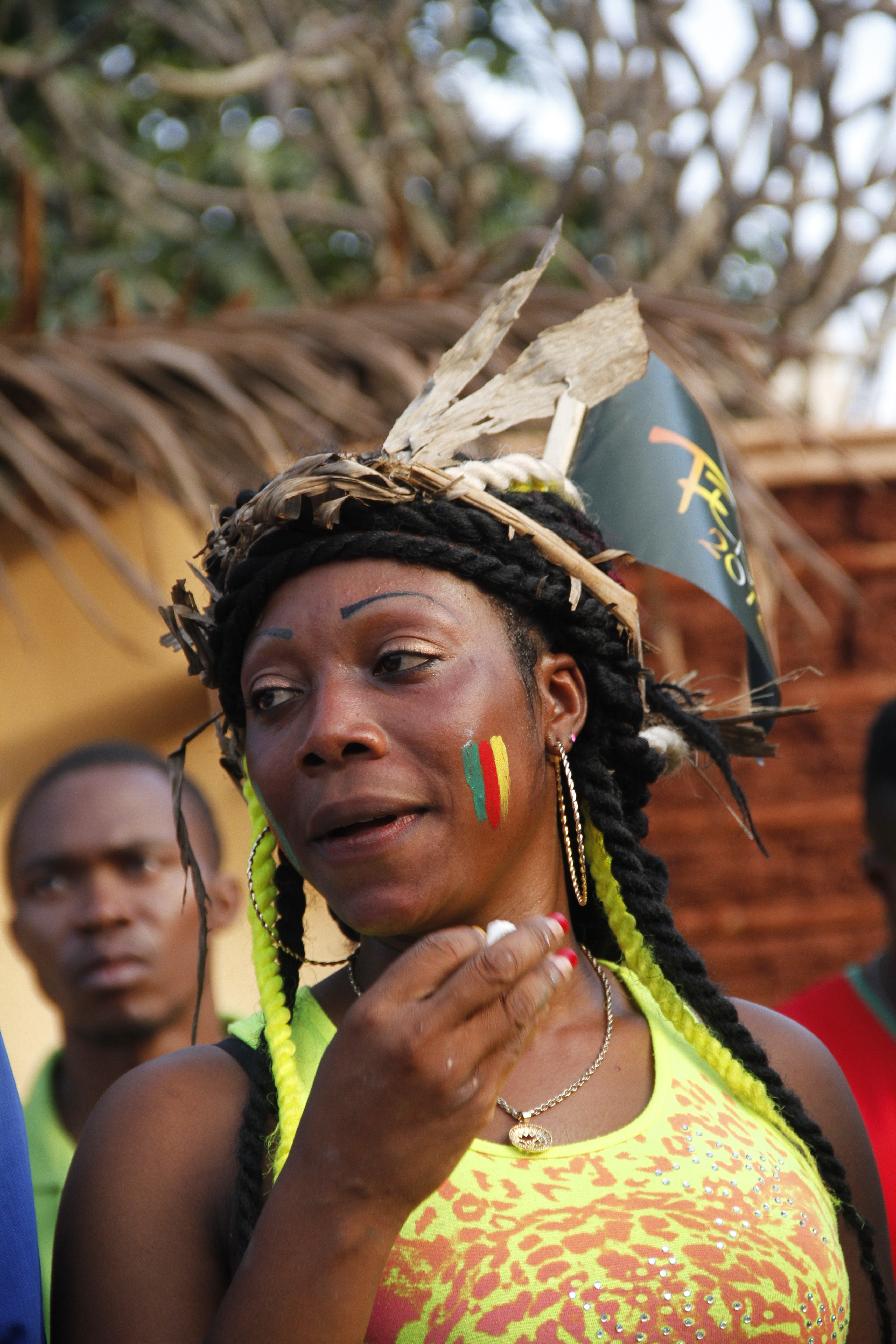
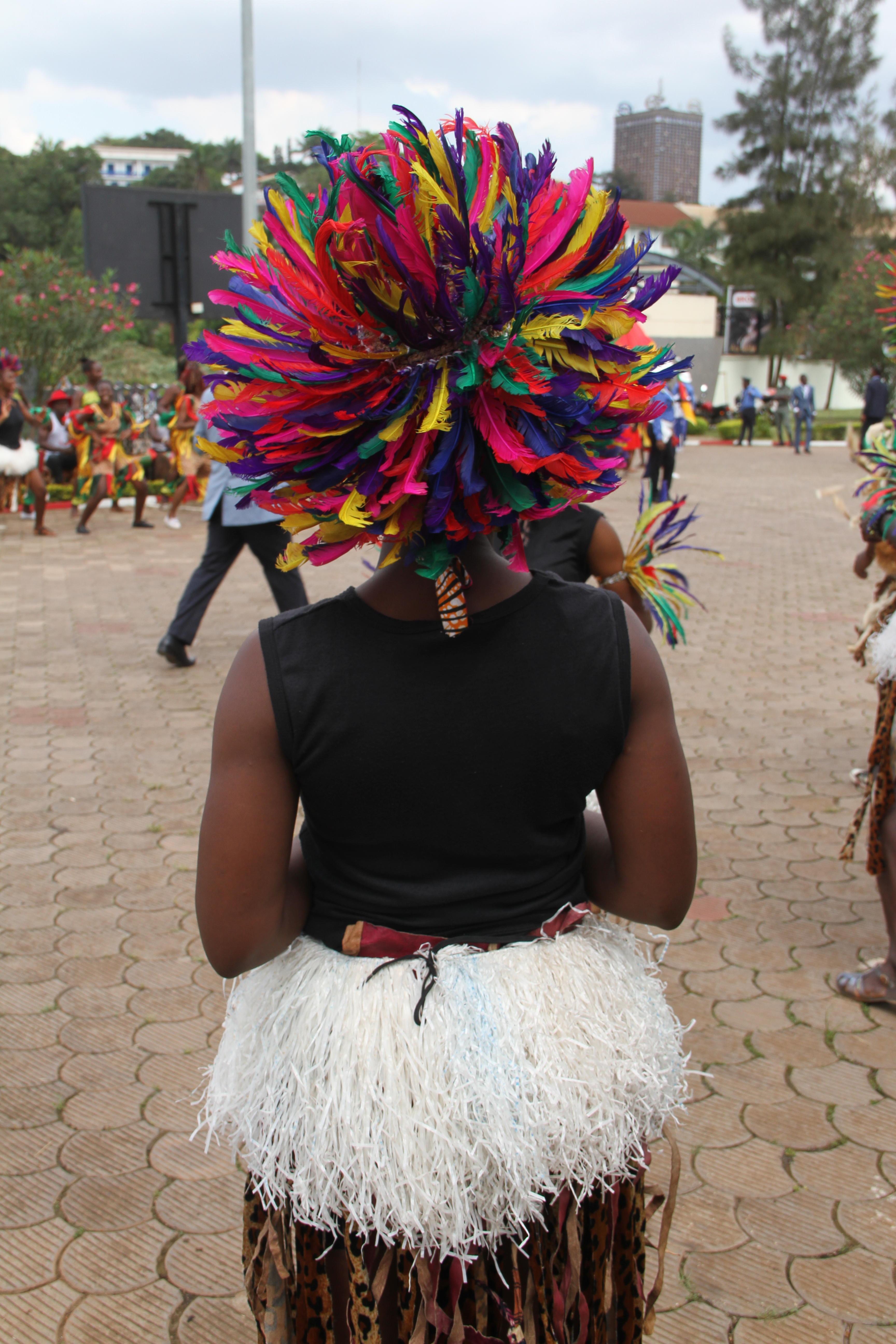
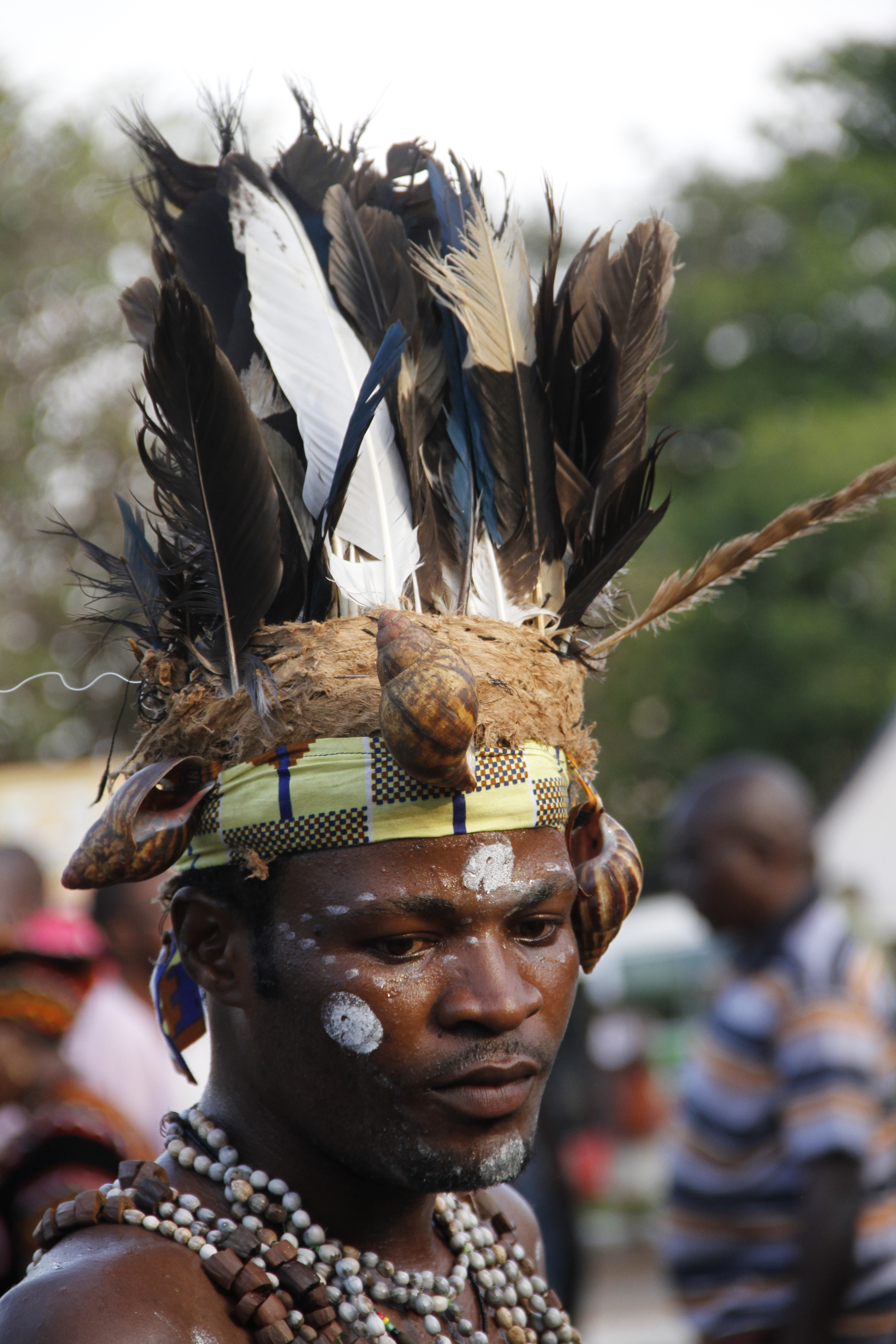

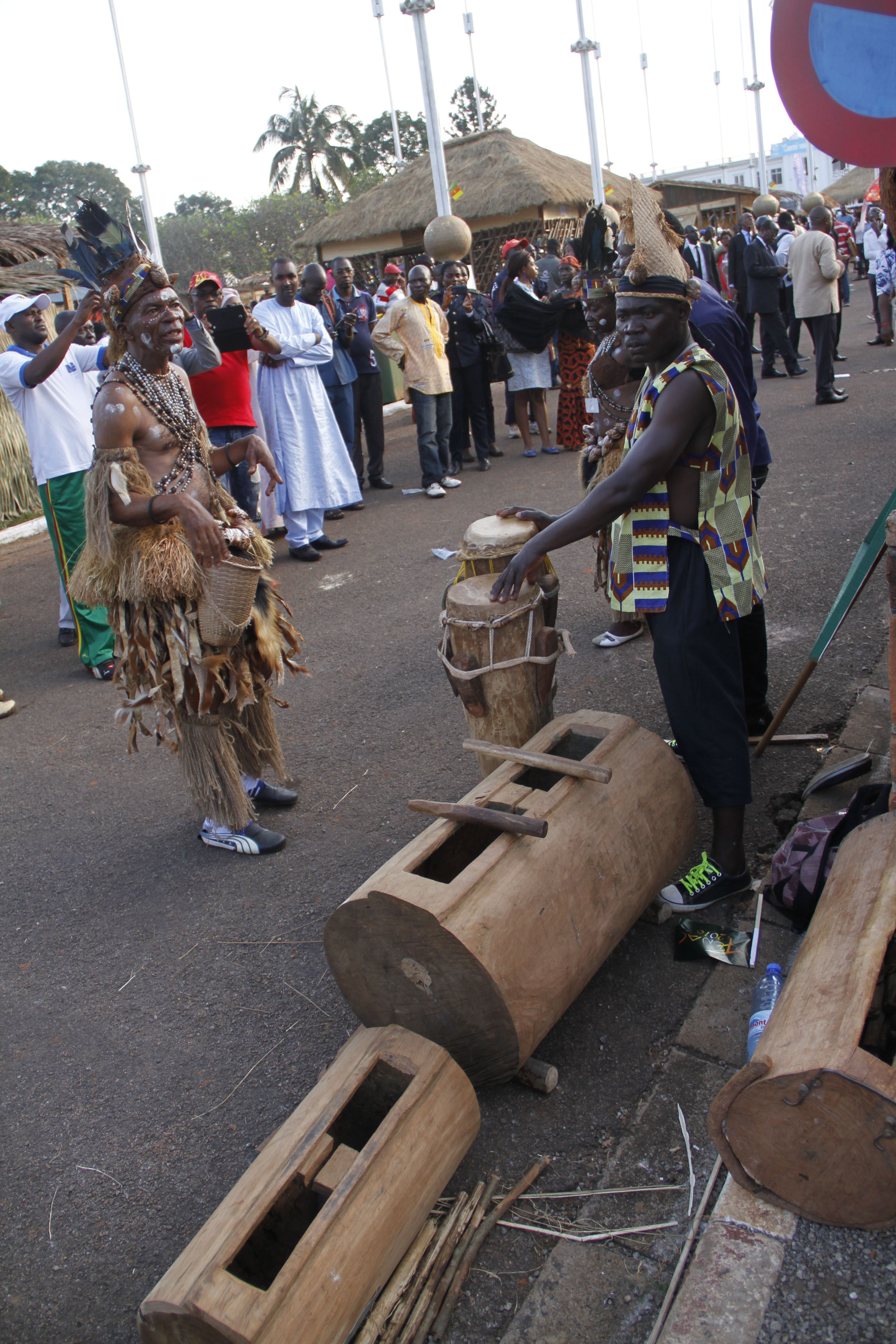
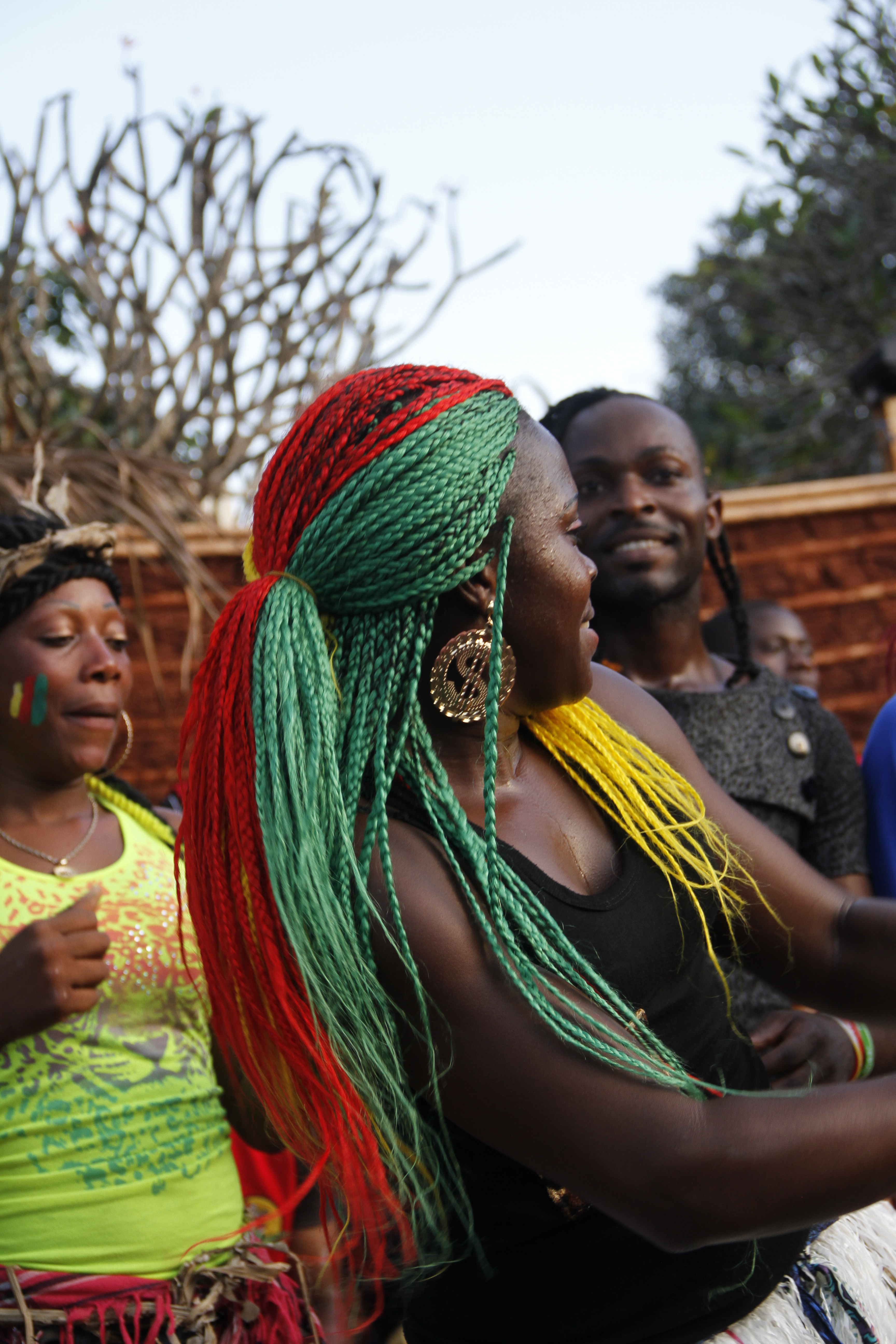
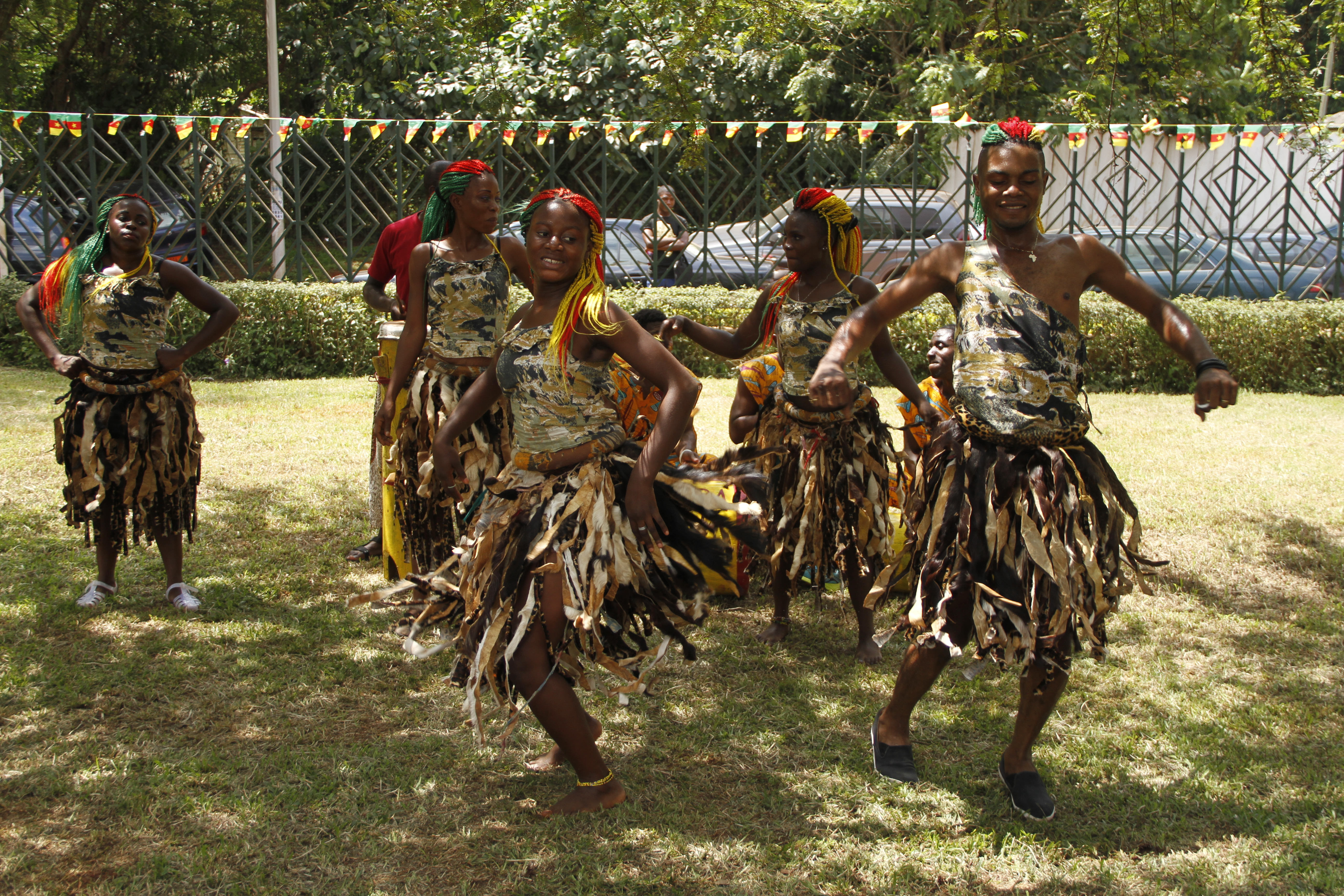
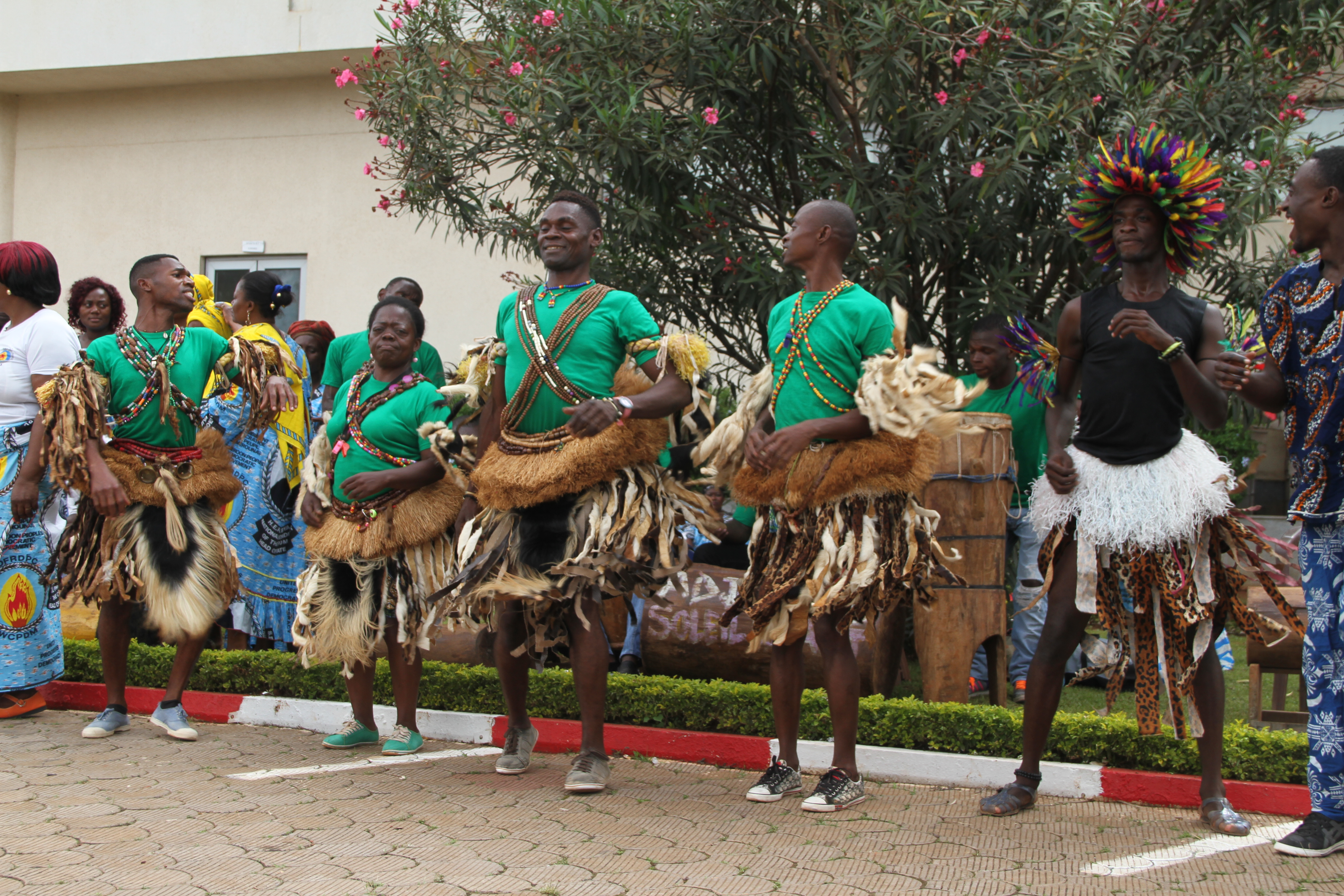
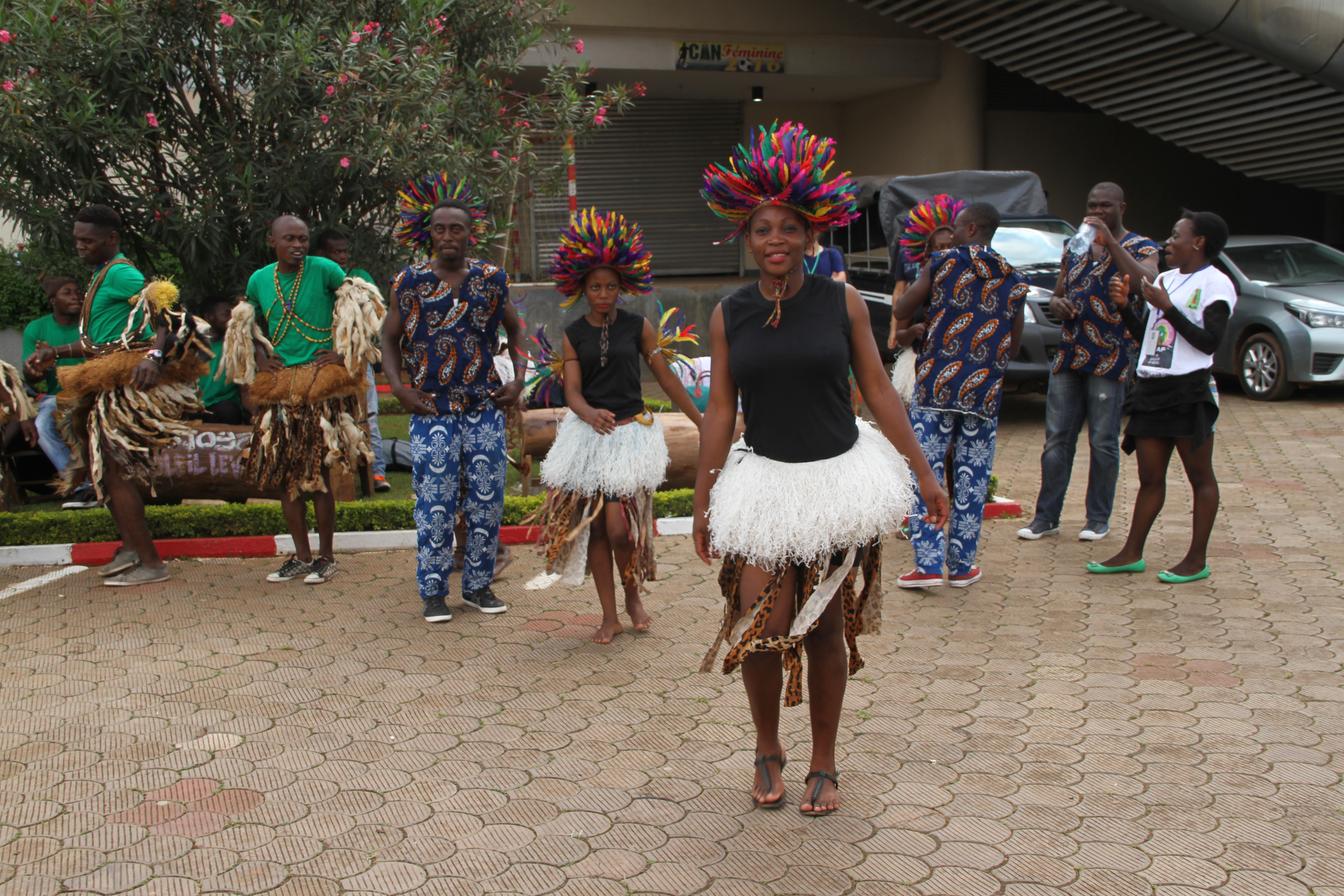
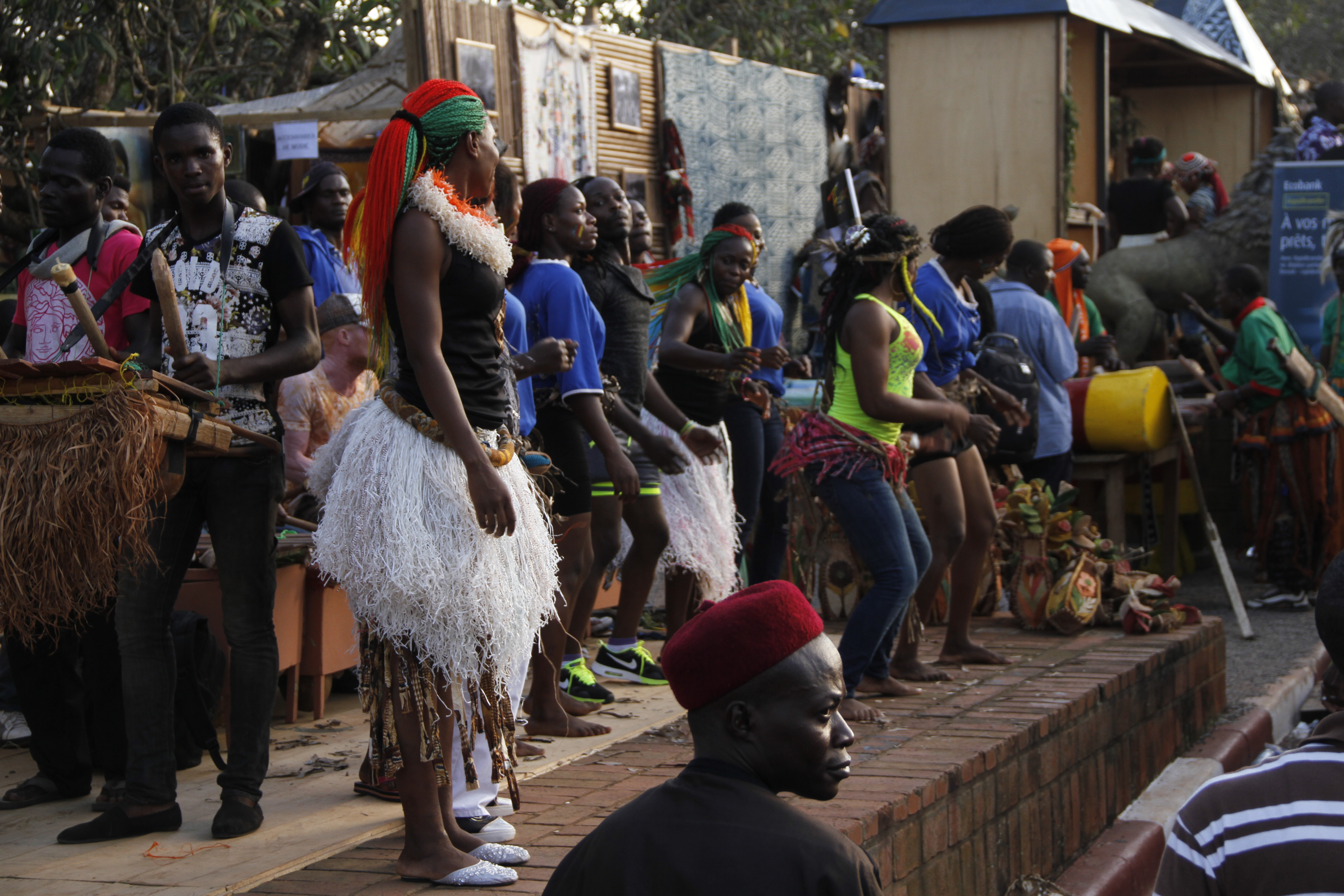
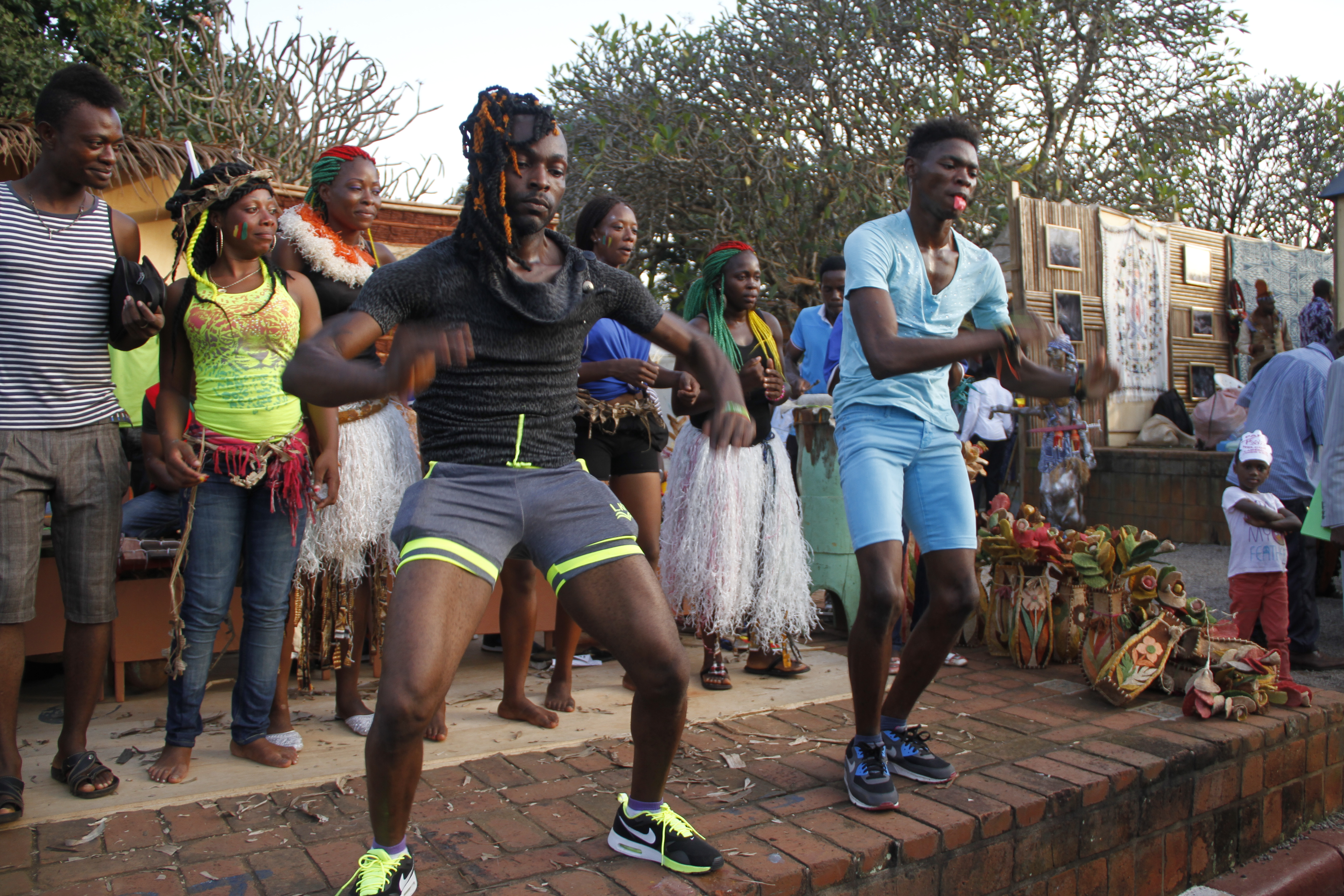
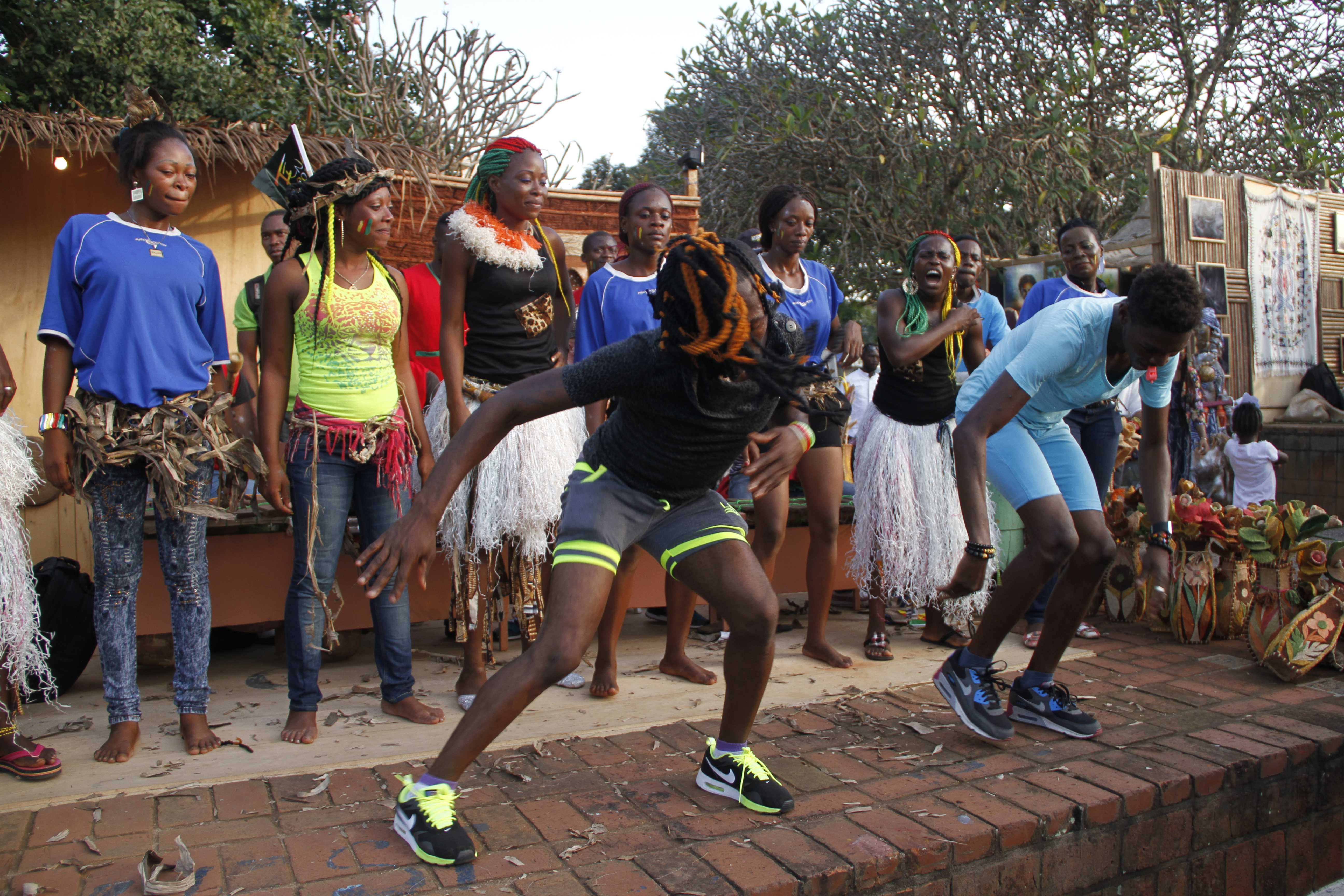
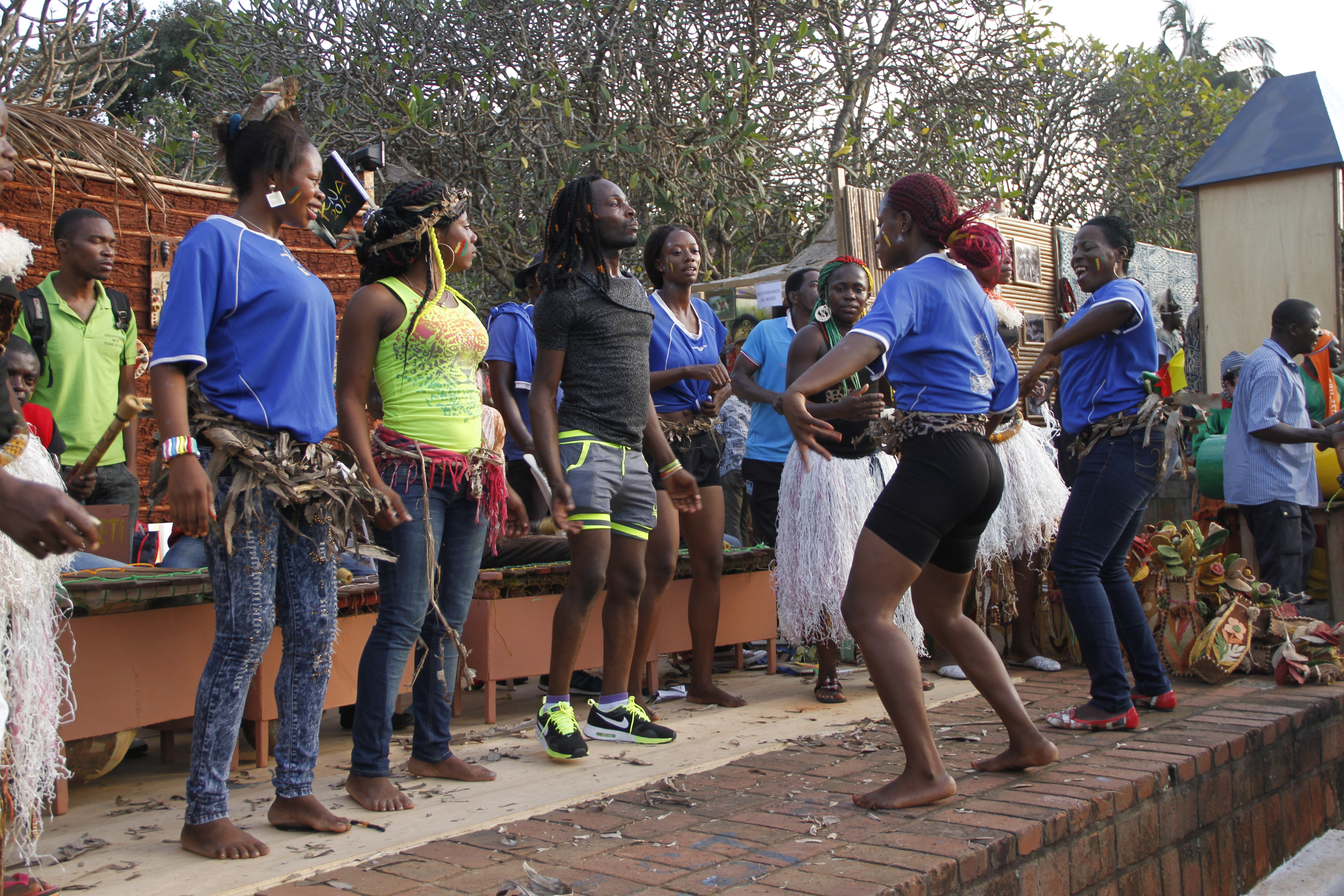

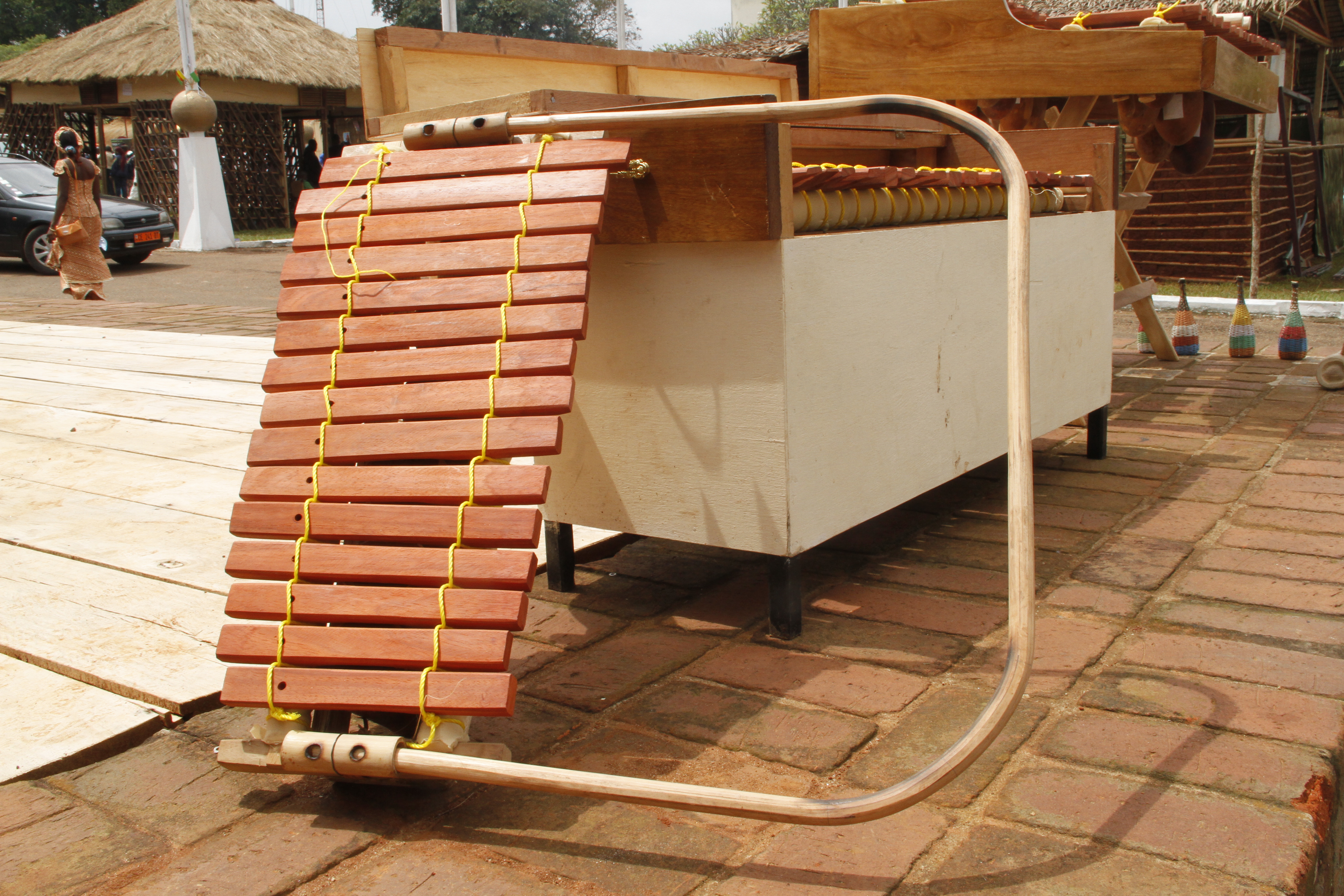
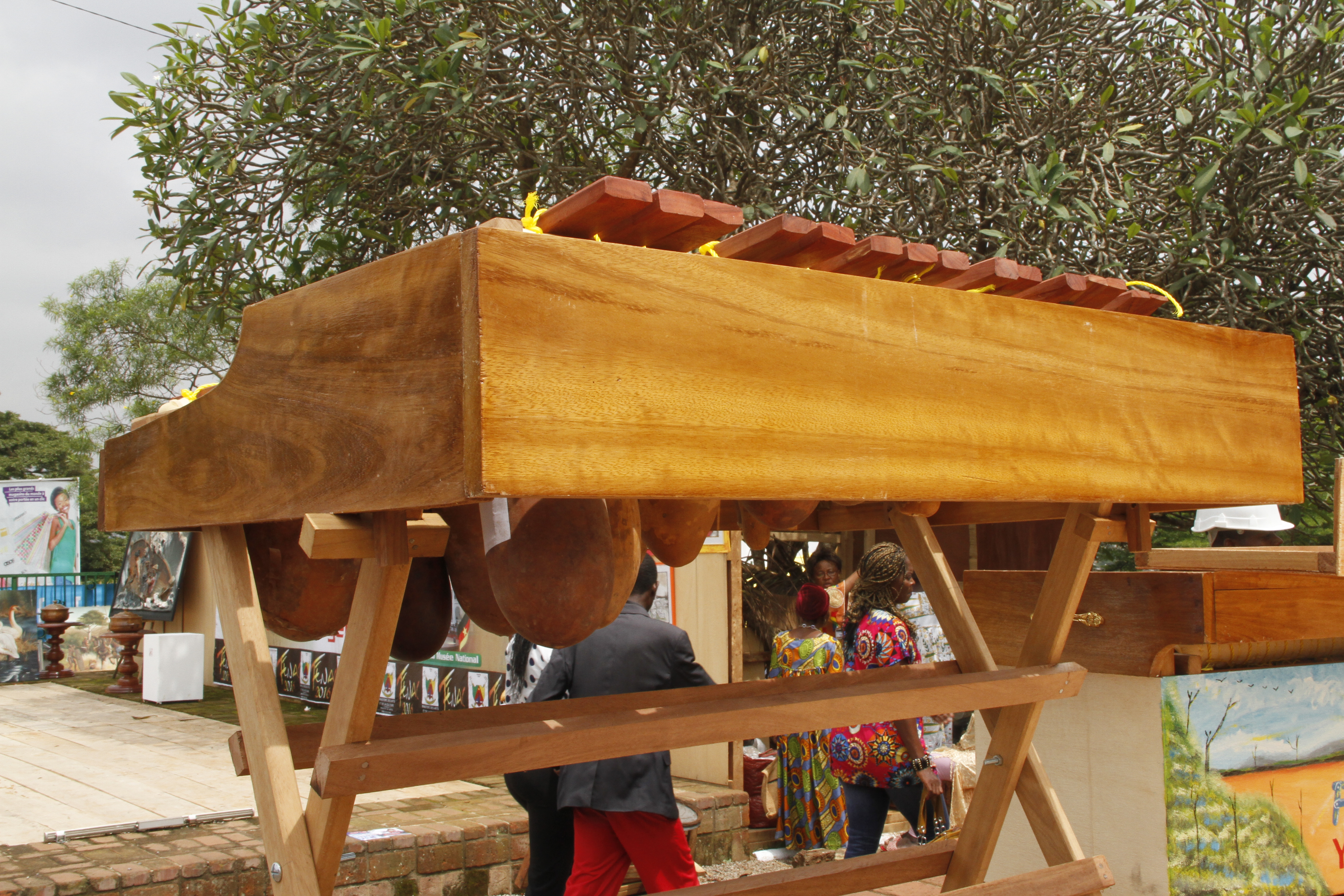
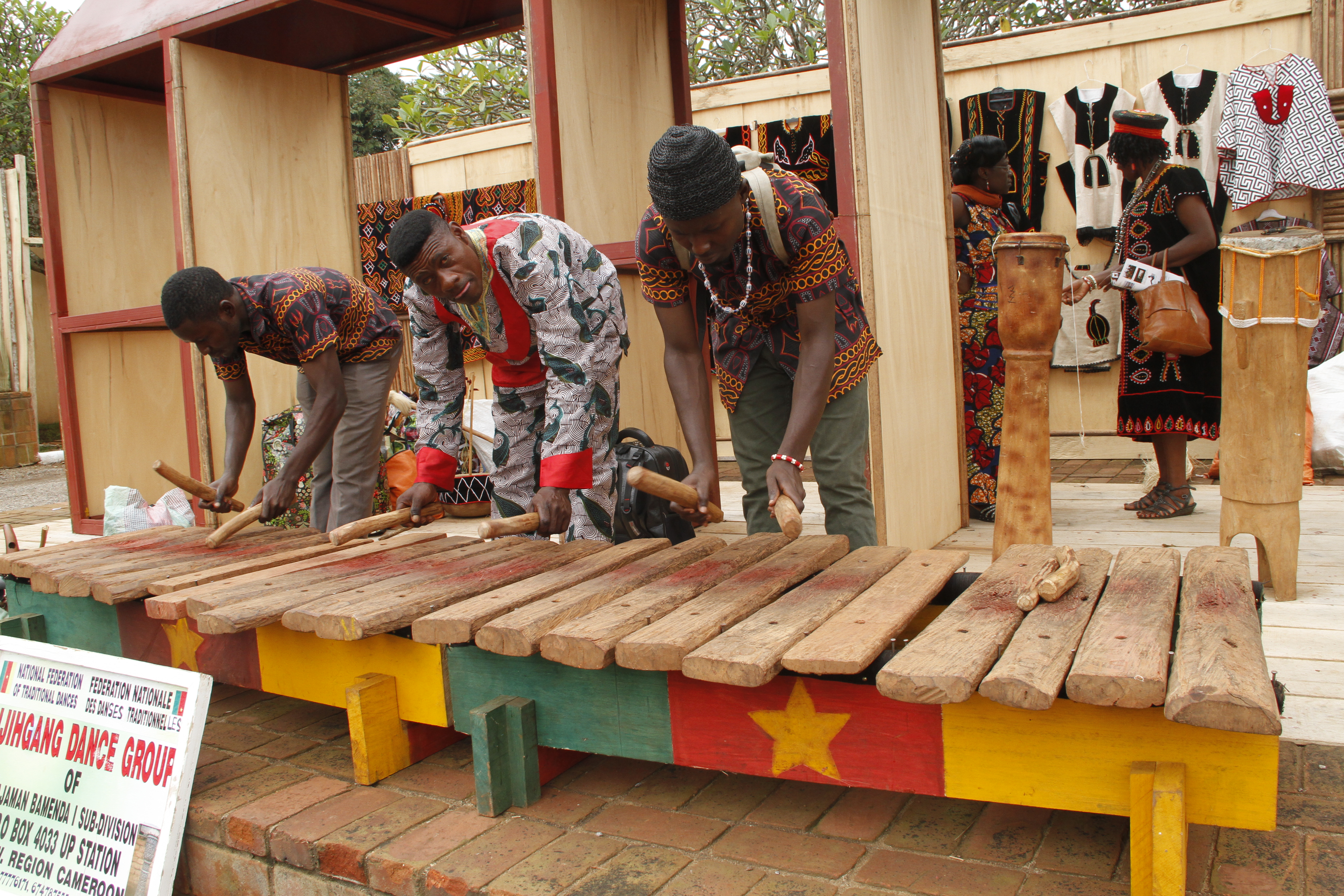
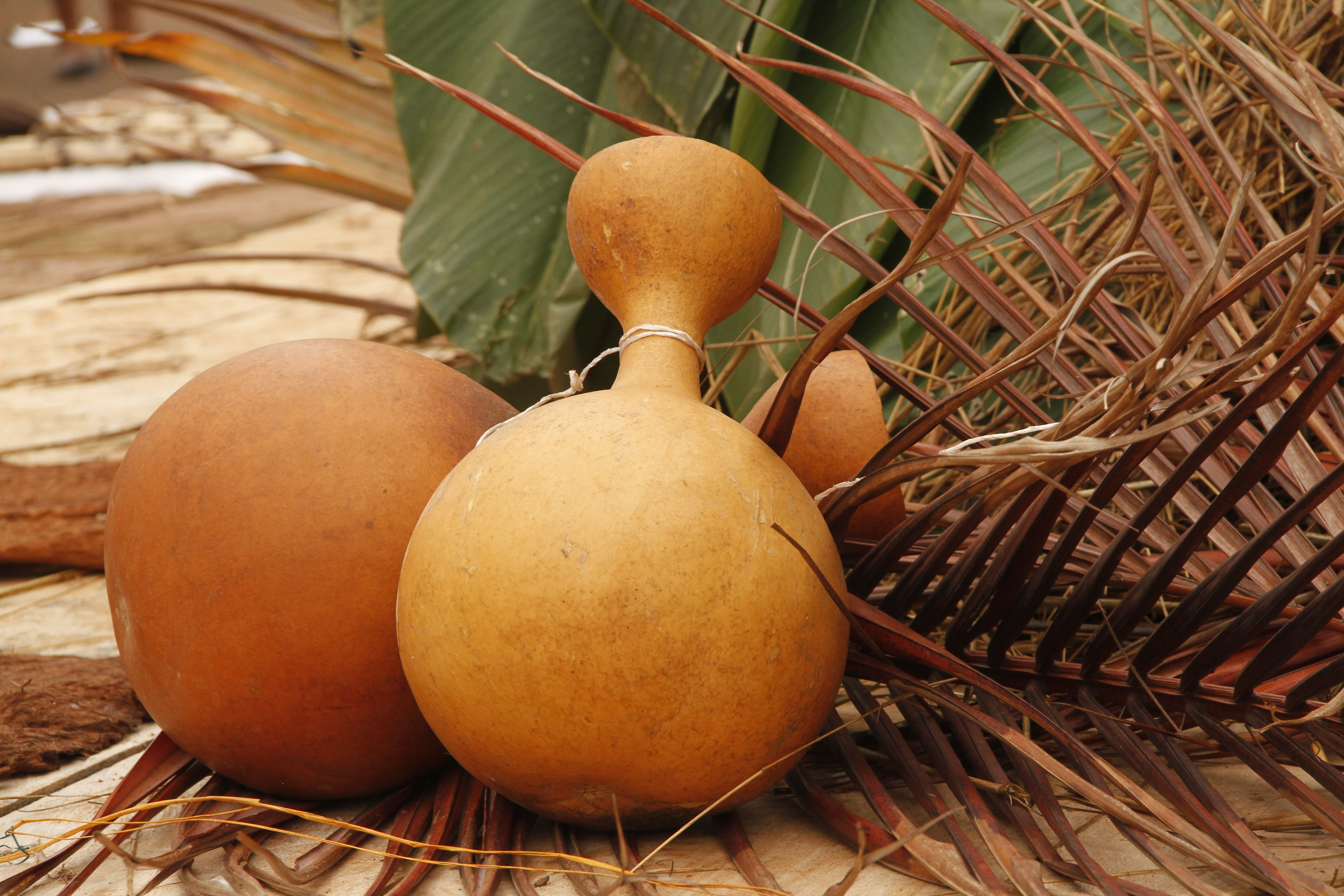
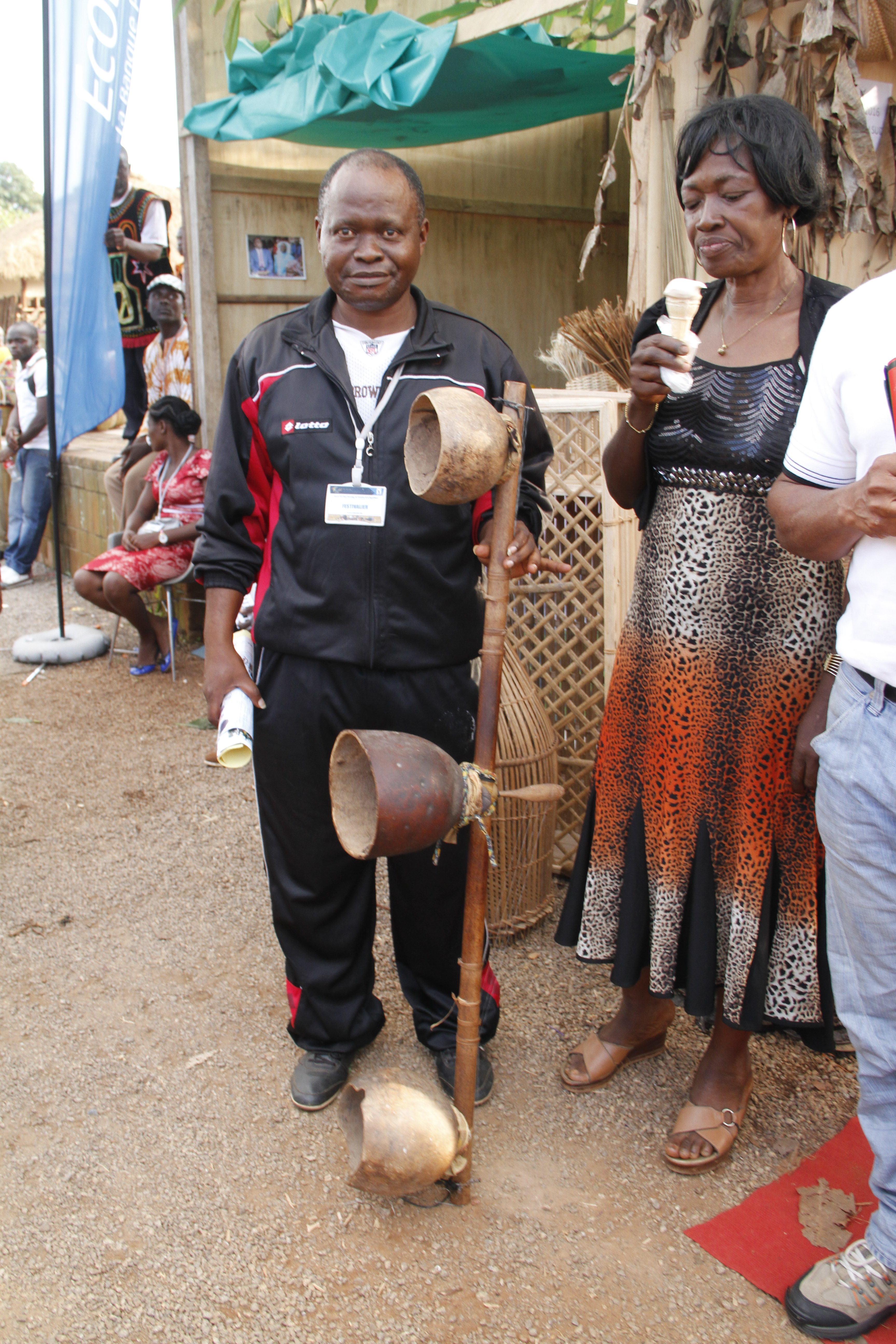
Mvêt

#### Nord

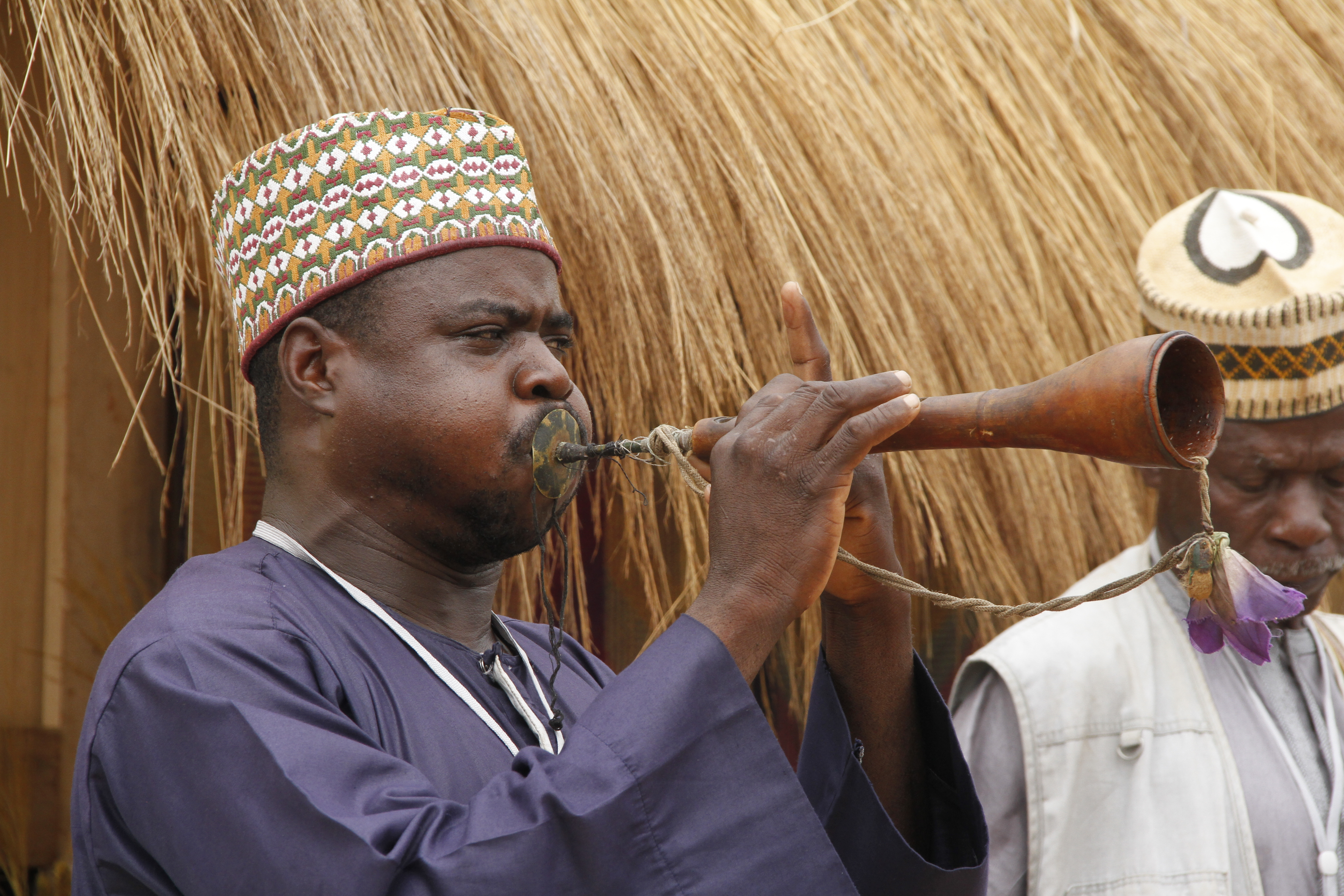
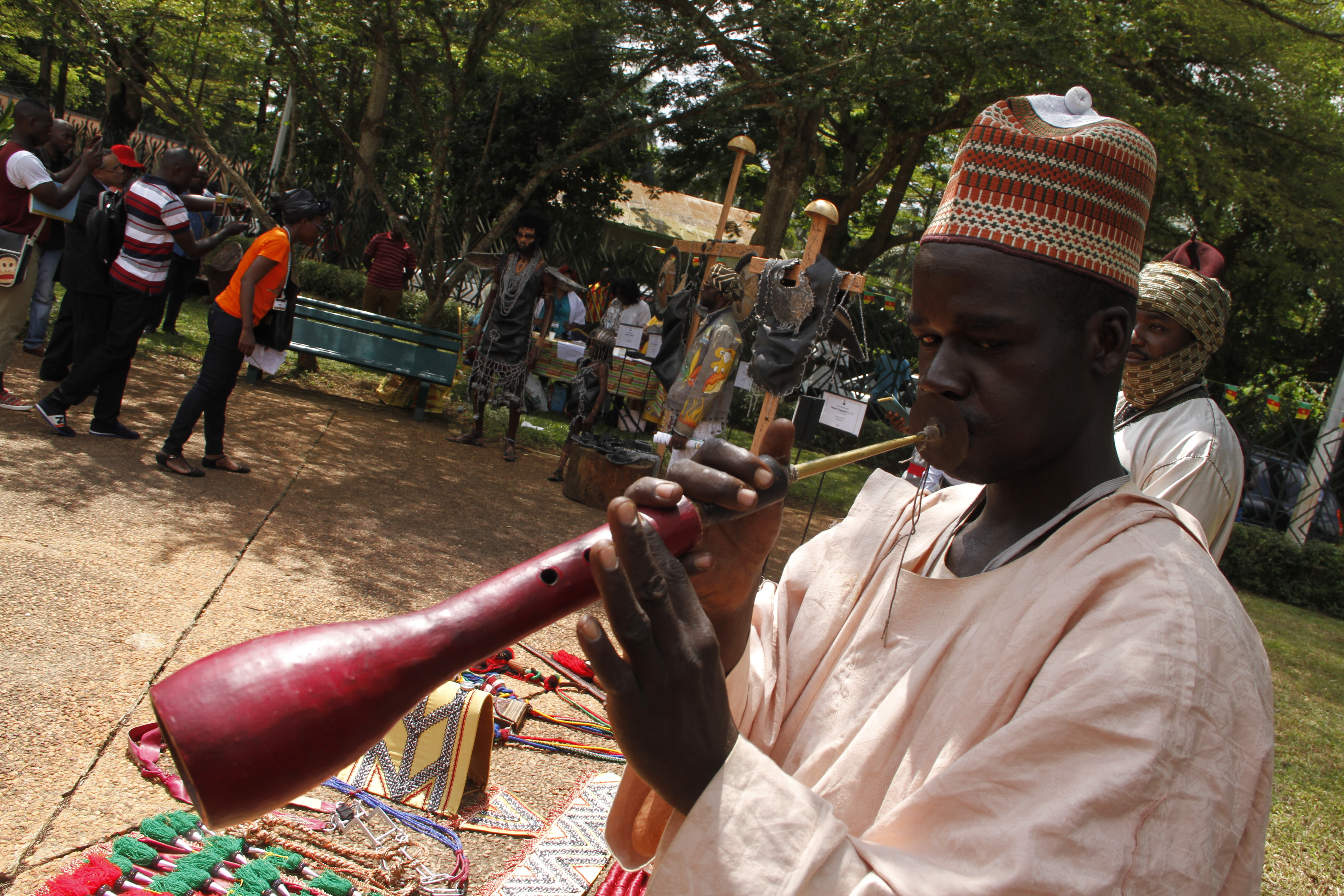
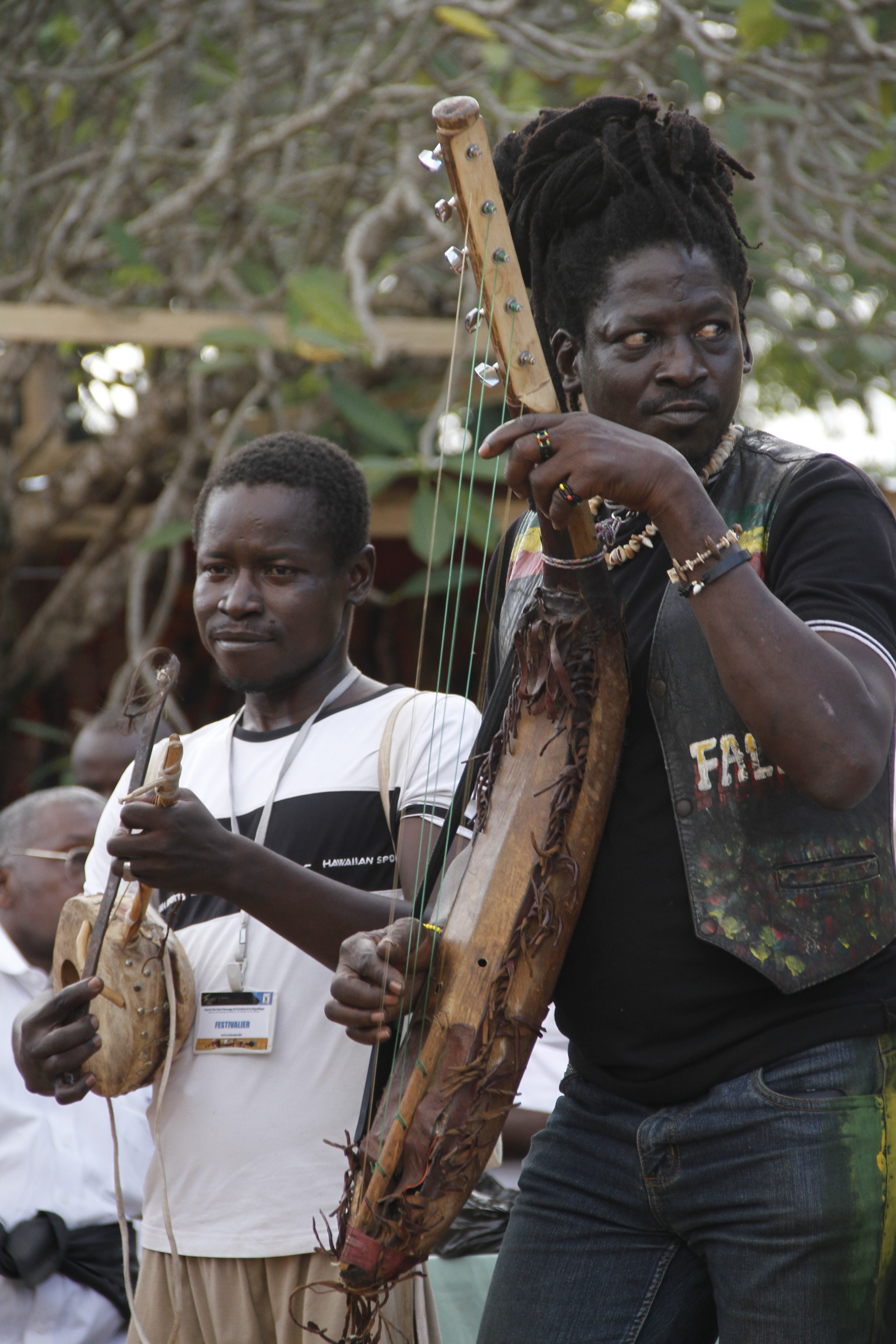
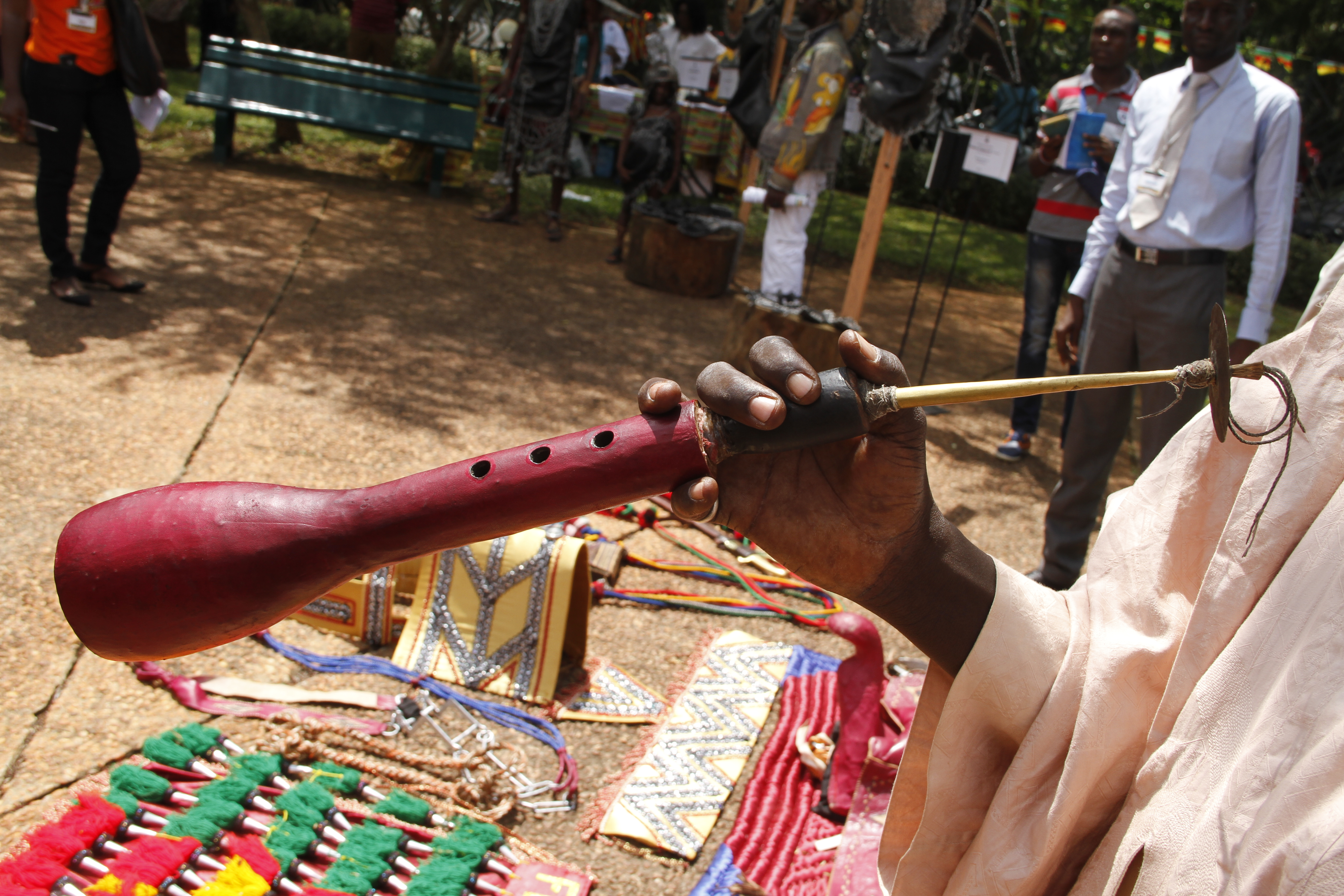
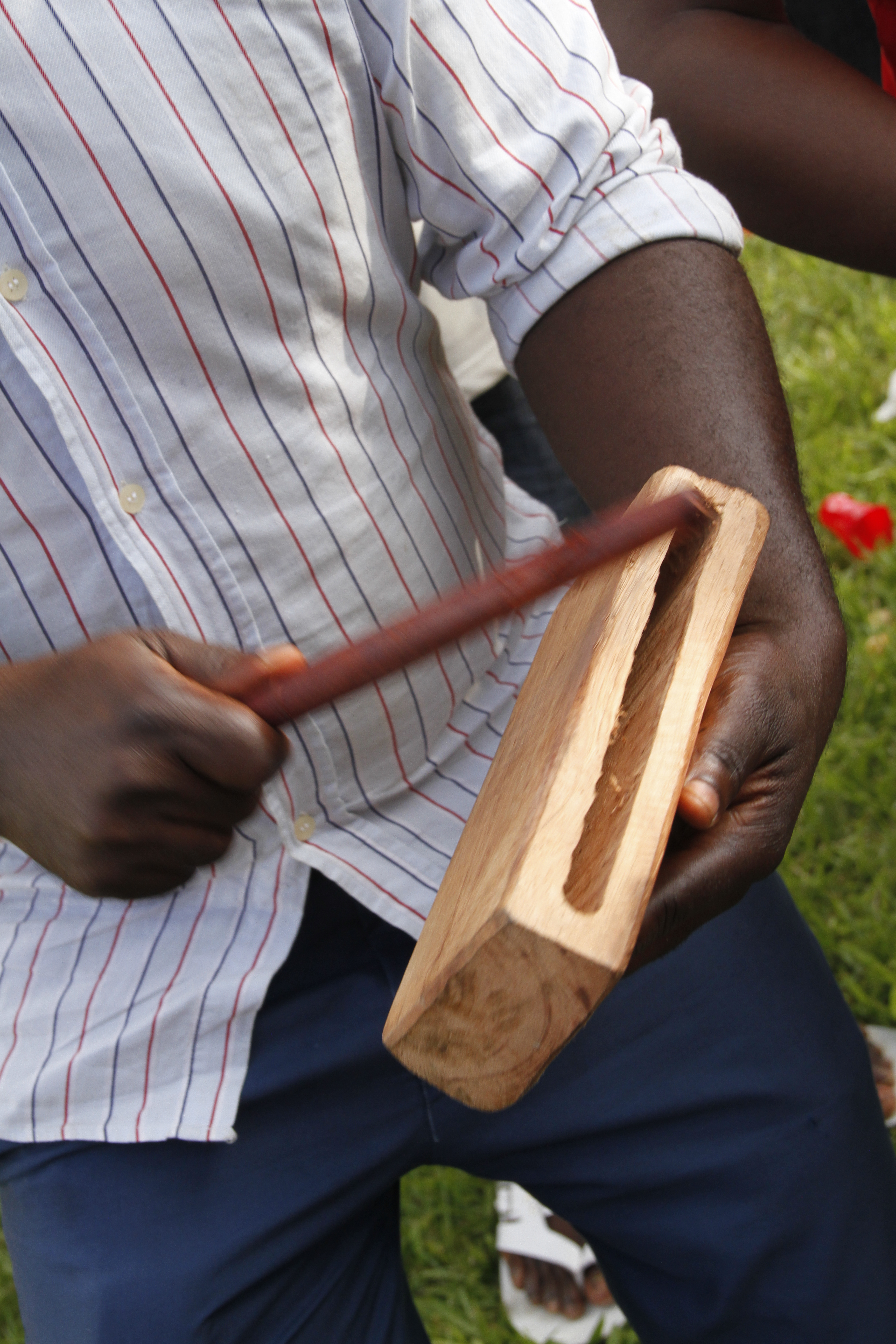
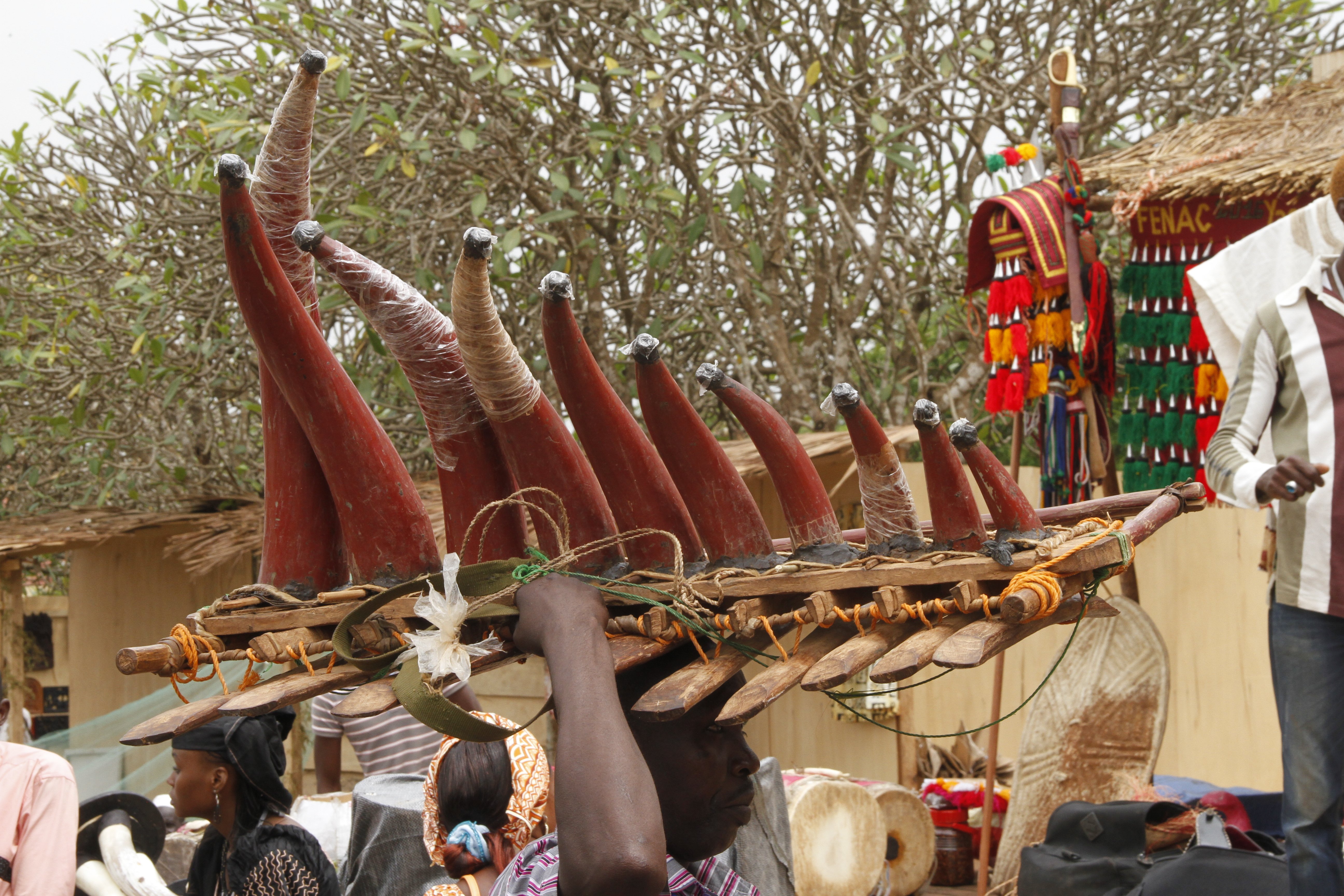
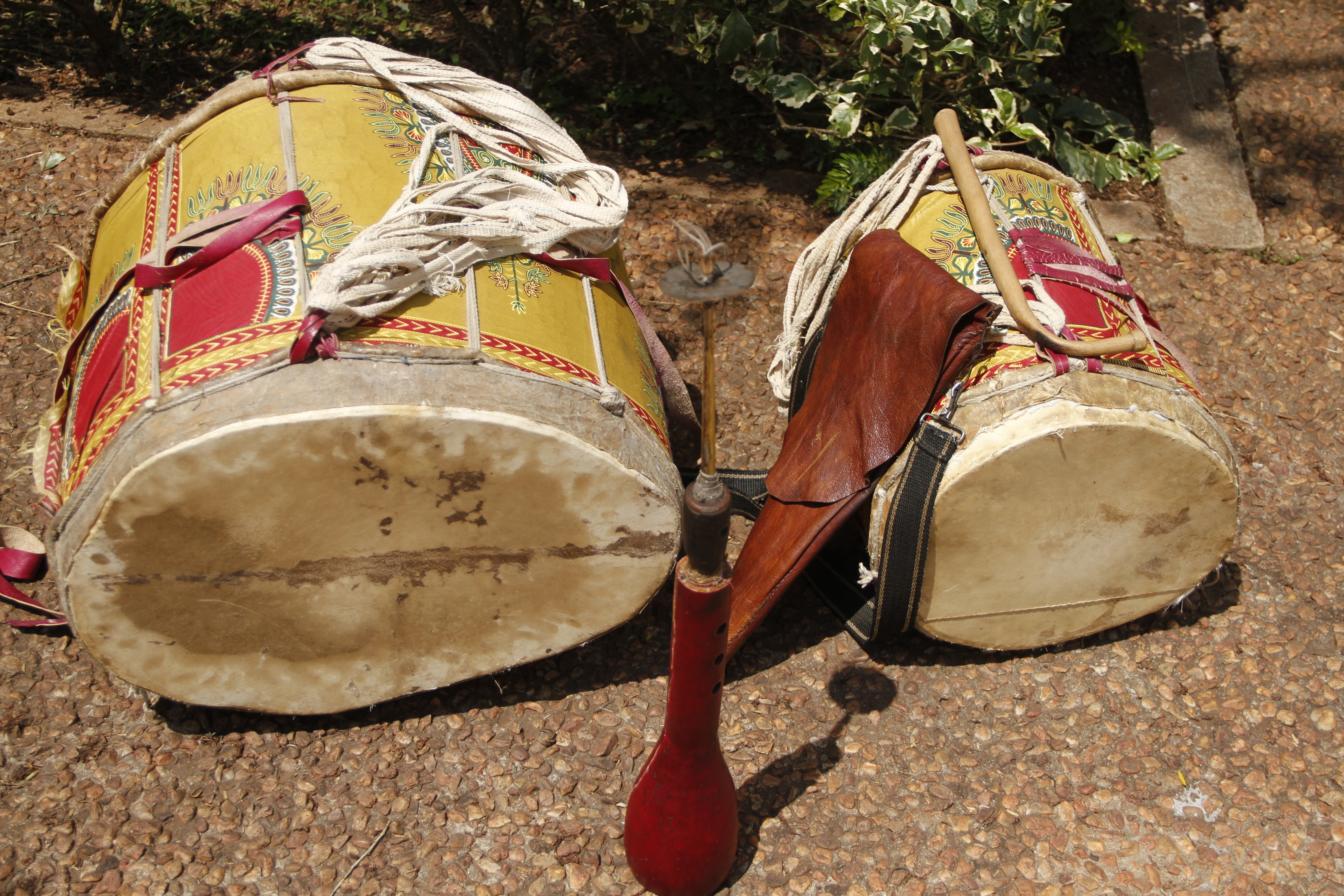
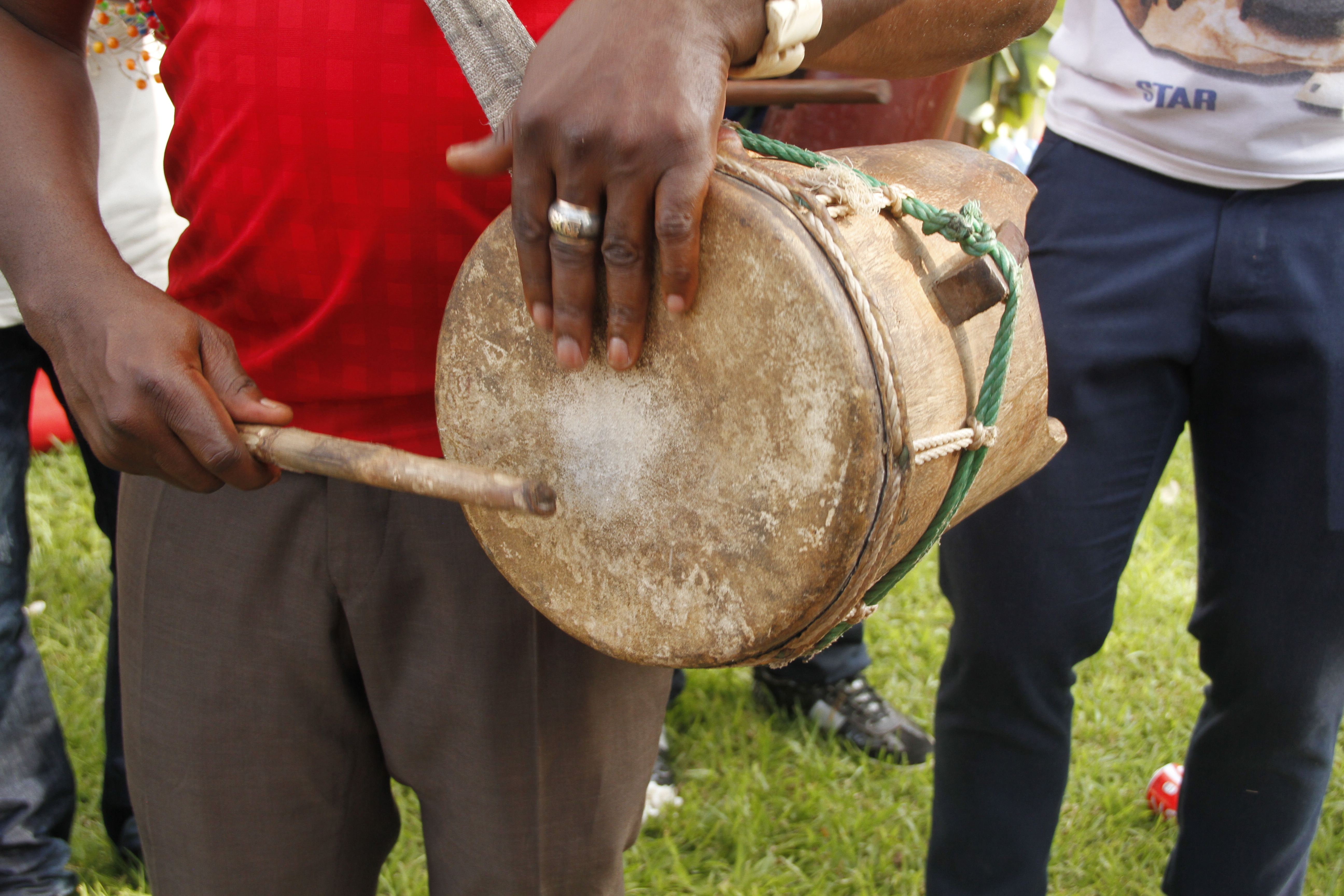
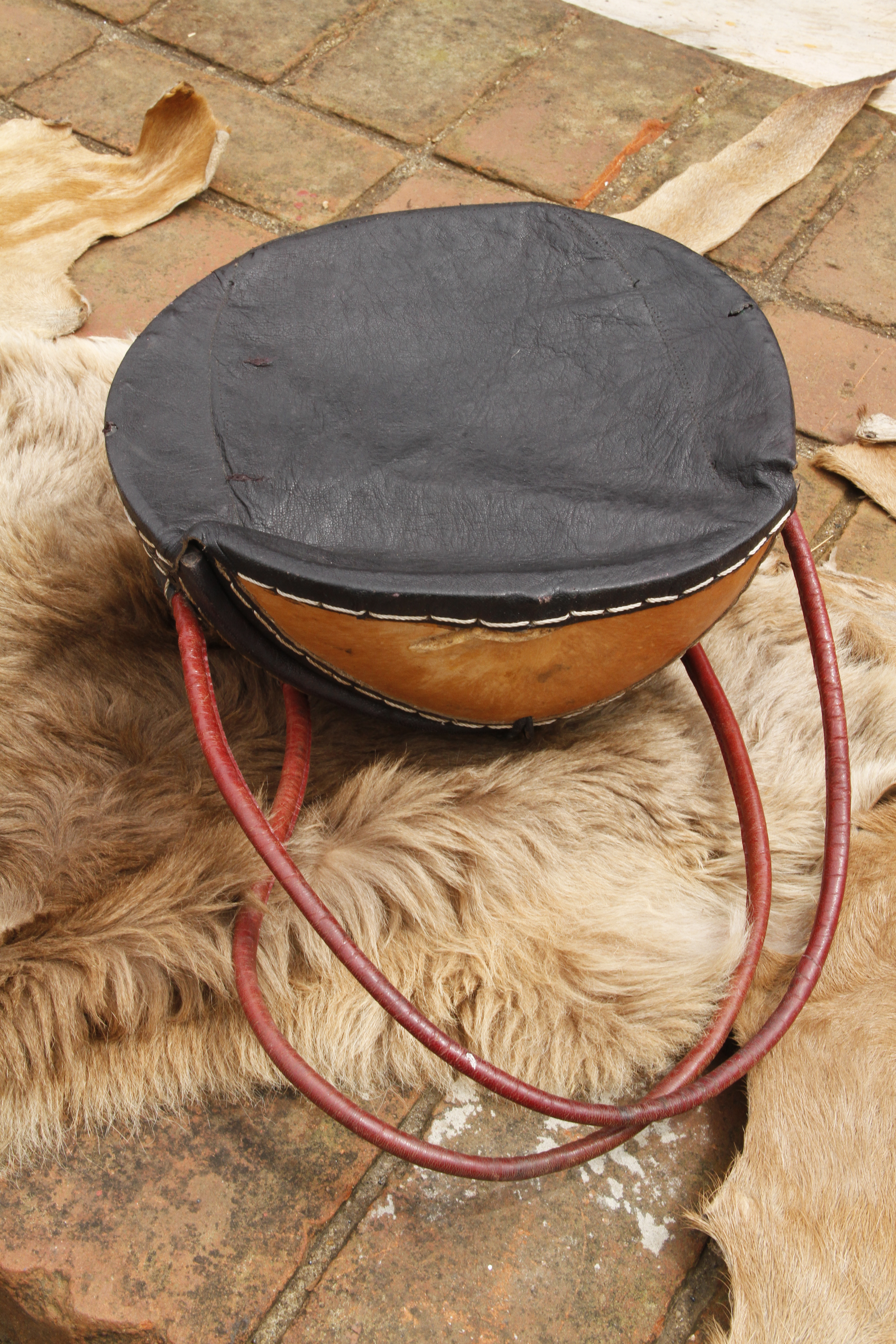
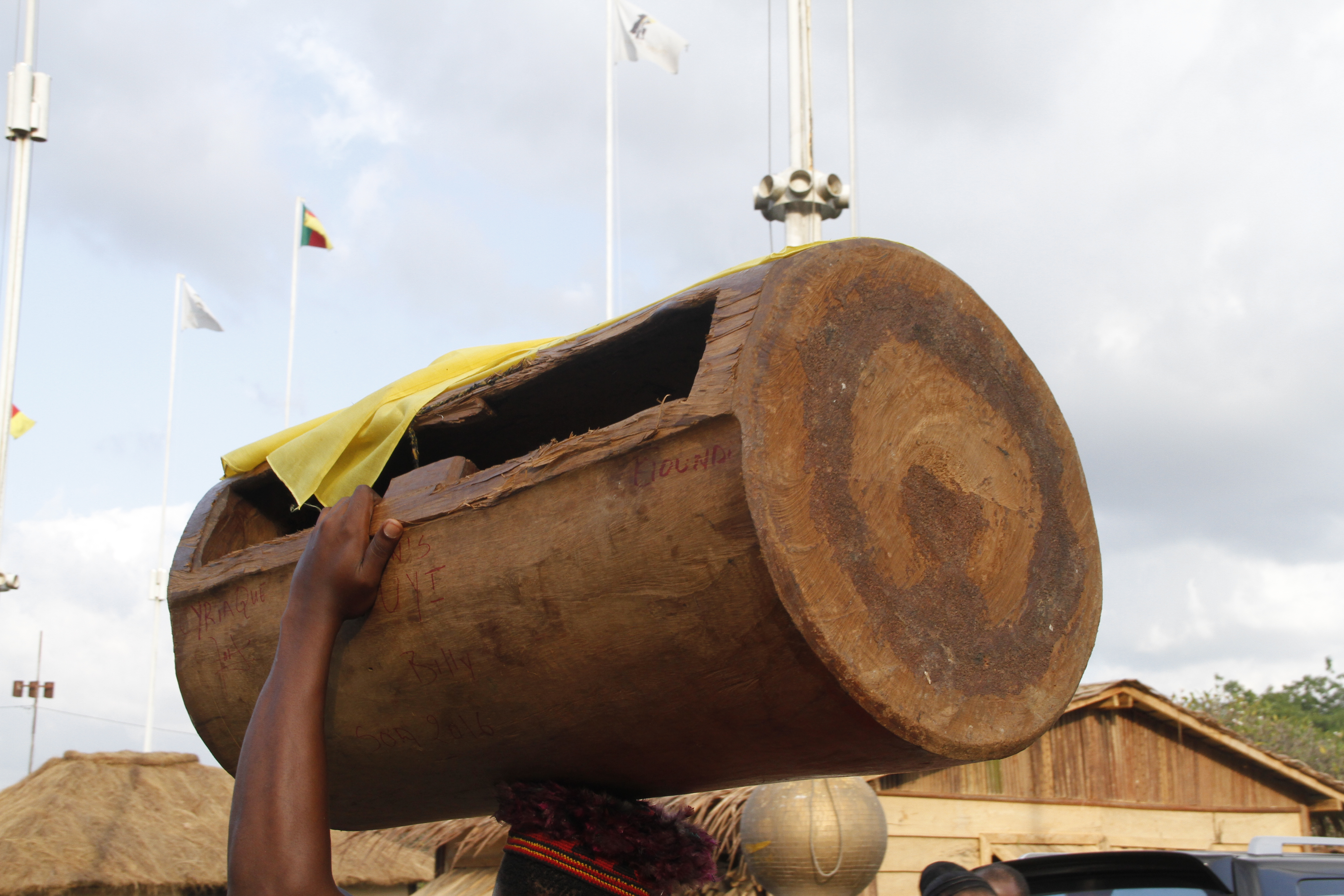
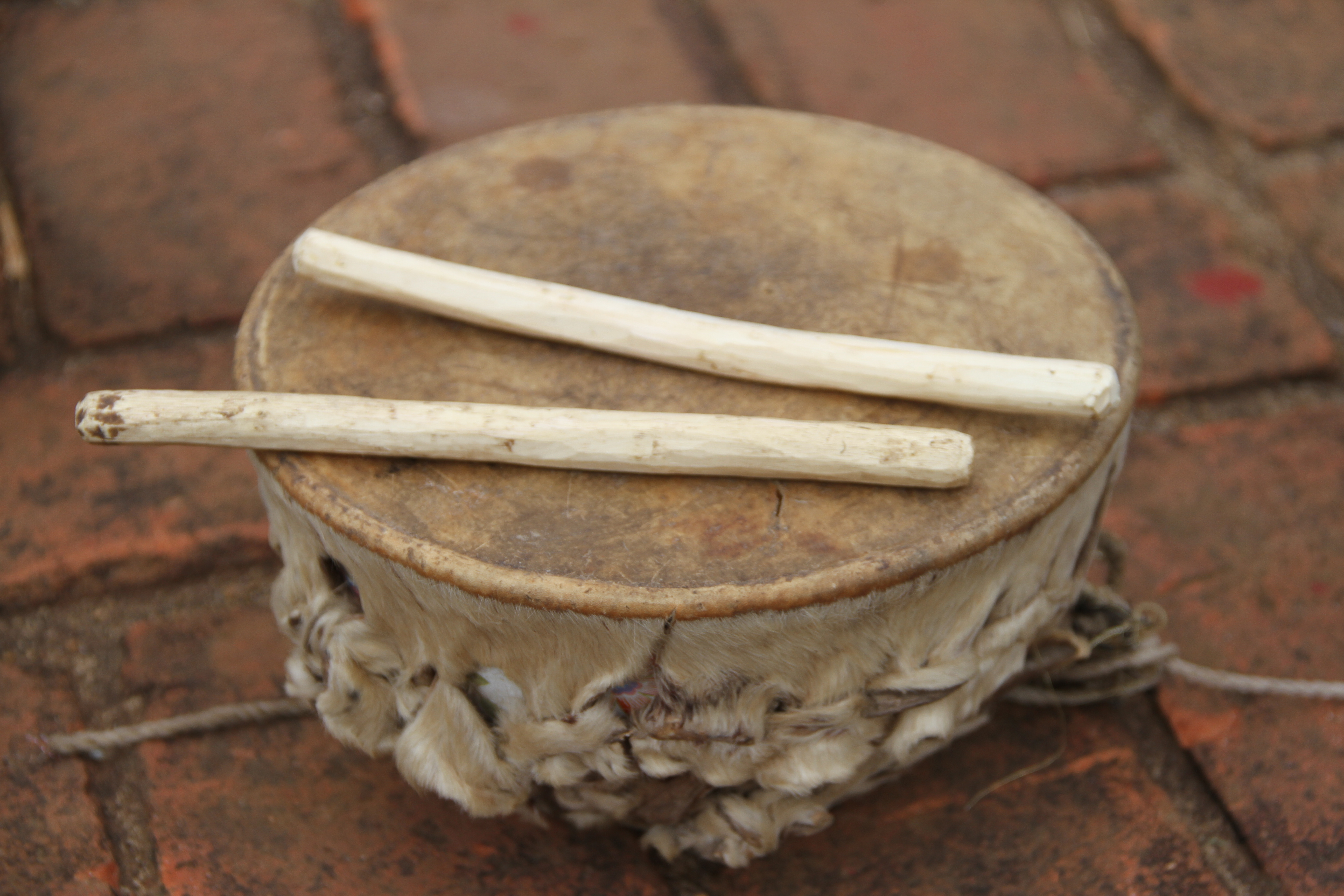
Tam-tam
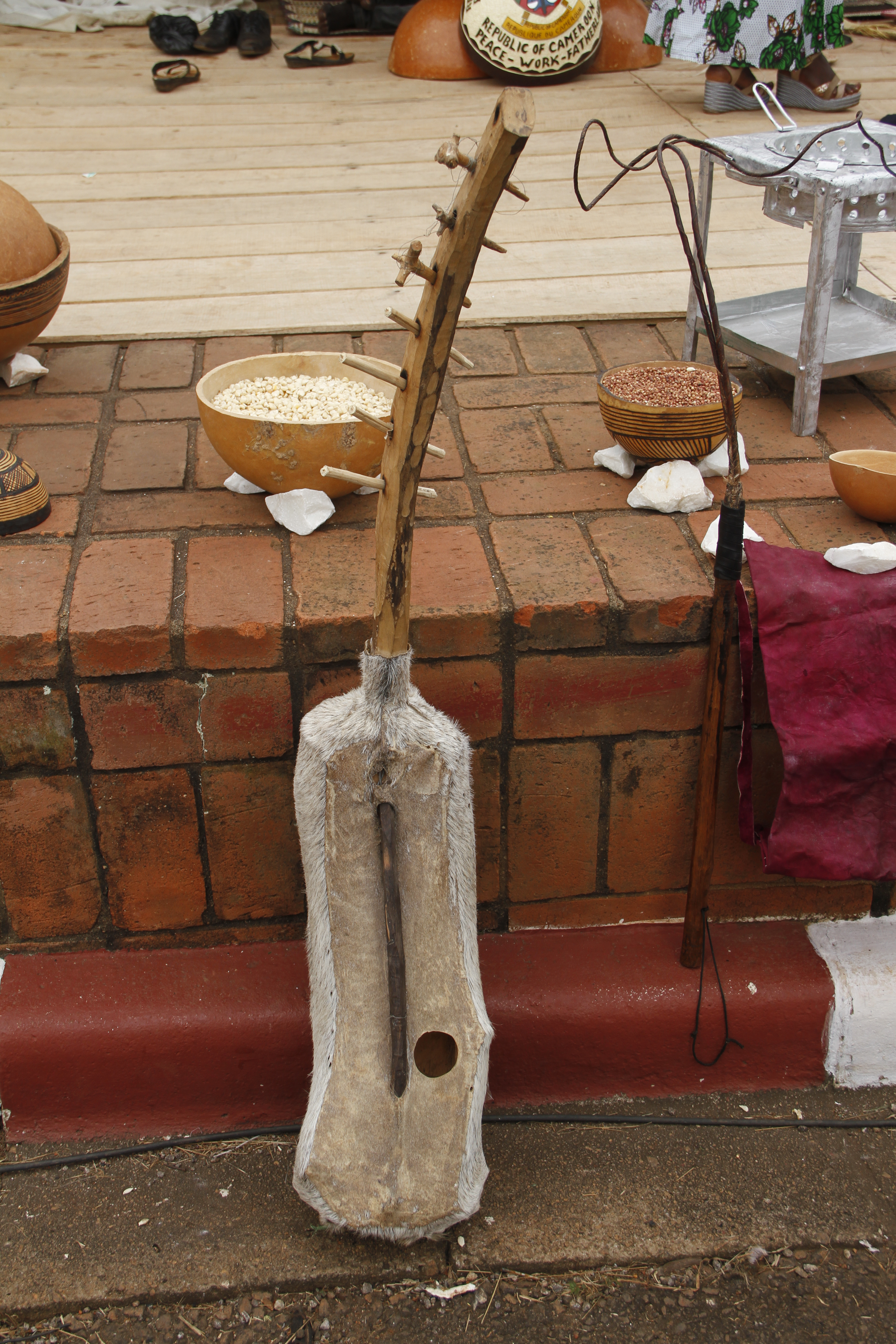
Guitare
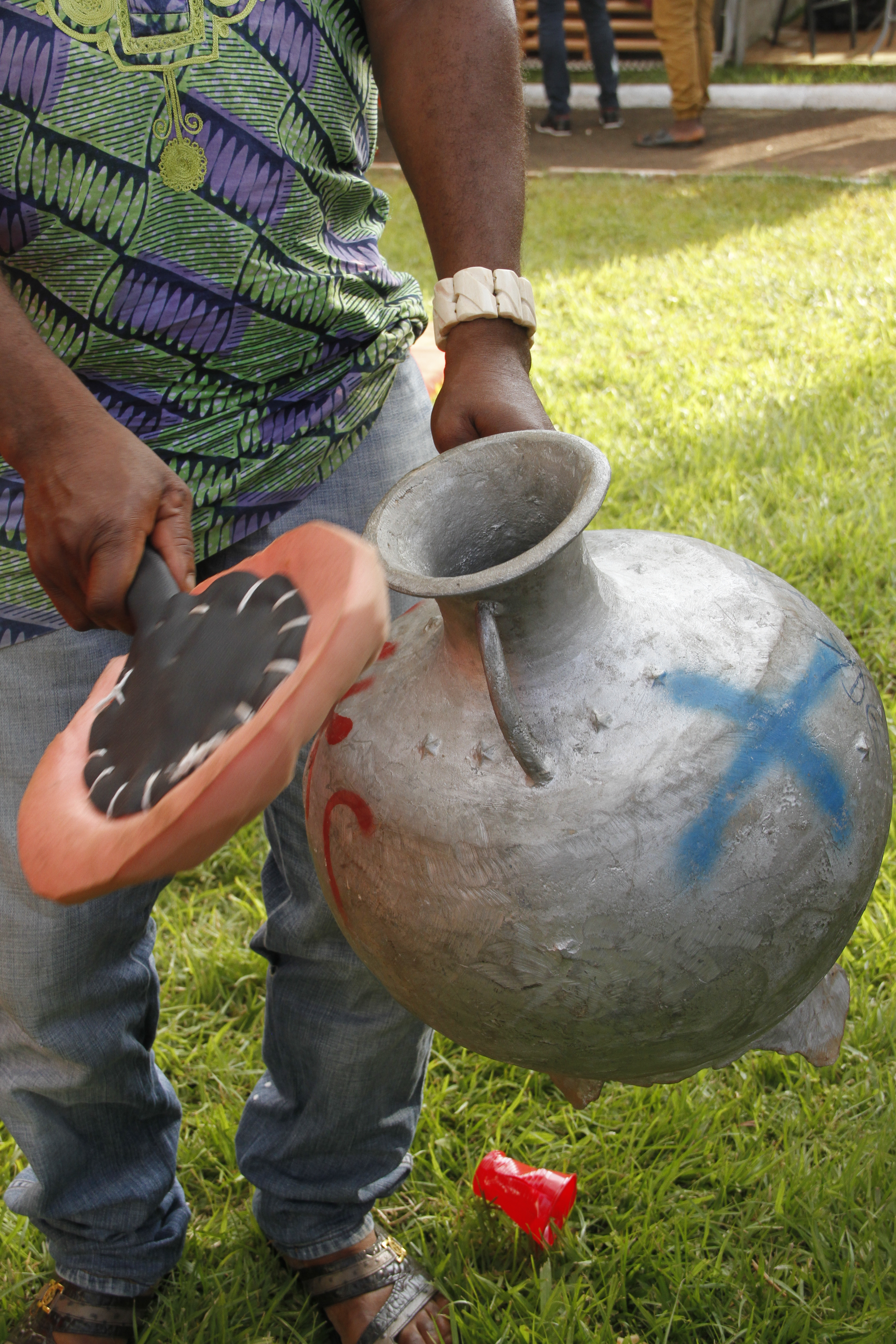
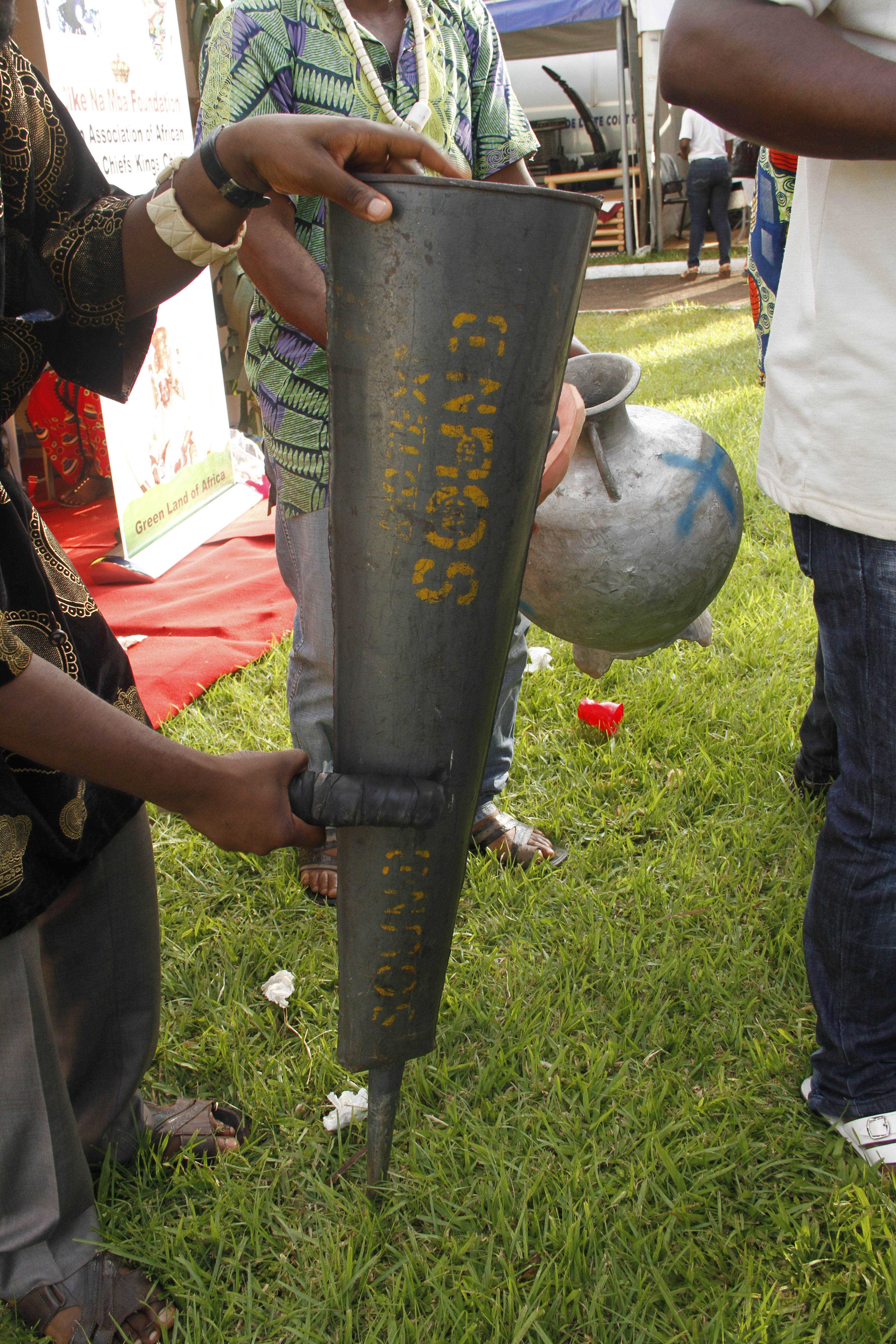

#### Nord-Ouest

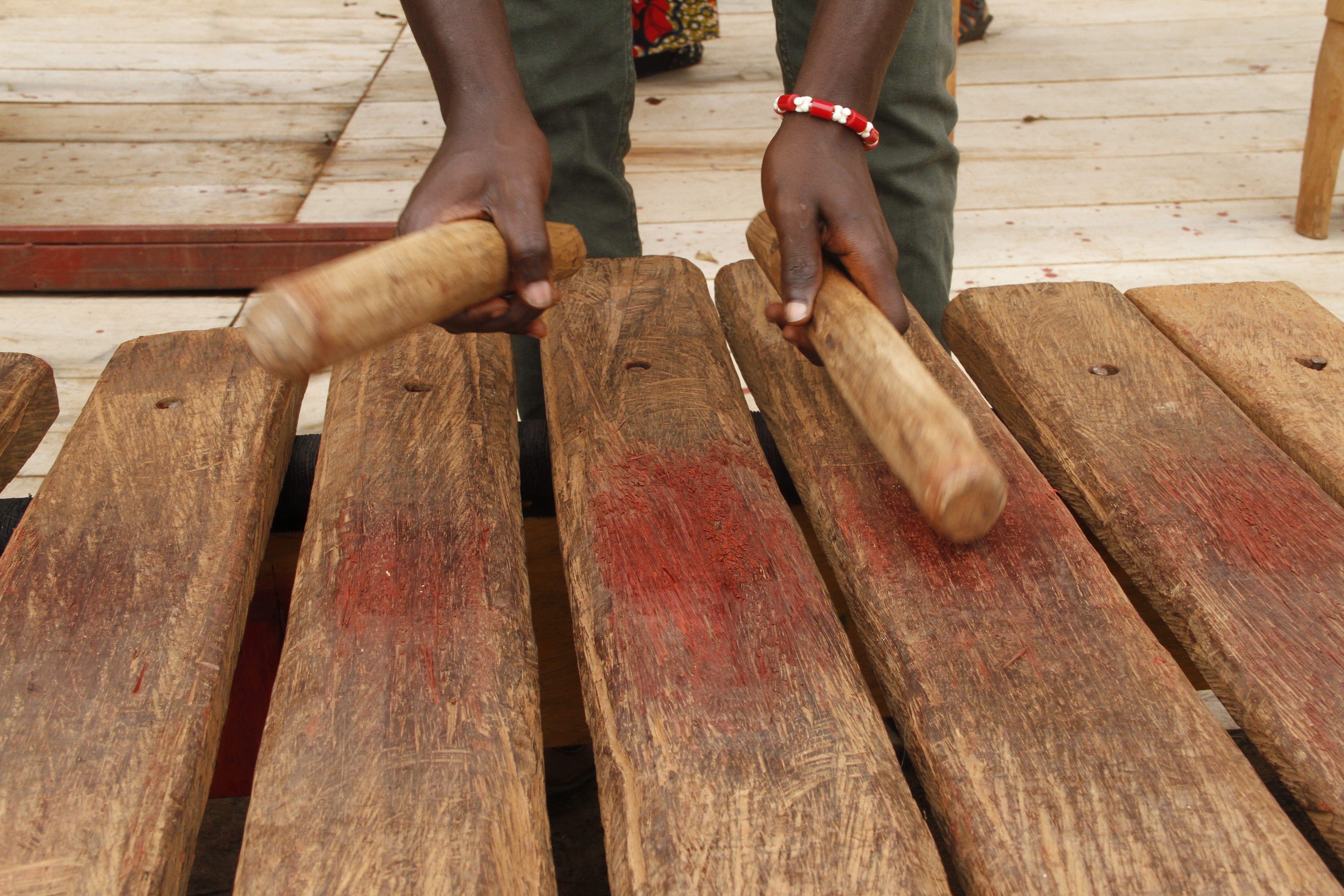
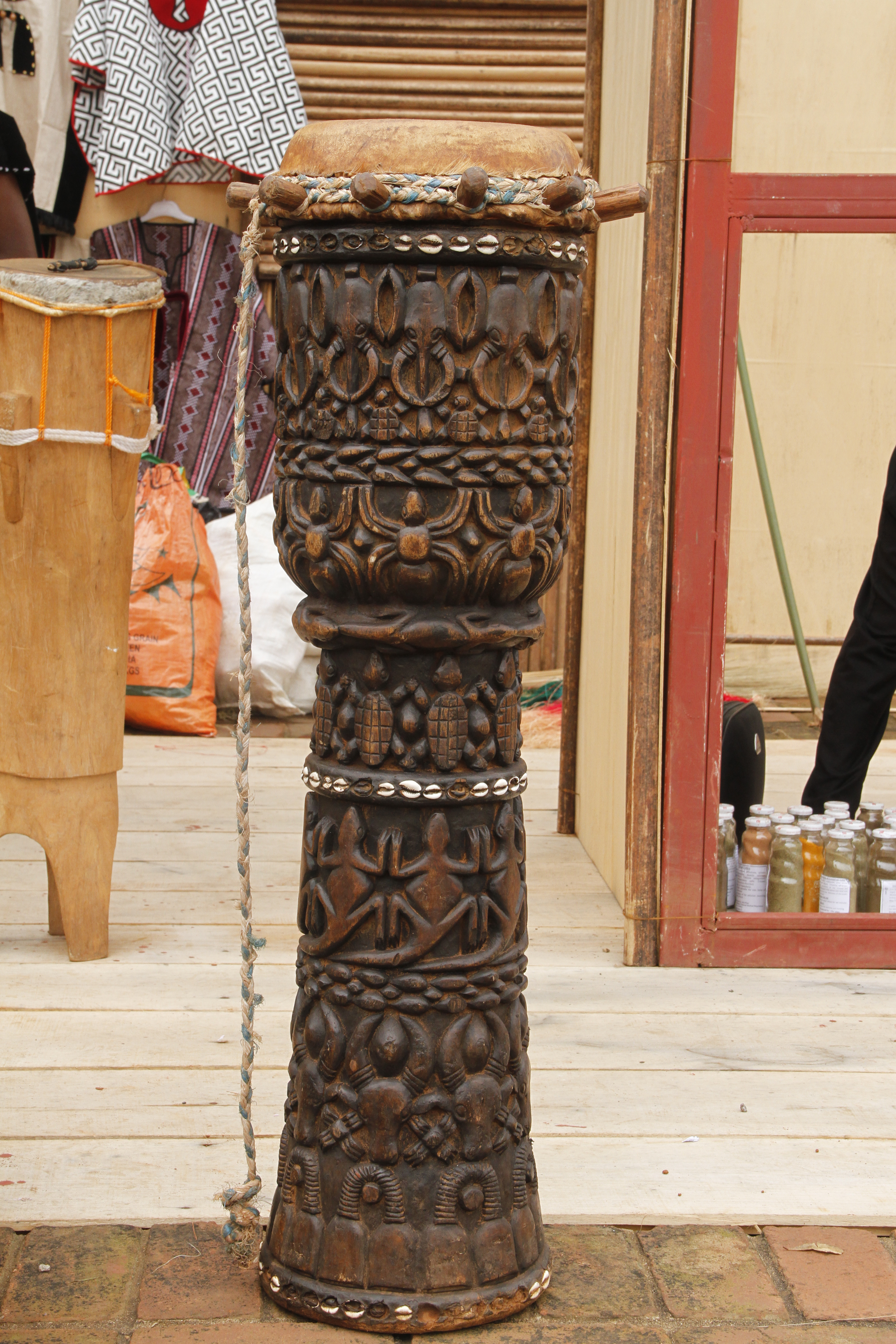
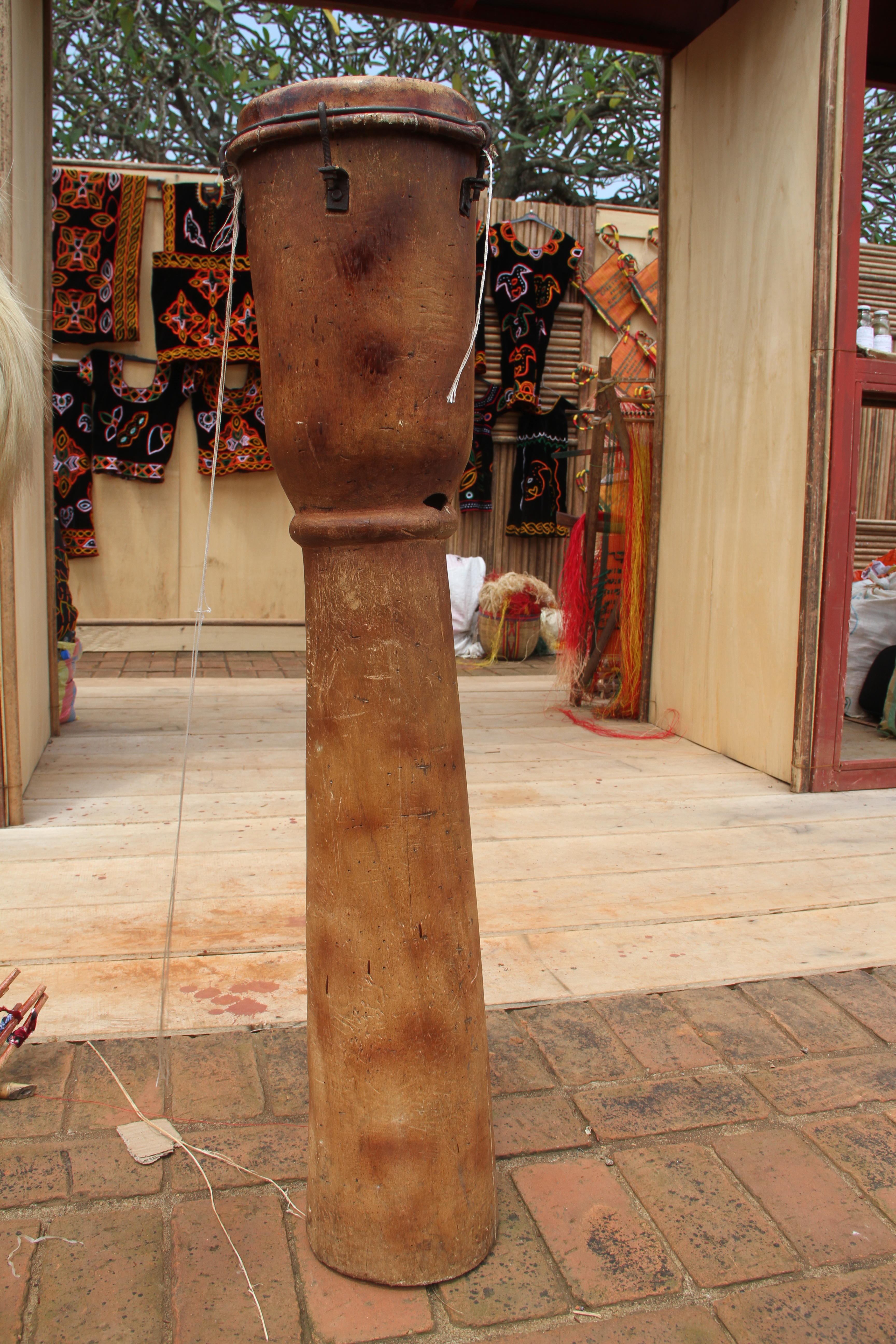
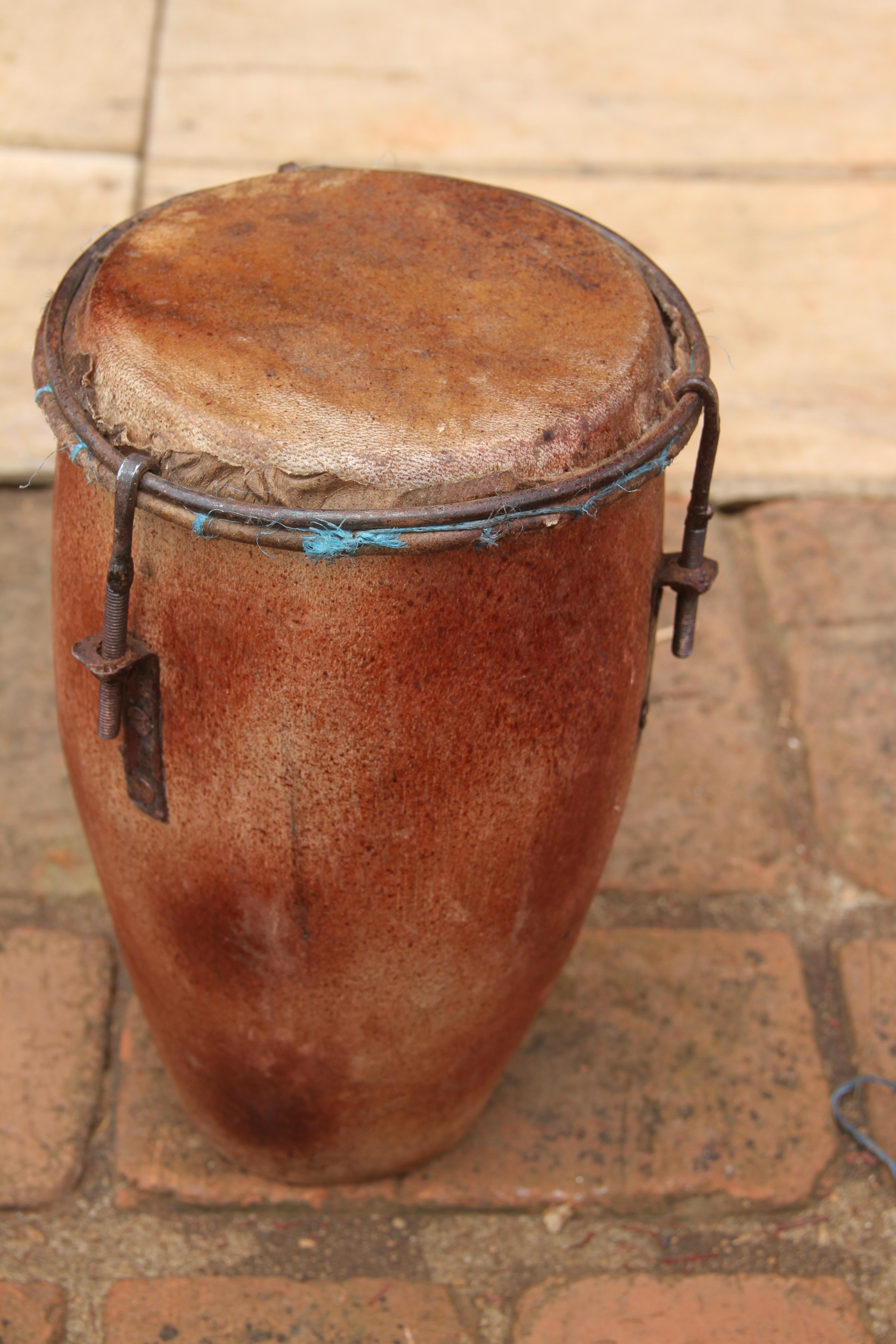
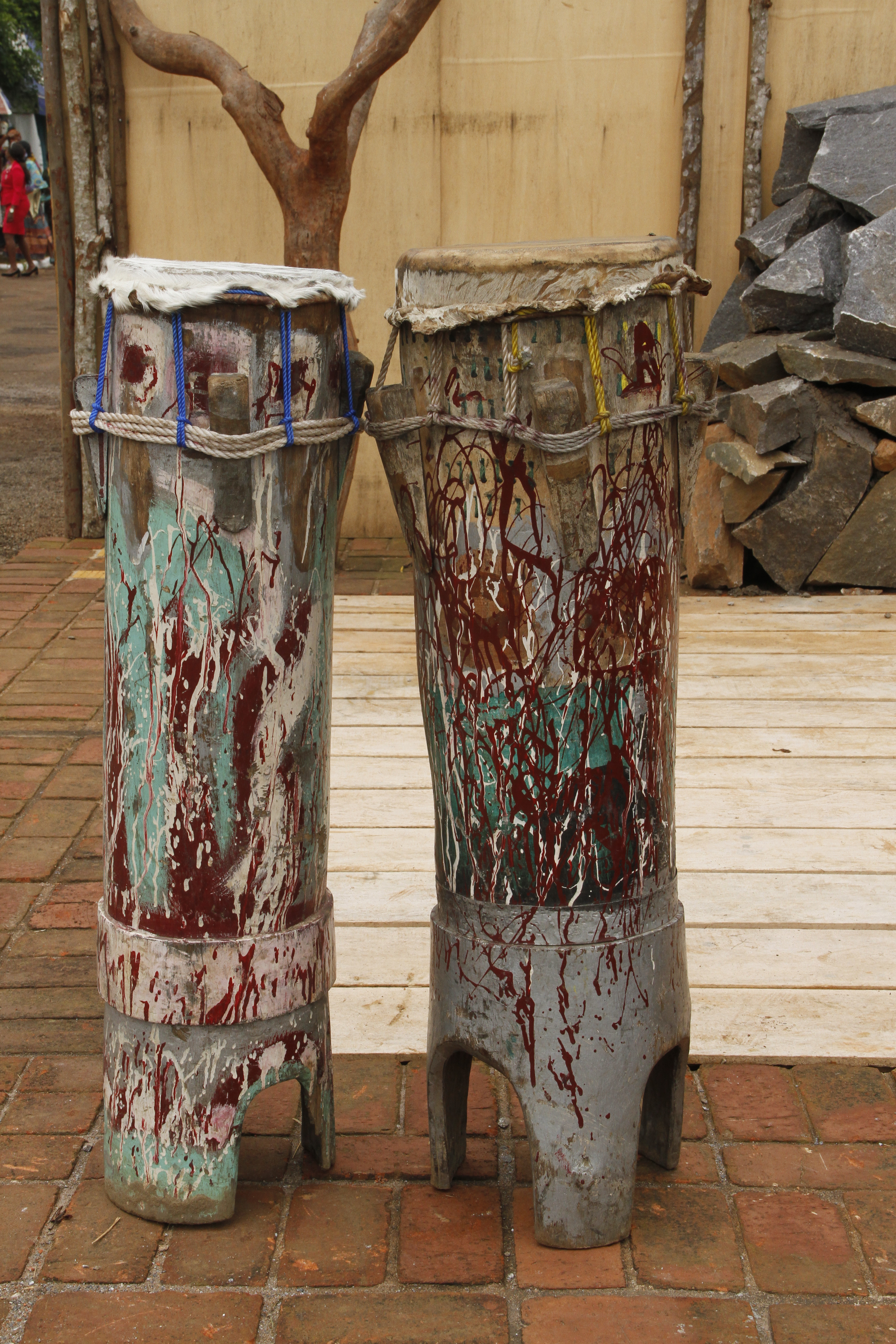
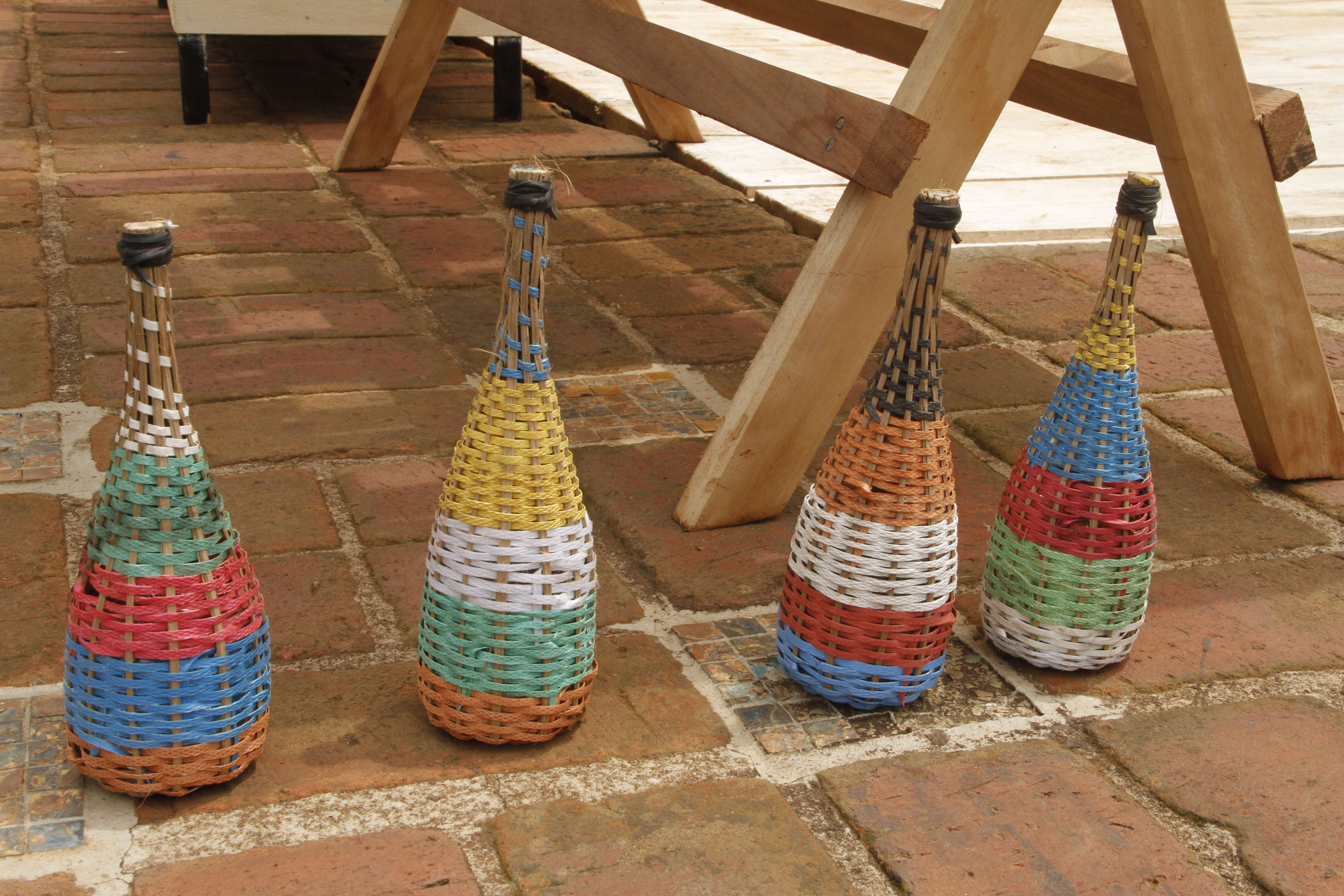
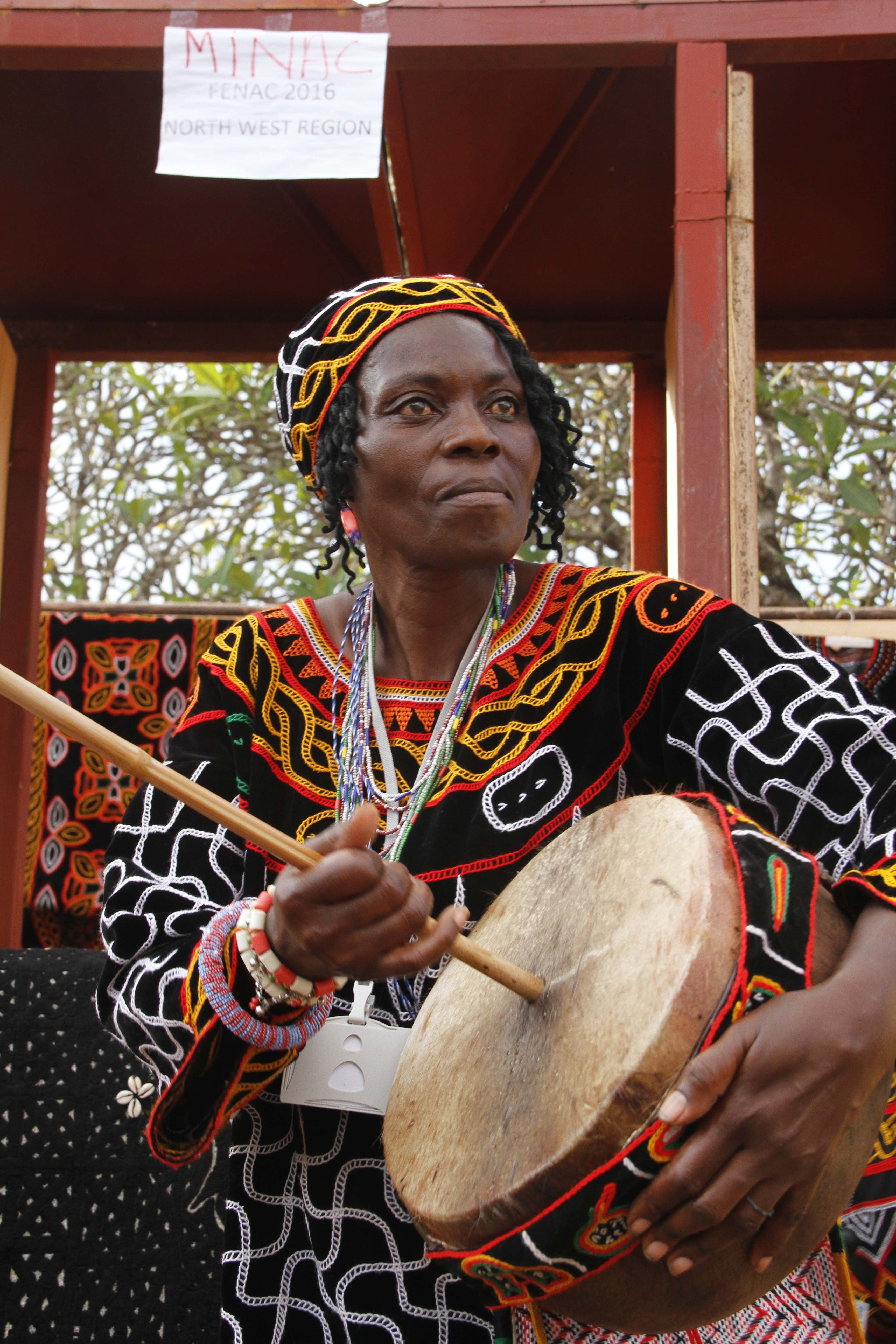
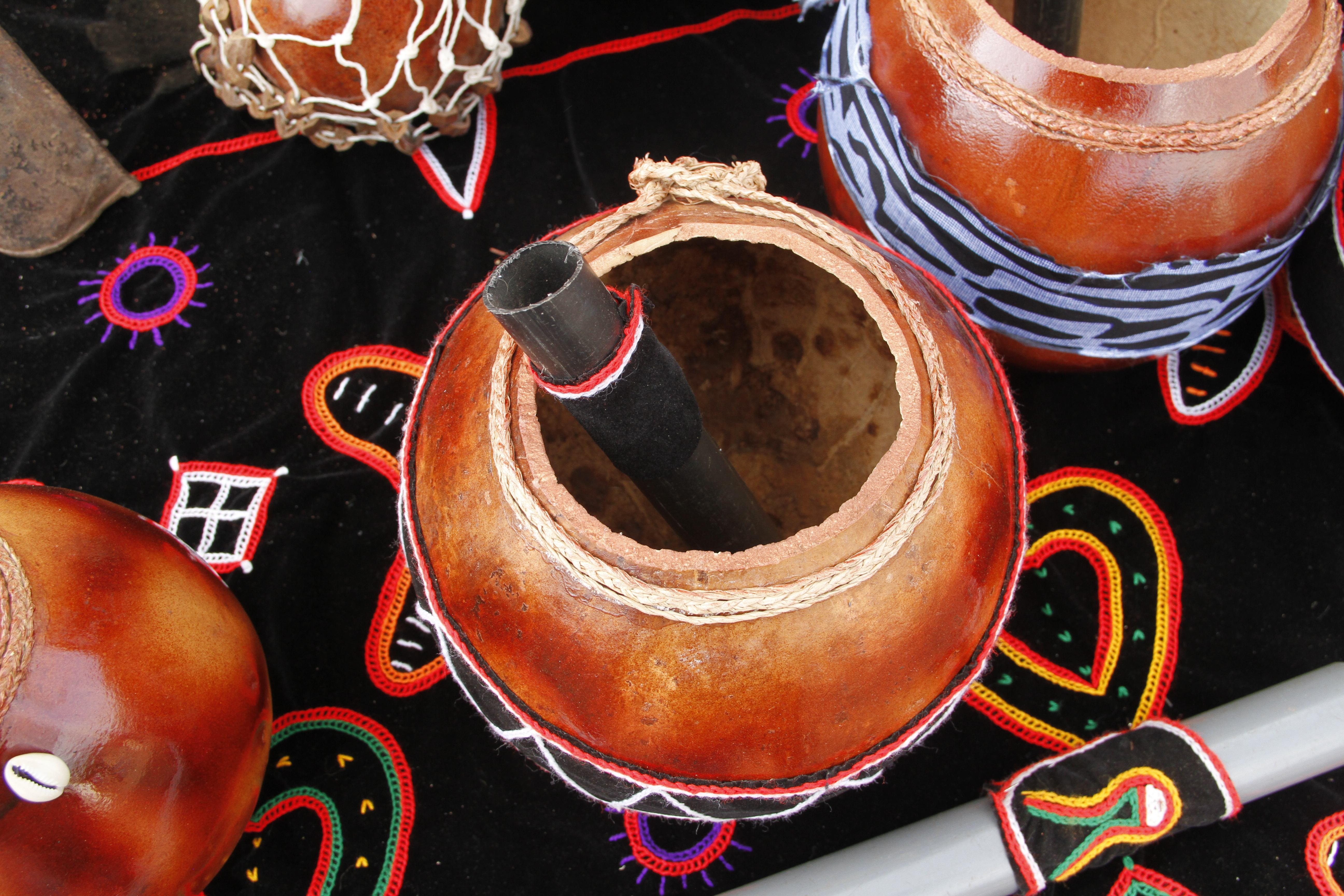
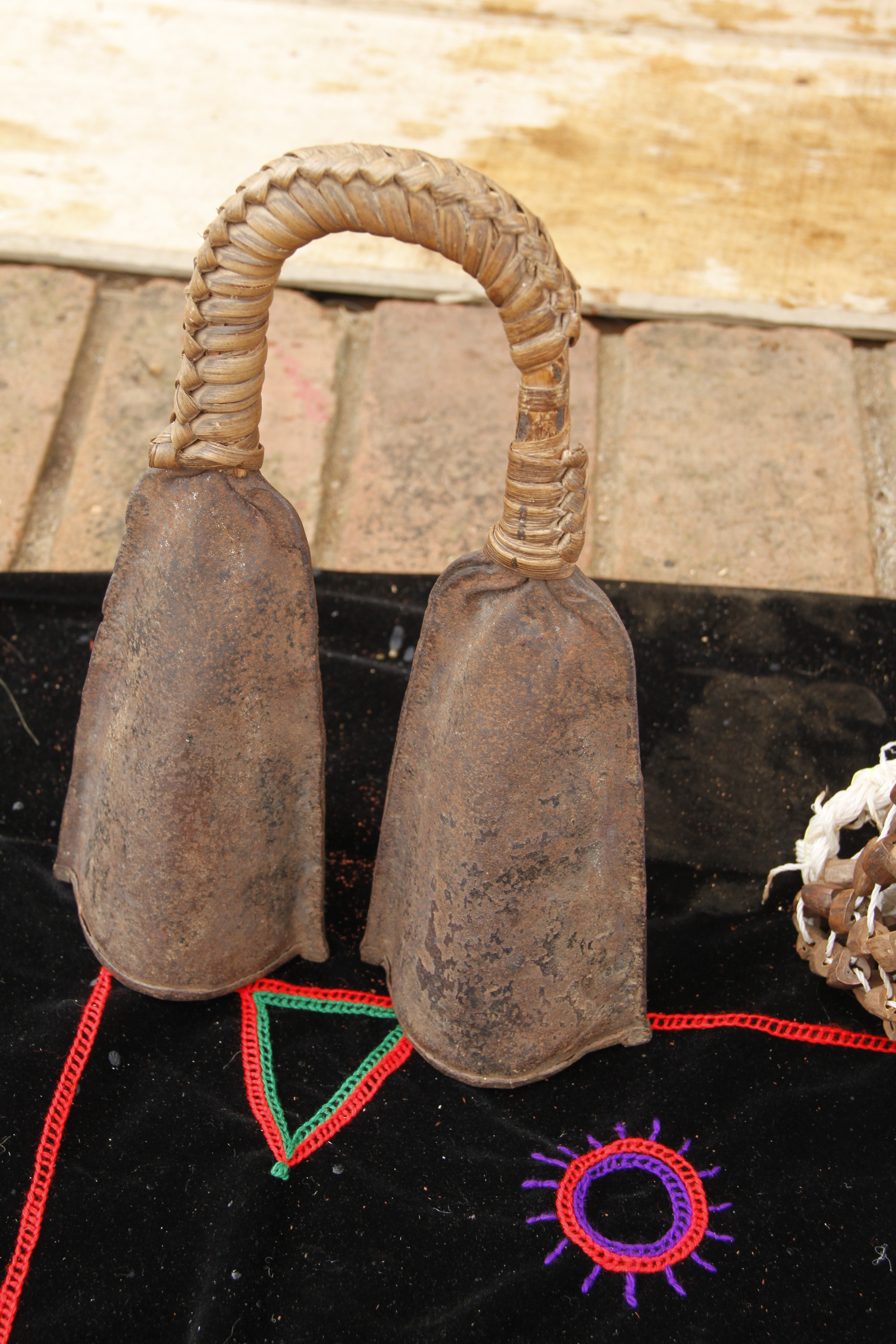
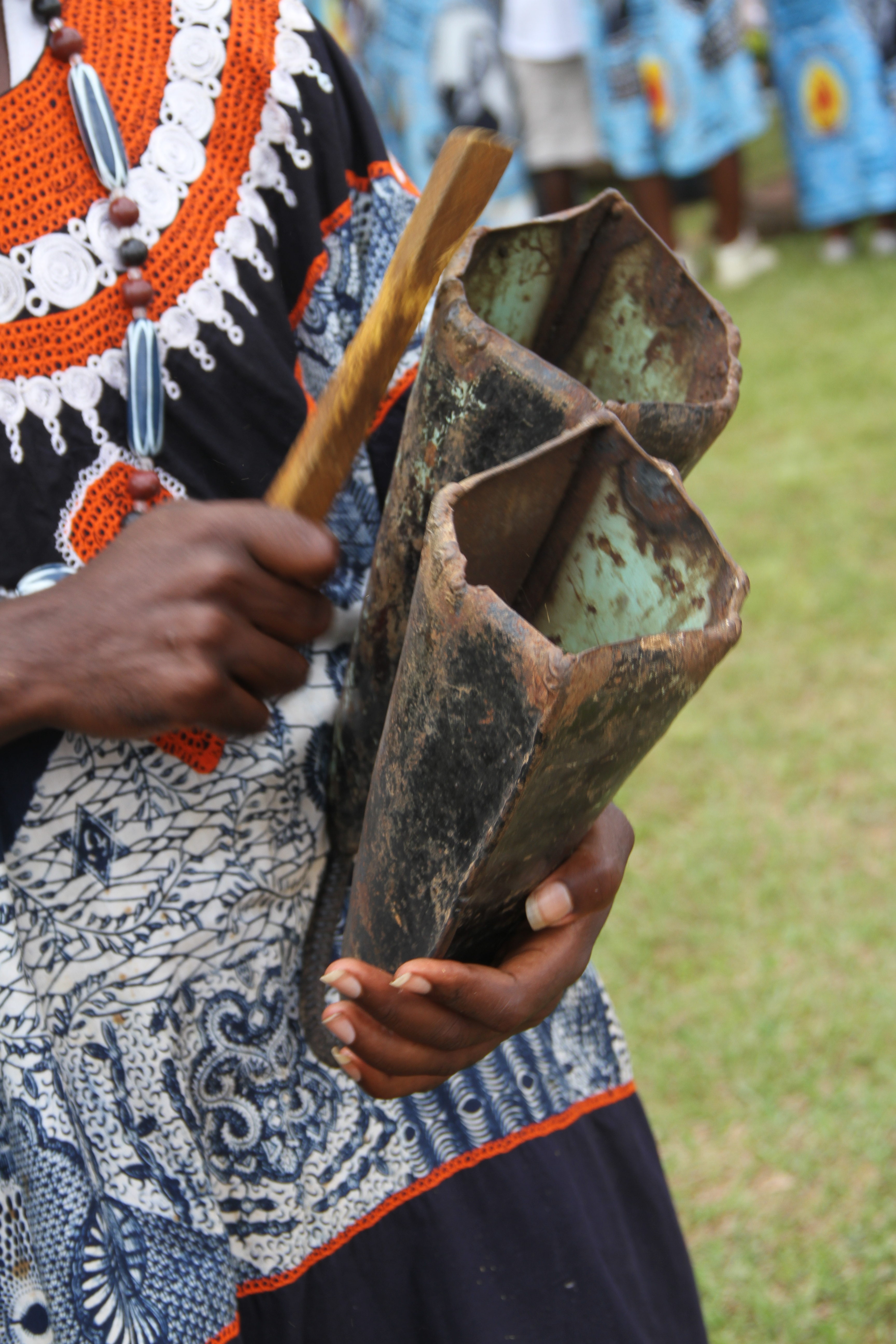
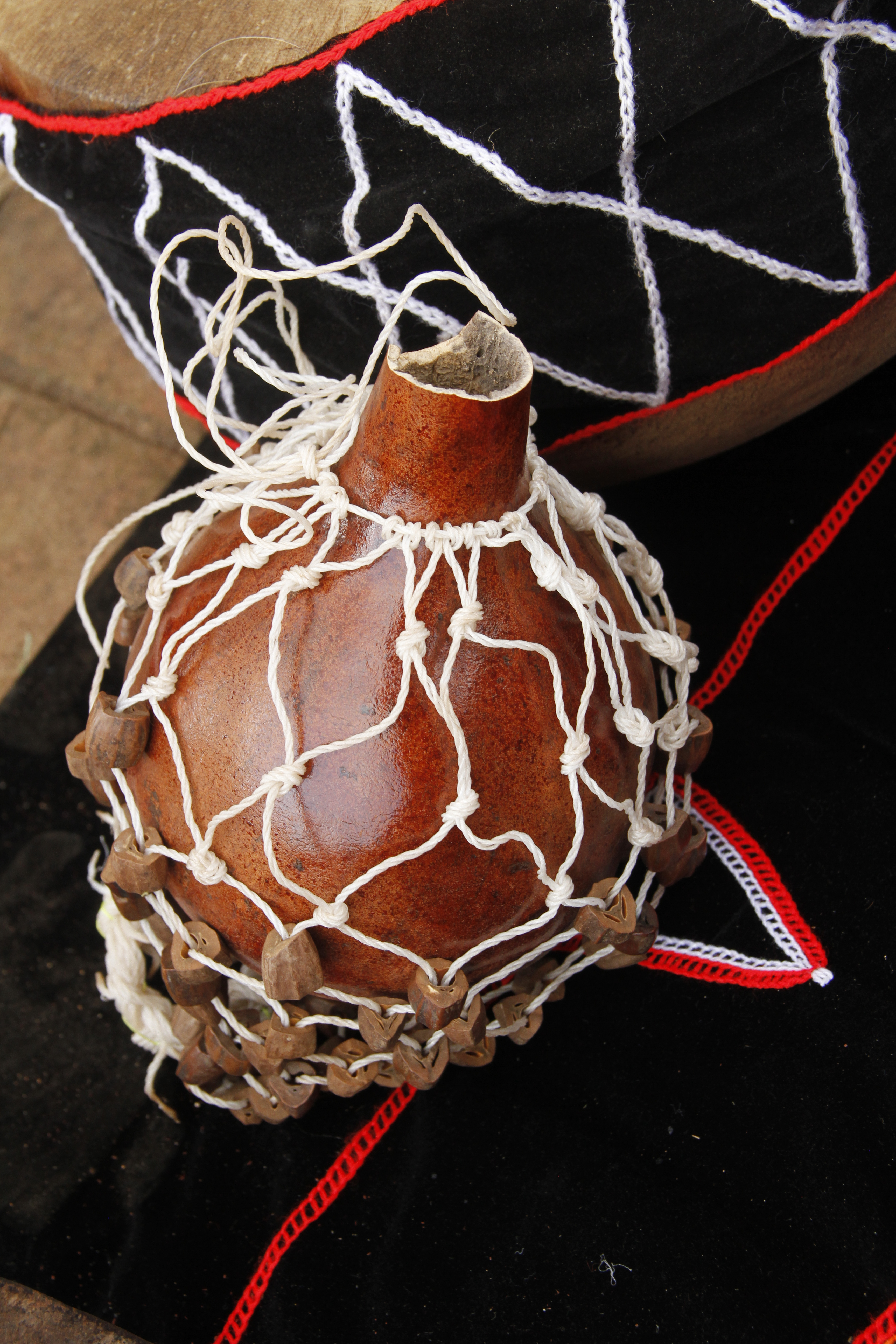
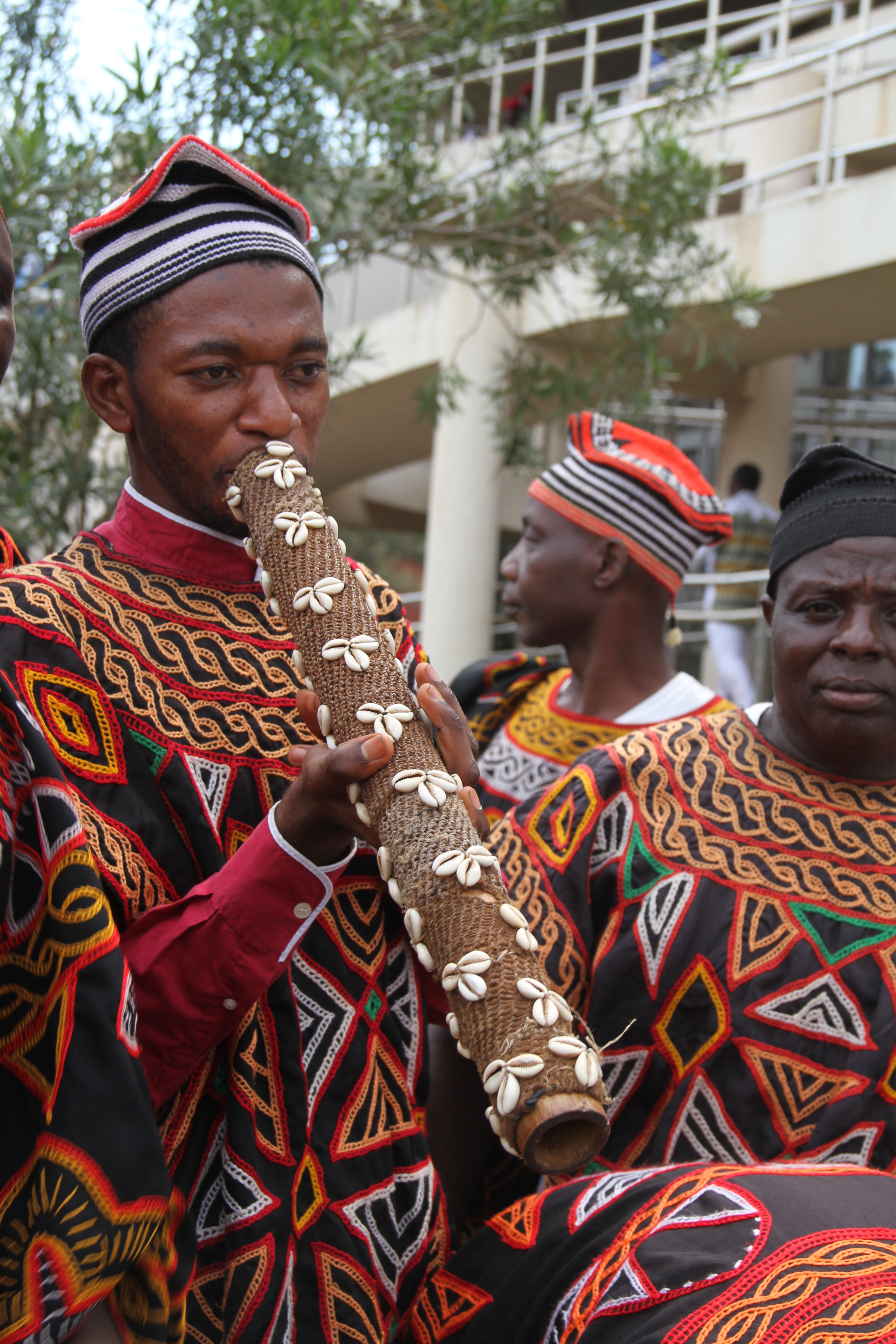
Flûte
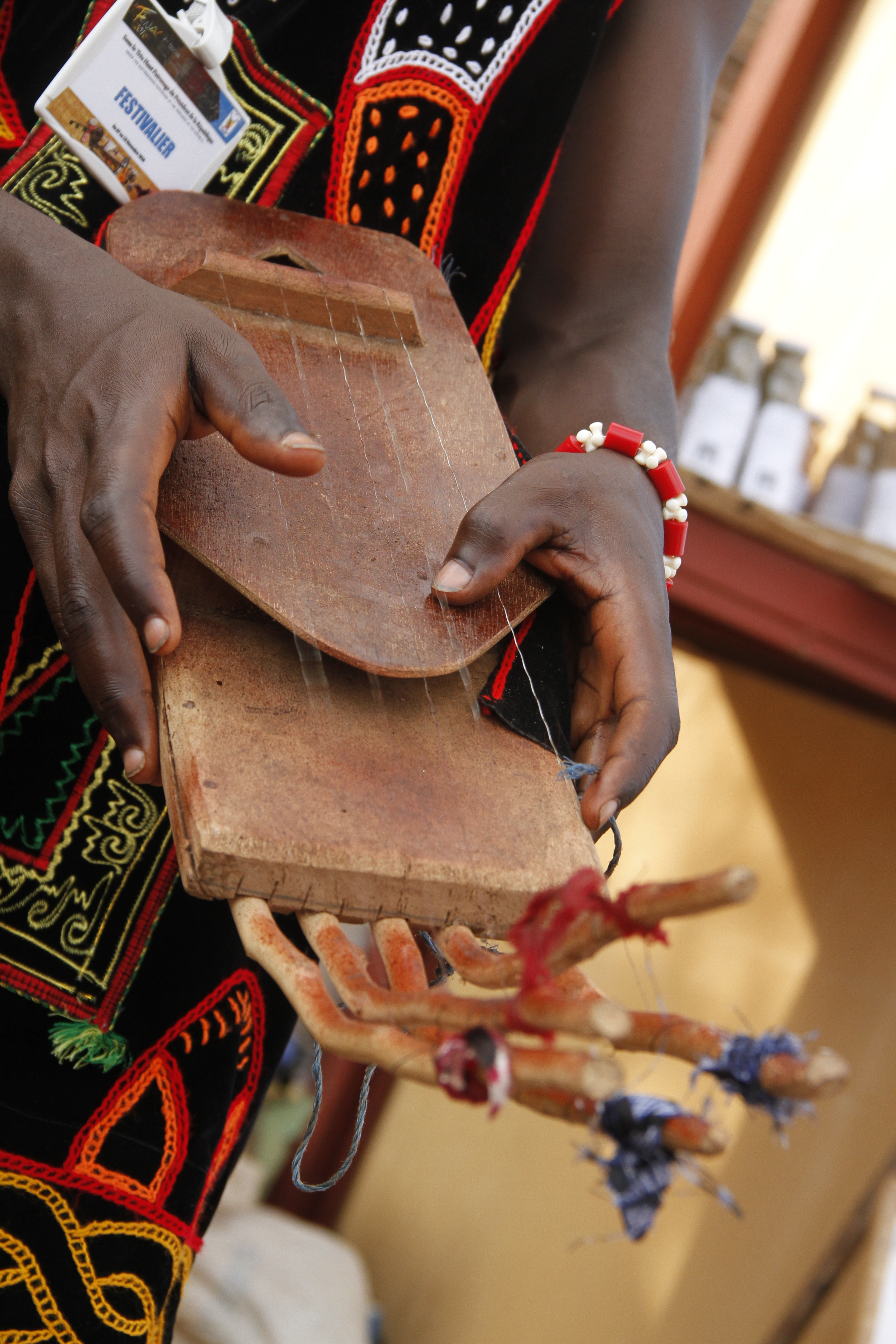
Sanza
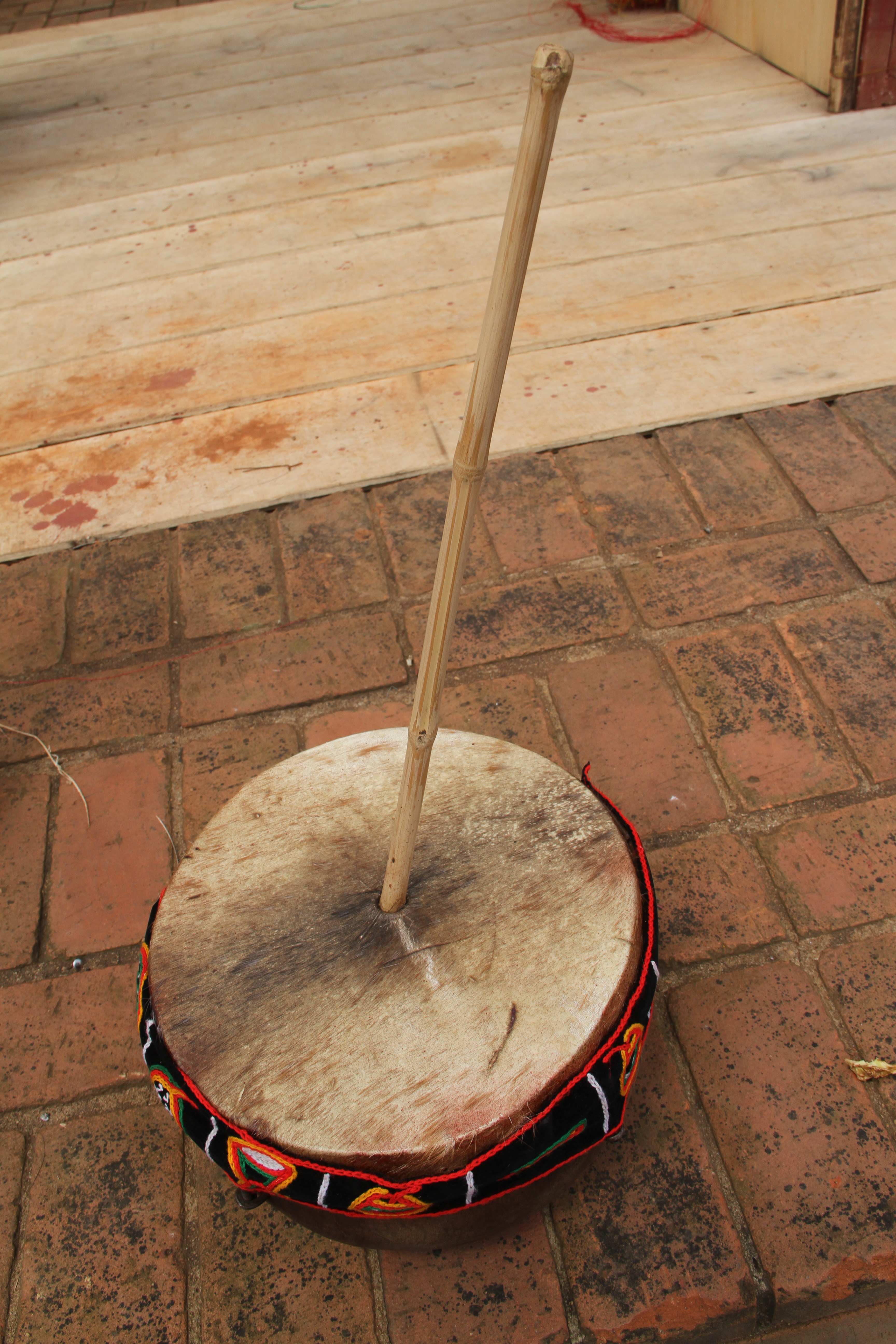
Tam-tam
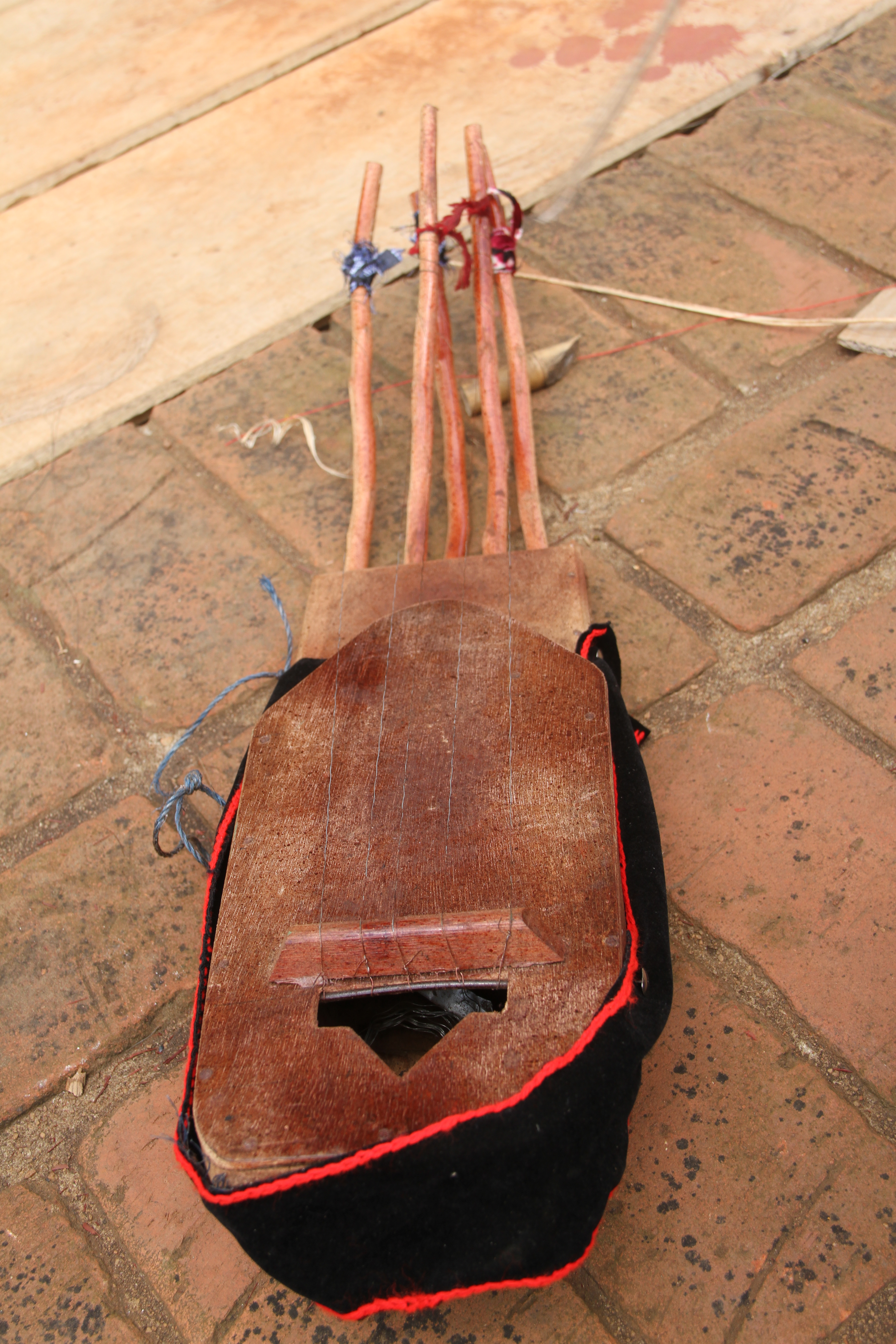
Guitare
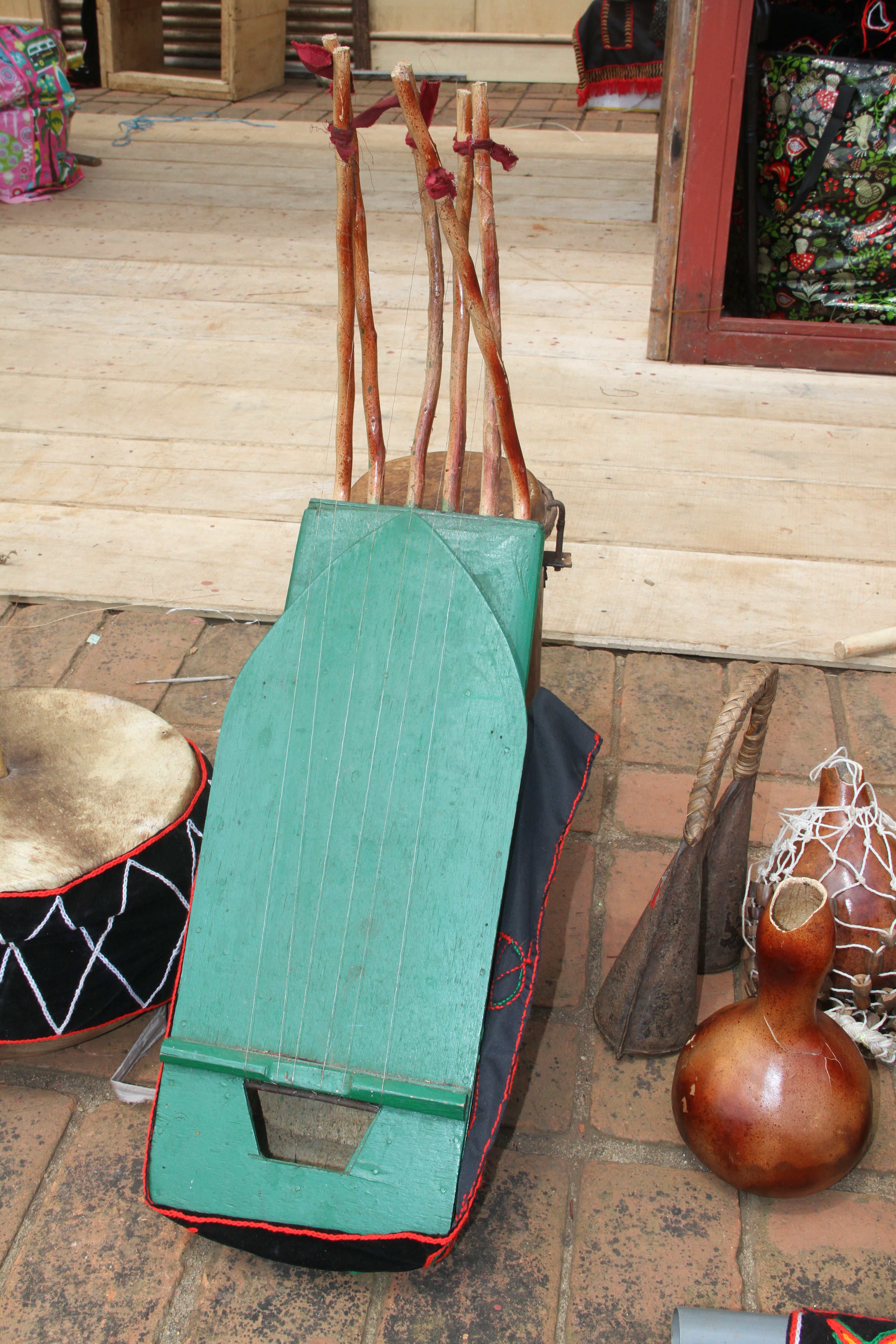
Autre guitare

#### Ouest

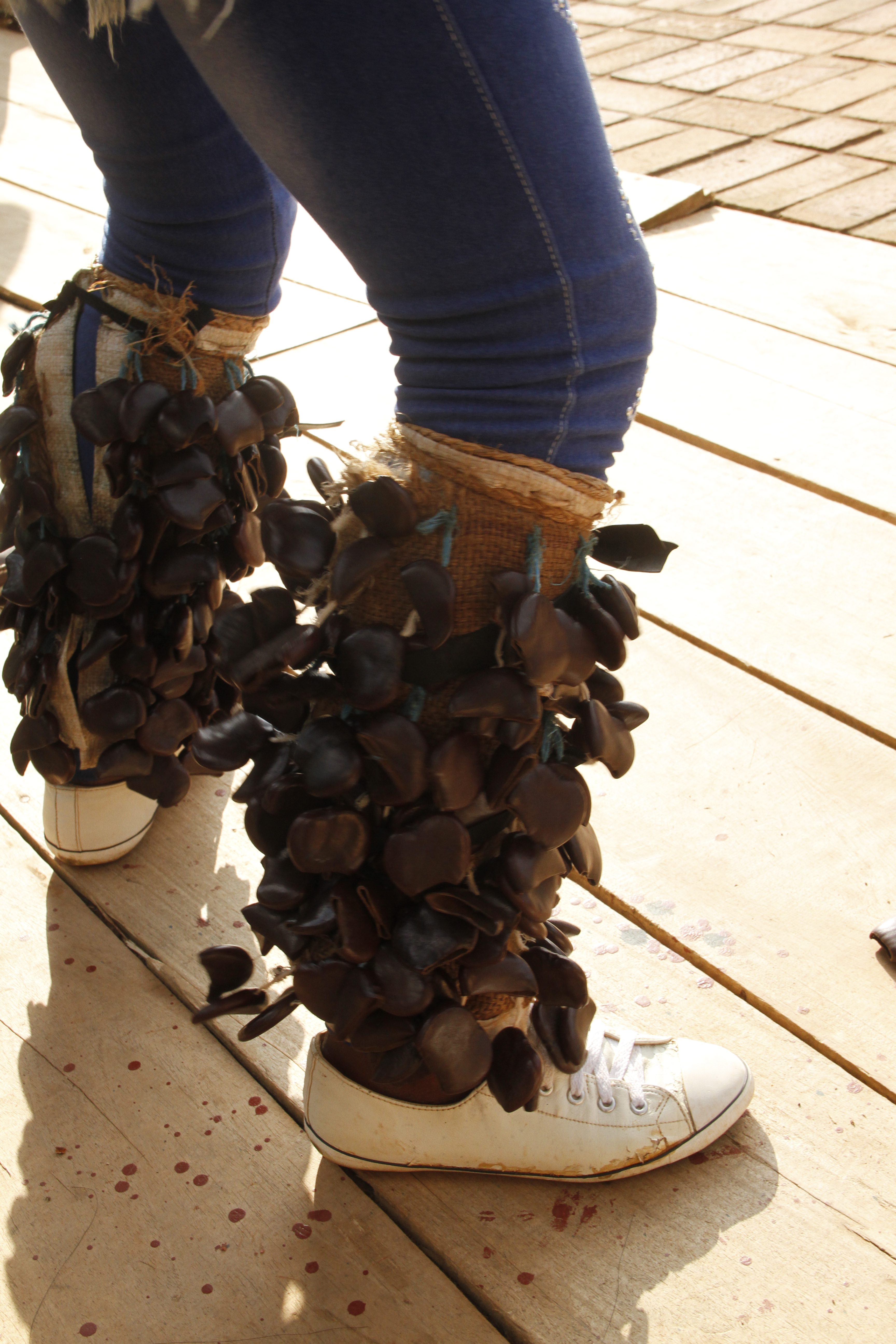
Sonnailles bamilékées
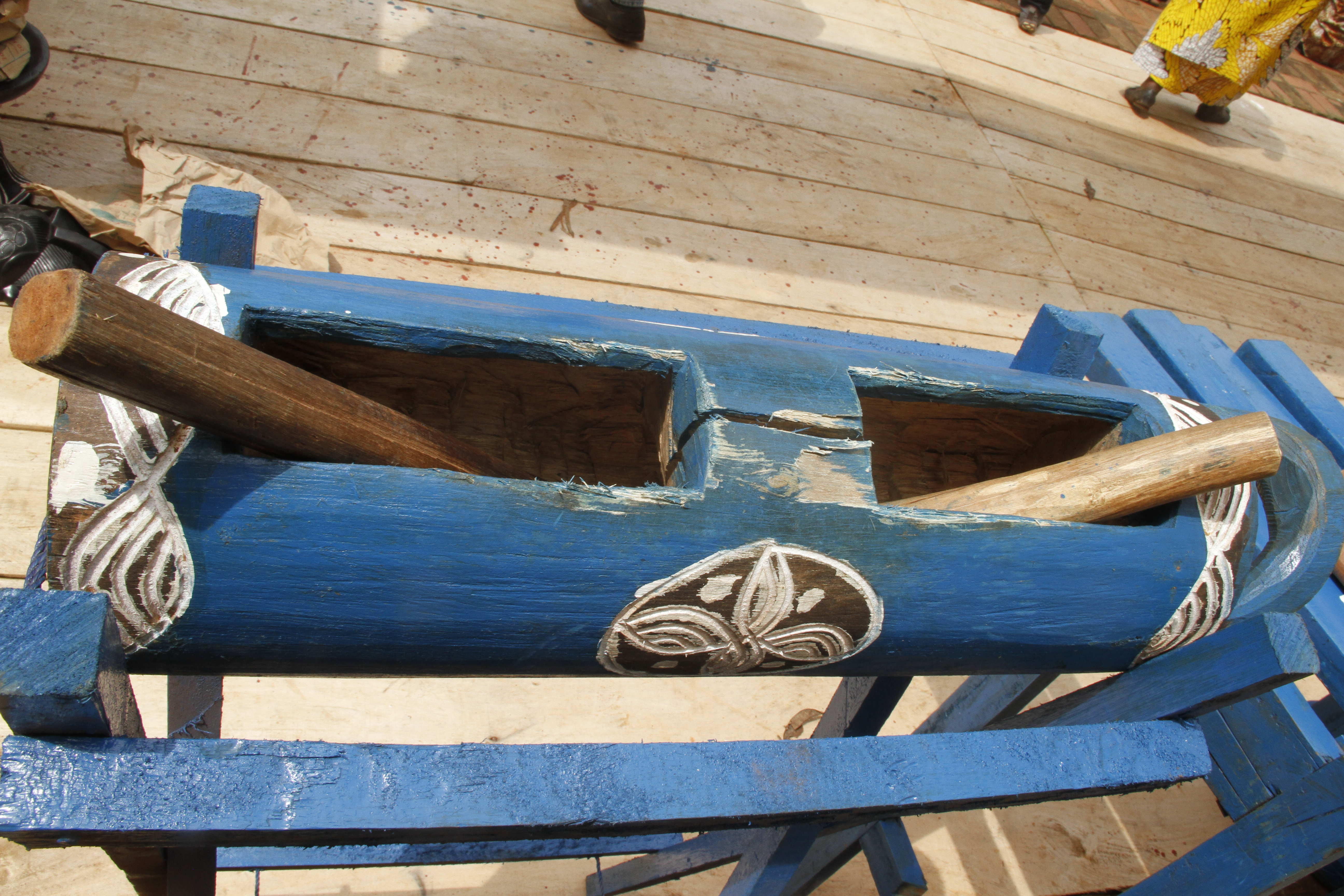
Balafon
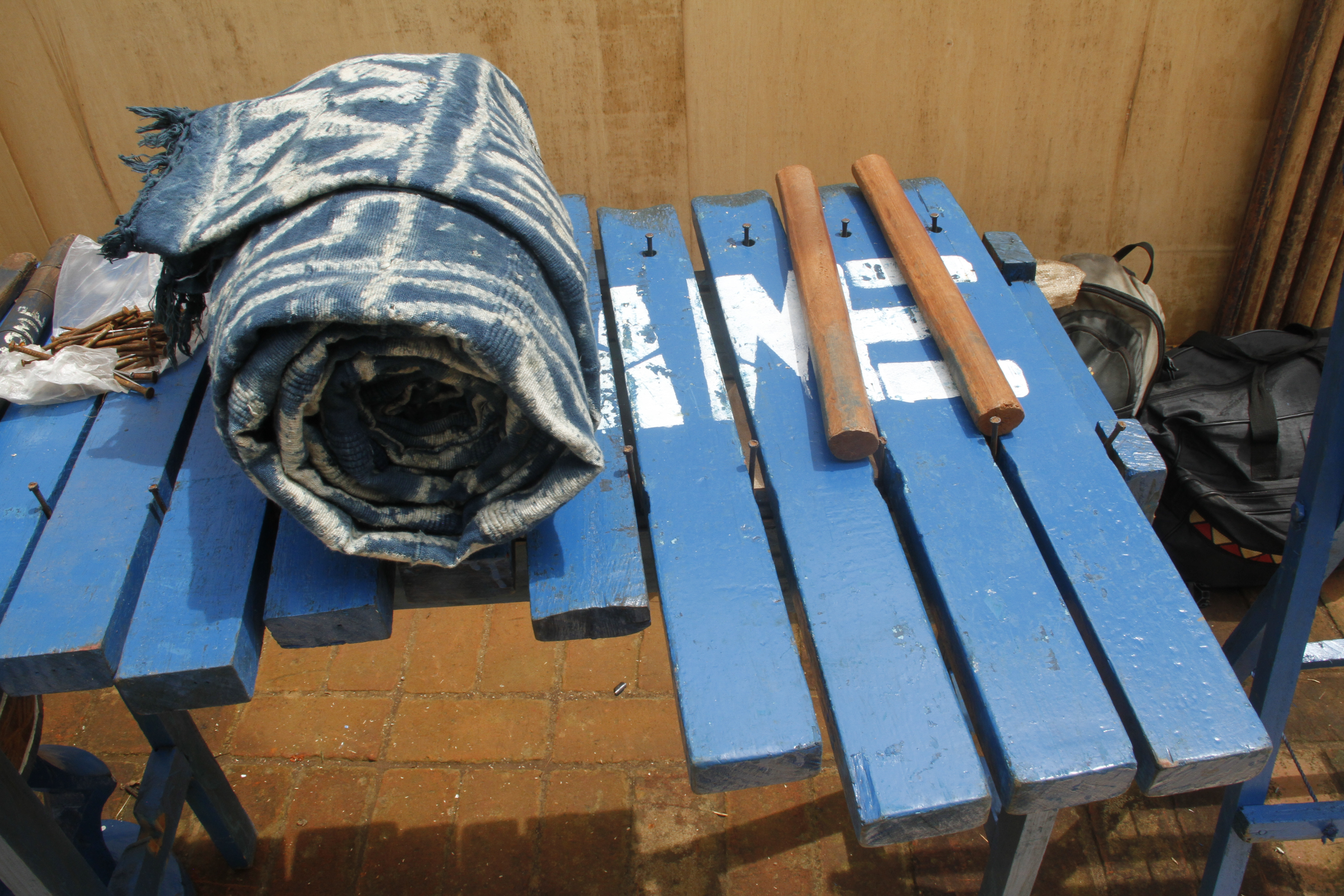
Autre balafon
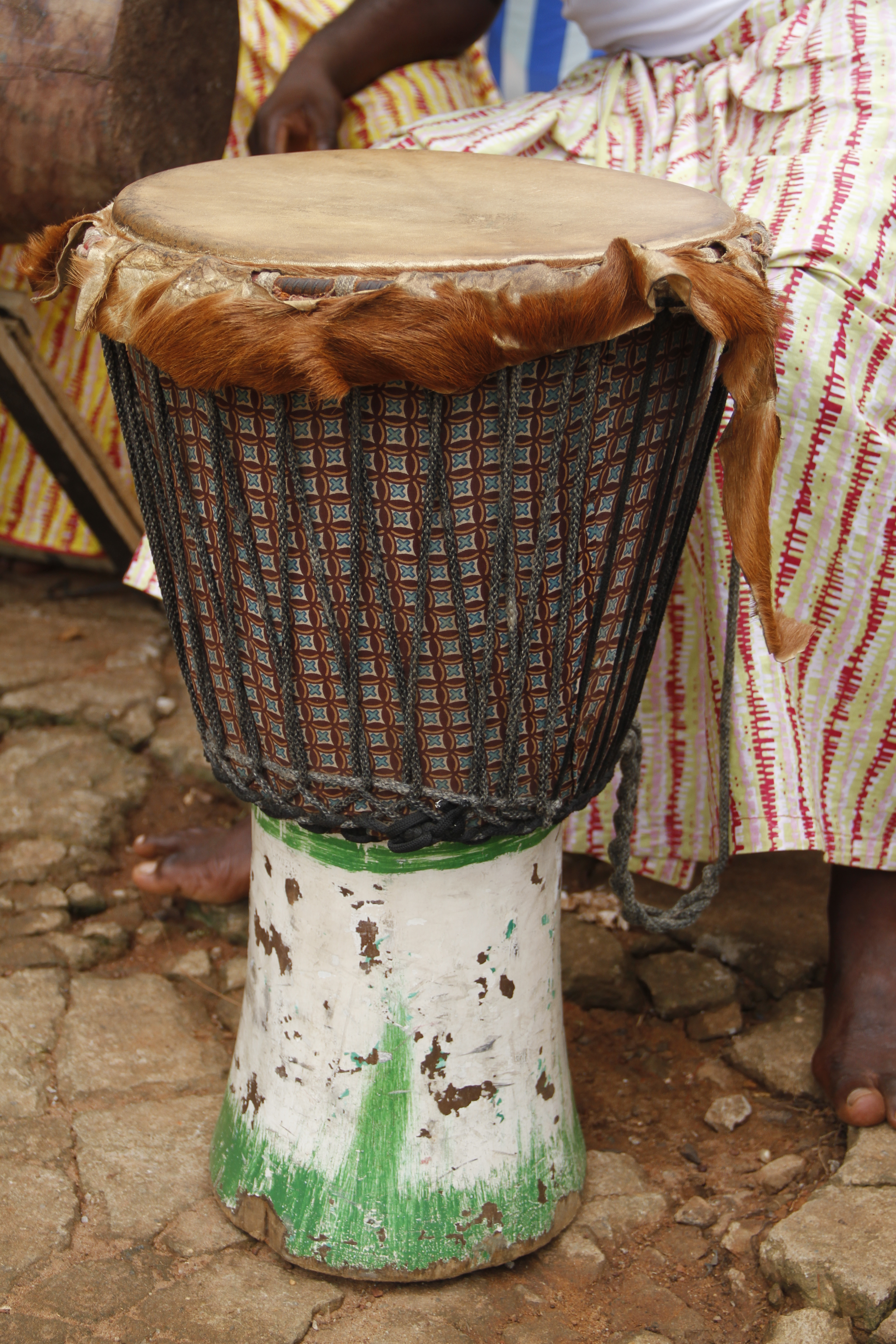
Tam-tam
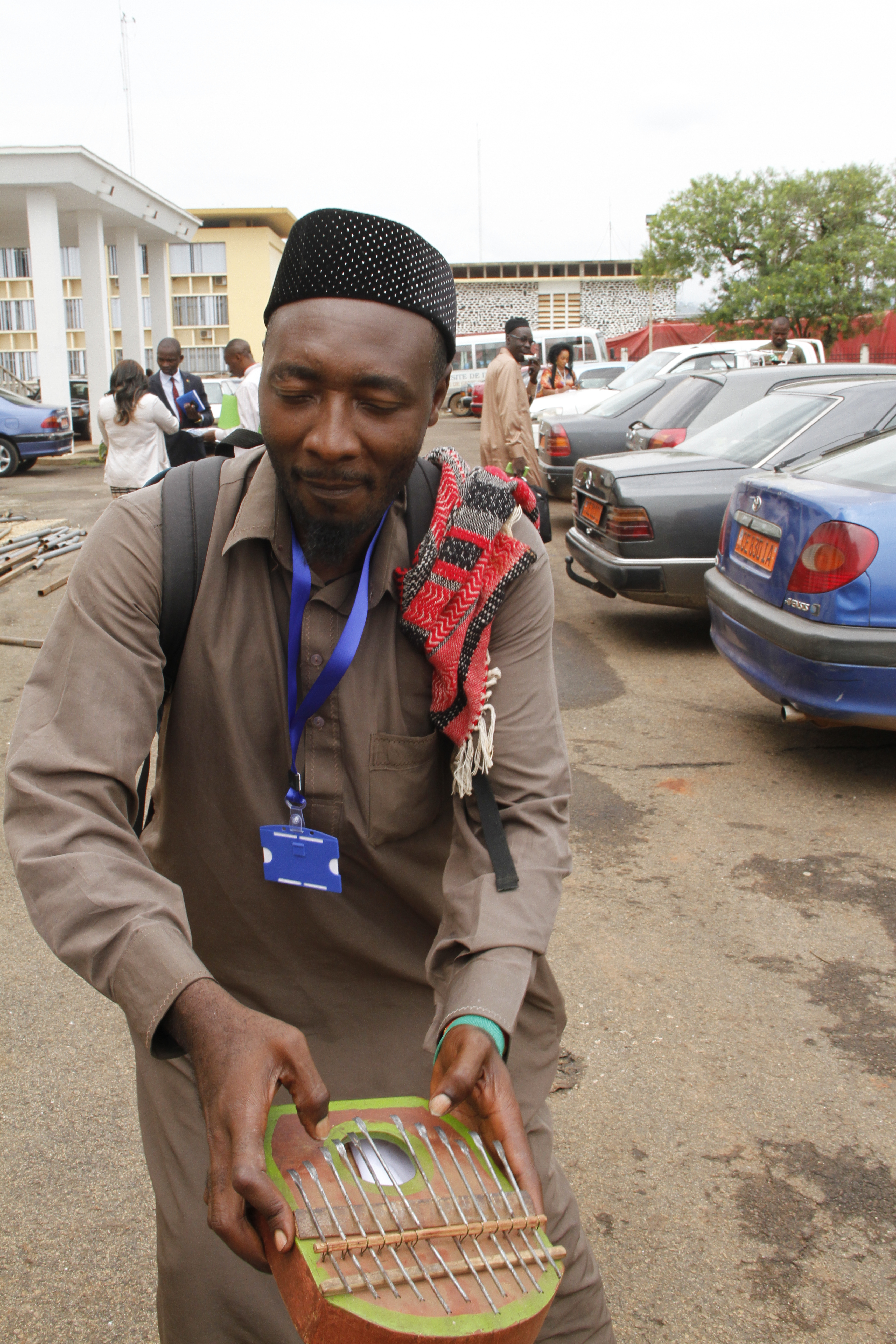
Sanza
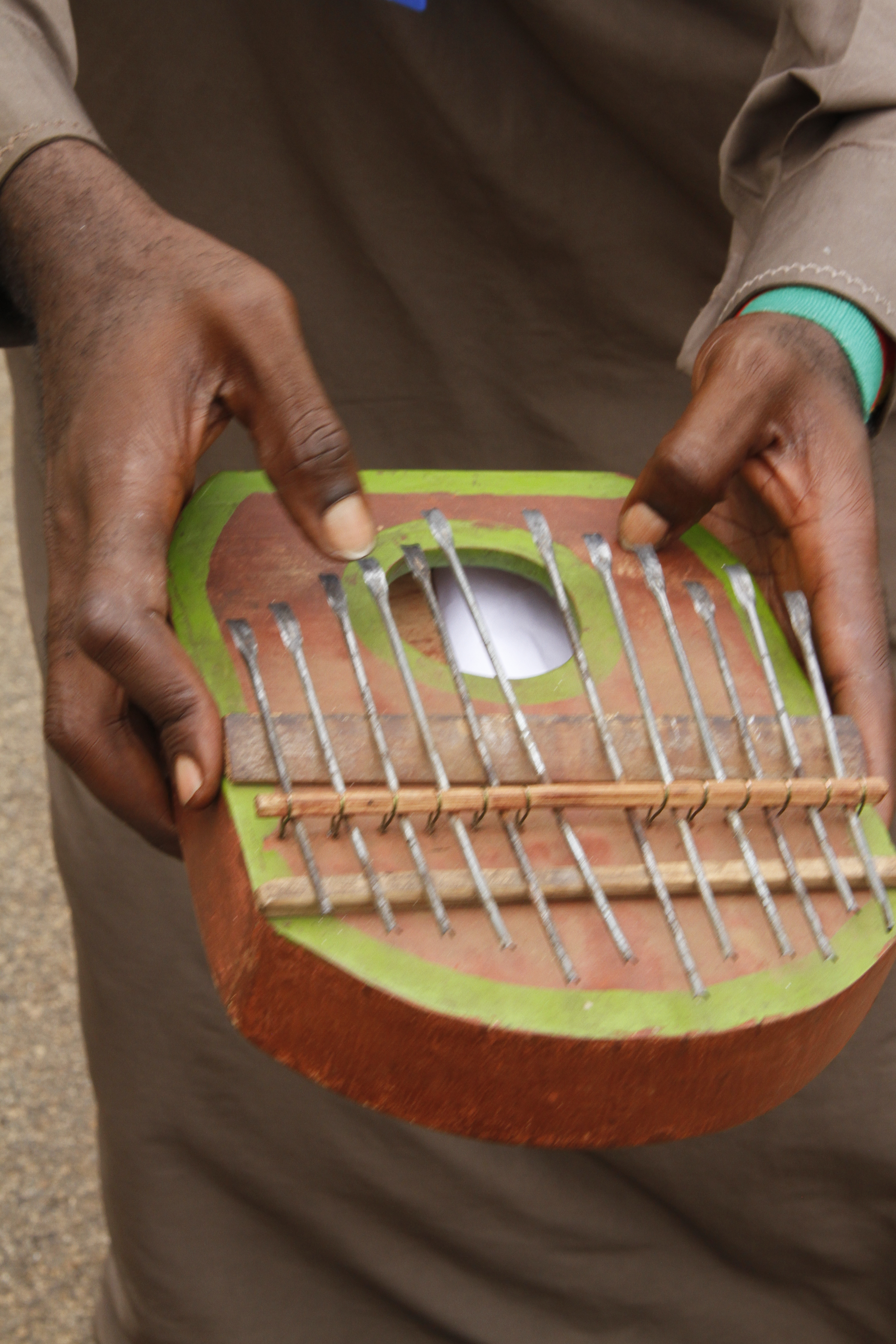
Sanza
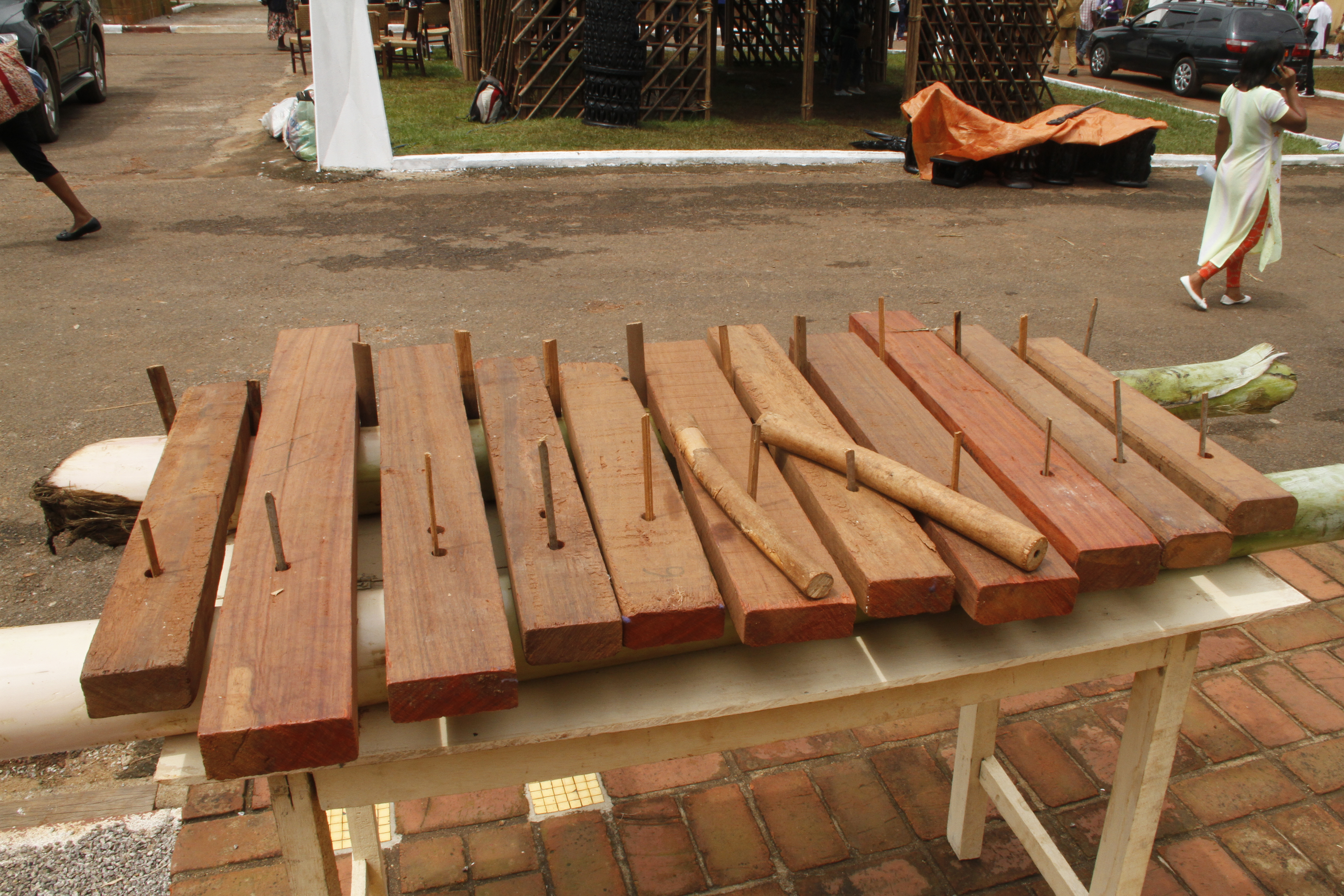
Balafon
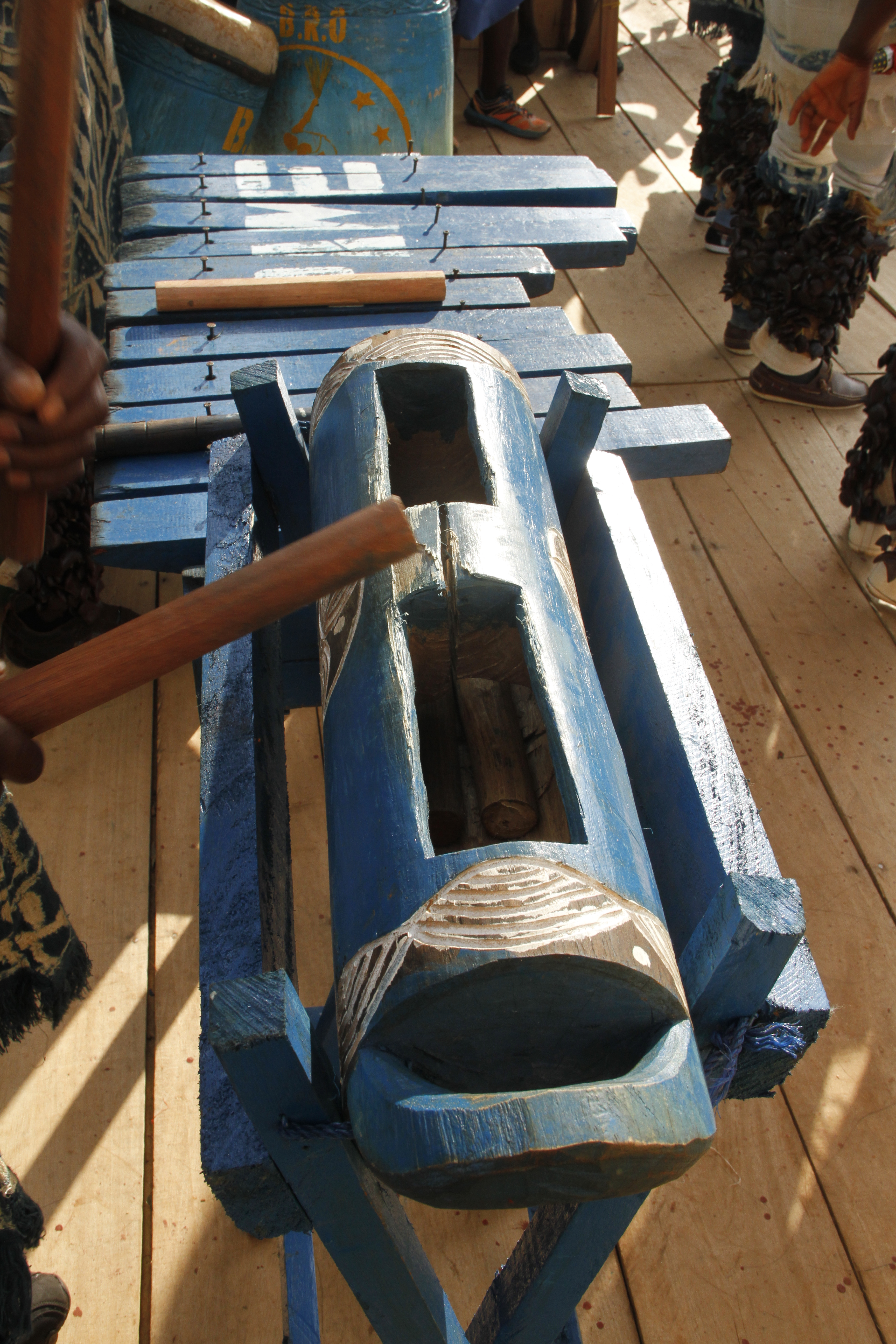
Balafon
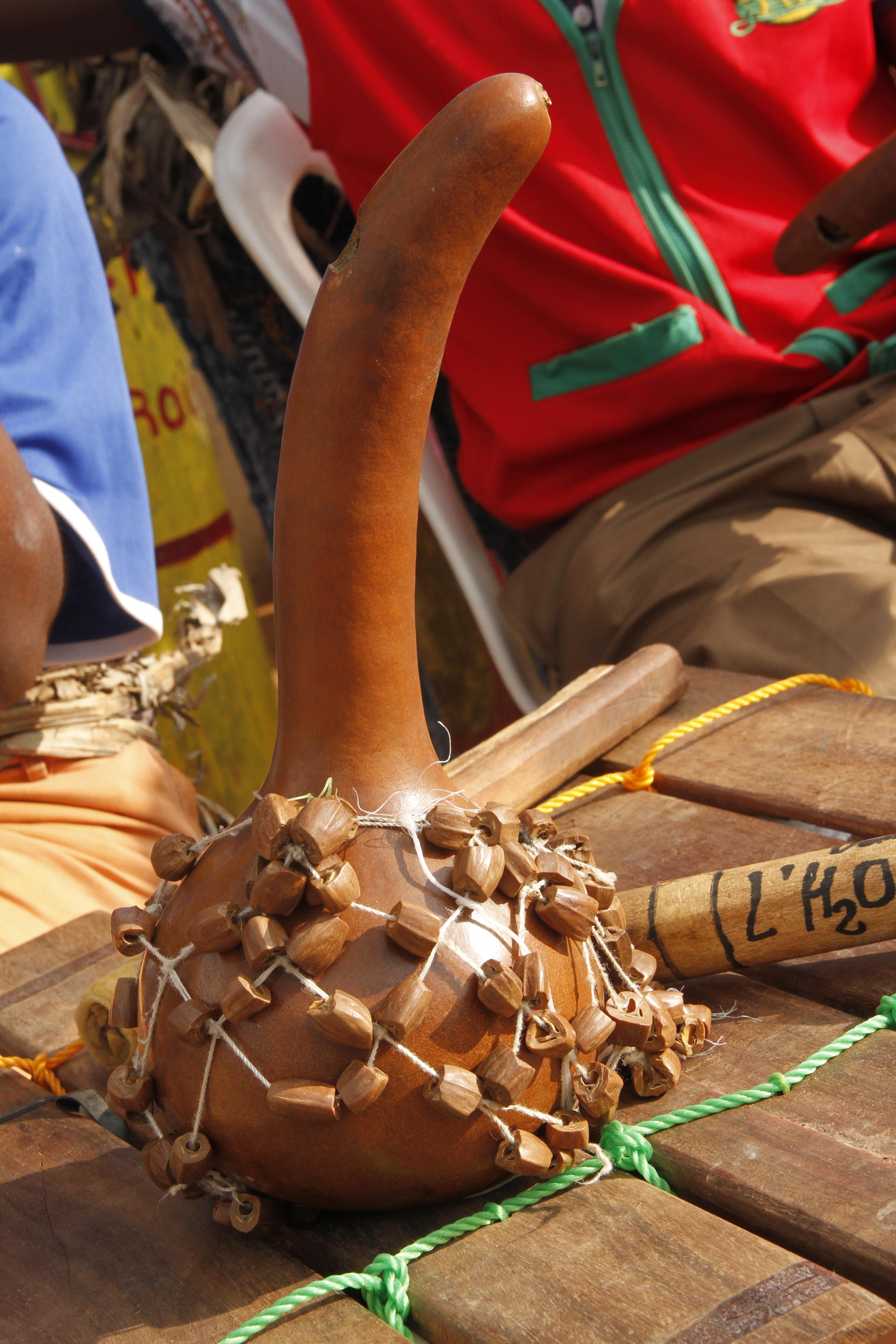
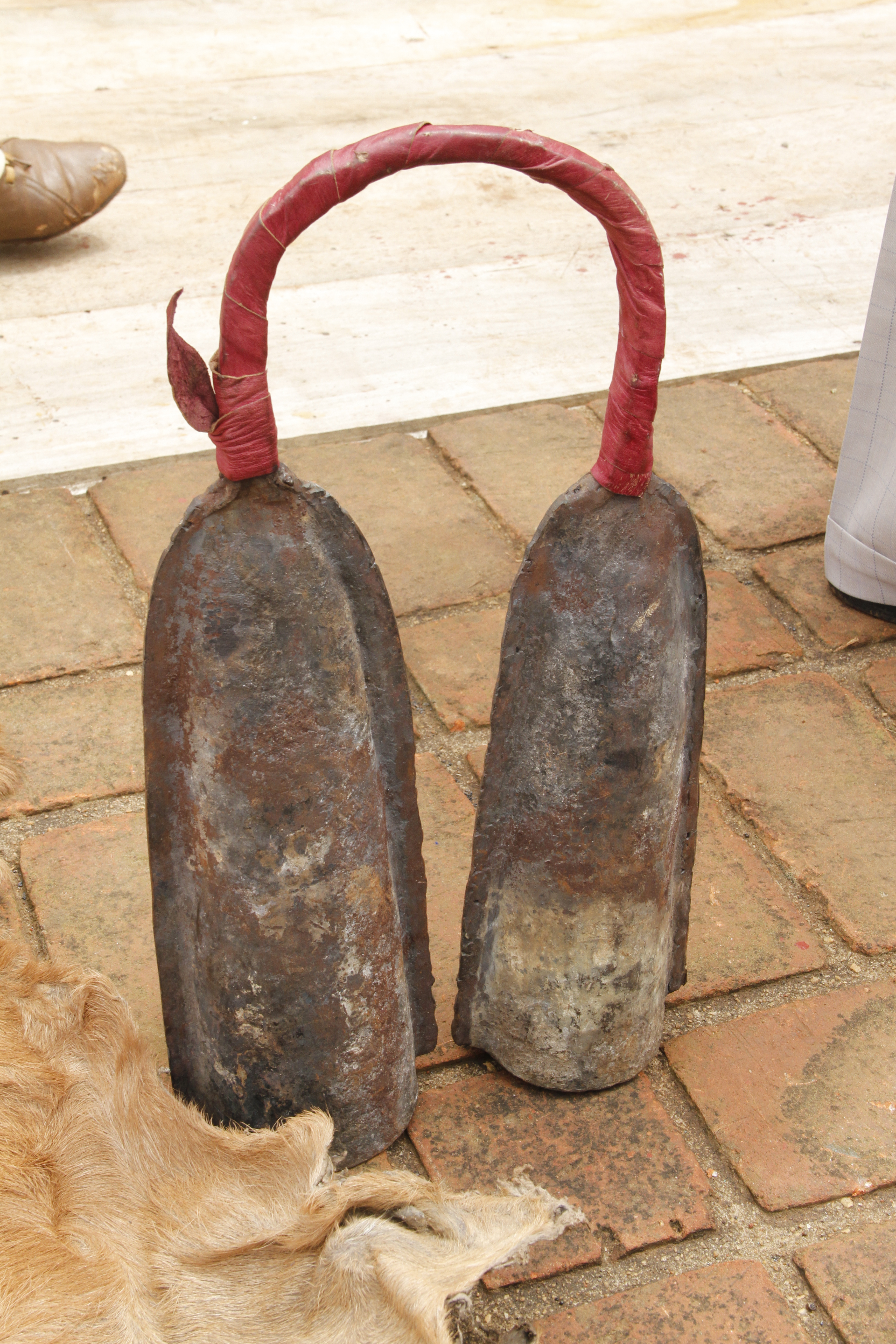